# Villard-de-Lans
Pour les articles homonymes, voir Villard-de-Lans (race bovine), Hameaux et lieux-dits de Villard-de-Lans, Histoire de Villard-de-Lans, Personnalités liées à Villard-de-Lans et Maison du patrimoine de Villard-de-Lans.
Villard-de-Lans [vilaʁ.də.lɑ̃s] est une commune française située, géographiquement, dans le massif du Vercors, administrativement, dans le département de l'Isère, en région Auvergne-Rhône-Alpes et, autrefois, rattachée à l'ancienne province du Dauphiné.
En ce début de XXIe siècle, la commune est la principale ville du massif du Vercors septentrional et isérois, secteur également connu sous le vocable des « Quatre-Montagnes » ou du « Val de Lans ». C'est la zone du massif la plus développée économiquement et démographiquement, bien desservie par un réseau routier qui la relie à la vallée de l'Isère et aux grandes métropoles de la région, Grenoble, dont l'agglomération est très proche, et Valence qui la relie à la Vallée du Rhône.
Villard-de-Lans fut, historiquement, depuis le Consulat, le chef-lieu de son canton jusqu'aux élections départementales de 2015, car à compter de ce scrutin, Villard-de-Lans et les communes de son ancien canton ont toutes été incorporées dans le nouveau canton de Fontaine-Vercors. Toutefois, la ville reste le siège de la communauté de communes du massif du Vercors (CCMV).
Villard-de-Lans est aussi la commune qui offre le plus grand nombre de lits du secteur hôtelier du parc naturel régional du Vercors et malgré sa séparation d'avec la commune de Corrençon-en-Vercors, survenue en 1857, elle reste la commune ayant le territoire le plus étendu de la CCMV, avec une superficie légèrement supérieure à 67 km2 ; un territoire qui, par ses dimensions, présente aussi un potentiel forestier, montagnard (notamment en zone skiable), spéléologique et faunistique notable. Cette commune du Vercors est également la plus peuplée de son territoire avec une population supérieure à 4 000 habitants.
En 1968, elle devient station olympique à la suite de la tenue des épreuves de Luge des Xèmes Jeux Olympiques d’Hiver- Grenoble 1968.
Elle a obtenu le niveau « 2 fleurs » au concours des villes et villages fleuris, et son espace skiable dénommé Villard-Corrençon est doté du label « Famille Plus ».
L'aire urbaine de Villard-de-Lans ne comprend que la commune. La mairie est située à 1 020 m d'altitude et ses habitants sont dénommés les Villardiens.

## Géographie

Carte topographique du Massif du Vercors.

Le centre du bourg de Villard-de-Lans (correspondant à la place de la Libération) est situé à environ 30 km de Fontaine, commune gérant le bureau centralisateur du canton, 35 km de Grenoble, préfecture de l'Isère, 126 km de Lyon, préfecture de la région Auvergne-Rhône-Alpes ainsi qu'à environ 440 km de Nice (par la route et l'autoroute), 597 km de Strasbourg et 593 km de Paris.
La superficie de la commune est de 6 720 hectares et son altitude varie de 720  à   2 286 mètres. L'altitude moyenne du territoire est estimée à 1 503 m et l'altitude minimale se situe au débouché de la Bourne en aval du hameau des Jarrands, à la sortie du territoire communal et son altitude maximale au sommet de la Grande Moucherolle.

### Localisation et description

#### Localisation
L'ensemble du territoire villardien appartient au massif et au parc naturel régional du Vercors, situés dans les Préalpes françaises, elles-mêmes situées dans le Sud-Est de la France.
Ce territoire est plus précisément positionné au pied des plus hauts sommets du massif du Vercors septentrional, bien visibles de la plupart des rues du bourg central, dont notamment la Grande Moucherolle, 2e sommet du Vercors, le Roc Cornafion (2 049 m) et les arêtes du Gerbier (2 109 m), grands sites d'escalade. La commune se positionne également à l'extrémité méridionale d'un val jurassien typique, le Val de Lans, qui forme la moitié est de cette partie du massif du Vercors. La Bourne, principal torrent de la commune, draine ce val en évacuant l'ensemble des eaux d'écoulement vers l'ouest et le bassin du Rhône. Ce torrent forme ensuite de grandes gorges très encaissées, vers l'ouest, en aval du bourg.
Le territoire communal fait intégralement partie de la circonscription territoriale du département de l'Isère, même si cette commune se localise essentiellement sur la bordure occidentale de ce département, à la frontière avec le département voisin de la Drôme. Le 45e parallèle passe au niveau de la limite sud du territoire communal, dans le secteur très montagneux dit des « Deux Sœurs » qui le sépare des territoires des communes de Château-Bernard et de Corrençon-en-Vercors.
Le sol karstique de Villard-de-Lans favorise l’infiltration de l’eau, d’où l’absence de grands lacs naturels. Toutefois, la commune possède, sur son territoire, des étangs saisonniers qui se remplissent par capillarité à la fonte des neiges.

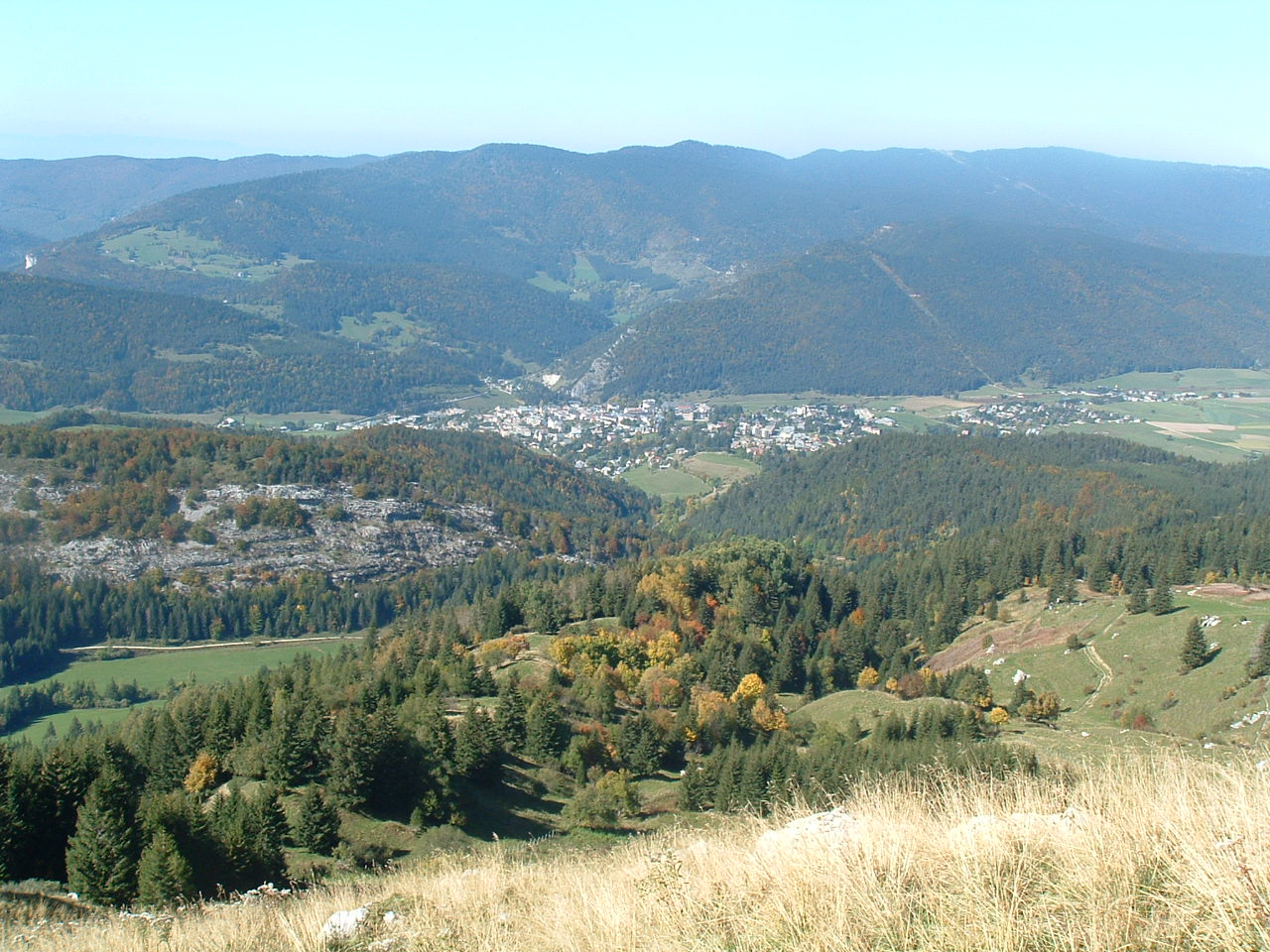
Le site de Villard-de-Lans depuis le sentier du col Vert
Au premier plan : la moraine des platres
À gauche : le hameau des Clots
À droite : le val et le sommet du Meillarot
Au milieu de la photo : le bourg de Villard
Au fond : le Gros Martel.

#### Description
Fondé au Moyen Âge en une paroisse distincte de celle de sa voisine, Lans et se situant sur la bordure linguistique qui sépare le francoprovençal et le provençal ou occitan, langue également utilisée sur territoire de l'ancien canton, sans que cette limite soit parfaitement définie, le village du « Villard » dit « de Lans » et tout le secteur des « Quatre-Montagnes » resteront très longtemps isolés des voies de communications principales qui sillonnaient alors le royaume de France.
Il faudra attendre le milieu du XIXe siècle, et surtout le début du XXe siècle pour que ce village et son canton connaissent enfin un désenclavement définitif, grâce à l'aménagement de nouvelles routes et même d'une voie de chemin de fer locale dite, ligne de Tramway Grenoble - Villard-de-Lans), aujourd'hui disparue et remplacée depuis par une ligne régulière d'autocars administrée sous régie départementale.
Principale commune du parc naturel régional du Vercors avec ses 4 143 habitants en 2014, répartis dans le bourg central et dans de nombreux hameaux ou lieux-dits, pour une superficie totale de 67,2 km2 donnant une densité d'environ 60 habitants par km2, la commune de Villard-de-Lans cumule une fonction résidentielle, essentiellement de type secondaire, et un espace aménagé de station de sports d'hiver dont l'équipement principal est établi dans un secteur de moyenne montagne désigné sous le vocable de « Villard-Corrençon ». Ce domaine présentait en 2015 un nombre de 50 pistes praticables dont seize rouges et dix noires se partageant entre les secteurs de « La Côte 2000 », des « Glovettes », de « la Grande Moucherolle » et du « clos de la Balme » (ce dernier étant situé sur le territoire de Corrençon-en-Vercors), ce qui permet aux amateurs de ces pistes de ski alpin de s'approcher à une altitude très proche des plus hauts sommets de ce secteur du massif du Vercors et de la communauté de communes.

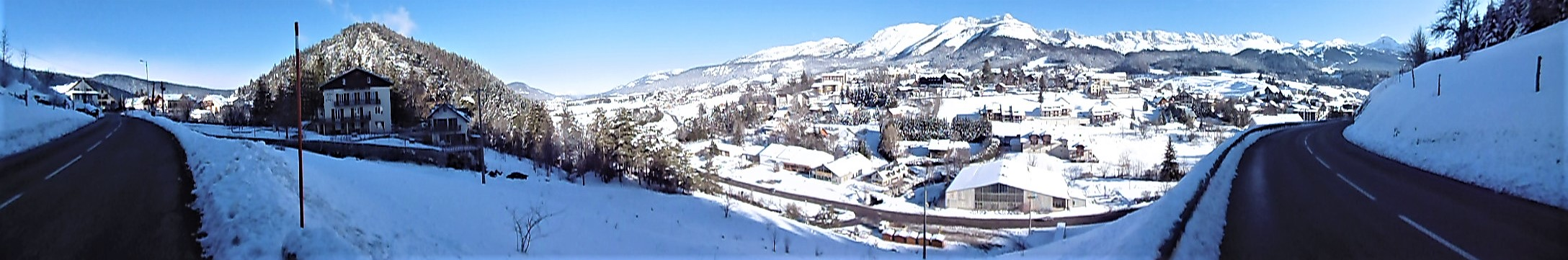
Panorama de Villard-de-Lans durant l'hiver 2020 depuis le hameau de Tancanière

Le domaine de ski nordique s'étend, quant à lui, dans la partie sud-ouest du territoire communal et sa porte d'entrée principale se situe près de l'ancienne ferme du hameau de « Bois-Barbu », transformée en hôtel-auberge-restaurant de montagne et située à 1 100 m d'altitude. Un grand parking attenant permet le stationnement des véhicules de particuliers et des cars de tourisme. Cet espace nordique s'enrichit, depuis 2013, au niveau de la porte même de Bois-Barbu, de nouveaux aménagements, tels que « le Nordic Park » et un stade de biathlon comprenant un pas de tir.
Historiquement, le site de Villard-de-Lans, fut, à l'instar d'autres communes de son ancien canton, considérée comme une station climatique notable. À ce titre, la commune a accueilli de nombreux enfants venus de grandes zones urbaines françaises, entre les années 1930 et les années 1950, en raison de la qualité de son air (voir le sous chapitre consacré aux « Bâtiments d'architecture climatique »), comme l'indique, encore aujourd'hui, le site web de l'office de tourisme, la principale station-village du Vercors isérois reste toujours tournée vers la famille et les enfants grâce à l'aménagement dans le bourg-centre même, d'une patinoire, d'un centre nautique et d'un parc de glisse consacré essentiellement aux enfants, et dénommé « La Colline des bains » : ce parc comprend des pistes de ski et six pistes de luges particulièrement adaptées aux jeunes enfants.
La commune abrite au niveau du bourg central un petit espace commerçant piétonnier. Il existe également une petite zone artisanale et commerciale située dans la périphérie immédiate du bourg. La commune possède également de nombreuses aires de stationnement pour tous les types de véhicules généralement situées à proximité immédiate du centre du bourg (la plus grande étant située devant la maison de la communauté de communes du massif du Vercors), mais également une gare routière la reliant avec l'agglomération grenobloise et en complément local, une offre de transport comprenant un certain nombre de navettes la reliant directement à la station de ski et au domaine skiable. En outre, la commune propose aux touristes itinérants un espace réservé aux camping-cars près du hameau des pierres, et, au moins, un camping ouvert en été et en hiver sur le site dit de « l'Oursière ».
Sur le plan sportif international, la commune Villard-de-Lans a accueilli sur son territoire les compétitions de luge dans le cadre des Jeux olympiques d'hiver de 1968 et fut, durant six éditions, une ville étape du Tour de France, et fut également un site d'accueil dans le cadre de nombreuses autres manifestations dans de nombreux domaines sportifs.
Le village, ainsi que sa station restent, encore aujourd'hui (en 2018), un espace accueillant de nombreuses animations sportives, et abritent le siège du club des Ours de Villard-de-Lans, une équipe française majeure de hockey sur glace, fondée en 1931 et qui a évolué durant de nombreuses saisons en première division, ainsi qu'un club de ski alpin et un club de ski nordique.
Un plan de l'ensemble du territoire de la commune est publié sur la carte de l'IGN intitulée « Villard-Mont Aiguille/PNR du Vercors » et éditée au 1/25000. Un plan de la ville est également disponible et remis gratuitement aux visiteurs de l'office de tourisme de Villard-de-Lans, sur simple demande.

Quelques vues sur les aménagements du domaine Villard-Corrençon
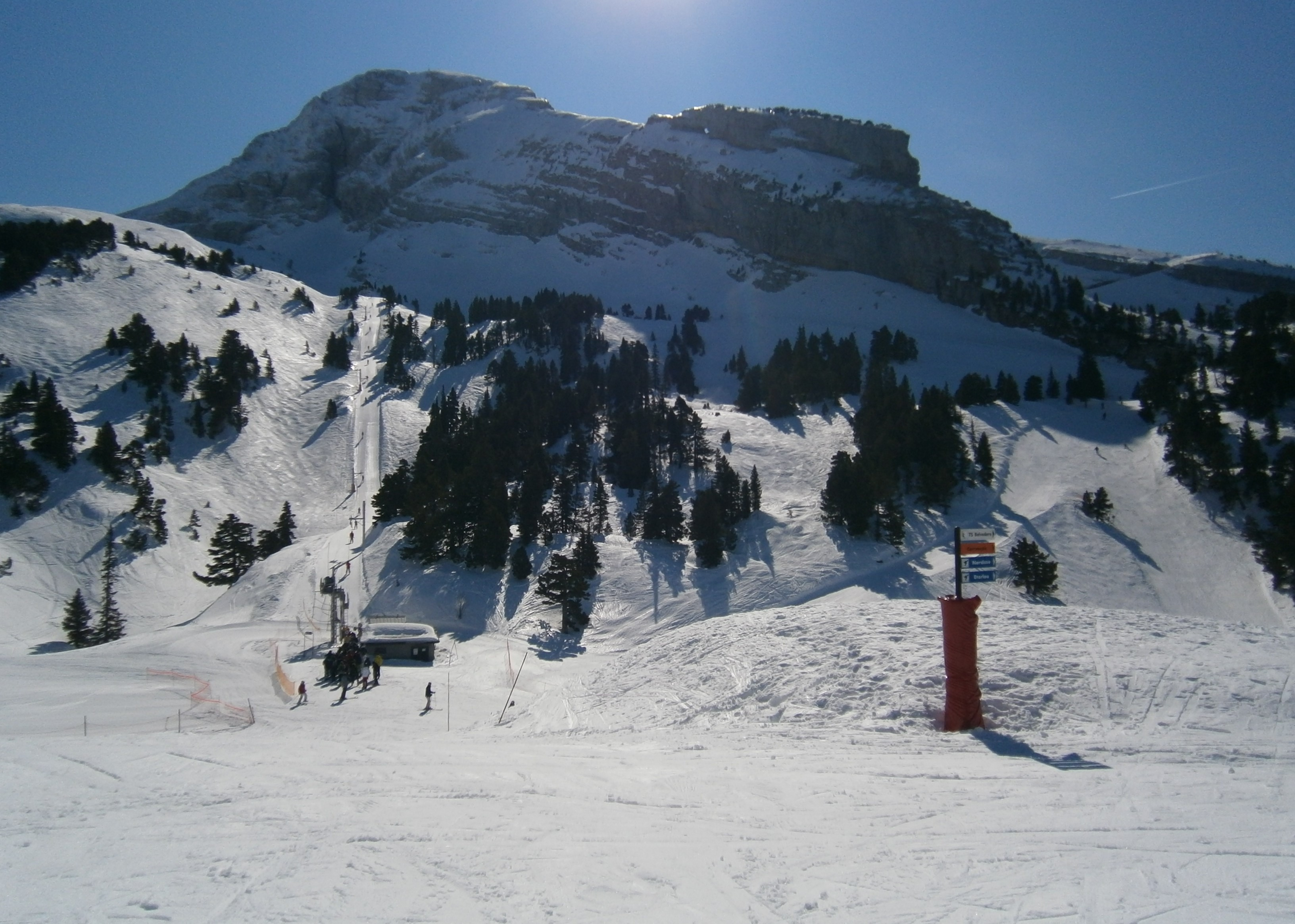
Le téléski des Oursons du secteur de la Grande Moucherolle.
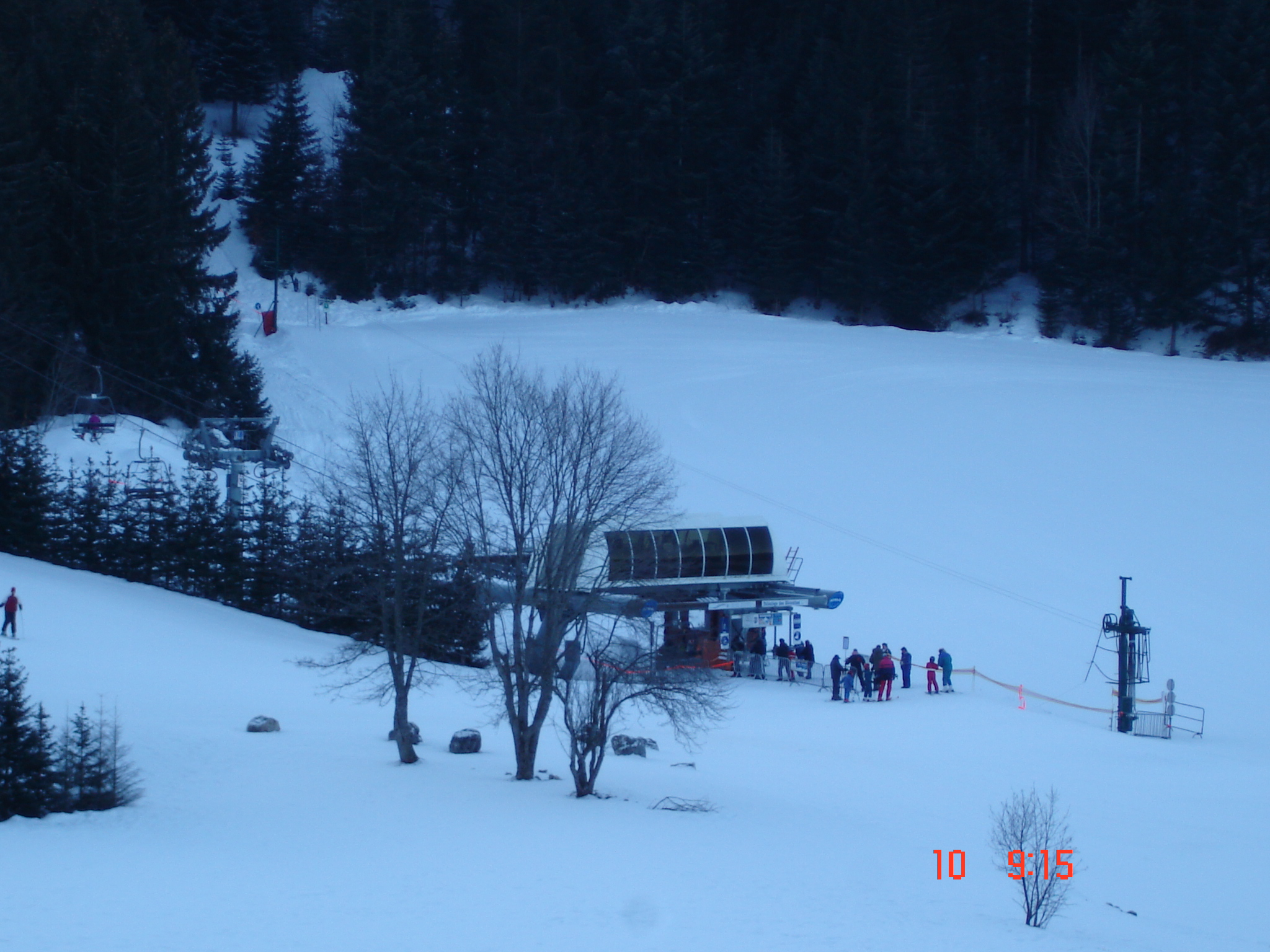
Le télesiège du secteur des Glovettes.
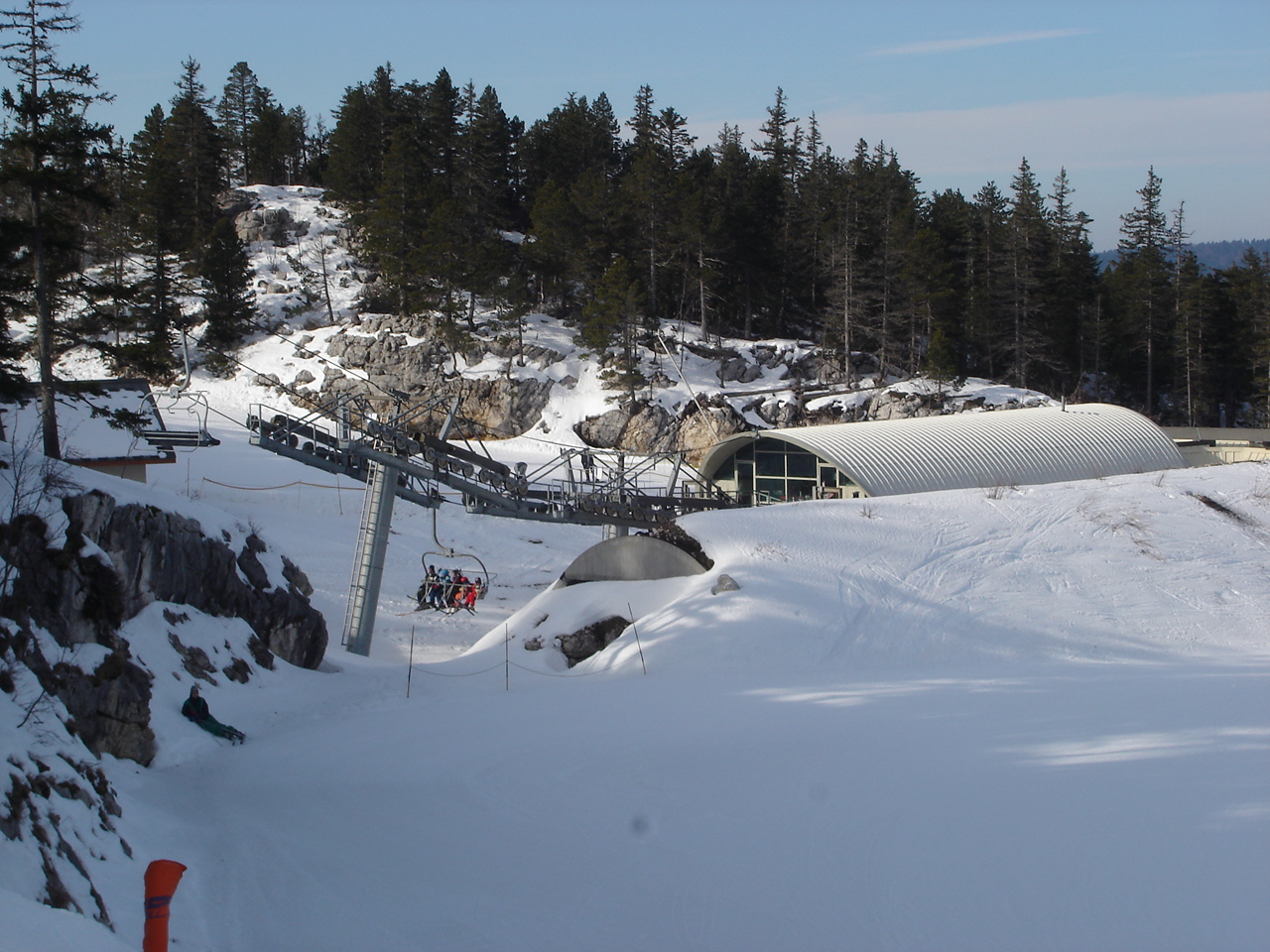
La gare aval du télésiège débrayable des Crêtes.
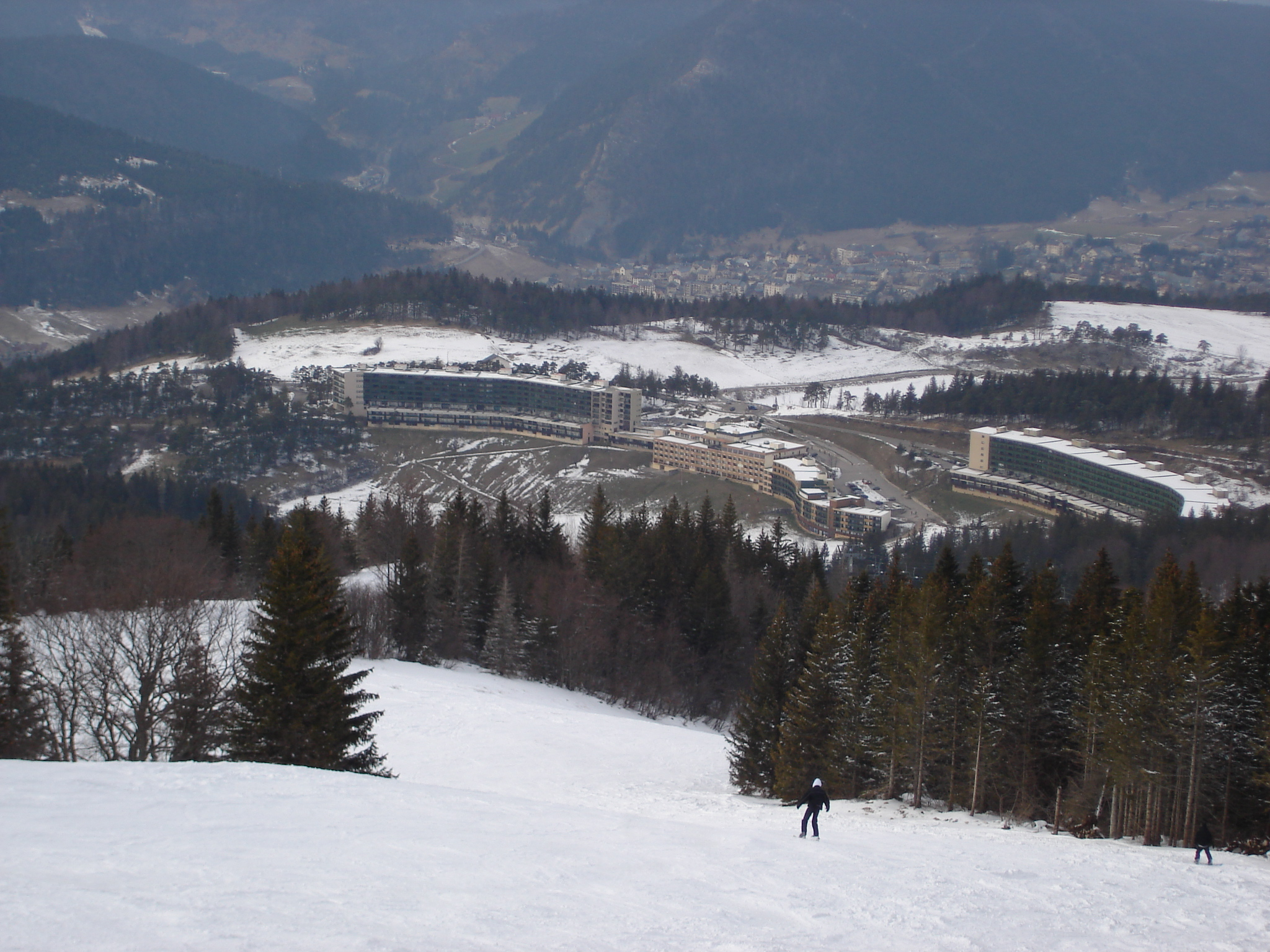
La résidence les Glovettes depuis le secteur du Clot.

Quelques vues des pistes de ski du domaine Villard-Corrençon
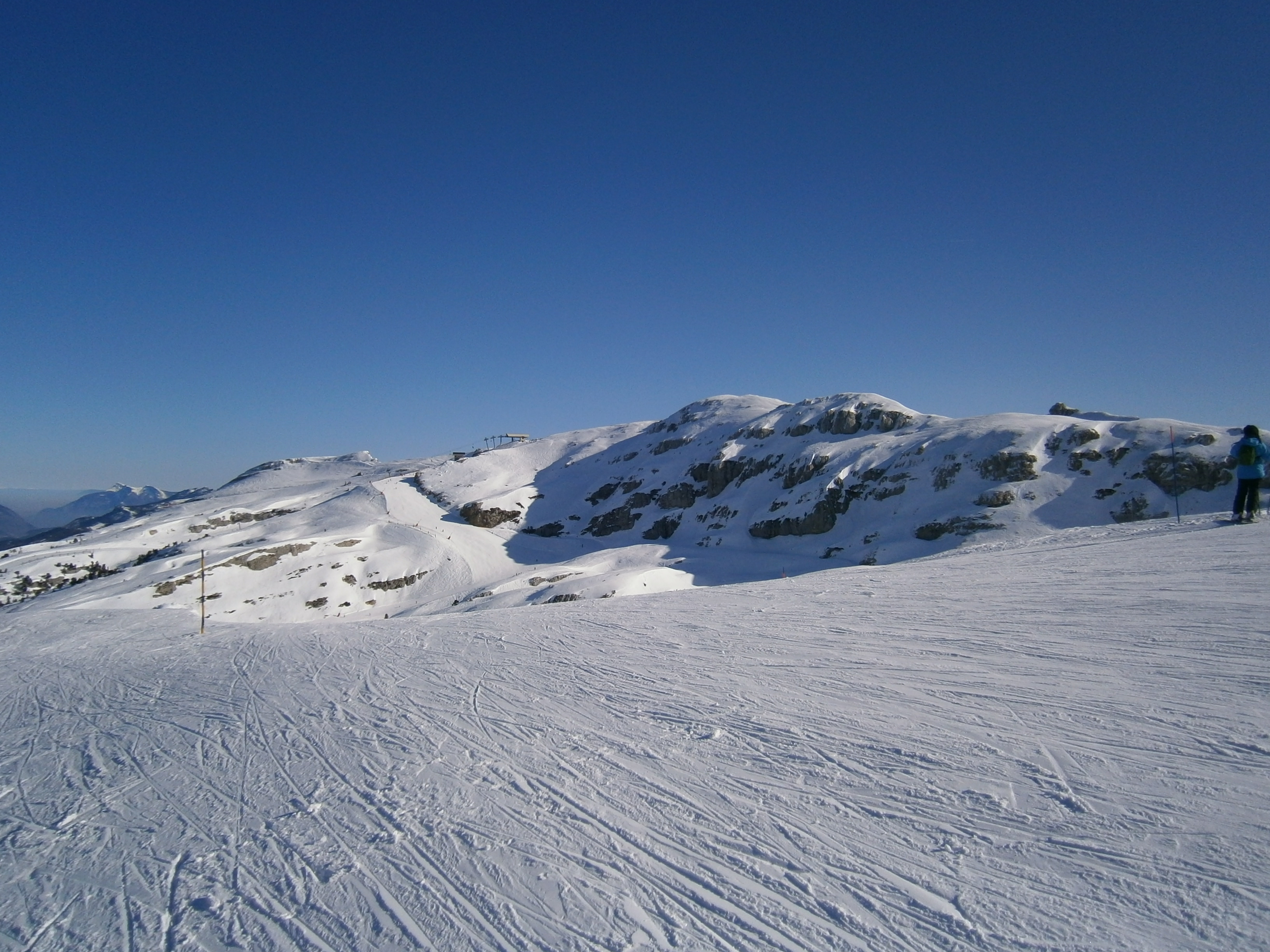
Pistes Bouquetin (secteur de la Gde Moucherolle).
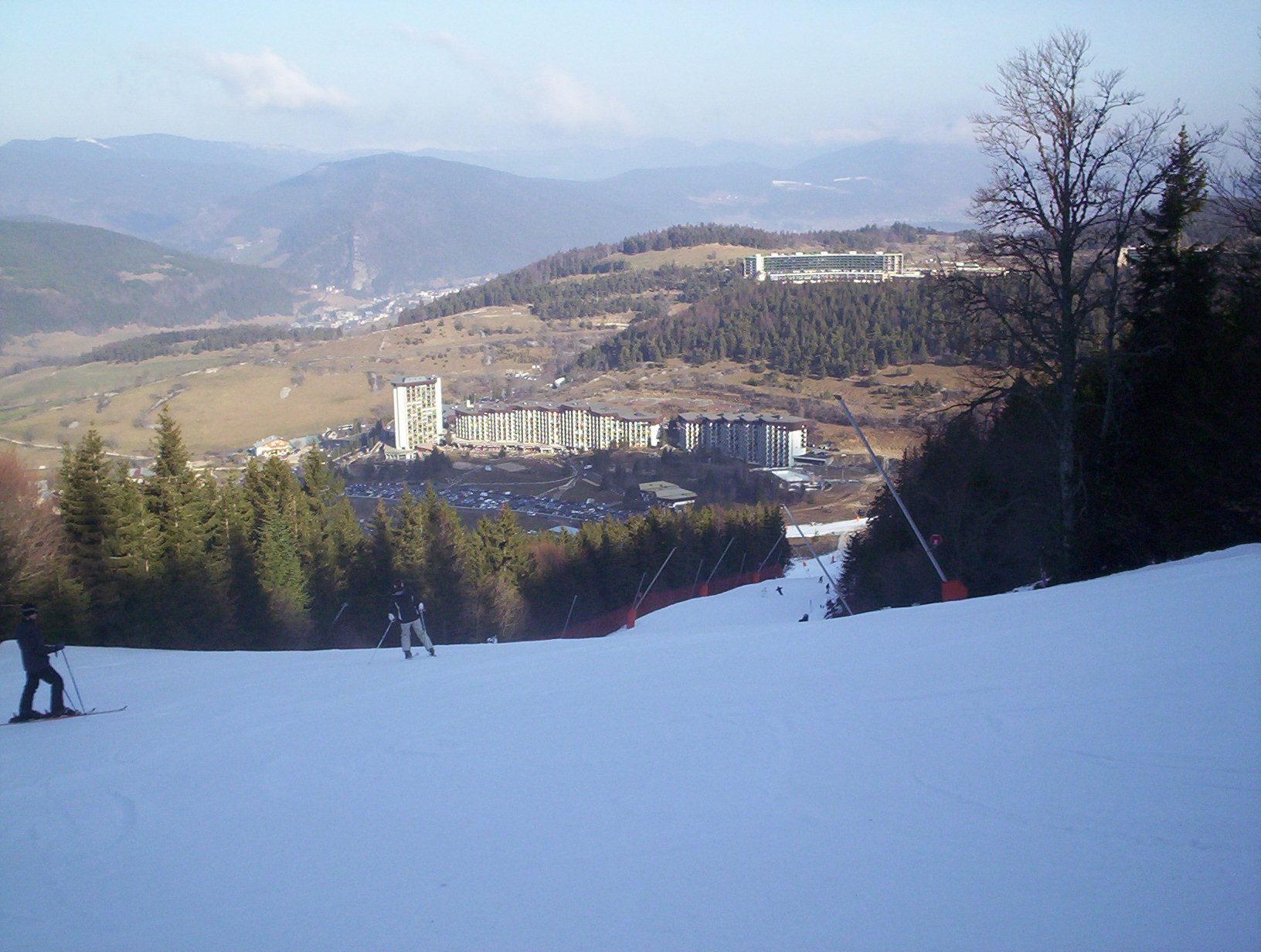
La piste cerf rouge (secteur de la Côte 2000).
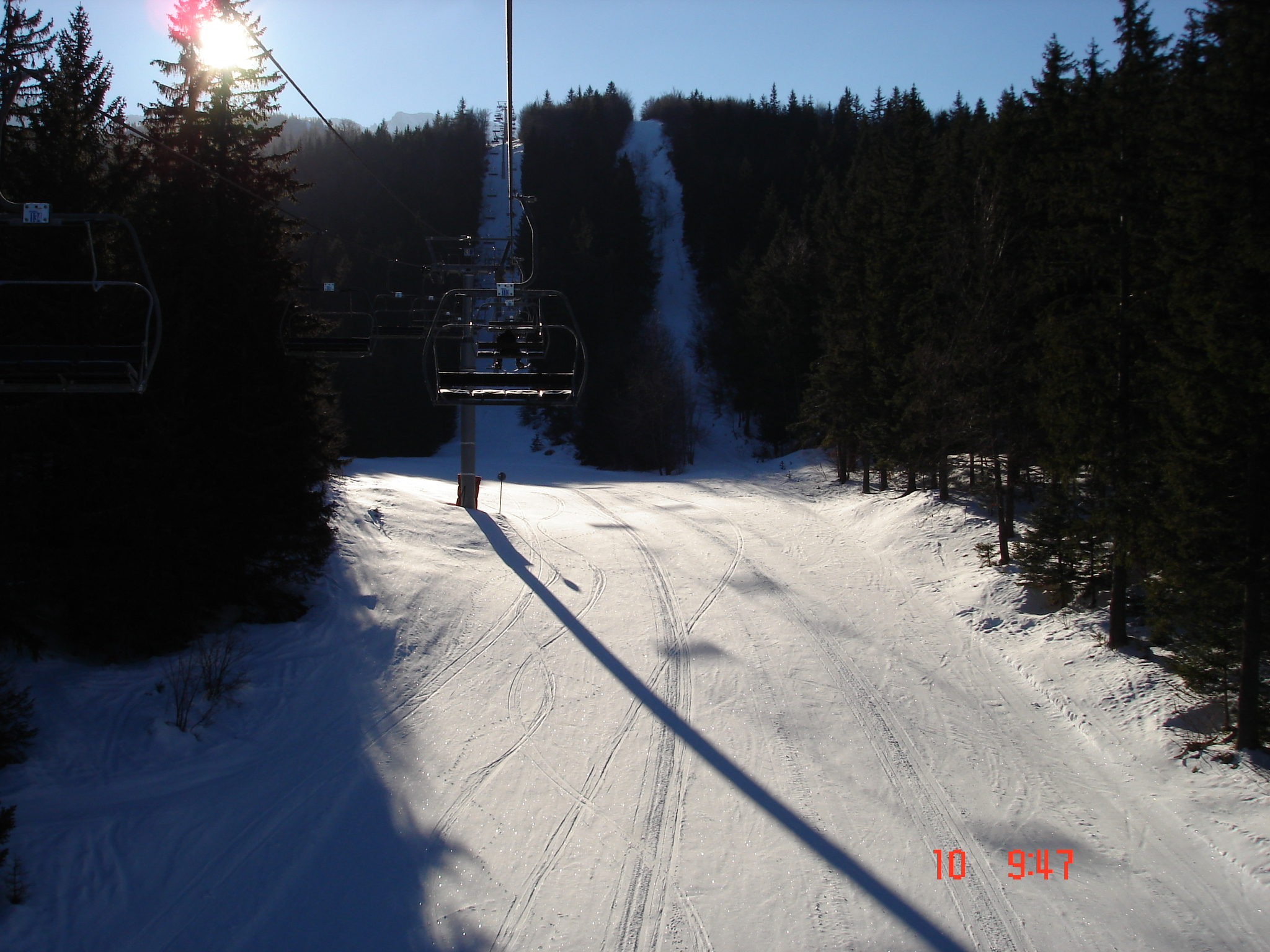
La piste Bourgon (secteur des Glovettes).
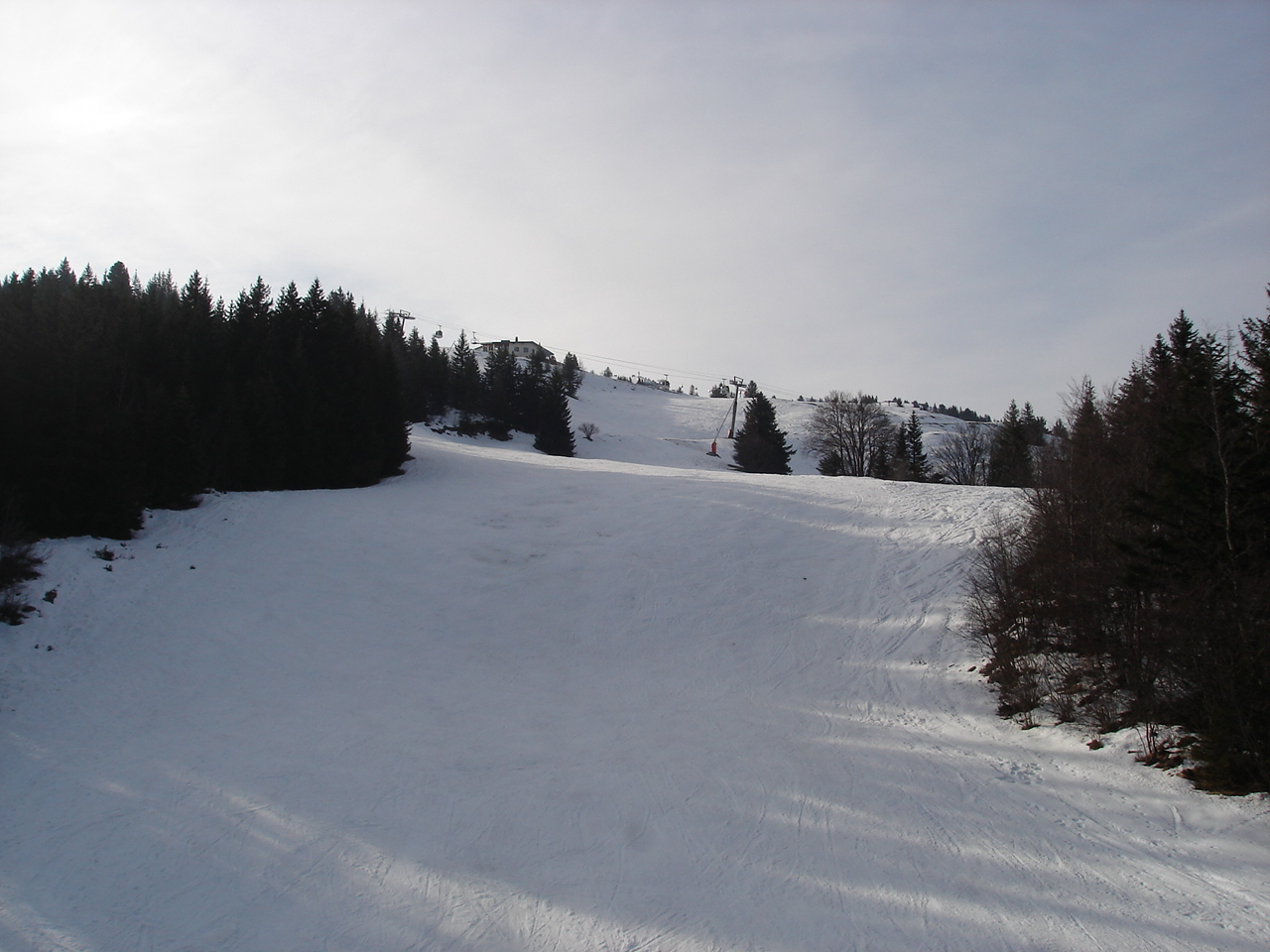
La piste Violette des Clots (secteur des Glovettes).

### Communes limitrophes
La commune d'Autrans-Méaudre en Vercors est une commune nouvelle, créée le 1er janvier 2016

### Géologie et relief
Le massif du Vercors, dans lequel se situe l'intégralité du territoire de la commune de Villard-de-Lans et son ancien canton, est un massif préalpin qui s'est soulevé lors de la surrection des Grandes Alpes.

#### Histoire géologique

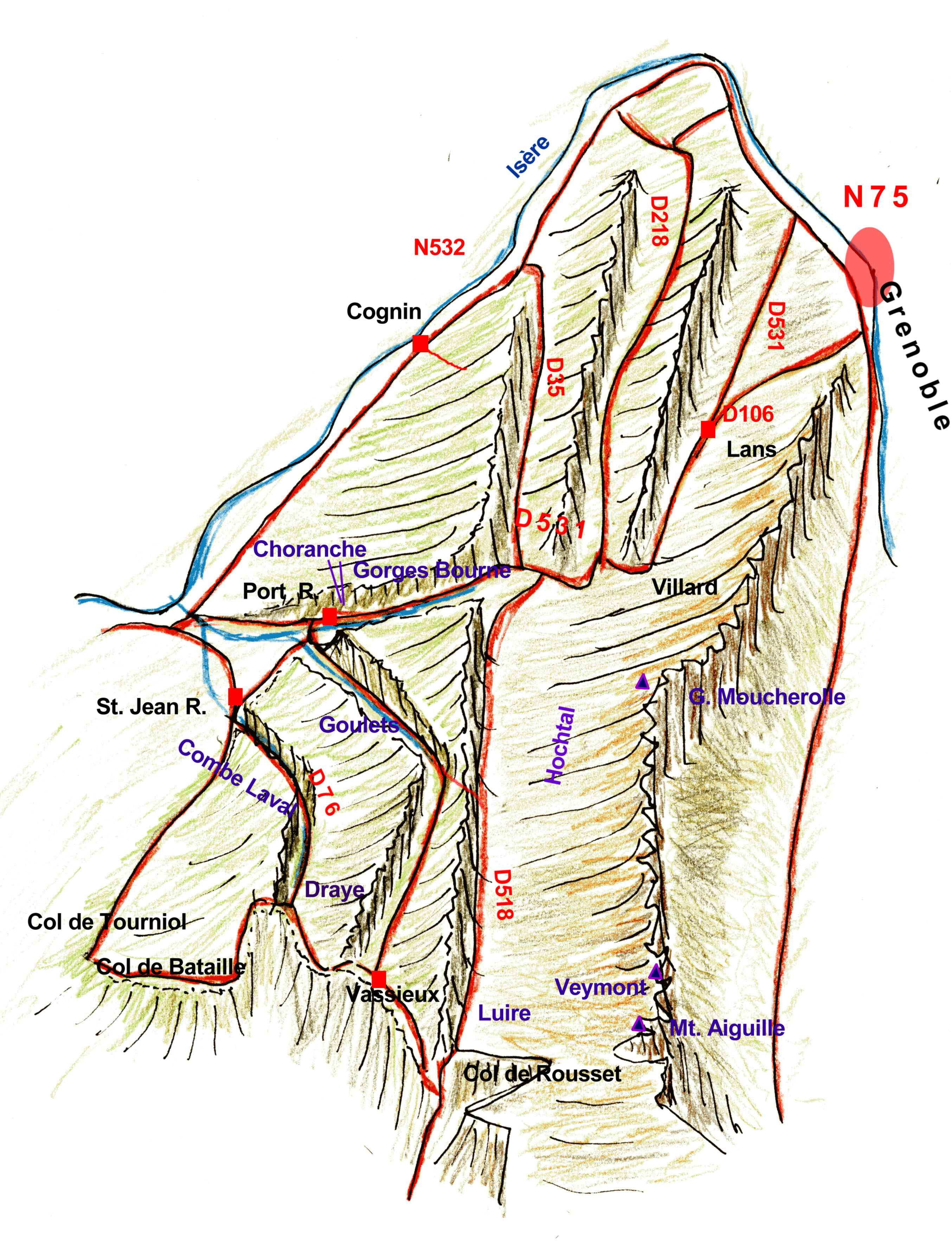
Gorges et falaises du Vercors.

Ce massif est composé de roches sédimentaires qui se sont successivement déposées dans un océan formé durant l'ère secondaire. Les calcaires durs formés au fond de ces mers, à l'origine peu profondes, font alternance avec des marnes et des sédiments marno-calcaires tendres qui, eux, ont été formés dans des mers nettement plus profondes (l'origine marine de ces roches est attestée par la présence de nombreux fossiles). Il en résulte, à l'image d'un mille-feuille, un empilement de plusieurs kilomètres d'épaisseur de roches au sein même du massif.
Sous l'effet de la dérive des continents (dénommée également tectonique des plaques), le massif s'est ensuite plissé de façon progressive durant plusieurs millions d'années. Puis, la succession de différents glaciers et l'eau des torrents a profondément modifié l'aspect du paysage environnant la commune. En effet, l'érosion karstique a dissous et modifié les calcaires et l'érosion torrentielle a creusé les gorges (telles que les gorges de la Bourne situées à l'ouest du bourg).
Le Muséum d’histoire naturelle de Grenoble situé 1, rue Dolomieu à Grenoble, présente de belles collections de roches et de minéraux, issus des Préalpes et du Vercors, représentant différentes périodes géologiques.

#### Composition et aspect
Le massif du Vercors est essentiellement composé de trois bancs de nature calcaire.

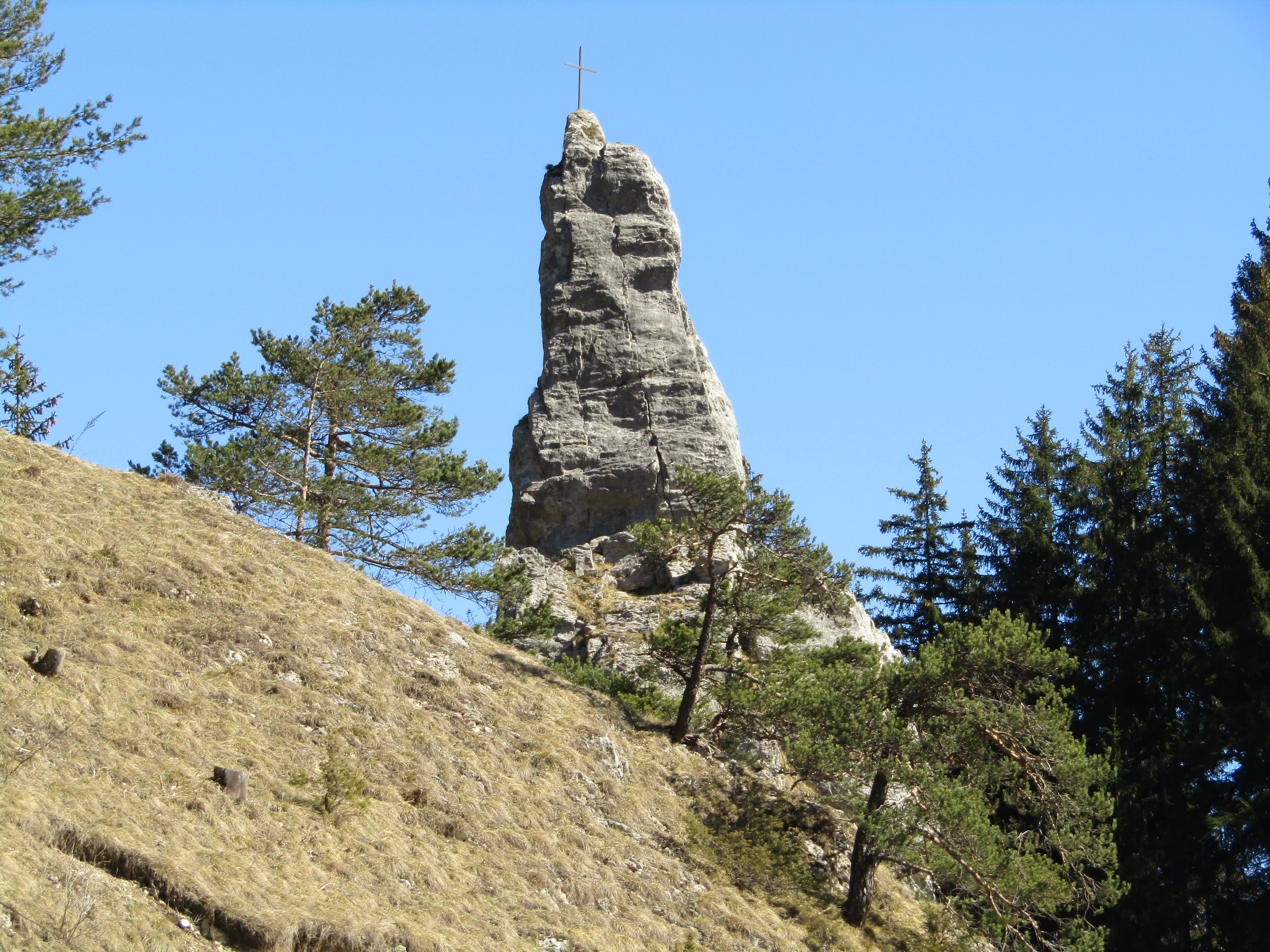
Aiguille de Villard-de-Lans

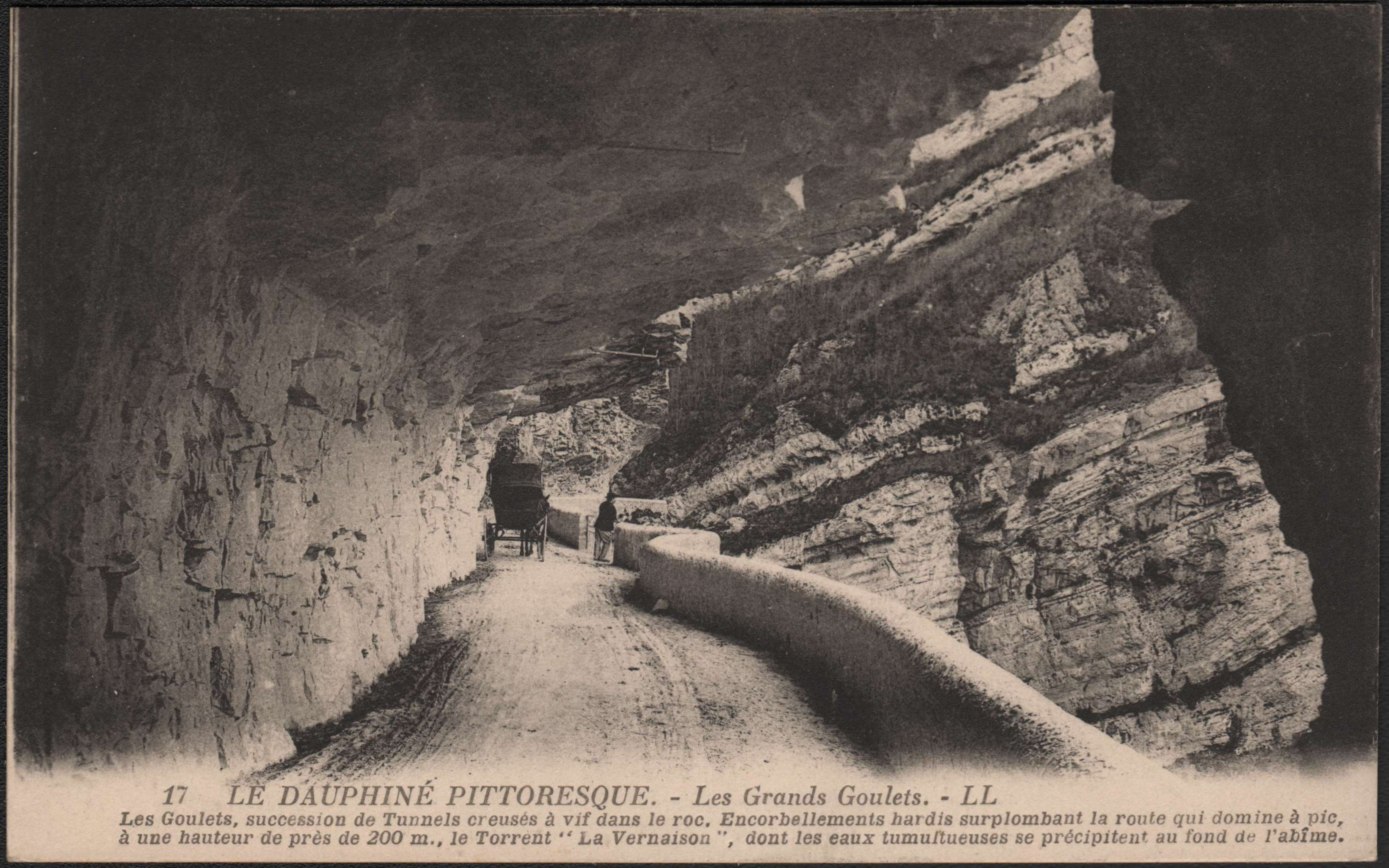
Paysage karstique du Vercors (les Grands Goulets).

1. Le niveau inférieur dénommé l'Hauterivien est la base imperméable du massif sur laquelle repose l’ensemble des réseaux d'eau souterraine, de type karstique, composé de marne ne subissant pas ou très peu la corrosion de l'eau.
2. L'étage au-dessus, ou niveau intermédiaire dénommé l’Urgonien est issu d’une mer tropicale, peu profonde et riche en traces coralliennes. Cet étage est décrit comme la partie la plus karstifiable du massif.
3. Le dernier étage, ou niveau supérieur, se dénomme le Sénonien, de composition plus variée dans le massif en raison de sa sédimentation de type lacustre. Au nord, cet étage sénonien est de type calcaire, à l'origine de la lauze, cette pierre plate utilisée par les artisans locaux qui fabriquent ainsi pour les paysans du Vercors de petites dalles plates qui permettent d'élaborer des constructions de toit typique dans le plateau. Au sud, l’étage Sénonien présente un aspect essentiellement gréseux[13].

Extérieurement, le massif du Vercors, dans sa partie septentrionale, et dans lequel se situe l'ensemble du territoire villardien, présente de grandes falaises de calcaire à l'aspect très spectaculaire, depuis le bassin grenoblois et la vallée du Grésivaudan. Cette apparence donne au visiteur une forte impression de citadelle naturelle, description souvent reprise dans de nombreux plaquettes touristiques locales de présentation du massif, ou dans les guides de tourisme régionaux ou nationaux.
Le relief karstique, si typique de l'environnement villardien et vercussien, est un ensemble calcaire dont les formes autant extérieures qu'intérieures sont le résultat de la dissolution du calcaire par l'écoulement de l'eau pluviale et nivale, ce qui entraîne un nombre important de cavités naturelles, de grottes et de résurgences. En effet, L’eau des intempéries chargée de gaz carbonique, s’insinue dans les fissures de cet environnement calcaire formant ainsi des rivières souterraines, agrandissant et modifiant de façon constante le réseau souterrain dont elle a contribué à la formation. En surface, l’eau ayant dissous le calcaire crée ces reliefs à l'aspect de roches déchiquetées dénommés les lapiaz, ces petits bassins circulaires dénommés les dolines, et ces gouffres rocheux souterrains dénommés localement « scialets ».

#### Sismicité
L'ensemble du territoire de la commune de Villard-de-Lans est situé dans une zone de sismicité moyenne. En terminologie spécialisée, on évoque une zone de « sismicité 4 » (sur une échelle de 1 à 5).
La cité scolaire Jean Prévost, inaugurée en 2012, est le dernier bâtiment public local de grande dimension à avoir été construit sur le territoire villardien selon des normes intégrant le risque sismique.
Le principal séisme survenu dans le secteur immédiat de Villard-de-Lans, durant l'époque contemporaine, s'est déroulé le 25 avril 1962. Avec une magnitude de 5,3, considérée comme modérée sur l'échelle ouverte de Richter, le tremblement de terre dit de Corrençon-en-Vercors, du nom de la commune du canton de Villard où il a effectué le plus de dégâts visibles est l'un des plus importants séismes destructeurs de la seconde moitié du XXe siècle dans les Alpes françaises et du territoire français métropolitain.

### Hydrographie

#### Les cours d'eau

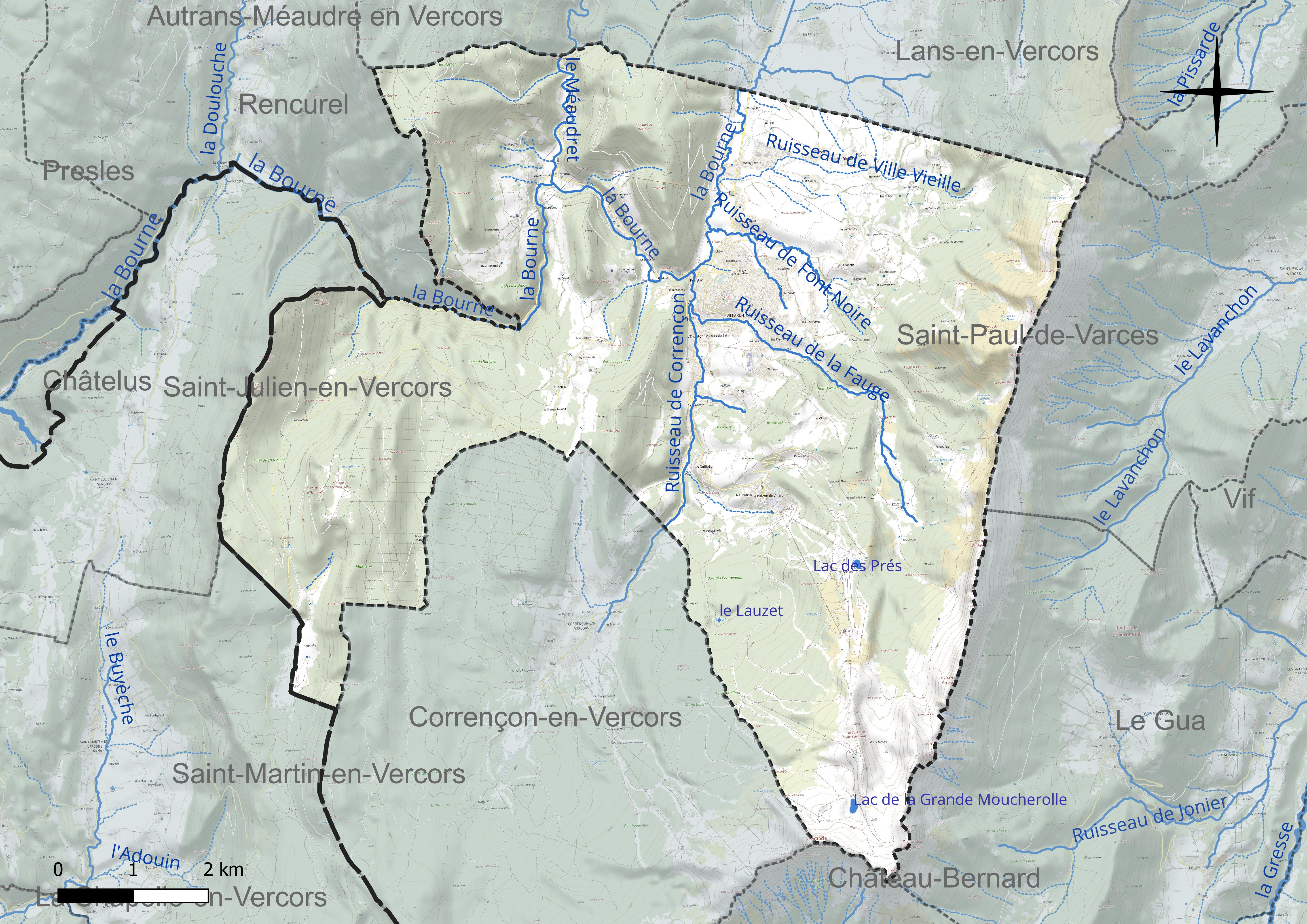
Carte du réseau hydrographique de la commune de Villard-de-Lans

Le territoire communal de Villard-de-Lans est sillonné par de nombreux cours d'eau dont une rivière principale et quinze rus ou ruisseaux, la plupart des torrents montagnards qui sont tous ses affluents.
Le principal cours d'eau de la commune est la Bourne, affluent de l'Isère.
Les quinze ruisseaux sont :
- le ruisseau Plènouse[Note 2] ;
- le ruisseau de Ville-Vieille[Note 3] ;
- le ruisseau de Font Noire[Note 4] ;
- le ruisseau des Charbonniers ;
- le ruisseau des Rioux ;
- le ruisseau de Font Belin[Note 5] ;
- le ruisseau de Pourouse[Note 6] ;
- le ruisseau des Rochettes ;
- le ruisseau de Corrençon[Note 7] ;
- la source du Font le renard[Note 8] ;
- le ruisseau des platis;
- le ruisseau du Frier[Note 9] ;
- la Fauge[Note 10] ;
- le ruisseau du Brochet[Note 11] ;
- le Méaudret;
- le vallon du Riou (au sud de la forêt de Malaterre).

##### La Bourne et les gorges de la Bourne
La Bourne, principale rivière, passant au pied du village, prend sa source sur le plateau entre les bourgs de Villard-de-Lans et de Lans-en-Vercors. Ce cours d'eau présente des fluctuations saisonnières de type pluvial, fortement accentuées à la fin du printemps en raison de la fonte nivale. Cette rivière longe la station d'épuration de la CCMV dans le petit hameau de « Fenat » (voir la sous-section « Eau et assainissement »). Au niveau halieutique, sur le territoire de la commune, le bassin de la Bourne est géré par l'AAPMA de Villard-de-Lans,.
Au-delà du hameau des Jarrands, peu après avoir reçu les eaux du ruisseau du Méaudret, puis passé sous le pont des « Olivets », près du hameau du même nom, la pente s'accentuant, la petite rivière de la Bourne se transforme dès lors en un véritable torrent et creuse de très profondes gorges situées en aval du bourg et qui portent son nom.
Villard-de-Lans n'héberge les pittoresques gorges de la Bourne que sur une petite partie, entièrement située du côté de la rive gauche du torrent, la rive droite étant dépendante du territoire de la commune de Rencurel. Ces gorges, très encaissées sous d'importantes masses rocheuses, font l'objet d'une surveillance constante de la part du conseil départemental de l'Isère. La route départementale 531, ouverte en 1872 pour relier Villard-de-Lans à Pont-en-Royans, peut donc faire l'objet de travaux importants de consolidation des parois rocheuses et entraîner régulièrement, et de façon provisoire, soit une circulation alternée, soit une interdiction de circuler pour certains types de véhicules (en fonction de leur hauteur), soit même, quelquefois, une coupure totale de la route y compris pour les cycles et les piétons. Une déviation est, alors, mise en place à la sortie du village.

##### La Fauge et le Vallon de la Fauge

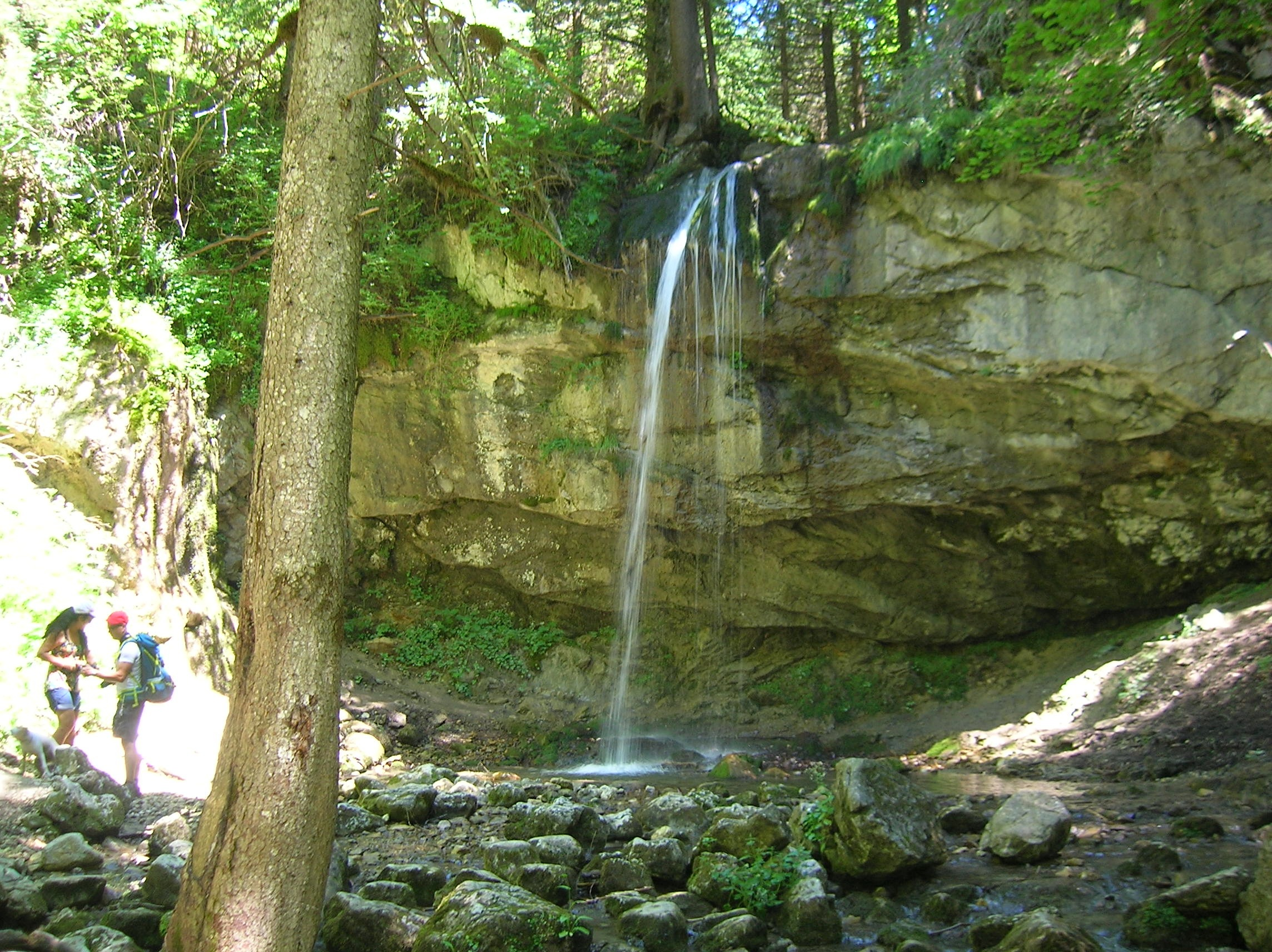
Cascade de la Fauge.

Situé au pied des plus hauts sommets du massif du Vercors qui délimitent sa frange orientale, le secteur dénommé « vallon de la Fauge » est parcouru par le ruisseau du même nom. Sa forme particulière, et notable dans le paysage, vient du fait qu'il a été occupé par un glacier durant une période estimée entre 300 000  et   200 000 années avant notre ère. À cette époque, les températures moyennes étaient inférieures de 5 °C à celles de notre époque.
Ce glacier qui atteignait ce qui sera plus tard les limites méridionales du bourg central, a laissé, petit à petit, sa place à ce vallon apprécié pour sa fraîcheur, son aspect bucolique, et son silence.
Des rochers, transportés par la glace et déposés de chaque côté du petit ruisseau de la Fauge, sont les derniers indices encore visibles de la présence d'anciennes moraines glaciaires. Ces rochers calcaires ont donné leurs noms au « hameau des Pierres », situé juste en contrebas de la cité scolaire Jean-Prévost, aux limites méridionales du bourg central.
Dans la partie supérieure du vallon situé au sud-est du bourg, on peut observer que la roche calcaire est affleurante et que l’eau s’infiltre sous terre. Les lapiaz offrent, d'ailleurs, un bel exemple de cette infiltration. Des zones légèrement argileuses existent cependant, et on peut y découvrir, çà et là, quelques plants de Pinguicula alpina, dite Grassette des Alpes, une plante carnivore.
De nombreux sentiers agrémentent le vallon de la Fauge. Certains de ses chemins empruntés par les randonneurs et les cavaliers du centre équestre voisin permettent notamment de découvrir « le pont de l'amour », un petit pont en bois sur la Fauge installée par le génie à l'époque où le secteur était un terrain militaire, ainsi qu'une des rares cascades de ce secteur du Vercors, et enfin une modeste bergerie située à plus de 1 350 mètres d'altitude. Une « course nature » (ou trail), organisée par l'association « Cap Nature », s'est déroulée dans ce secteur en 2013.

##### Le Méaudret

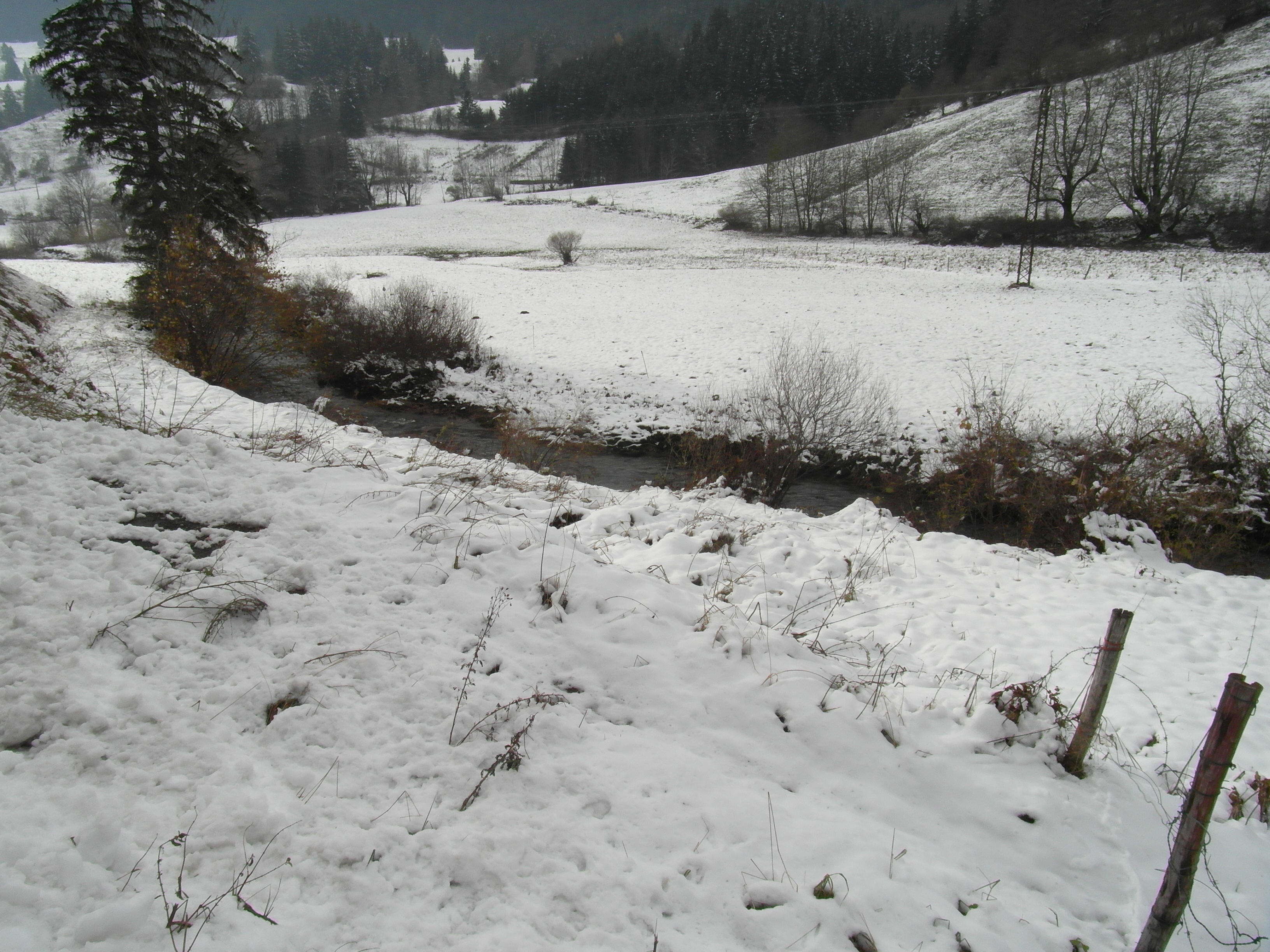
Le ruisseau du Méaudret à l'entrée du territoire communal.

Ce petit torrent s'écoulant du nord vers le sud, bien que de longueur et de débit modestes, reste un des principaux affluents de la Bourne, en provenance du nord du massif du Vercors. Le nom de ce modeste ruisseau provient du village et ancienne commune de Méaudre, qu'il traverse durant son cours. Un hameau portant son nom surplombe son cours depuis sa rive droite avant sa confluence avec la Bourne.
Prenant sa source au niveau du territoire de l'ancienne commune d'Autrans, ce torrent typique du plateau des « Quatre-Montagnes » draine le vallon de la nouvelle commune d'Autrans-Méaudre en Vercors, puis il traverse de courtes gorges encaissées au pied de la montagne du Gros Martel, avant de rejoindre la Bourne sur sa rive droite en aval de Villard. La confluence entre la Bourne et le Méaudret se situe au niveau du hameau des Jarrands.
Le Méaudret est formé par la réunion de nombreux ruisseaux dont celui des Griats, le ruisseau Achard ou le ruisseau de Naves. En raison de la présence de terrains calcaires présentant de nombreuses failles, ce ruisseau subit de nombreuses pertes tout au long de son parcours.

##### Le ruisseau de Font-Noire et l'«œil de la Dhuine» ou «de la Dhuie»

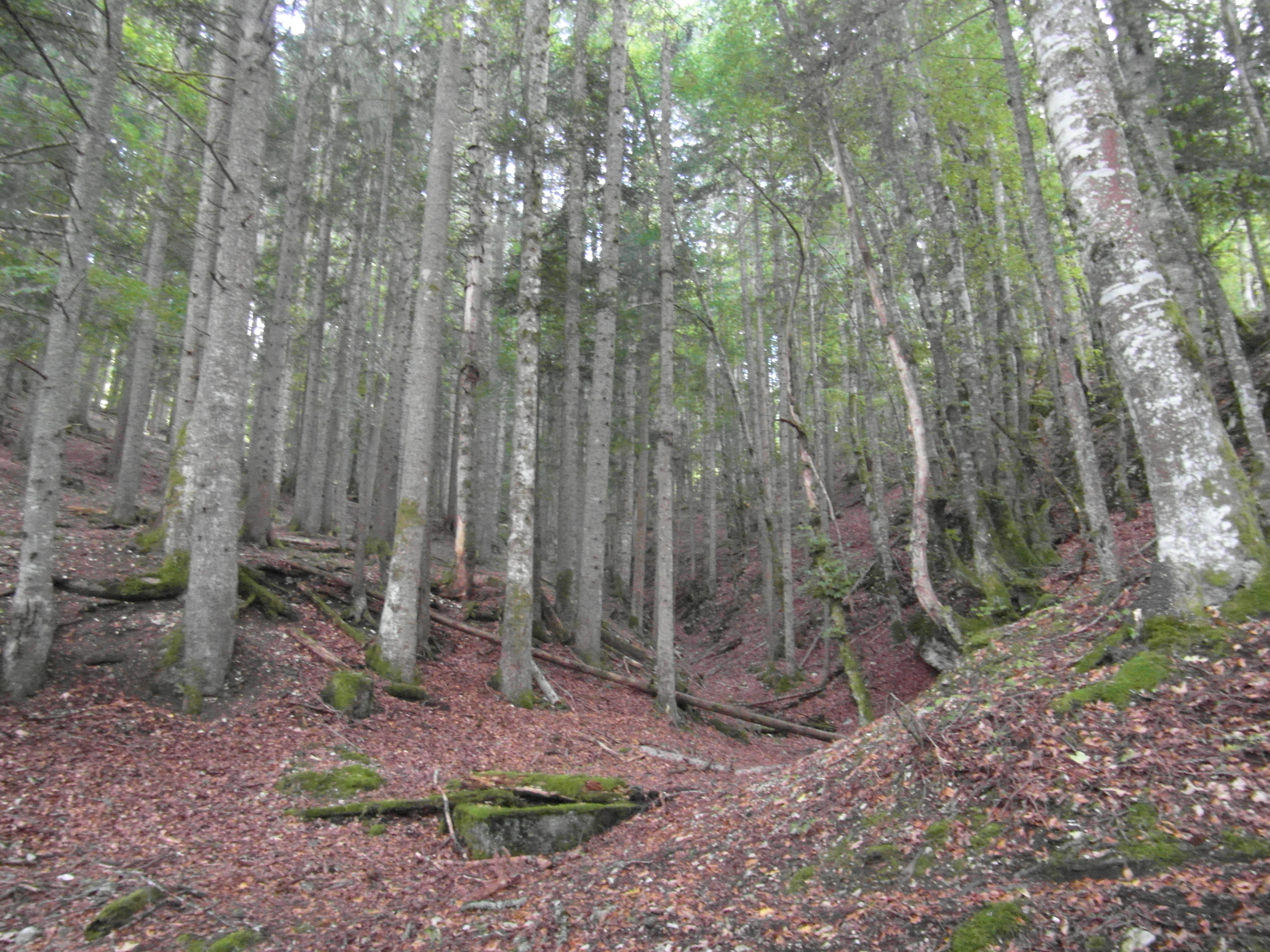
Vallon de l'œil de la Dhuie (Combe du Bayle près du hameau des Cochettes)

Dénommée également « Œil de la Dhuie » par la conteuse locale Lydia Chabert-Dalix, l’œil de la Dhuine (dénommé également « œil de la Dhuie », ou œil de la Dhuis selon les cartes de l'IGN) est une source dite « vauclusienne », c'est-à-dire une exsurgence créée à la suite d'une perte de divers cours d'eau de montagne dans des cavités karstiques et désormais détournée par un captage en béton aujourd'hui laissé à l'abandon.
Cette source est située, en pleine forêt, entre le « hameau des Cochettes » et le « hameau des Mourets ». Un mince filet d'eau continue à alimenter le ruisseau de Font noire qui s'écoule vers le pied septentrional de la colline du bourg, traversant le camping de l'oursière.
Ce phénomène géologique, encore exploré dernièrement par des équipes de plongeurs spéléologues, est à l'origine d'une belle légende locale dite de la « déesse de la Dhuie » relatée dans un ouvrage dénommé Entre Diables et fées, Contes et légendes du Vercors, et relatée par la conteuse citée précédemment.

#### Les Lacs

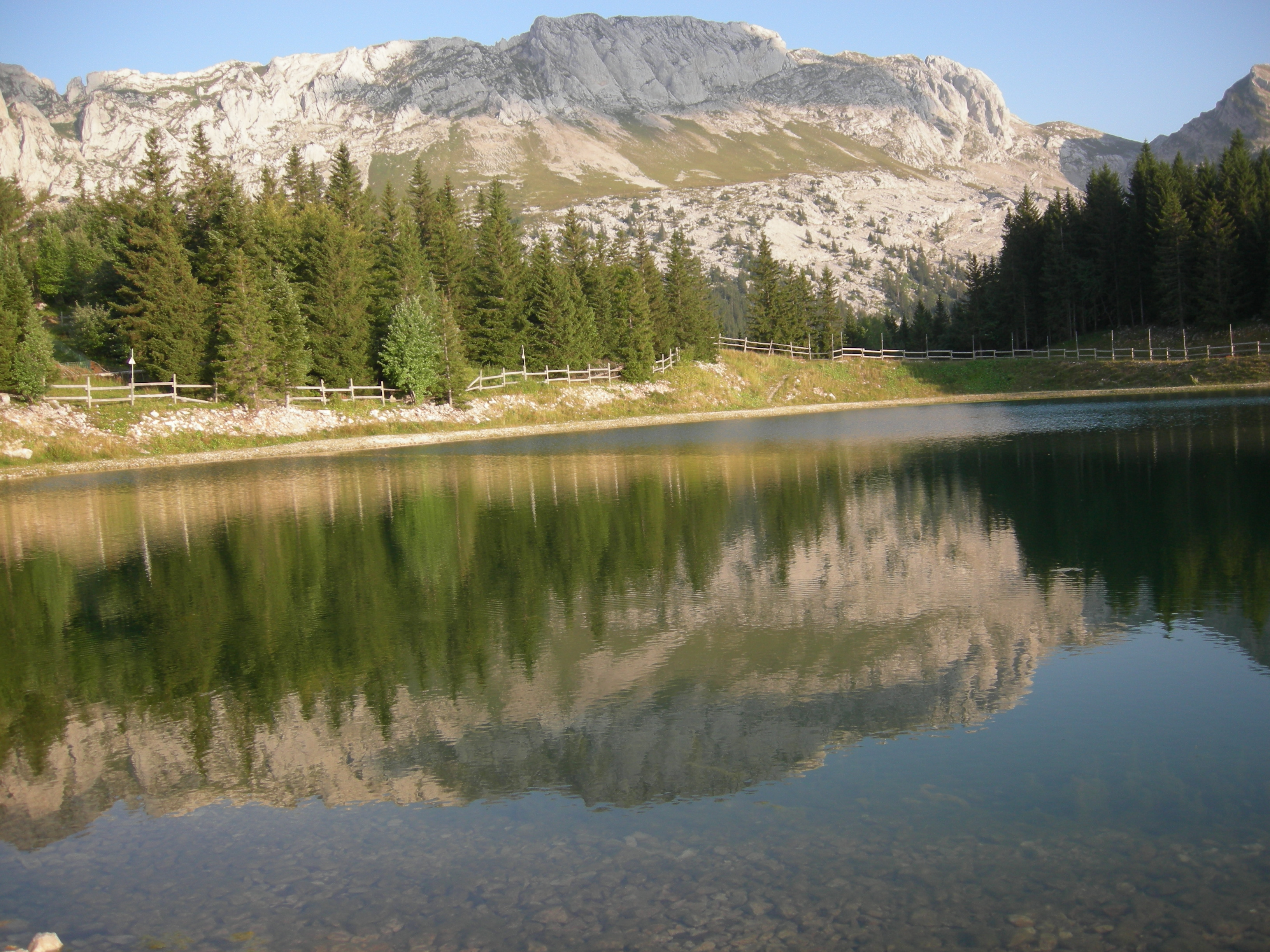
Le lac du Pré au pied des arêtes du Gerbier.

La commune de Villard-de-Lans abrite deux petits lacs d'origine artificielle sur son territoire. Il s'agit donc techniquement de retenues collinaires. De dimensions assez modestes, et situés en zone de moyenne montagne, à plus de 1 500 m d'altitude, ces deux lacs sont accessibles à pied, afin d'éventuellement pouvoir y pratiquer la pêche (sous licence).
- Le lac du Pré

Ce petit lac, situé à une altitude de 1 536 m et d'une superficie 1,2 hectare, est visible depuis la gare supérieure de la télécabine de la Cote 2000. On y pratique la pêche à la mouche sèche ou noyée, voire au simple bouchon. Ses habitants, au niveau piscicole, sont la truite arc-en-ciel et le fario.
- Le lac de la Moucherolle

Ce petit lac est situé à une altitude de 1 916 m et couvre une superficie de 1,8 ha. Il est visible, comme son nom l'indique, non loin de la Grande Moucherolle, en limite de territoire communal. Le type de pêche est identique à celui qui est pratiqué au Lac du Pré. On peut y découvrir de nombreux poissons, tels la truite arc-en-ciel, le saumon fontaine et l'omble chevalier.
L'association agréée de pêche et de protection du milieu aquatique villardoise, dite « AAPMA de la truite du plateau », assure des lâchers annuels de poissons de la famille des salmonidés, au niveau de ces deux lacs. Elle est habilitée à remettre des licences.

### Climat
Pour des articles plus généraux, voir Climat d'Auvergne-Rhône-Alpes et Climat de l'Isère.
En 2010, le climat de la commune est de type climat de montagne, selon une étude du Centre national de la recherche scientifique s'appuyant sur une série de données couvrant la période 1971-2000. En 2020, Météo-France publie une typologie des climats de la France métropolitaine dans laquelle la commune est exposée à un climat de montagne ou de marges de montagne et est dans la région climatique Alpes du nord, caractérisée par une pluviométrie annuelle de 1 200 à 1 500 mm, irrégulièrement répartie en été.
Pour la période 1971-2000, la température annuelle moyenne est de 8 °C, avec une amplitude thermique annuelle de 15,8 °C. Le cumul annuel moyen de précipitations est de 1 315 mm, avec 10,8 jours de précipitations en janvier et 7,1 jours en juillet. Pour la période 1991-2020, la température moyenne annuelle observée sur la station météorologique installée sur la commune est de 8,0 °C et le cumul annuel moyen de précipitations est de 1 270,0 mm,. Pour l'avenir, les paramètres climatiques de la commune estimés pour 2050 selon différents scénarios d'émission de gaz à effet de serre sont consultables sur un site dédié publié par Météo-France en novembre 2022.
| Mois                                  | jan.            | fév.          | mars           | avril            | mai           | juin            | jui.           | août            | sep.            | oct.          | nov.           | déc.             | année    |
| ------------------------------------- | --------------- | ------------- | -------------- | ---------------- | ------------- | --------------- | -------------- | --------------- | --------------- | ------------- | -------------- | ---------------- | -------- |
| Température minimale moyenne (°C)     | −4,8            | −4,9          | −1,9           | 1,1              | 4,9           | 8,1             | 9,7            | 9,5             | 6,3             | 3,7           | −0,6           | −3,8             | 2,3      |
| Température moyenne (°C)              | −0,3            | 0,3           | 3,8            | 6,8              | 10,8          | 14,5            | 16,7           | 16,5            | 12,6            | 9,3           | 4              | 0,5              | 8        |
| Température maximale moyenne (°C)     | 4,3             | 5,4           | 9,5            | 12,6             | 16,8          | 20,9            | 23,7           | 23,4            | 18,8            | 15            | 8,6            | 4,7              | 13,6     |
| Record de froid (°C) date du record   | −28 07.01.1985  | −22 05.02.12  | −22 07.03.1971 | −14,9 06.04.1970 | −6 05.05.1991 | −5,5 01.06.1963 | 0,2 06.07.1965 | −0,3 31.08.1995 | −4 29.09.1993   | −9,7 30.10.12 | −17 23.11.1988 | −21,7 25.12.1962 | −28 1985 |
| Record de chaleur (°C) date du record | 17,6 06.01.1999 | 21 28.02.1960 | 22,7 17.03.04  | 24 21.04.1968    | 29,7 22.05.22 | 33,6 26.06.19   | 35 31.07.1983  | 34,7 12.08.03   | 31,2 14.09.1987 | 26,9 07.10.09 | 22 03.11.1981  | 18,7 25.12.1983  | 35 1983  |
| Précipitations (mm)                   | 100,6           | 76,6          | 90,8           | 109,6            | 117,2         | 95              | 93,5           | 95,4            | 121,3           | 120,1         | 138,1          | 111,8            | 1 270    |

#### L'effet de Fœhn dans le secteur de Villard-de-Lans

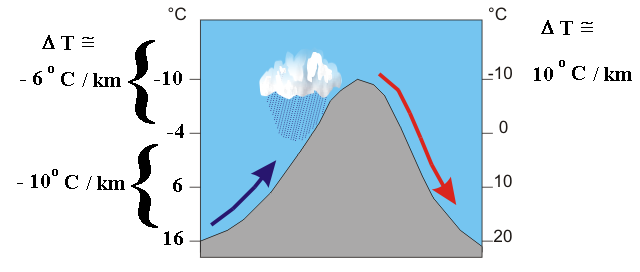
Croquis expliquant le principe de l'effet de foehn

Lorsqu'un vent souffle fortement depuis le sud, l'ensemble du Massif du Vercors (particulièrement dans le secteur de Villard-Corrençon et dans la région voisine du Trièves, située au sud-est du massif), est soumis, de façon subite, à un phénomène de réchauffement rapide qui se dénomme « l'effet de fœhn ».
Il faut savoir que ces deux secteurs de moyenne montagne du département de l'Isère se situent au niveau de la partie septentrionale du col de la Croix-Haute, défini géographiquement comme une des frontières entre les Alpes du Nord et les Alpes du Sud. C'est également dans ce secteur que se situe la partie la plus haute des falaises du Vercors marquées par le Grand Veymont et l'ensemble des hauts plateaux du Vercors.
Dans le cadre de ce phénomène météorologique amplifié par ce positionnement géographique, la température peut, dès lors, grimper rapidement et le secteur peut facilement passer d'une température de 0 °C à Grenoble et dans cette partie du département de l'Isère à une température de +15 °C en quelques heures. En hiver, la neige fond alors à une vitesse impressionnante, en particulier sur les versants sud des montagnes particulièrement bien exposés.

#### Conséquences du réchauffement climatique à Villard-de-Lans
Selon de nombreux experts, le réchauffement global de notre planète entre 1990 et 2100 doit être estimé entre 1,1 °C et 6,4 °C, voire entre 1,8 °C et 4 °C selon les meilleures évaluations. À l’échelle du Massif du Vercors, des suivis sont en cours d'estimation, afin de mieux préciser les évolutions possibles et les changements prévisibles de ce phénomène climatique à l'échelle locale.
À l'échelle du Massif alpin et des Préalpes françaises, l’élévation de température est estimée entre 1 °C et 3 °C à 1 800 m d’altitude sur ces 45 dernières années. Cela signifierait qu'en matière de réchauffement, l’augmentation serait donc plus importante pour ce massif montagneux de l'Europe occidentale que pour la moyenne annoncée au niveau mondial. Dans ce modèle de prédiction élaboré par l'observatoire écoclimatique des hauts plateaux du Vercors, il serait question d'une augmentation de 1 °C entre 2000 et 2030, et de 4 °C entre 2000 et 2100. Sachant qu'au sein d'une atmosphère normalisée, il est scientifiquement admis qu'une augmentation de 1 °C correspond à une variation altitudinale de 150 m d’altitude, il faut donc prévoir, en conséquence, que ces modifications climatiques auront des effets notables sur la végétation, la faune et sur les activités humaines, notamment dans les zones agricoles, forestières et sur les domaines skiables des stations de sports d'hiver.
La municipalité de Villard-de-Lans et les principaux intervenants liés à l'activité touristique hivernale prévoient, déjà depuis quelques saisons, des alternatives ludiques et sportives pour les familles en villégiature, en cas de pénurie de neige au niveau local.
La prise de conscience de ce réchauffement ne se limite pas uniquement aux domaines économique et touristique, mais aussi écologique. Pour preuve de cet engagement, le parc naturel régional du Vercors, dans lequel se situe la totalité du territoire de Villard-de-Lans, est titulaire du trophée « Adaptation au changement climatique et territoires » pour l'année 2016. Ce prix, décerné par l’ADEME récompense des actions exemplaires d’adaptation au changement climatique portées par les territoires, et il a été remis au vice-président du Parc régional, lors des « Assises Européennes de la Transition énergétique » qui se sont déroulées du 24 au 26 janvier 2017 à Bordeaux.

### Voies de communication

#### Le réseau routier

Le tracé de l'autoroute A 48.

Le tracé de l'autoroute A 49.

##### Accès par l'autoroute
L'automobiliste provenant des grandes métropoles françaises et européennes peut accéder au territoire de Villard-de-Lans en utilisant deux grandes autoroutes françaises, toutes deux dépendantes du réseau AREA :
L'autoroute A48 permet la liaison autoroutière entre les agglomérations de Lyon et de Grenoble. Elle se connecte à l'A43 au niveau de Bourgoin-Jallieu, puis s'achève sur le territoire de la commune de Saint-Égrève à l'entrée de l'agglomération grenobloise au niveau de l'échangeur avec l'A480. Pour se rendre à Villard-de-Lans, il faut emprunter la sortie no 14 « Saint-Égrève nord » à 52 km : Saint-Égrève, Fontanil-Cornillon, Autrans, Villard-de-Lans. Quelques kilomètres après la barrière de péage de Voreppe, la première sortie, en direction de Grenoble, au niveau de la commune de Saint-Egrève indique la direction de Villard-de-Lans, d'Autrans et du Parc Naturel Régional du Vercors. Cette sortie se raccorde sous la forme d'une bretelle à la route départementale 1532 (ancienne route nationale 532), importante voie routière qui relie Grenoble à Valence et qui traverse Sassenage. La route départementale 1532 se raccorde ensuite au niveau de la commune de Sassenage, par un rond-point, à la route départementale 531, route principale menant à l'ensemble des communes du plateau du Vercors ;
L'autoroute A49 relie Romans (Valence) à Grenoble. Elle a été mise en service définitivement en 1992. Pour se rendre à Villard-de-Lans, il faut emprunter la sortie no 8 « La Baume d'Hostun » à Saint-Nazaire-en-Royans, La Baume-d'Hostun, Villard-de-Lans. Au-delà de la barrière de péage de Chatuzange-le-Goubet et quelques kilomètres après l'aire de service de Royans-en-Vercors, dans le sens Valence-Grenoble, la sortie suivante indique la direction de Villard-de-Lans, par le Royans. La bretelle rejoint ensuite la route départementale 1532, qui se raccorde à son tour à la même route départementale 531 à l'instar de l'A48.

##### Accès par la route

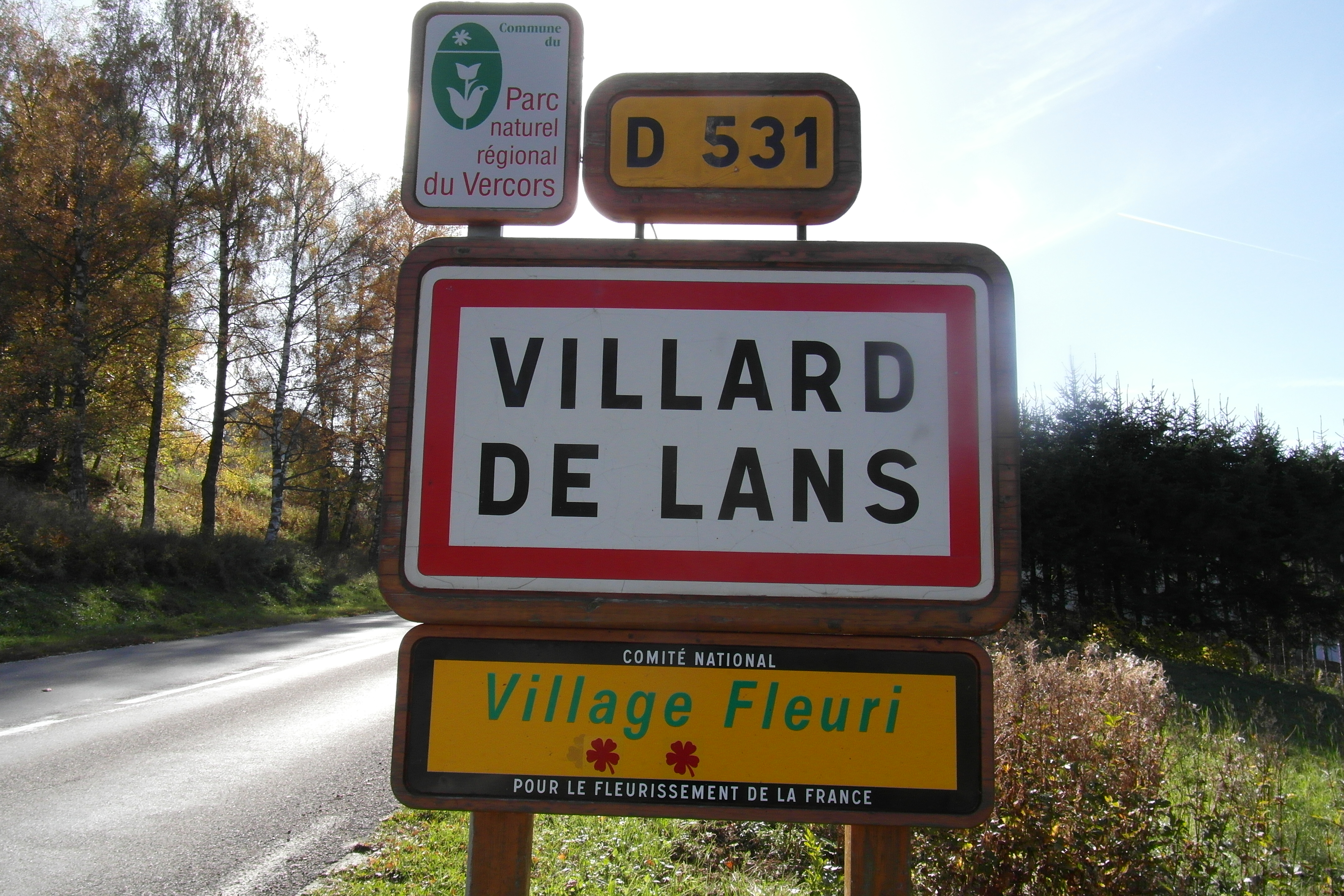
Panneau d'entrée de Villard-de-Lans sur la RD 531.

Le territoire communal est traversé par la route départementale 531, ancienne route nationale 531, déclassée en 1972, qui débute non loin du centre-ville de Sassenage, au rond-Point de la place Jean-Prévost, depuis la route départementale 1532 et se termine à Saint-Just-de-Claix, dans le hameau de Clairivaux, au carrefour de cette même RD 1532.
La route départementale 531 relie ainsi directement Villard-de-Lans à Lans-en-Vercors, Engins et Sassenage vers le nord, et Choranche (et ses grottes) vers le sud-ouest. La route départementale 103, qui commence à l'extrémité ouest de la commune par détachement de la RD 531, relie quant à elle, le bourg de Villard-de-Lans aux villages de Saint-Martin-en-Vercors, La Chapelle-en-Vercors et à la ville de Die, communes toutes situées dans la Drôme voisine. Cette route permet de relier le bourg de Villard-de-Lans à 32 km de Grenoble (Pont du Vercors), 27 km de Sassenage (Mairie) et 7 km de Lans-en-Vercors.
Le territoire de Villard est aussi desservi par la route départementale 215c qui relie le lieu-dit « Le Clos de la Balme » (Corrençon-en-Vercors) au lieu-dit « Les Sables » (Villard-de-Lans), par la route départementale 215b, qui relie la RD 215c à la station de sports d'hiver du Balcon de Villard.
Le territoire de Villard-de-Lans est également une des extrémités de la route touristique des Gorges de la Bourne qui le relie avec les communes des autres secteurs touristiques dont, notamment, le Royans, le Bas-Grésivaudan et la vallée du Rhône.

### Transports publics

#### Transport routier

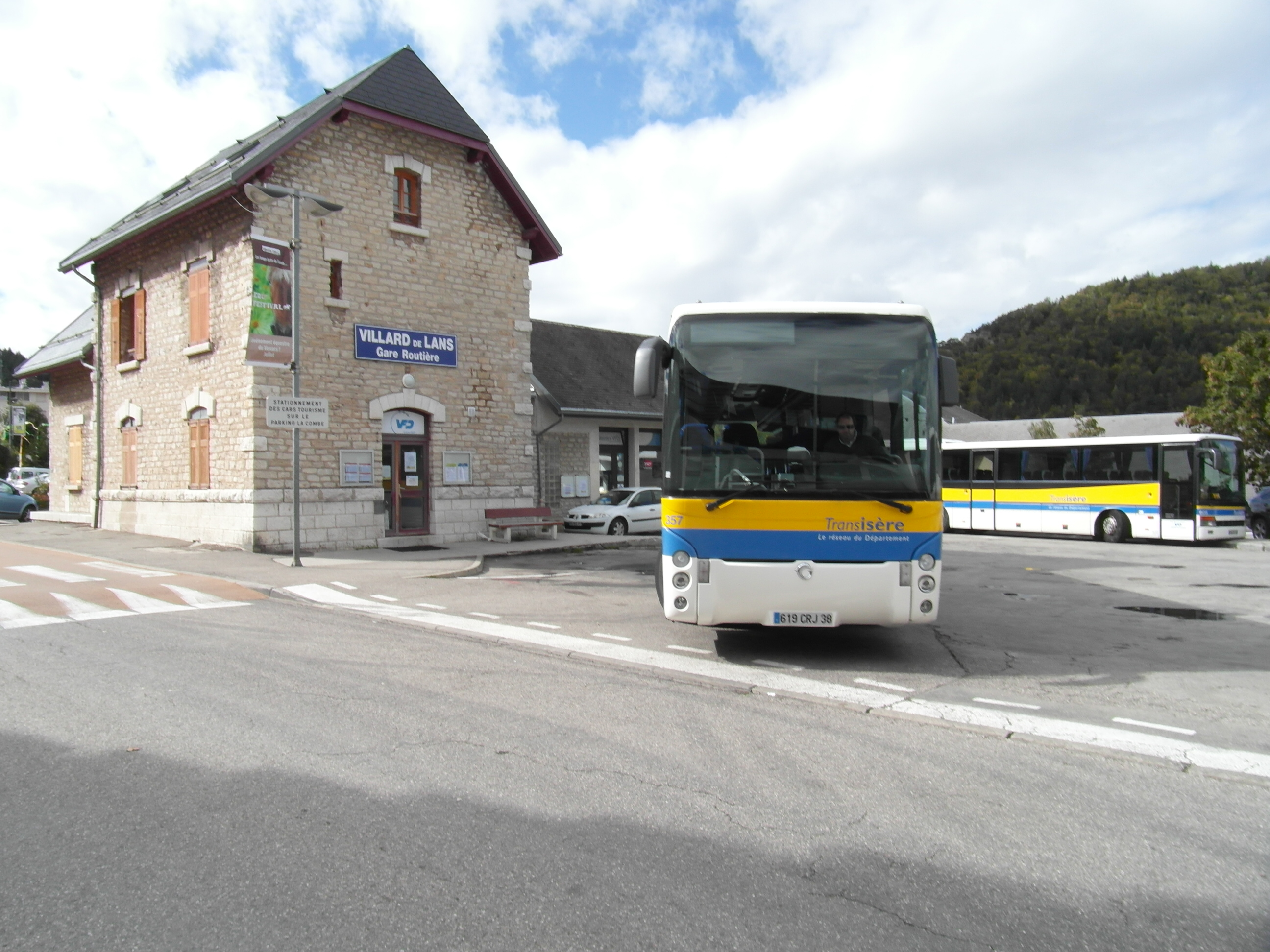
L'autocar de la VFD en position de départ devant la gare routière de Villard-de-Lans.

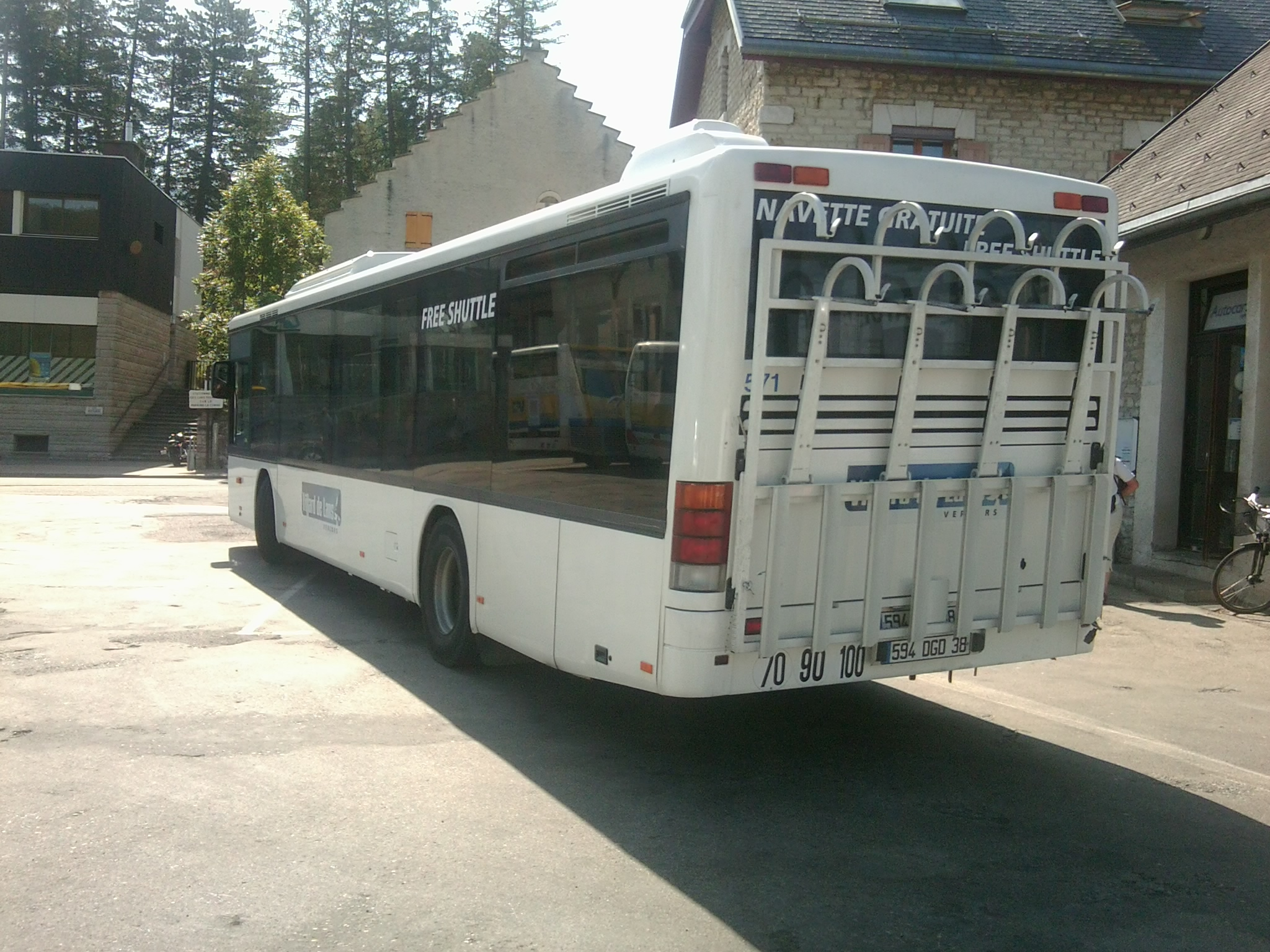
La navette gratuite communale à l'arrêt sur le parking de la gare routière de Villard-de-Lans.

La gare routière de Villard-de-Lans est située face à l'entrée de l'espace loisir et du bâtiment de l'ancien office de Tourisme. La petite structure abritant la billetterie fut jusqu'en 1938, la gare de terminus du tramway Grenoble - Villard-de-Lans.
Depuis cette gare routière, la commune est desservie par quatre lignes régulières de cars qui fonctionnent tous les jours, samedis, dimanches et jours fériés, compris. Il s'agit de trois lignes du réseau « Cars Région Isère » :
- la ligne T64 relie Villard à Grenoble (gare et polygone scientifique) par Engins et Lans (Office de tourisme) ;
- la ligne T65 relie Lans à Grenoble avec correspondance avec le 5100 à Lans en Vercors à l'office de tourisme ;
- la ligne T66 relie Villard à Lans par Autrans (le village) et Méaudre (la place) ;
- la ligne T67 relie Villard à Corrençon (office de tourisme et Clos de la Balme).

Au niveau de la commune, ses hameaux et la station de ski, des navettes gratuites circulent en toutes saisons, celles-ci étant plus fréquentes durant les périodes de vacances scolaires françaises d'été, de Noël et d'hiver :
- Gare routière de Villard ↔ Le Balcon de Villard (ou/et) Les Glovettes (Domaine alpin). Fonctionne en saison estivale et hivernale ;
- Gare routière de Villard ↔ Bois Barbu (Domaine nordique). Fonctionne uniquement en saison hivernale ;
- Gare routière de Villard (ou/et) Côte 2000 (Domaine alpin) ↔ Corrençon centre ↔ Hauts Plateaux (Domaine nordique) ↔ Clos de la Balme (Domaine alpin). Fonctionne uniquement en saison hivernale.

#### Transport scolaire
Le territoire communal est également desservi par un réseau de transport scolaire au service des enfants scolarisés dans les différents établissements situés sur son territoire et principalement la cité scolaire Jean Prévost, située sur un plateau dominant la petite agglomération. Quatre navettes scolaires organisées et gérées par la mairie desservent les hameaux suivants : Bois Barbu, Ville Vieille, les Jarrands et La Côte 2000 (Balcon de Villard)

#### Transport ferroviaire
La gare ferroviaire la plus proche est la gare de Grenoble, située à environ 35 km du centre de la commune. Elle est desservie par un service d'autocar régulier depuis Villard-de-Lans.
Il était prévu que Villard-de-Lans puisse se doter d'une ligne de chemin de fer à crémaillère, surnommée « la Patache », à l'horizon 2008. Une ligne de 6 km aurait dû passer par l'ouest du village, partant du parking de la combe Fichetaire, pour rejoindre les Sagnes, l’Essarton, desservir la Maison médicale, la colline des Bains, le lycée, et relier la Cote 2000 puis les Charpennes sur une base prévisionnelle de plus de 2 000 voyageurs en une heure et par tous les temps. Le matériel roulant devait être récupéré du métro Ouchy à Lausanne. À la suite des élections municipales de 2008, le projet a été annulé par la nouvelle équipe élue, le jugeant trop coûteux, et n'a jamais été reproposé.

#### Transport aérien
L'aéroport le plus proche est l'aéroport de Grenoble-Isère, situé à environ 70 km. Il existe depuis la commune une liaison routière par autocar pour cet aéroport Transisère mais en transitant par la gare routière de Grenoble. L'aéroport de Lyon-Saint-Exupéry et son hub régional, quatrième aéroport français, situé à 110 km, est relié lui aussi par une ligne de car (mise en place avec le concours du conseil régional de Rhône-Alpes) avec la gare routière de Grenoble.
Le territoire villardien n'abrite aucun héliport, mais des liaisons entre les établissements hospitaliers de l'agglomération grenobloise sont possibles par hélicoptères, notamment par les équipements de la Gendarmerie nationale, le SAMU de Grenoble (Unité Mobile Héliporté) et le SDIS de l'Isère.

#### Transports par câble (téléphérique)

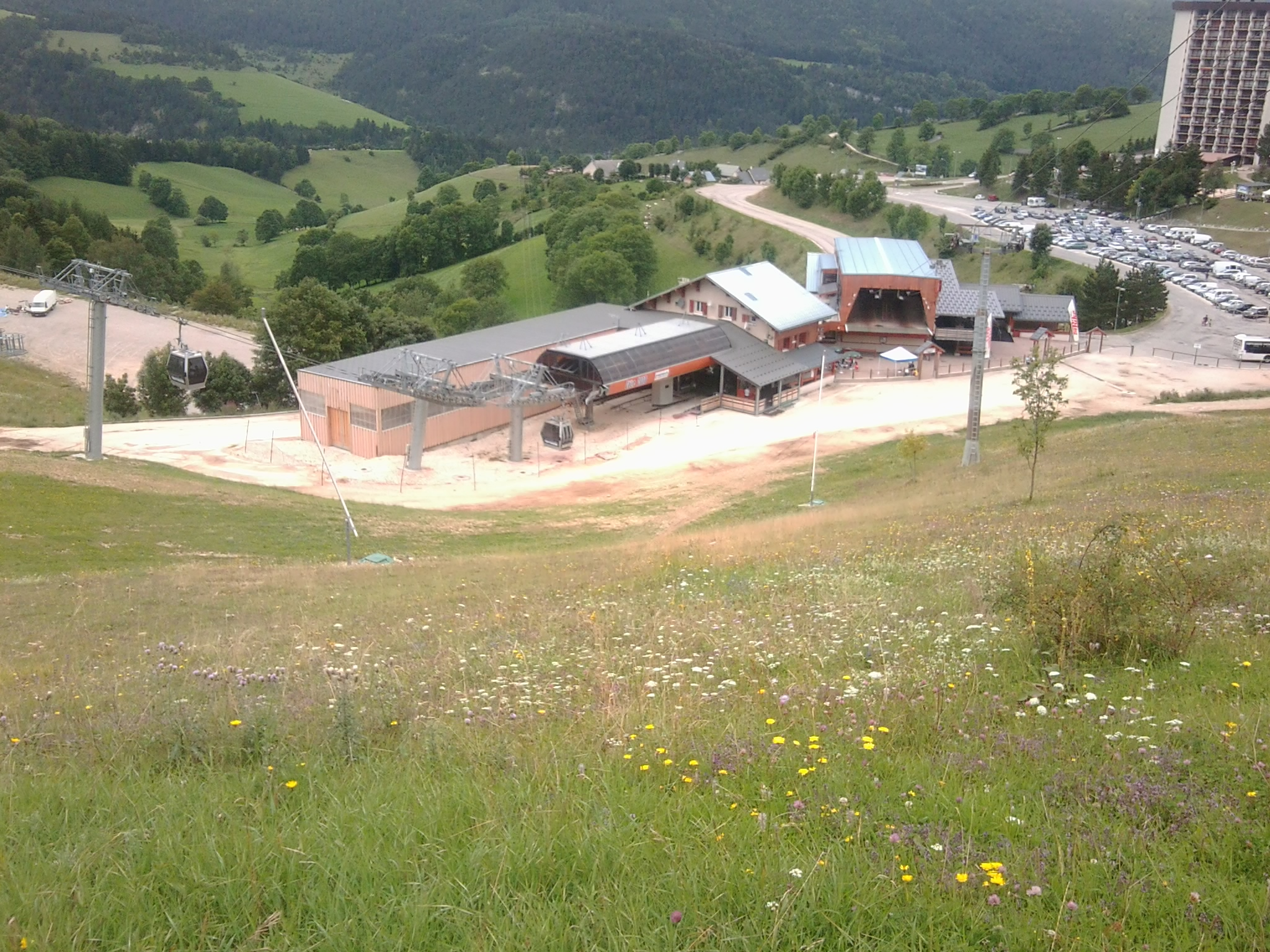
Station (aval) de départ des télécabines.

Il existe sur le territoire villardien un ensemble de transport par câble, de type télécabine : la télécabine de la Côte 2000 (depuis 1951) et la télécabine du Pré des Preys (depuis 1983).
La ligne de la Côte 2000 a été mise en service en mars 1951. Il s'agissait alors de la première télécabine de France. Le système installé par les établissements Câbles et Monorails Mancini recevait des véhicules ovoïdes biplaces. Le système fut remplacé par une télécabine (la première d'Europe) en 1973, puis 10 places en 2010.
Ce dispositif permet de transporter les pratiquant de sport de neige, les cyclistes et les touristes à l'altitude de 1 720 mètres et leur offre un accès direct au principales pistes de ski en hiver et à un grand nombre de sentiers de randonnée et de VTT, en été. Le point de départ des cabines se situe devant les immeubles du Balcon de Villard et à quelques mètres du terminus des navettes gratuites en provenance du bourg de Villard-de-Lans et des autres hameaux.

##### Le télécabine de la Côte 2000
Il s’agissait, alors, du premier type de télécabine avec six places en Europe (avant leur réaménagement) et qui restera, avec sa future voisine, un système unique en son genre dans le massif du Vercors. Ce système permet de transporter les skieurs et les touristes et leurs équipements à l'altitude de 1 720 mètres afin d'accéder directement aux principales pistes de ski en hiver et à un grand nombre de sentiers de randonnée, en été. Le point de départ des cabines se situe devant les immeubles du Balcon de Villard et à quelques mètres du terminus des navettes gratuites en provenance du bourg de Villard-de-Lans et des autres hameaux.
Ce dispositif comprend une capacité maximum de dix personnes par cabine avec un temps de montée de six minutes de station à station pour un débit maximum de 2 300 passagers par heure avec 49 cabines. Cet ensemble bénéficie d'un système de secours électrique sur poulie. Cette ligne de transport par câble a nécessité également la pose d'un ensemble total de 14 pylônes.
La station d'arrivée du télécabine de la Côte 2000 (située en amont de la ligne) n'abrite qu'un seul restaurant-bar, dénommé Altitude 2000. Celui-ci présente une salle de restauration et de bar avec une vue panoramique sur l'ensemble du Val de Lans et du Vercors septentrional en direction de l'ouest et du nord-ouest.

##### Le télécabine du Pré des Preys
Ce second système de télécabine inauguré huit ans après celui de la Côte 2000 va augmenter le débit offert depuis la station pour rejoindre le domaine d’altitude et permet de transporter les skieurs et les touristes à l'altitude de 1 518 mètres.
Ce dispositif comprend une capacité maximum de six personnes par cabine avec un temps de montée de moins de 5 minutes de station à station pour un débit maximum de 1 200 passagers par heure avec 45 cabines. Cet ensemble bénéficie d'un système de secours électrique sur poulie. Cette ligne de transport par câble a nécessité également la pose d'un ensemble total de 13 pylônes.

Différentes vues des télécabines de Villard-de-Lans
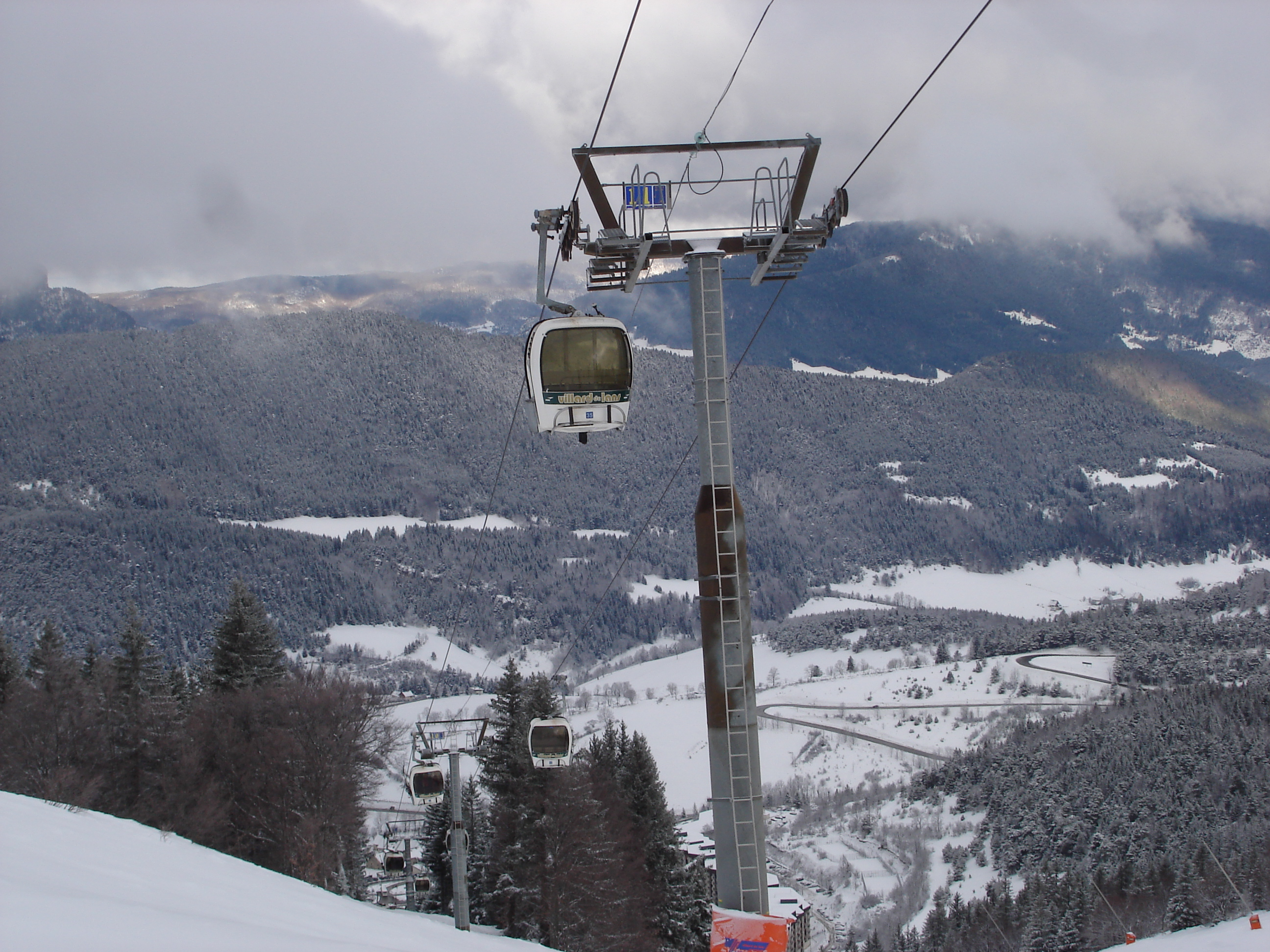
Télécabine Pré des Preys, anciennes cabines
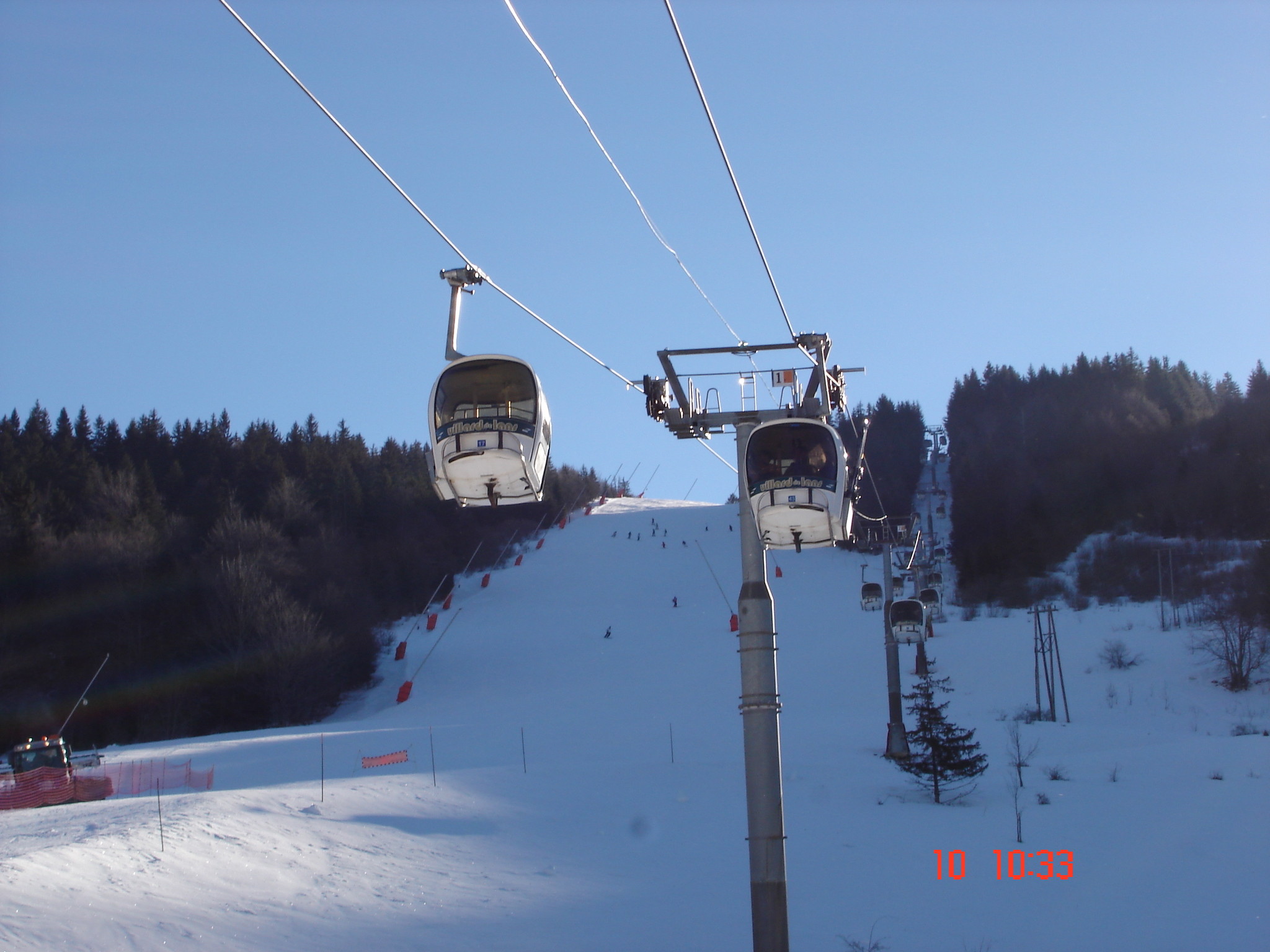
Télécabine Pré des Preys, Piste Carole Montillet
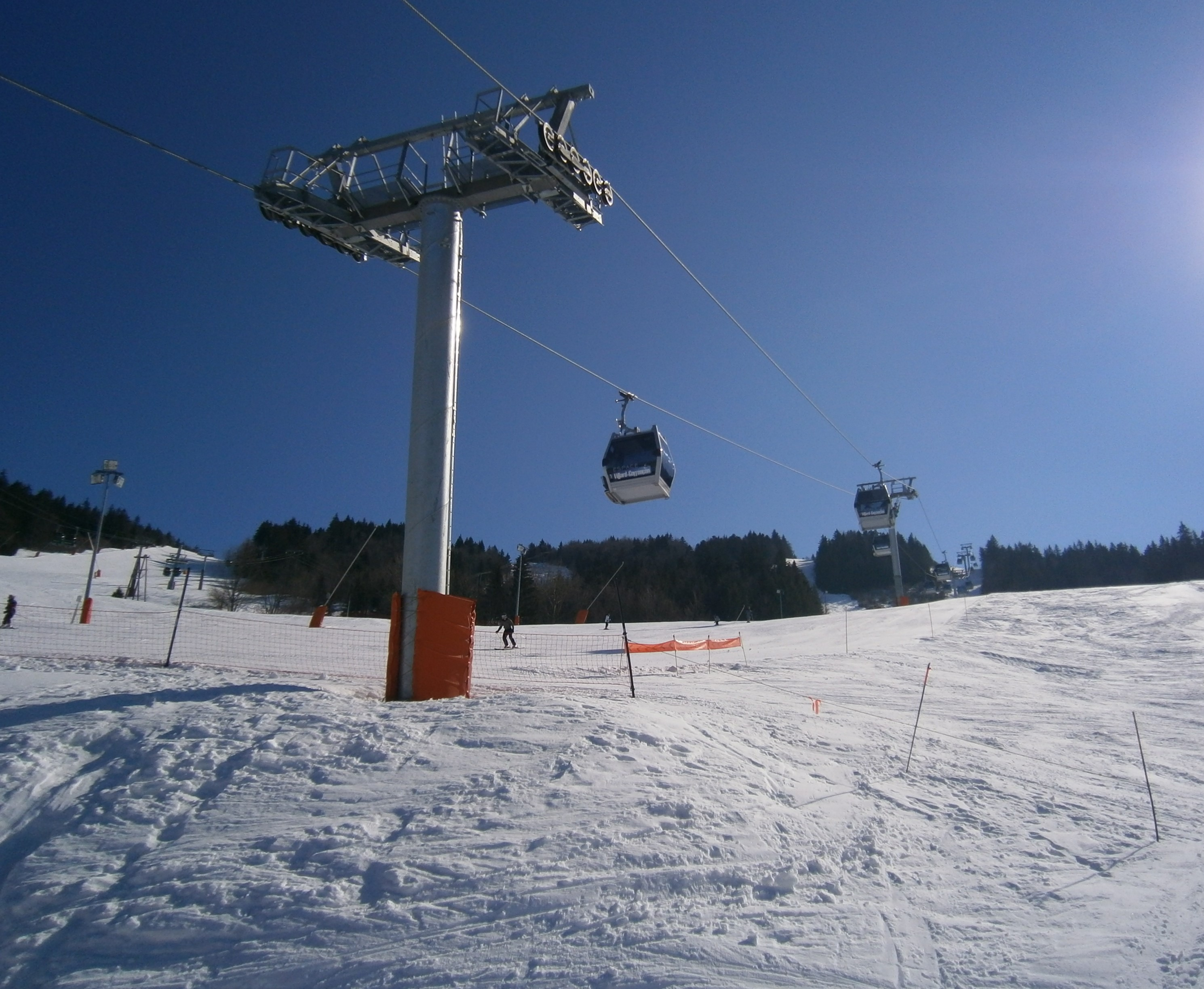
Télécabine de la Côte 2000, en action
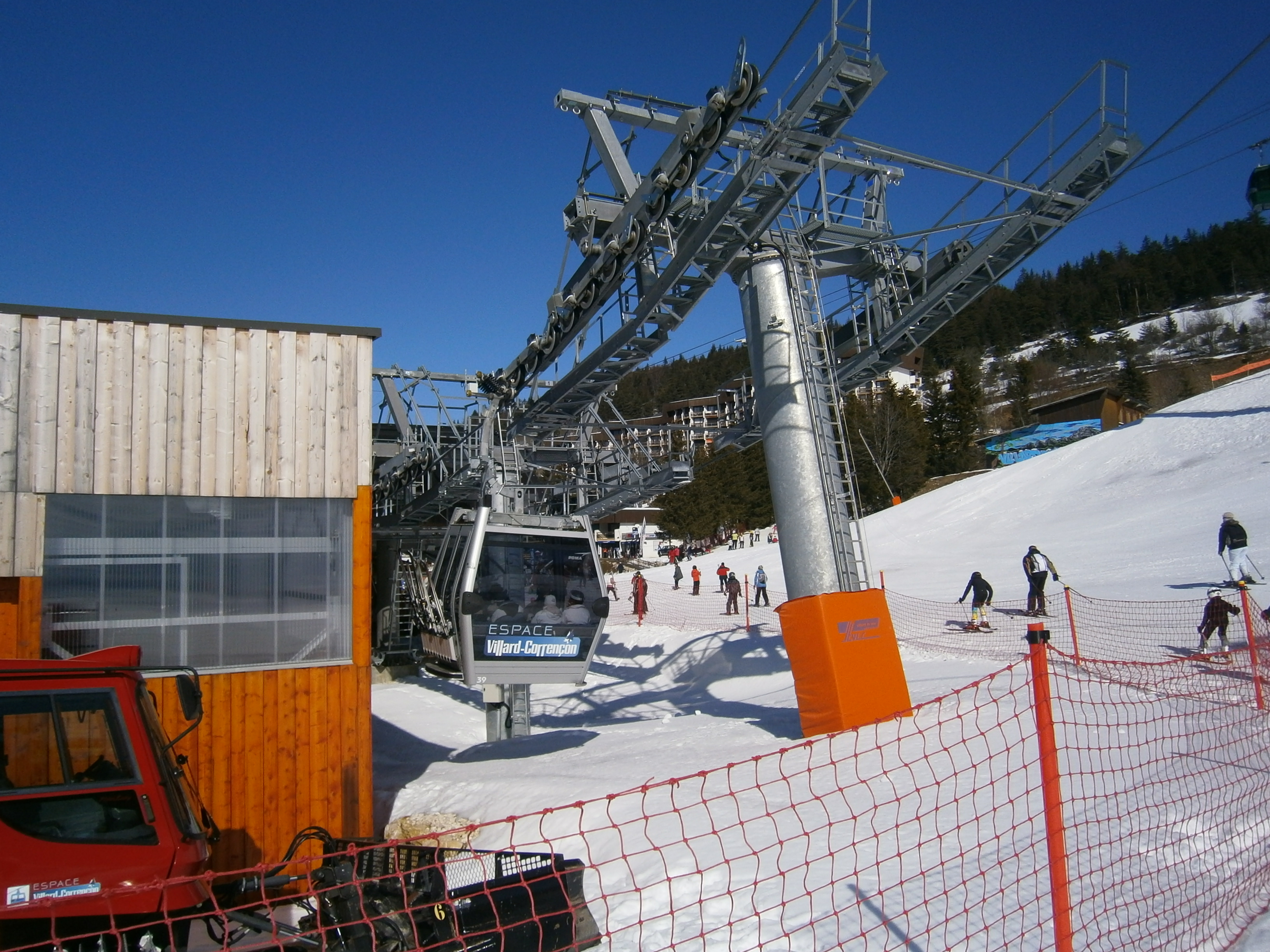
Télécabines Côte 2000, gare aval
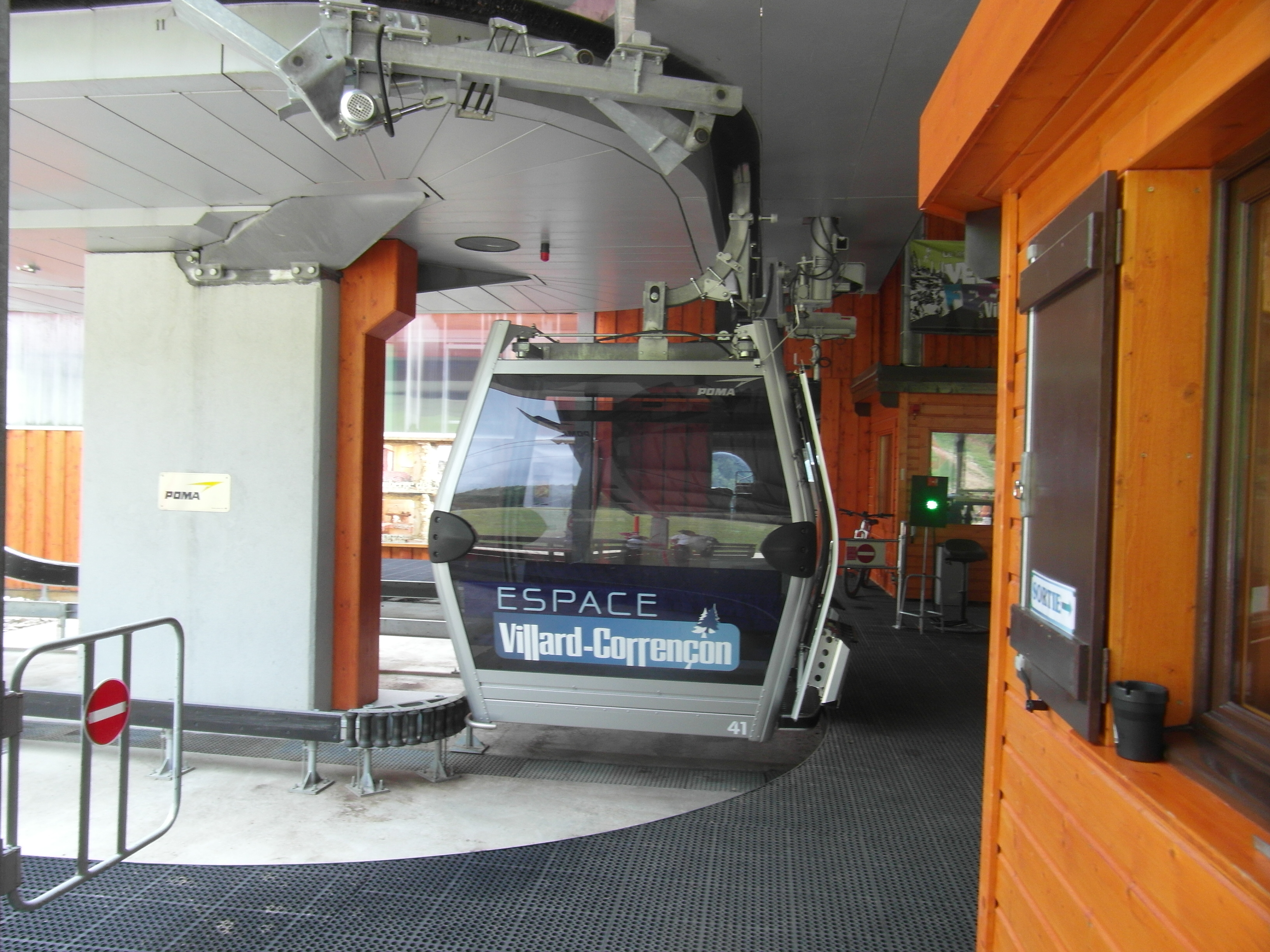
Télécabines Côte 2000, cabine en gare aval

Des webcams ont été installées sur le site, en amont des télécabines. Celles-ci permettent d'observer le niveau d'enneigement en direct et d'informer ainsi les éventuels pratiquants.

#### Voies vertes et partagées

##### La «Via Vercors»

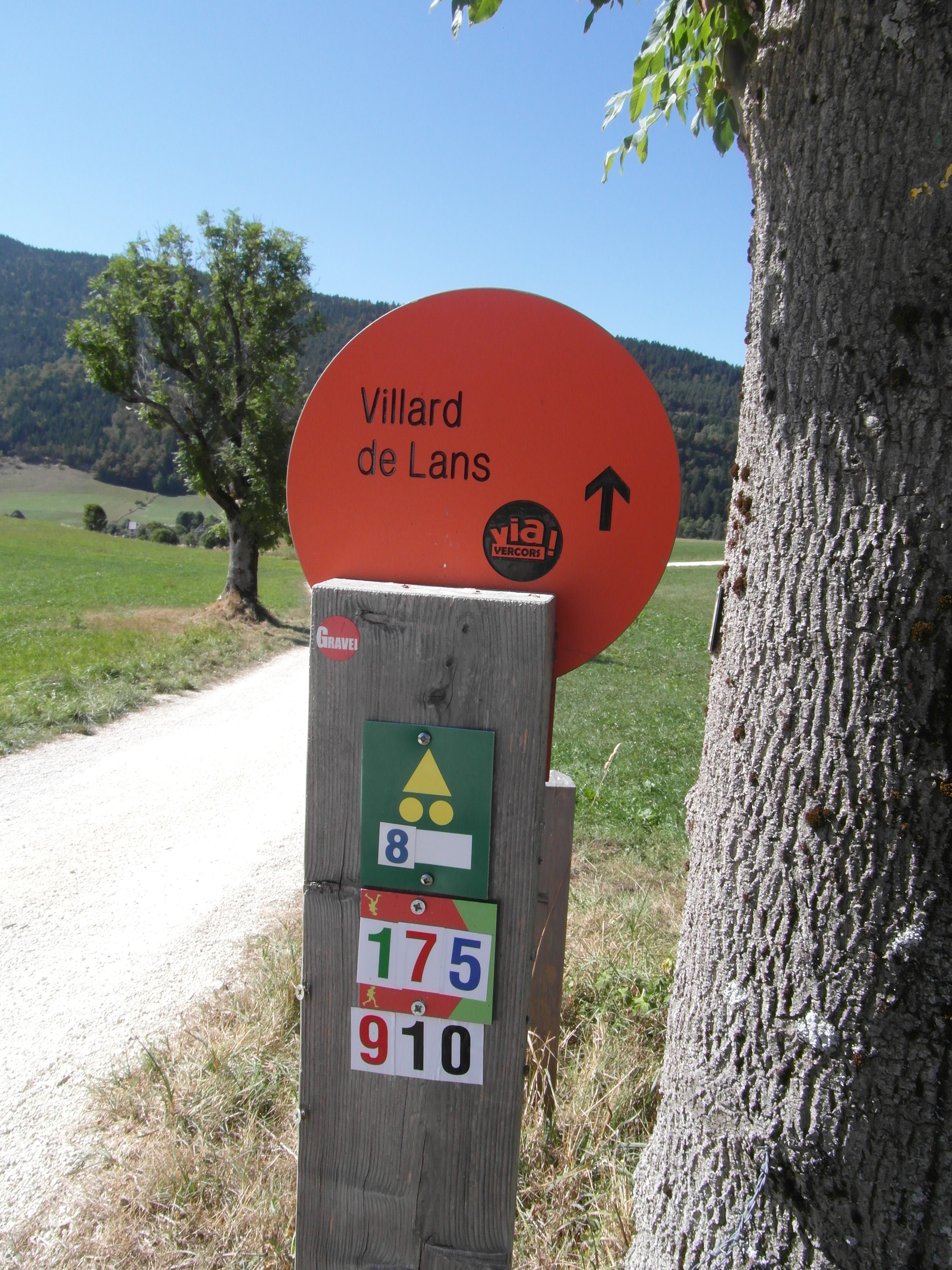
Panneau indicateur de la « Via Vercors »

Depuis septembre 2006, date de l'inauguration de son premier tronçon, ce type de voie de circulation consacrée aux modes de transport non motorisés continue de se développer sur le territoire de Villard-de-Lans ainsi que sur tout le territoire de la Communauté de communes du massif du Vercors et se dénomme la « Via Vercors ».
Celle-ci est présentée par le site de la collectivité comme une « voie éco-citoyenne » défendant la mixité des déplacements et permettant d'associer les usagers en vélo, à cheval, en poussette, à pied ou même les personnes handicapées moteurs, grâce à un revêtement considéré comme roulant et conforme aux déplacements en fauteuils roulants. L'objectif principal, selon le site consacré à cette voie verte, étant « de sensibiliser les habitants du Vercors à un nouveau mode de déplacement sans voiture tout en offrant aux vacanciers (familles, randonneurs et sportifs) un nouvel itinéraire de découverte sur 50 km ».
Cette voie cyclable et piétonne a été financée par la Communauté de communes du massif du Vercors avec le concours de l'Union européenne. Celle-ci a été réalisée avec un revêtement entièrement naturel en faisant appel à des filières d'approvisionnement écologique liées au recyclage de matériaux issus de la déconstruction, tels que des graviers compactés collectés dans la carrière voisine de Méaudre, pour composer sa surface de roulement et permettre ainsi un usage facile tout en préservant le mieux possible l'environnement.

###### Itinéraire de la Via Vercors dans Villard-de-Lans
Cette voie verte de 8,5 km traverse le nord du territoire communal depuis Lans-en-Vercors jusqu'au hameau des Geymonds. Elle s'interrompt au niveau du bourg, mais elle reprend son cours au pied de la colline des bains pour longer la cité scolaire Jean Prévost. La voie traverse ensuite les hameaux de « Tintaine » et du « Frier » pour ensuite passer en aval de Villard 2000 au hameau des « Pouteils » et prendre la direction de Corrençon-en-Vercors par le hameau des « Bouchards ».
Une autre partie de cette voie longe la vallée de la Bourne jusqu'à la confluence avec le Méaudret pour reprendre son cours dans le val Molière et fusionner avec la voie principale au hameau des Geymonds. Cet aménagement compte un total de 44 kilomètres de voies sur l'ensemble du secteur de la communauté des quatre-montagnes

## Urbanisme

### Typologie
Au 1er janvier 2024, Villard-de-Lans est catégorisée bourg rural, selon la nouvelle grille communale de densité à sept niveaux définie par l'Insee en 2022.
Elle appartient à l'unité urbaine de Villard-de-Lans, une unité urbaine monocommunale constituant une ville isolée,. Par ailleurs la commune fait partie de l'aire d'attraction de Grenoble, dont elle est une commune de la couronne,. Cette aire, qui regroupe 204 communes, est catégorisée dans les aires de 700 000 habitants ou plus (hors Paris),.

### Occupation des sols
L'occupation des sols de la commune, telle qu'elle ressort de la base de données européenne d’occupation biophysique des sols Corine Land Cover (CLC), est marquée par l'importance des forêts et milieux semi-naturels (73,9 % en 2018), en augmentation par rapport à 1990 (72,3 %). La répartition détaillée en 2018 est la suivante : 
forêts (55,3 %), prairies (14,9 %), espaces ouverts, sans ou avec peu de végétation (13,6 %), zones agricoles hétérogènes (5,1 %), milieux à végétation arbustive et/ou herbacée (5 %), zones urbanisées (4,5 %), terres arables (1,7 %). L'évolution de l’occupation des sols de la commune et de ses infrastructures peut être observée sur les différentes représentations cartographiques du territoire : la carte de Cassini (XVIIIe siècle), la carte d'état-major (1820-1866) et les cartes ou photos aériennes de l'IGN pour la période actuelle (1950 à aujourd'hui).

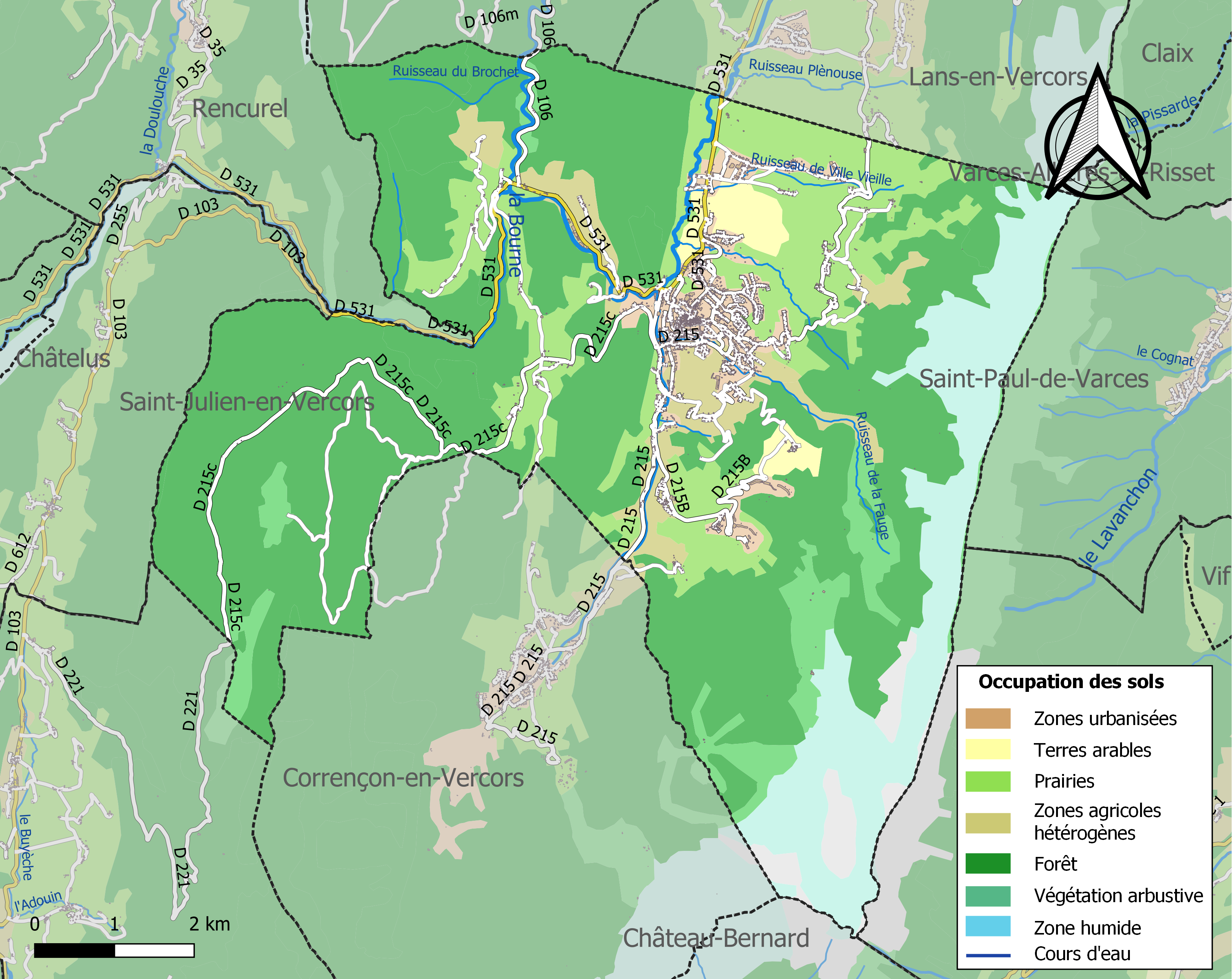
Carte des infrastructures et de l'occupation des sols de la commune en 2018 (CLC).
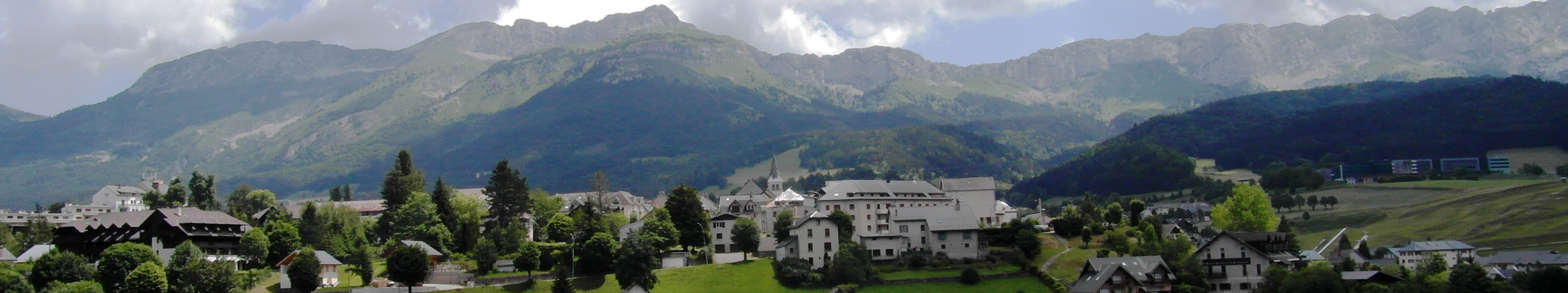
Villard-de-Lans et le Vercors (Roc Cornafion et Arêtes du Gerbier)

### Morphologie urbaine

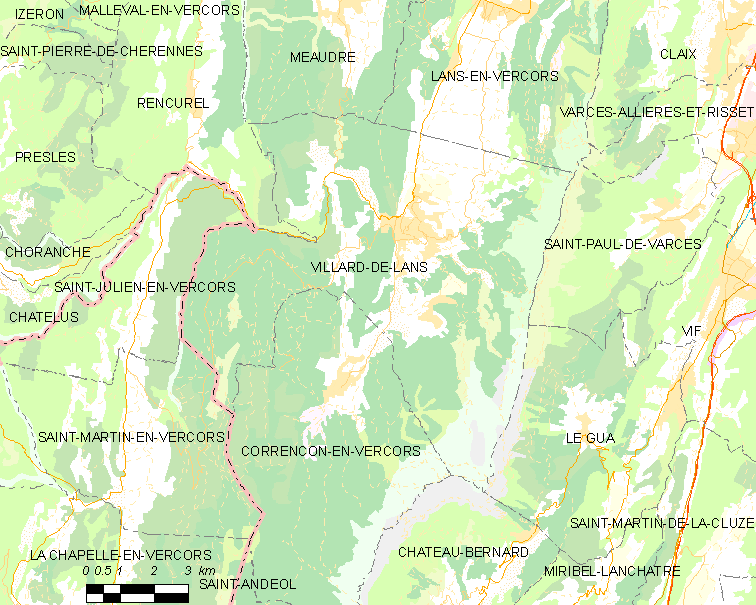
Territoire communal de Villard-de-Lans et des communes voisines

#### Villard-de-Lans, une petite ville à la montagne
Regroupant plus d'un tiers de la population de sa communauté de communes, le territoire communal de Villard-de-Lans, bien qu'implanté dans un secteur rural de type montagnard, présente, du fait de son nombre important de constructions et de logements, un aspect urbain assez évident. Son territoire se compose d'une agglomération principale (le bourg ou ville-centre), proprement dite, ainsi que d'une quarantaine de hameaux et de lieux-dits dispersés tout autour de ce bourg central. On peut noter également la présence d'une station de sports d'hiver de renommée nationale. Le bourg, ou ville-centre, se situe sur une élévation du relief dominant le ruisseau de la Bourne.
La démographie urbaine a dû et a su s'adapter aux différentes natures de terrains et à la configuration géologique de ce territoire typiquement montagnard. Le développement des constructions est surtout lié à la fréquentation touristique ainsi qu'à la pratique des résidences secondaires exercée par les citadins de Grenoble, de Lyon et issus d'autres grandes agglomérations françaises. Ces constructions sont cependant soumises à des conditions liées au respect de l'environnement, ainsi qu'à des contraintes liées au relief et au climat. Selon l'INSEE, Villard-de-Lans est l'unique ville de son aire urbaine (AU681).

#### Le service et le plan local d'urbanisme
La municipalité a adopté le 20 juin 2005, un plan local d'urbanisme (PLU), document essentiel et incontournable pour toute demande d'occupation, et/ou d'utilisation des sols. De larges extraits de ce document sont accessibles sur le site de la commune.
L'insertion dans le paysage, le respect des économies de moyens (notamment en privilégiant les entreprises et les artisans locaux), les économies d'énergie, la promotion d'une architecture de qualité, en accord avec l'architecture traditionnelle, sont les premières recommandations publiées sur ce document, dans sa page traitant de la « zone du bourg » (ou ville-centre).
Afin de gérer et réglementer sa politique locale d'urbanisme, la municipalité de Villard-de-Lans a mis en place un service urbanisme qui veille à l'application des principaux règlements en matière de construction. Ce service analyse également les principaux projets de développement du territoire communal.
Les différentes missions de ce service, dont les bureaux se situent dans l'hôtel de ville, sont notamment, la gestion et la révision du Plan local d'urbanisme (PLU), le traitement et l'instruction des permis de construire y compris pour les zones d'aménagements concertés (ZAC), le respect de la mise en sécurité des établissements recevant du public (EPR), la gestion du cadastre et du Système d'Information Géographique (SIG), la procédure des acquisitions et des cessions foncières (droit de préemption et fiscalité foncière) et, enfin, la gestion du plan de prévention des risques.

### Les hameaux, lieux-dits et écarts

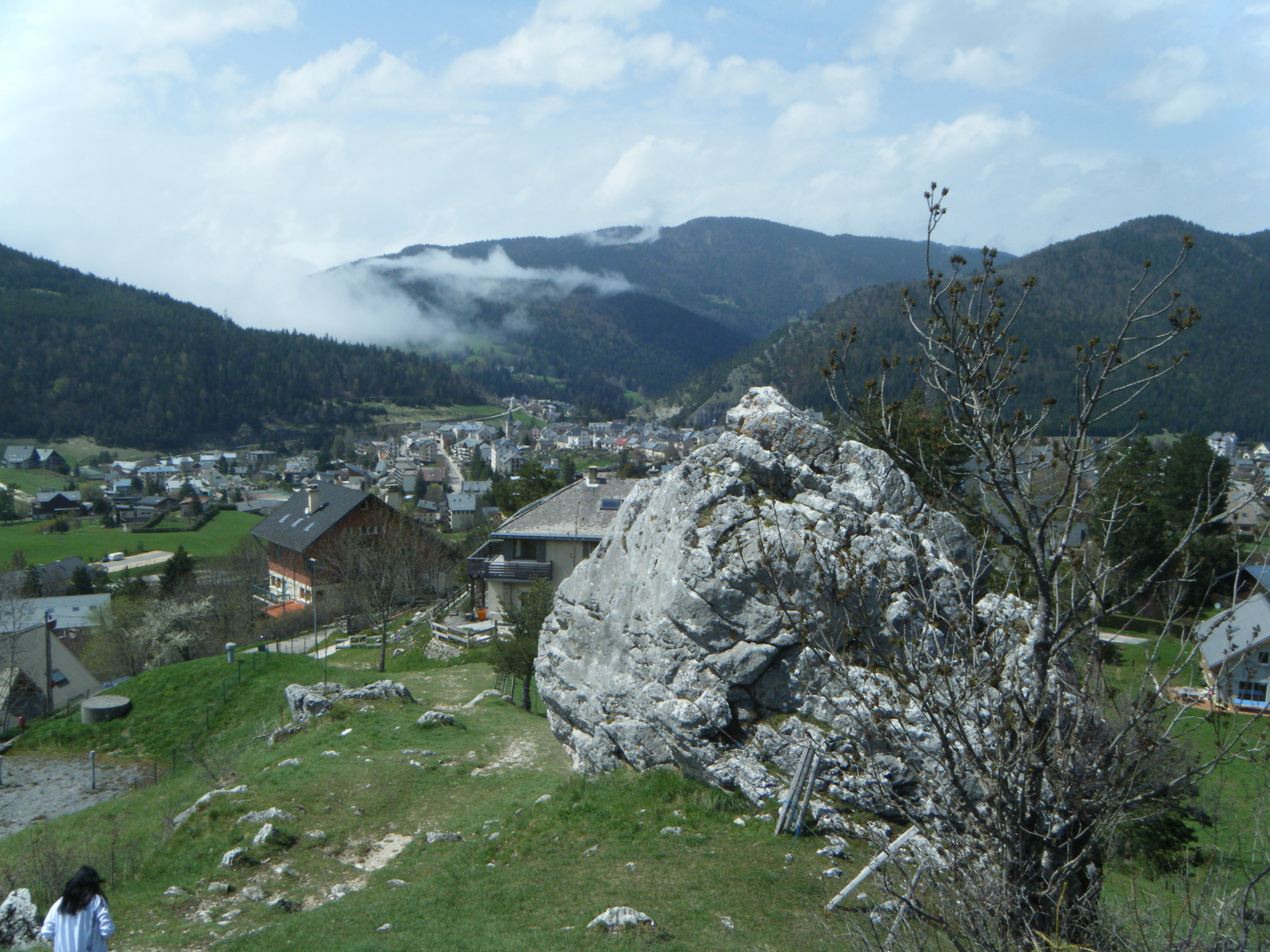
Villard-de-Lans depuis le hameau des Pierres

Outre le bourg central, le territoire de la commune est constitué d'un grand nombre de hameaux, lieux-dits et autres écarts répertoriés et dont le nombre est estimé à plus de 50 sites, selon la carte référencée « 3236 OT » éditée par l'Institut national de l'information géographique et forestière, plus connue sous le nom d'IGN.
Le bourg de Corrençon-en-Vercors, et ses divers hameaux épars situés dans son val en cul-de-sac, au sud du territoire Villardien, furent également des anciens hameaux rattachés à la commune de Villard-de-Lans entre 1790 et 1857, année de la publication d'un décret impérial érigeant cette partie du territoire villardien en commune indépendante sous le nom de Corrençon.

### Logement

#### Nombre et types de logements
En 2013, le nombre total de logements dans la commune était de 5 999, alors qu'il était de 5 524 en 2008.
Parmi ces logements, 31,4 % étaient des résidences principales (soit 1 886 logements), 65,8 % des résidences secondaires (soit 3 653 logements) et 2,7 % des logements vacants (soit 163 logements). Ces logements étaient pour 19,8 % d'entre eux des maisons individuelles et pour 80 % des appartements.
La proportion des résidences principales, propriétés de leurs occupants était de 61,6 %, en augmentation assez importante par rapport à 2008 avec 57,7 %). La part de logements HLM loués vides (logements sociaux) était de 10,4 %, en légère baisse par rapport à 2008 où elle était de 10,6 %. La demande de logement est gérée par l'Office public d'aménagement et de construction (OPAC) de Voiron.

#### Équipement des logements
Concernant le confort des résidences principales, 97,9 % d'entre elles sont équipées d'une salle de bains comprenant une baignoire ou une douche en 2013, chiffre très proche de l'année 2008 qui était de 97,7 %. Le chauffage central collectif concerne 18,6 % de ces résidences en 2013 (20,9 % en 2008), le chauffage central individuel concerne 25,6 % de ces logements (28,2 % en 2008) et enfin le chauffage électrique individuel concerne encore 34,5 % de ces logements en 2013, taux en augmentation depuis 2008 (32,3 %).

### Eau et assainissement
Villard-de-Lans et la communauté de communes du massif du Vercors (soit un ensemble de six communes) bénéficient d'une station d'épuration moderne (située au lieu-dit Fenat, sur la route de Pont-en-Royans), ainsi que d'une usine de compostage de boue inaugurées toutes les deux le 6 octobre 2012 par le président du conseil général de l'Isère de l'époque, André Vallini.
Le financement de cette station d'épuration a été assuré, en partie, par l'agence de l'eau Rhône-Méditerranée-Corse, établissement public appartenant conjointement à l'État, au conseil départemental de l'Isère et au conseil régional d'Auvergne-Rhône-Alpes, et essentiellement par autofinancement dont un recours à l'emprunt effectué par la communauté de communes.
La capacité de traitement de cette station est de 45 000 équivalents habitants, chiffre qui pourrait paraître surdimensionné, mais qui tient compte du fait que Villard-de-Lans ainsi que les stations des communes du secteur des Quatre-montagnes accueillent un nombre important de touristes durant les saisons estivales et hivernales. Le débit de pointe est de 17 000 m3.
C'est la société « Véolia Eau » qui gère l'exploitation de ce service, par délégation de service public (DSP) de la mairie de Villard-de-Lans.

### Projets d'aménagements
Un projet de développement et d'extension de la zone d’activités des Geymonds, située dans la commune, est prévu dans le projet de révision simplifiée no 01 du plan local d'urbanisme (PLU) de Villard-de-Lans édité le 11 juillet 2012.

### Risques naturels et technologiques
Le Plan de Prévention des Risques (PPRN) pour la commune de Villard-de-Lans évoque certains risques classifiés et enregistrés, tels que les risques d'avalanches (Balcon de Villard), de feux de forêt (Espaces forestiers), d'inondations et coulées de boue (torrents de la Fauge et de la Bourne), de mouvements de terrain (différents secteurs) et enfin de séismes, sans oublier les risques de transport de marchandises dangereuses (uniquement sur routes).

#### Risques sismiques
L'ensemble du territoire de la commune de Villard-de-Lans est situé en zone de sismicité no 4 (sur une échelle de 1 à 5), comme la totalité des communes de cette partie du massif du Vercors.

#### Autres risques
Quelques rares glissements de terrain ont été enregistrés, dont un relativement important durant les années 1970, et quelques crues torrentielles, notamment du torrent de la Fauge, ont été constatées dans les années 1950.

## Toponymie
La paroisse de Villard-de-Lans s'est successivement dénommée Ecclesia del Vilar en 1115, puis Vilarium de Lans au XIVe siècle.
Le nom de la commune comporte deux termes aux origines différentes :
1-« Villars puis Villard » est la forme méridionale du latin Villare dérivé de Villa qui, jusqu’au IVe et Ve siècles, correspond à un domaine gallo-romain. Le Villard est le prolongement agricole de la ferme gallo-romaine. Ce terme de Villard fut utilisé jusqu’au XIe siècle et signifiait domaine, puis il signifiera progressivement un village ou un hameau.

Plus récemment, dans l'Histoire, l’article défini « le » précède « Villard-de-Lans » selon le grenoblois Stendhal – « du Villard-de-Lans » – et parfois cette appellation s'affiche sur le site même de l'office de tourisme de la commune.
2-« Lans » est dénommée successivement Lancium au XIe siècle, puis Lantz et Lanche au XIIe siècle puis Lamps au XVIIe siècle. L’origine celte est admise et correspond au mot lania qui désigne un plateau.

## Histoire
Selon l'ouvrage, non réédité et très bien documenté de Florent Camoin, écrit en 1955 et dénommé : « Villard-de-Lans, son histoire, son site », le territoire du Villard-de-Lans se structura en divers hameaux au gré des fronts de défrichements qui définirent, petit à petit, les terroirs cultivables. Le bourg actuel fut fondé au croisement de deux chemins existant depuis la République romaine, celui de « Cassenatico », l'actuelle Sassenage à « Dea Augusta », l'actuelle Die et celui qui reliait la petite région du Royans au col Vert.

### Moyen Âge et Temps Modernes

Armoiries de la Maison de Sassenage.

Historiquement, Le Villard-de-Lans fut cité pour la première fois en 1080 dans le cartulaire de saint Hugues sous le vocable de « Sancti Boniti di Vilar juxta Lanz ». Le terme « du Villard » désigne dès sa fondation un ensemble d'habitats, un bourg, « burgum » en latin, dépendant alors du château de Corrençon. Terre dauphinoise, sous domination des comtes d'Albon qui prirent au XIIe siècle le titre de dauphins de Viennois. Le comté d'Albon prit alors le titre de Dauphiné. Cette partie du massif deviendra les « Quatre-montagnes » et, correspondant aujourd'hui au contour de l'actuelle communauté de communes, reste cependant sous la suzeraineté des seigneurs et barons de Sassenage.
Au fil du temps la communauté villardienne est devenue autonome du fait de son éloignement du siège de la baronnie. Celle-ci vit sa population augmenter de façon importante. L'exploitation forestière, relancée au cours du XVIIe siècle, permettra à quelques familles locales d'en tirer des profits considérables (telles que les familles Ravix-Delors, Gaillard et Lavallonne). Lié économiquement à Pont-en-Royans, le bourg du Villard-de-Lans utilisa sa position au cœur des montagnes pour s'instaurer comme un carrefour marchand incontournable. Le « Breuil » ou champ de foire, issu du Moyen Âge, devint un marché référent pour l'ensemble des communautés du Vercors.

### Époque contemporaine

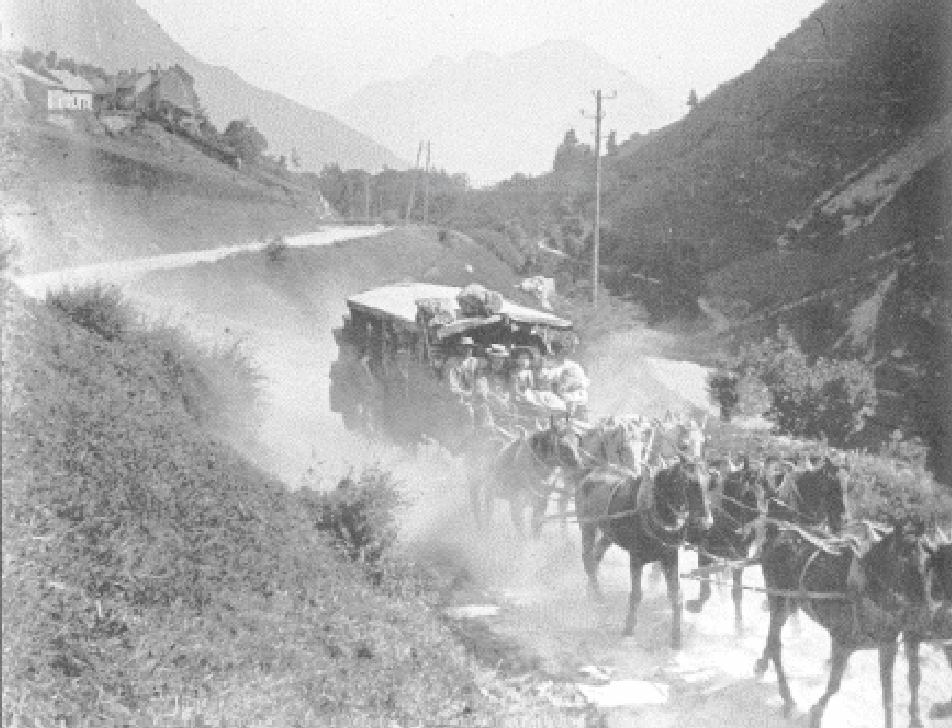
La patache de Villard-de-Lans en 1906

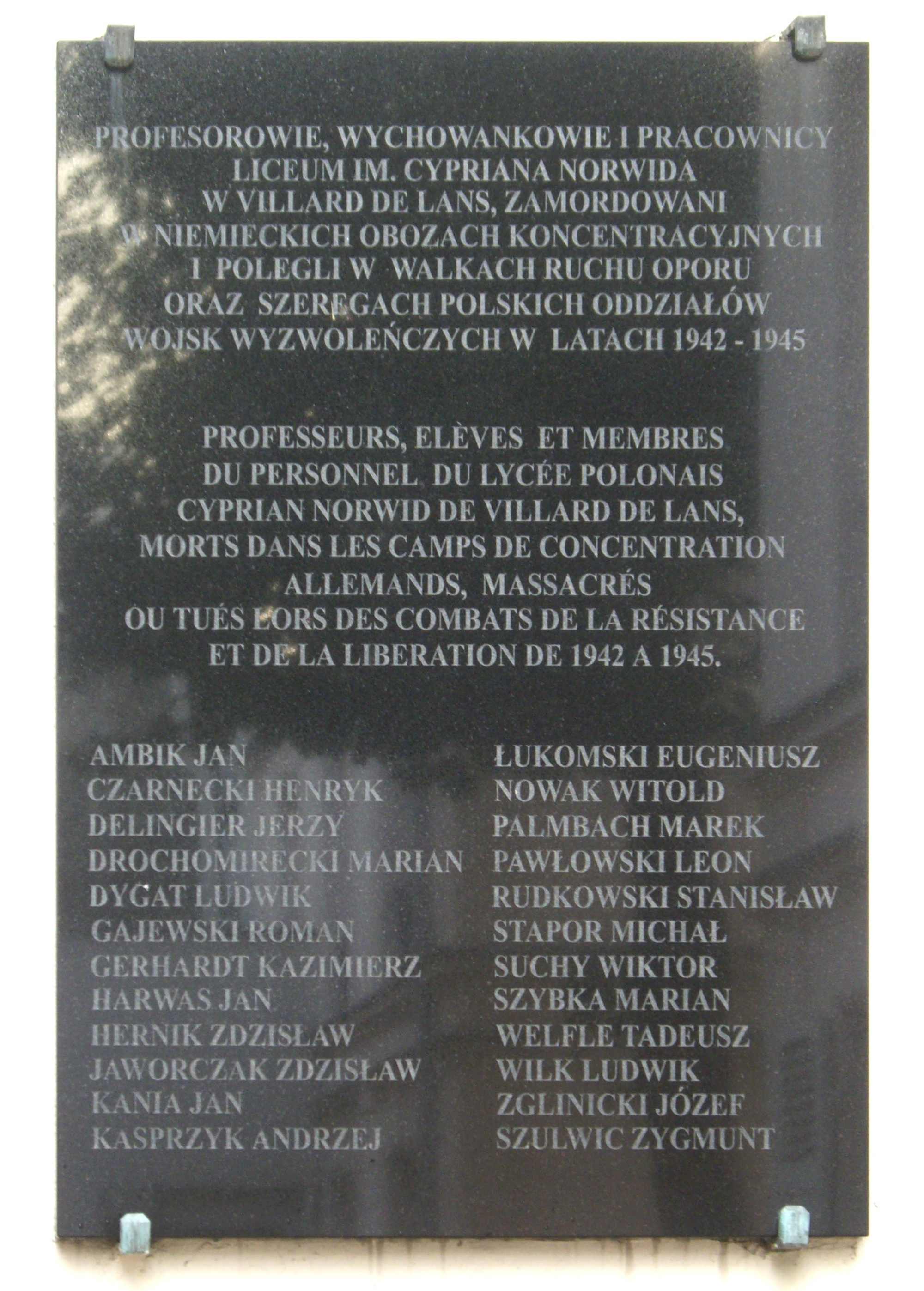
Plaque commémorative aux professeurs, élèves et membres du personnel du lycée polonais Cyprian Norwid de Villard-de-Lans

La Révolution française, dont les prémices ont été ressenties très tôt dans la province royale du Dauphiné, comme en témoigne la célèbre journée des Tuiles, séries d'émeutes survenues à Grenoble le 7 juin 1788, puis la Réunion des états généraux du Dauphiné organisée le 21 juillet de la même année, est suivie avec enthousiasme par les Villardiens.
Avant le début du XIXe siècle, il n'y avait pas de voie carrossable pour se rendre à Villard-de-Lans et le plateau des Quatre-Montagnes. Les colporteurs, principaux liens entre le plateau et le reste du royaume de France, franchissaient le pas de l'Allier (à l'ouest), le col vert (à l'est) et le pas de la Balme (au sud) pour vendre leurs marchandises mais également apporter diverses nouvelles. Leurs mulets, souvent organisés en « coubles », c'est-à-dire des attelages de douze bêtes, transportaient les bulbes, graines et semences, du charbon de bois, du vin, des outils divers, utiles aux gens du plateau.
Durant la Seconde Guerre mondiale, Villard-de-Lans accueille le seul lycée polonais de l'Europe occupée. Il est installé dans les bâtiments de l'hôtel du Parc et du château. En mars 1943, l'établissement est frappé une première fois par l'arrestation de son directeur, le professeur Zygmunt Lubicz-Zaleski, qui est également président du Groupement d'Assistance aux Polonais en France. Envoyé à Milan par la police italienne, il est livré à la Gestapo, torturé et déporté à Buchenwald. Il est remplacé par le professeur Wacław Jan Godlewski (pl), qui, à son tour, est arrêté par la Gestapo, et déporté à Mathausen. Le lycée est alors dirigé par le professeur Ernest Berger, qui en assurera la direction jusqu'à la Libération. Elèves et professeurs s'engagent dans la lutte contre l'occupant. 70 à 80 jeunes prendront la route de l'Espagne, ils connaîtront ses prisons, le camp d'internement de Miranda de Ebro, pour aboutir à Gibraltar et rejoindre en Angleterre l'Armée polonaise de l'Ouest. Ils reviendront en 1944 pour prendre part à la Libération de la France dans les rangs de la Première Division Blindée polonaise, et combattront en Normandie, à Falaise, Chambois, Abbeville, en Belgique et en Hollande. D'autres combattront dans les rangs du 2° Corps d'Armée polonais, en Italie, ou encore dans les forces Aériennes ou la Marine polonaise en Grande-Bretagne. Entre 50 et 80, en plus de ceux qui, en 1944, sont encore au lycée et prendront part aux combats du Vercors.
Par ailleurs, la région des Alpes abrite plusieurs milliers de Polonais, clandestins, militaires évadés, résistants du réseau F2 et du POWN Monika.
Les Jeux olympiques d'hiver de 1968, dont le site principal (stade d'inauguration et village olympique) est fixé à Grenoble, seront, dès le début, organisés et voulus par le général de Gaulle.
Cette manifestation internationale renforcera, dès lors, la notoriété de Villard-de-Lans et du plateau des Quatre Montagnes qui accueilleront, au cours de ces jeux, certaines épreuves de sports d'hiver. L'autre conséquence directe de cette participation sera le développement et la modernisation des voies d'accès au plateau du Vercors, ainsi que de l'équipement au niveau sportif et touristique de la commune et de son canton.
Le 12 septembre 2021, le crash d'un hélicoptère de la Sécurité civile transportant cinq personnes dont deux gendarmes du peloton de gendarmerie de haute montagne et un médecin du SAMU entraîne la mort d'un passager ainsi que trois blessés. Cet accident est survenu sur le secteur du Balcon de Villard dominant le village. Le parquet de Grenoble ouvre une enquête et saisit la section de recherches des transports aériens, ainsi que le groupement de gendarmerie de l'Isère.

## Politique et administration

### Administration municipale

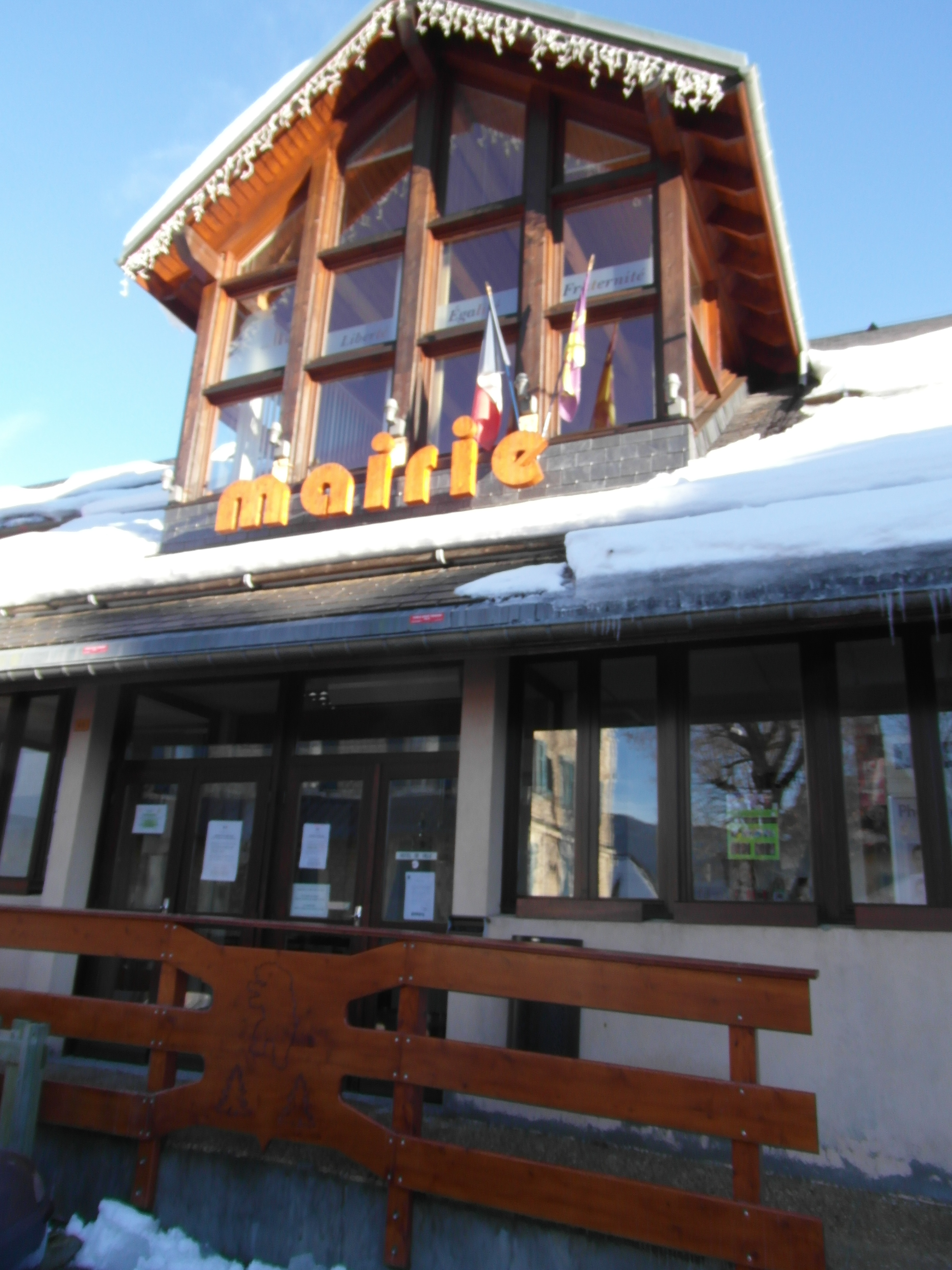
Entrée principale de la mairie.

Le nombre d'habitants au dernier recensement étant compris entre 3 500 et 4 999, le nombre de sièges du conseil municipal a été fixé 27 membres.
Pour la mandature débutant en 2020, la répartition des sièges se définit par un nombre de 21 membres pour la liste majoritaire et un nombre de 5 membres pour la liste d'opposition des divers droite et UDI de la maire sortante et enfin un dernier siège pour une liste de divers centre.
Les réunions du conseil municipal se tiennent tous les mois et sont ouvertes au public sauf cas exceptionnel. Les votes s'organisent généralement à mains levées. L'opposition municipale gère, quant à elle, son propre site internet.
Le maire de Villard-de-Lans, cinq de ses adjoints et deux membres du conseil municipal siégeant dans les rangs de l'opposition sont également membres de la communauté de communes du massif du Vercors.
Depuis 2015, Chantal Carlioz, l'ancienne maire de la commune (démissionnaire du conseil municipal en 2020) est également conseillère départementale du canton de Fontaine-Vercors et vice-présidente du conseil départemental de l'Isère, chargée « du tourisme, de la montagne et des stations », fonction qu'elle conserve jusqu'en 2022.

### Liste des maires
| Période      | Période                   | Identité            | Étiquette    | Qualité |
| ------------ | ------------------------- | ------------------- | ------------ | --- |
| 1935         | 1961                      | René Mure-Ravaud    | RPF puis MRP | Huissier de justice Conseiller général (1949-1955)                                                              |
| 1961         | 1970                      | Roger Lefrançois    |              | Médecin |
| 1970         | 1971                      | Gaston Rey          |              | |
| 1971         | 1977                      | André Ravix         |              | Artisan cordonnier                                                                                              |
| 1977         | 1983                      | Albert Orcel        | PS           | Directeur de collège                                                                                            |
| 1983         | 1989                      | Marcel Bonnard      | DVD          | Entrepreneur |
| 1989         | 1995                      | Albert Orcel        | PS           | Directeur de collège Conseiller général (1973-1979)                                                             |
| 1995         | 2001                      | Michel Daudens      |              | Intendant à l'Éducation Nationale                                                                               |
| 18 mars 2001 | 15 mars 2008              | Jean-Pierre Bouvier | SE           | Commerçant |
| 16 mars 2008 | 22 mai 2020               | Chantal Carlioz     | DVD          | Chargée de mission Conseillère générale (2013-2015) Vice-présidente du conseil départemental de l'Isère (2015-) |
| 23 mai 2020  | En cours (au 23 mai 2020) | Arnaud Mathieu      | DVC          | avocat |

### Tendances politiques et résultats

#### Élections municipales

##### 2008
Lors des élections municipales de 2008, une nouvelle équipe a été élue, faisant ainsi basculer la majorité de l'assemblée municipale de divers gauche vers divers droite. L'abstention fut relativement importante, au second tour, avec un taux de 25 % : la liste « Villard autrement » conduite par Chantal Carlioz recueille 52,91 % des suffrages exprimés contre 47,09 % pour la liste « Ensemble pour un avenir » conduite par Jean-Pierre Bouvier.

##### 2014

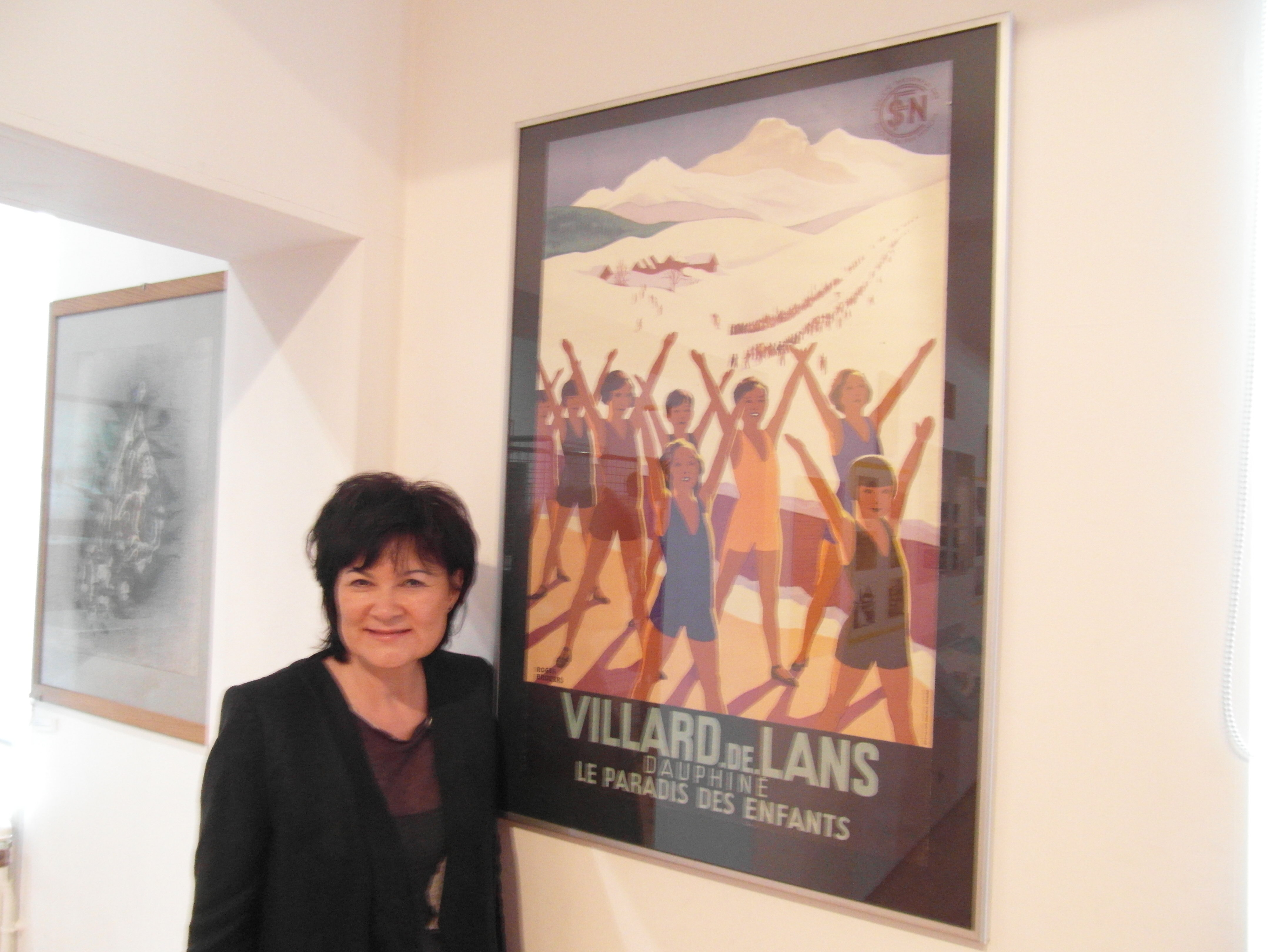
Chantal Carlioz, maire de Villard-de-Lans (2008 - 2020), en septembre 2016.

Aux élections municipales et territoriales de 2014, ce glissement de l'électorat local vers la droite a été confirmé, la liste de la municipalité sortante confortant son avance sur la liste d'opposition municipale. L'abstention a légèrement progressé depuis le précédent scrutin avec un taux de 26,85 %. C'est la première fois dans l'histoire de Villard-de-Lans, et ceci, depuis la fin de la Première Guerre mondiale, qu'une équipe municipale est réélue dans son intégralité pour un second mandat : la liste « Villard2Lans, gardons l'élan » conduite par Chantal Carlioz recueille 56,73 % des suffrages exprimés contre 43,26 % pour la liste « Ensemble, avançons pour Villard » conduite par Véronique Beaudoing.

##### 2020
Lors des élections municipales de 2020, la commune bascule de nouveau et la liste dirigée par Arnaud Mathieu (dénommée Villard d'avenir) est sortie dès le premier tour de scrutin avec 50,42 % des voix ce qui lui permet de bénéficier de 27 sièges au conseil municipal. Cependant, en raison de la pandémie COVID19 et des risques sanitaires, l’élection du maire et des adjoints élus dès le premier tour n’a pas pu avoir lieu. Le projet de loi d’urgence a été adopté le 19 mars 2020, précisant que « les conseillers municipaux en exercice avant le premier tour conservent leur mandat jusqu’à l’entrée en fonction des conseillers municipaux élus au premier tour » et dont la date sera fixée le 23 mai 2020 par le gouvernement. Ce jour-là, le nouveau conseil municipal issu des élections est enfin réuni et choisit Arnaud Mathieu comme maire.

#### Élections présidentielles

##### 2012
Lors de l'élection présidentielle de 2012, Nicolas Sarkozy, président sortant, recueille 54,92 % des suffrages exprimés avec près de 300 voix d'avance sur son adversaire de gauche, François Hollande (45,08 %), président élu, confirmant, pour cette période, ce nouvel ancrage de l'électorat de Villard-de-Lans à droite. L'abstention au second tour reste limitée à 14,75 %.

### Instances judiciaires et administratives
La commune dispose de plusieurs services, tous situés dans le bourg, dont un bureau de police municipale situé dans l'hôtel de ville et un bureau de la gendarmerie nationale situé rue de la Chapelle. Il existe également un centre de secours situé chemin des plâtres ainsi qu'un centre d'entretien routier départemental.
La mairie met à la disposition de ses administrés, tous les premiers vendredis de chaque mois, un écrivain public.
Villard-de-Lans est rattachée judiciairement à la cour d’appel ainsi qu'au tribunal d'instance, au tribunal de commerce, au conseil des prud’hommes ainsi qu'au tribunal administratif de Grenoble, ville qui est en outre le siège de la préfecture de l'Isère et du conseil départemental.

### Politique environnementale

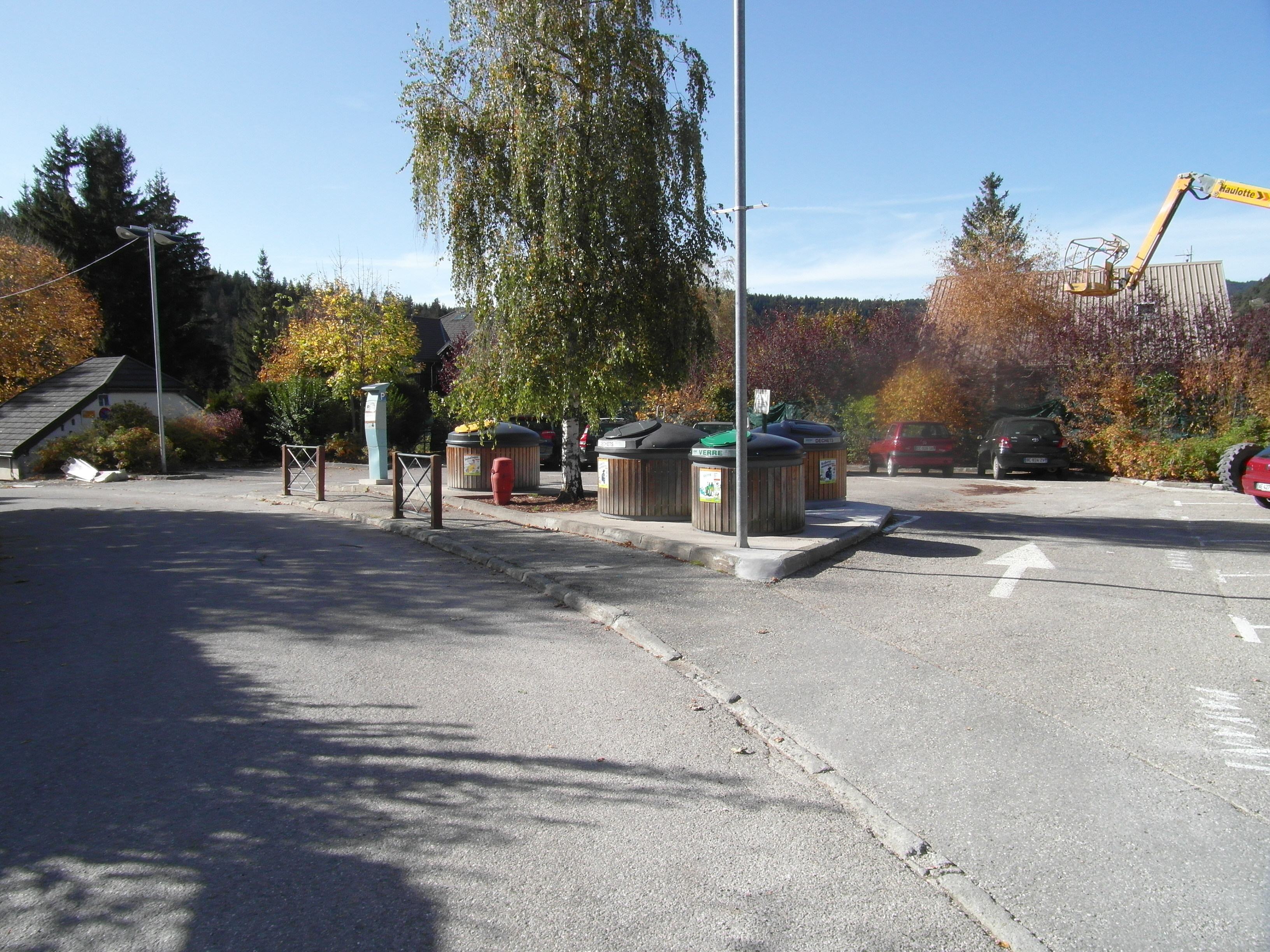
« Espace à déchets » de la commune.

#### Gestion des déchets
La commune a délégué la gestion des déchets des usagers (particuliers, commerçants et entreprises) à la communauté de communes du massif du Vercors (CCMV).
Cette communauté de communes est adhérente, depuis 2000, aux côtés de huit autres communautés de communes du département auprès d'un syndicat dénommé SICTOM de la Bièvre (Syndicat Intercommunal de Collecte et de traitement des Ordures Ménagères) dont le siège se situe à Roybon.
En outre, un projet d'implantation de conteneurs semi-enterrés a été voté fin 2008 par les élus de la commission Environnement et accepté en délibération par le conseil communautaire. Cette décision a impliqué la création de 80 nouveaux sites semi-enterrés répartis dans les différents quartiers et hameaux de la commune et permet ainsi de diminuer le coût de la collecte en répartissant de façon plus économique le passage des camions chargés du ramassage.
La déchetterie municipale, ouverte à tous, est située dans le hameau de Fénat, sur la route de Choranche et de Méaudre, en direction de Valence.

#### Impact écologique du ski
L'exploitation d'une station de ski comme Villard-Corrençon entraîne un fort impact environnemental. Une enquête menée par le quotidien français Libération en 2003 indique que l'aménagement de nouvelles pistes, l'installation de pylônes pour les remontées mécaniques, le creusement d'une retenue d'eau pour alimenter des canons à eau ne sont pas sans conséquence, même si les aléas climatiques obligent à certains travaux pour des raisons économiques liées au tourisme et à la pratique de ce sport de loisir.

### Finances locales

#### Capacité d'autofinancement
Le tableau, ci-dessous, présente l'évolution de la capacité d'autofinancement de la commune. C'est un des indicateurs des finances locales de Villard-de-Lans, sur une période de dix ans :
|                      | 2004 | 2005 | 2006 | 2007 | 2008 | 2009 | 2010 | 2011 | 2012 | 2013 |
| -------------------- | ---- | ---- | ---- | ---- | ---- | ---- | ---- | ---- | ---- | ---- |
| Villard-de-Lans      | 352  | 401  | 317  | 246  | 395  | 333  | 270  | 404  | 520  | 328  |
| Moyenne de la strate | 169  | 175  | 182  | 186  | 173  | 186  | 213  | 236  | 225  | 228  |

| ■ CAF de Villard-de-Lans ■ CAF moyenne de la strate |

La capacité d'autofinancement de la commune, comparée à la moyenne de la strate (ensemble des communes de 250 à 500 habitants appartenant à un groupement fiscalisé), bien que très variable, est toujours supérieure ou égale à la valeur moyenne de la strate. Le résultat comptable, toujours positif, est lui aussi, supérieur à celui de la strate.

#### Fiscalité
Le tableau ci-dessous présente les différents taux de fiscalité locale, sur six années, émis par la commune de Villard-de-Lans auprès de ses administrés imposables, particuliers et entreprises.
Taux de fiscalité directe
| Taxe | 2009    | 2010    | 2011    | 2012    | 2013    | 2014    |
| --- | ------- | ------- | ------- | ------- | ------- | ------- |
| d'habitation | 13,11 % | 13,11 % | 20,16 % | 20,16 % | 20,16 % | 20,16 % |
| foncière sur le bâti | 27,95 % | 27,95 % | 27,95 % | 27,95 % | 27,95 % | 27,95 % |
| foncière sur le non-bâti | 60,03 % | 60,03 % | 62,94 % | 62,94 % | 62,94 % | 62,94 % |
| foncière des entreprises | 27,93 % | 27,93 % | 27,93 % | 27,93 % | 27,93 % | 27,93 % |
| Sources des données : Site du ministère de l'Intérieur, Fiscalité locale Taxes en pourcentage de la valeur locative cadastrale. |         |         |         |         |         |         |

### Jumelages
Au 1er août 2020, Villard-de-Lans est jumelée avec, :
- Mikołajki (Pologne) depuis 1970.

Cette commune polonaise est peuplée de 3 744 habitants. Autrefois, située en province de Prusse-Orientale, elle est aujourd'hui présentée comme la capitale touristique de la région des grands lacs de Mazurie.
L'association « Villard-Jumelage », qui est domiciliée à l'hôtel de ville de Villard-de-Lans, gère les activités souhaitées ou prévues par les habitants de ces deux communes et organisent certaines manifestations franco-polonaises avec le concours de la mairie.

## Population et société

### Démographie

#### Évolution démographique
L'évolution du nombre d'habitants est connue à travers les recensements de la population effectués dans la commune depuis 1793. Pour les communes de moins de 10 000 habitants, une enquête de recensement portant sur toute la population est réalisée tous les cinq ans, les populations de référence des années intermédiaires étant quant à elles estimées par interpolation ou extrapolation. Pour la commune, le premier recensement exhaustif entrant dans le cadre du nouveau dispositif a été réalisé en 2006.

En 2022, la commune comptait 4 365 habitants, en évolution de +3,73 % par rapport à 2016 (Isère : +3,07 %, France hors Mayotte : +2,11 %).
| 1793  | 1800  | 1806  | 1821  | 1831  | 1836  | 1841  | 1846  | 1851  |
| ----- | ----- | ----- | ----- | ----- | ----- | ----- | ----- | ----- |
| 2 058 | 1 814 | 2 147 | 2 131 | 2 026 | 2 196 | 2 298 | 2 500 | 2 597 |

| 1856  | 1861  | 1866  | 1872  | 1876  | 1881  | 1886  | 1891  | 1896  |
| ----- | ----- | ----- | ----- | ----- | ----- | ----- | ----- | ----- |
| 2 406 | 2 047 | 2 002 | 1 970 | 2 020 | 2 032 | 1 915 | 1 846 | 1 849 |

| 1901  | 1906  | 1911  | 1921  | 1926  | 1931  | 1936  | 1946  | 1954  |
| ----- | ----- | ----- | ----- | ----- | ----- | ----- | ----- | ----- |
| 1 801 | 1 790 | 1 698 | 1 524 | 1 631 | 1 885 | 2 215 | 3 990 | 3 321 |

| 1962  | 1968  | 1975  | 1982  | 1990  | 1999  | 2006  | 2011  | 2016  |
| ----- | ----- | ----- | ----- | ----- | ----- | ----- | ----- | ----- |
| 2 760 | 3 085 | 3 258 | 3 224 | 3 346 | 3 798 | 4 088 | 4 038 | 4 208 |

| 2021  | 2022  | - | - | - | - | - | - | - |
| ----- | ----- | - | - | - | - | - | - | - |
| 4 322 | 4 365 | - | - | - | - | - | - | - |

#### Pyramide des âges
La population de la commune est relativement jeune.
En 2018, le taux de personnes d'un âge inférieur à 30 ans s'élève à 31,7 %, soit en dessous de la moyenne départementale (37,1 %). À l'inverse, le taux de personnes d'âge supérieur à 60 ans est de 28,6 % la même année, alors qu'il est de 23,9 % au niveau départemental.
En 2018, la commune comptait 2 047 hommes pour 2 192 femmes, soit un taux de 51,71 % de femmes, légèrement supérieur au taux départemental (51,01 %).
Les pyramides des âges de la commune et du département s'établissent comme suit.
| Hommes | Classe d’âge | Femmes |
| ------ | ------------ | ------ |
| 0,4    | 90 ou +      | 2,2    |
| 7,3    | 75-89 ans    | 9,6    |
| 18,2   | 60-74 ans    | 19,3   |
| 23,0   | 45-59 ans    | 23,5   |
| 15,9   | 30-44 ans    | 16,8   |
| 16,3   | 15-29 ans    | 12,5   |
| 18,8   | 0-14 ans     | 16,1   |

| Hommes | Classe d’âge | Femmes |
| ------ | ------------ | ------ |
| 0,6    | 90 ou +      | 1,6    |
| 6,7    | 75-89 ans    | 8,7    |
| 15,3   | 60-74 ans    | 16,3   |
| 20,1   | 45-59 ans    | 19,6   |
| 18,8   | 30-44 ans    | 18,9   |
| 19     | 15-29 ans    | 17     |
| 19,4   | 0-14 ans     | 17,9   |

### Enseignement
Rattachée à l'académie de Grenoble, la commune accueille sur son territoire deux établissements chargés de l'enseignement des enfants et des adolescents de la commune et de son canton: le premier, qui relève de l'enseignement primaire, est le groupe scolaire des Laiches, situé près du bourg et le second, qui relève de l'enseignement secondaire, est la cité scolaire Jean Prévost située sur une élévation dominant la colline des bains.

#### Le groupe scolaire des Laiches

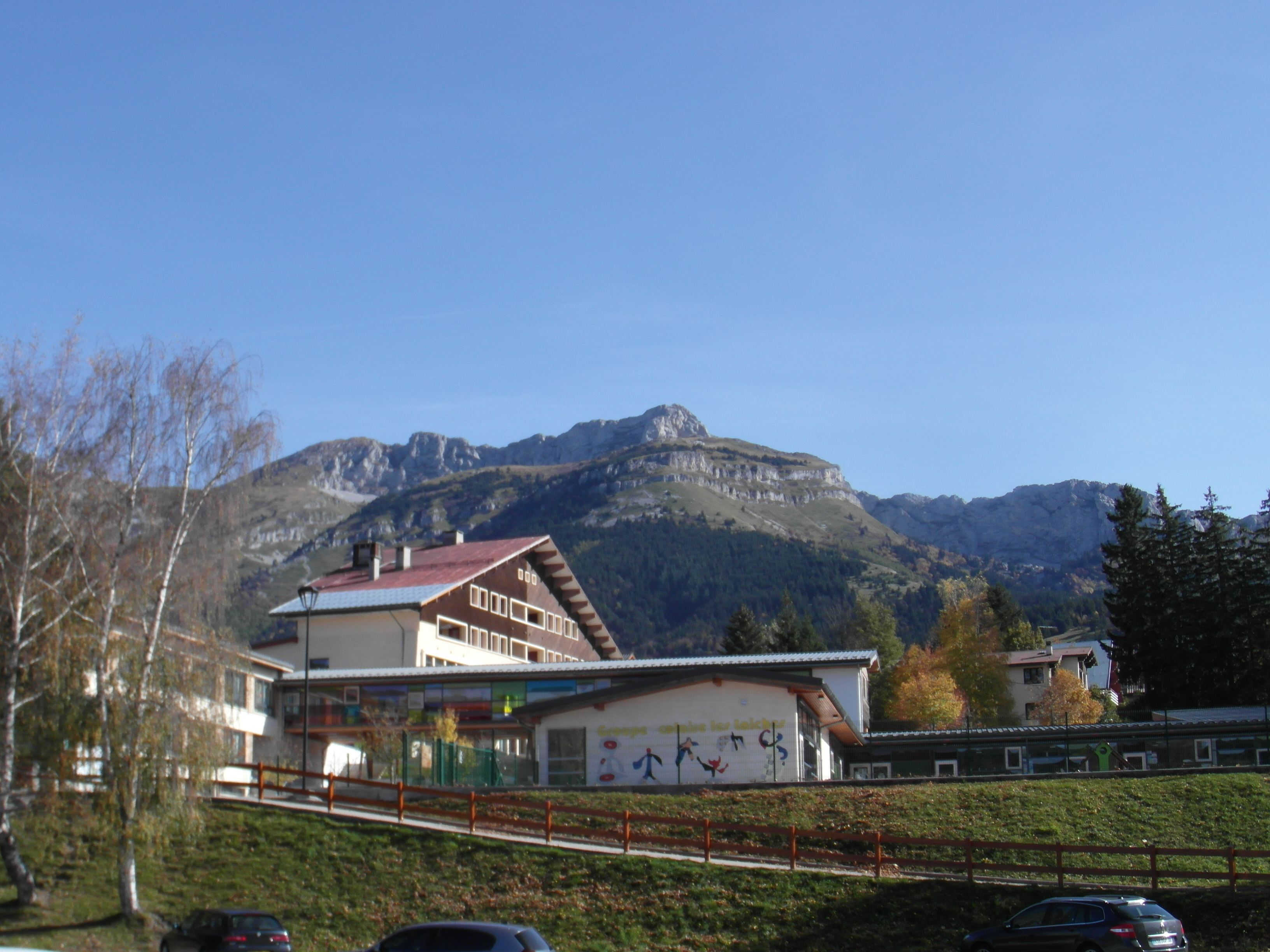
Le groupe scolaire des Laiches devant le Roc Cornafion.

Ce groupe scolaire comprend deux établissements situés dans un espace géographique unique (dans le quartier dit des « Laiches »), juste devant la maison de la communauté de communes du massif du Vercors, non loin de l'hôtel de ville et de son double parking urbain. Ces deux établissements de type élémentaire et pré-élémentaire à vocation communale se partagent donc logiquement en deux structures distinctes :
- une école maternelle publique qui comptait à la rentrée 2016/2017, 139 élèves, répartis en 5 classes sur les trois sections[110], effectif qui s'abaissera à 122 élèves pour l'année scolaire 2018/2019 et qui risque d'entraîner la fermeture d'une classe[111].
- une école primaire publique, comptant, à la rentrée 2016, 196 élèves répartis en 6 classes dont une classe pour l'inclusion scolaire (dite aussi ULIS) qui compte elle-même 12 élèves en difficulté, ou en situation de handicap[112].

#### La cité scolaire Jean Prévost

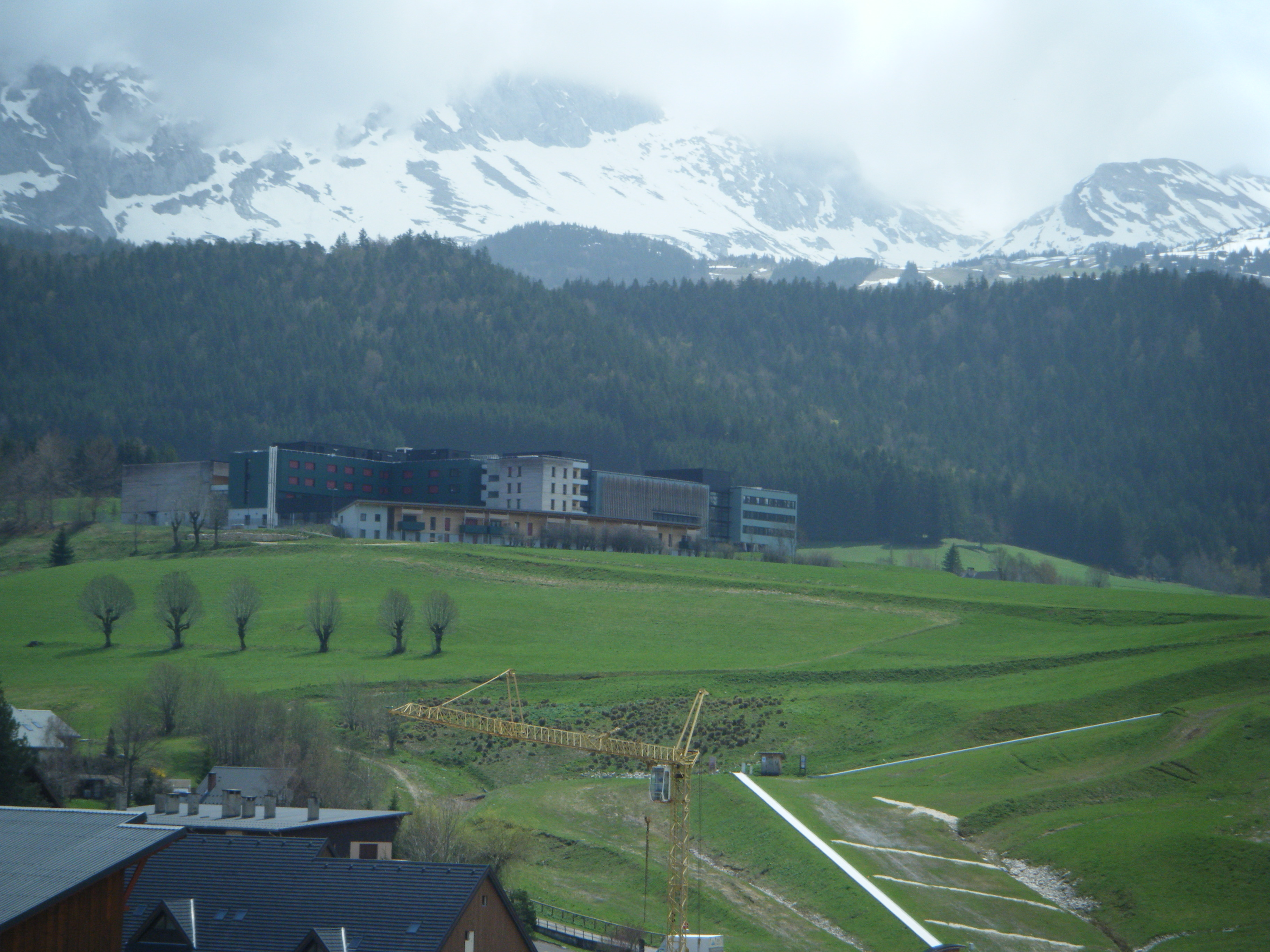
La cité scolaire Jean Prévost devant la Grande Moucherolle en 2013.

Cet établissement du second degré se présente sous la forme d'un collège public associé à un lycée climatique et sportif public réunis sous le nom commun de Cité scolaire Jean Prévost pour un effectif total de 1 125 élèves. L'ensemble des bâtiments ont entièrement été reconstruits entre 2011 et 2012, dans un plus grand souci, au niveau architectural et environnemental, de préserver son environnement montagnard.

##### Le collège
Cette structure de l'enseignement secondaire présentait un effectif total de 730 élèves à la rentrée 2019. Sa zone de recrutement est ordinairement limitée à la carte scolaire du (Canton de Villard-de-Lans). L’affectation dans les classes spécialisées se fait sur proposition des clubs sportifs locaux ou de l’école de musique encadrant les élèves. Exceptionnellement, pour des raisons de santé ou pour une pratique de sport de haut niveau, des dérogations peuvent être accordées.
Cet établissement présente des spécificités telles que des Sections sportives scolaires (SSS) en ski alpin, ski nordique, snowboard, biathlon, saut à ski et tennis, des classes à horaires aménagés : hockey sur glace, natation synchronisée, danse sur glace, judo, équitation, ainsi que des classes musicales travaillant avec les écoles de musique du plateau.
Une « Unité localisée pour l'inclusion scolaire » (ULIS) a également été créée dans l'établissement, afin de permettre la scolarisation totale ou partielle de tous les élèves du secteur, y compris ceux en situation de handicap.

##### Le lycée
Cette structure de l'enseignement secondaire présentait un effectif total de 420 élèves à la rentrée 2019. L’inscription des sportifs de haut niveau de ski (Pôle espoir de la FFS) s'organise autour d'une décision de la commission mixte, présidée par le proviseur du lycée et qui se réunit généralement à la fin du mois de juin. Pour les autres sportifs la procédure est la même qu’au collège. L’option musicale y est facultative, il suffit donc simplement que les candidats le mentionnent sur leur dossier d’inscription.
Le lycée a reçu en 2016 (pour l'ensemble de la période 2016/2020), de la part de la Région Auvergne-Rhône-Alpes, la labellisation « niveau E3D niveau 2 » en qualité de lycée éco-responsable pour son engagement dans la défense de l'environnement.

##### L'équipement commun
La cité scolaire propose à la disposition de l'ensemble des élèves, collégiens comme lycéens, deux gymnases pour l'organisation des matchs de handball, basketball, badminton, tennis et volley-ball, une salle de danse indépendante de 120 m2 environ et un mur artificiel d’escalade.

##### Le centre de réinsertion scolaire (ERS)
Un établissement de réinsertion scolaire, accueillant huit à douze élèves, tous volontaires, est rattaché administrativement à la cité scolaire Jean Prévost. Celui-ci a été ouvert à la rentrée 2011 sur le territoire de la commune voisine d'Autrans.
Les élèves accueillis sont généralement âgés de treize à seize ans et issus des classes de 5e à la 3e. Ils doivent, soit avoir fait l'objet d'au moins une exclusion définitive, soit être en situation d’absentéisme, soit être en situation de déscolarisation. En outre, ils ne doivent pas relever de l'enseignement spécialisé et adapté, ni d'un placement dans un cadre pénal. Le programme d'enseignement des ERS est identique à celui du collège.

#### Taux de scolarisation par âge en 2016
Ce tableau présente le taux de scolarisation de la maternelle jusqu'aux études supérieures des habitants de Villard-de-Lans selon l'âge et le sexe durant l'année scolaire et universitaire 2016.
| Tranche d'âge (de 2 à 30 ans et +) | Taux sexe masculin | Taux sexe féminin | Taux ensemble |
| ---------------------------------- | ------------------ | ----------------- | ------------- |
| 2 à 5 ans                          | 73,9 %             | 67,3 %            | 70,6 %        |
| 6 à 10 ans                         | 98,2 %             | 99,1 %            | 98,5 %        |
| 11 à 14 ans                        | 99,2 %             | 100 %             | 99,5 %        |
| 15 à 17 ans                        | 98,9 %             | 96,8 %            | 97,8 %        |
| 18 à 24 ans                        | 39,2%              | 45,4 %            | 42,00 %       |
| 25 à 29 ans                        | 5,1 %              | 6,8 %             | 6,0 %         |
| Plus de 30 ans                     | 0,4 %              | 1,1 %             | 0,7 %         |

Source : Insee, RP2013 exploitation principale.

#### L'École Musicale Itinérante des Quatre Montagnes
L’École Musicale Itinérante des Quatre Montagnes (EMI4M) existe depuis octobre 1984 sous le statut d'association loi de 1901. Son rayon d'enseignement s'étend sur l'ensemble des communes des Quatre Montagnes (Villard de Lans-Corrençon en Vercors, Autrans-Méaudre, Lans-en-Vercors, St-Nizier-du-Moucherotte, Engins). L'école embauche une quinzaine de professeurs et compte chaque année environ 300 élèves.
Depuis la rentrée de l'année scolaire 2001/2002, l'école est agréée par l'Éducation Nationale. Ses élèves bénéficient donc d'un partenariat avec la Cité Scolaire Jean Prévost leur permettant de profiter d'un horaire aménagé, de la 6e à la 3e.
La communauté de communes du massif du Vercors (CCMV) et le conseil départemental de l'Isère subventionnent l'école à hauteur de 27% de son budget (respectivement 1/3 et 2/3 des subventions). Le reste de son financement est assuré par les cotisations des parents, calculées au quotient familial.

#### Le GRETA
Le GRETA, qui est un groupement d'établissements publics locaux d'enseignement offrant (en partenariat avec les entreprises) des bilans de compétences et la mise en place de formations individualisées en alternance pour les salariés, possède une antenne à Villard-de-Lans. Celle-ci est située dans le périmètre de la cité scolaire Jean Prévost.
Rattachée au GRETA de Grenoble, une des antennes propose des formations spécifiques aux métiers de la montagne, aux métiers du tourisme, et notamment des développements de compétences en langues étrangères, nouvelles technologies, connaissances du milieu naturel, cartographie.

#### L'université Inter-âges du Dauphiné
L'université inter-âges du Dauphiné, dont le siège est situé quai Créqui à Grenoble, possède une antenne dont les bureaux sont situés dans la maison de l'intercommunalité, chemin de la Croix-Margot à Villard-de-Lans. Cette antenne propose de nombreux cours et conférences dans le cadre de cette université ouverte et les sites proposant ces services sont situés sur le territoire de Villard-de-Lans.

### Équipement sanitaire et social

#### Équipement sanitaire

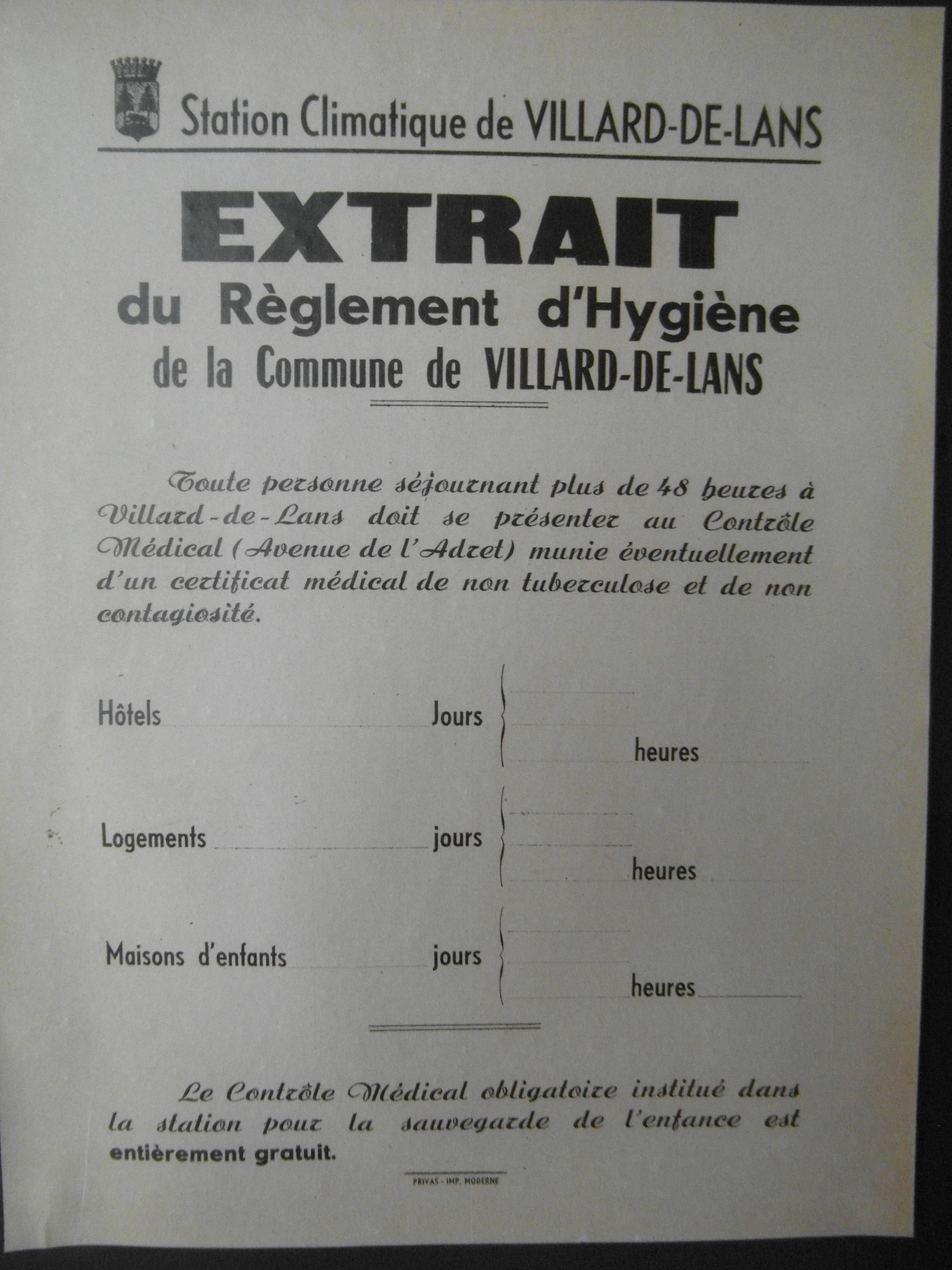
Extrait du règlement d'hygiène de la ville de Villard-de-Lans dans les années 1930.

Reconnue par l'État comme une station climatique, d'où la présence de nombreux établissements de repos au grand air (aériums) durant la seconde moitié du XXe siècle, la commune de Villard-de-Lans ne présente pourtant aucun établissement d'hospitalisation public ou privé sur son territoire, mais la ville abrite cependant différents cabinets médicaux et paramédicaux, dont un cabinet médical situé près du hameau des Pierres et des terrains de tennis municipaux, regroupant plusieurs médecins assurant des gardes médicales, mais également un pédiatre, une sage-femme, trois cabinets de dentistes, trois cabinets d'infirmier(e)s libéraux, trois orthophonistes, trois kinésithérapeutes, deux psychothérapeutes.
Deux pharmacies sont situées dans le bourg central et elles assurent, chacune, un tour de garde tous les dimanches et les jours fériés.
Il existe également un service de soins à domicile pour personnes âgées dépendantes dénommé « Réseau M.A.D Vercors Santé », mis en place depuis le printemps 2011 par la communauté de communes du massif du Vercors. Il s'agit d'un dispositif de gestion de dossiers de suivi à domicile, consultable par tous les professionnels sociaux et de santé intervenant chez les personnes dépendantes. Ce réseau a pour objectif principal de participer à l'amélioration de la qualité de la prise en charge à domicile des malades en perte d’autonomie, et une plaquette d'information a été diffusée dans le canton de Villard-de-Lans afin d'informer la population de son existence.
On peut également soigner ses animaux puisque la commune possède une clinique vétérinaire (dite des jonquilles), également proche du centre du bourg.

#### Caserne des pompiers
Le centre de secours de Vercors-Isère, dépendant du SDIS du département de l'Isère, est composé de plusieurs casernes, dont une, très récente, est située dans la zone d'activité économique du hameau des Geymonds, au nord du bourg de Villard-de-Lans.
Cette caserne se situe sur un terrain d'un demi hectare cédé à titre gracieux par la commune de Villard-de-Lans au SDIS, ceci afin de pérenniser le service de secours et de prévention du risque incendie dans le secteur. Son inauguration, effectuée en présence de la maire de la commune, s'est déroulée le 11 juillet 2017.

#### Équipement social et médico-social
En 2016, la commune propose différentes structures d'accueil et de garderie à destination des enfants de la commune ou des résidents occasionnels en toute saison. Une garderie spécifique existe également au niveau du domaine skiable du « Balcon de Villard ».
La commune abrite sur son territoire une structure d'accueil institutionnelle accueillant, à l'année, des personnes handicapées. Cette structure, d'une capacité de 60 places, dénommée « IME Les Violettes », est spécialisée dans la prise en charge d'adolescents et de jeunes adultes atteints de troubles épileptiques et elle est gérée par une association conventionnée.

### Équipements et événements sportifs
Historiquement, le site de Villard-de-Lans peut être considéré comme une des premières grandes stations de ski des alpes dauphinoises, voire françaises, car le village créa son club de ski en 1909, alors que Chamrousse créa son club en 1929 et l'Alpe d'Huez le créa en 1933.
La commune et sa station reste donc, encore aujourd'hui, fortement tournée vers les sports d'hiver. Cependant, la volonté du conseil municipal est de diversifier les activités sportives en tenant compte des nouvelles données climatiques actuelles : au-delà de ses espaces de ski alpin et nordique, déjà évoqués, le territoire communal comprend aussi, du fait de leurs fréquentations par les touristes saisonniers, une patinoire et deux piscines, ainsi que d'autres équipements sportifs et culturels.

#### Les domaines skiables
Le territoire de Villard-de-Lans abrite trois domaines de ski bien distincts, dont un ouvert plus spécifiquement pour la pratique sportives des jeunes enfants :
1- Le domaine de ski alpin

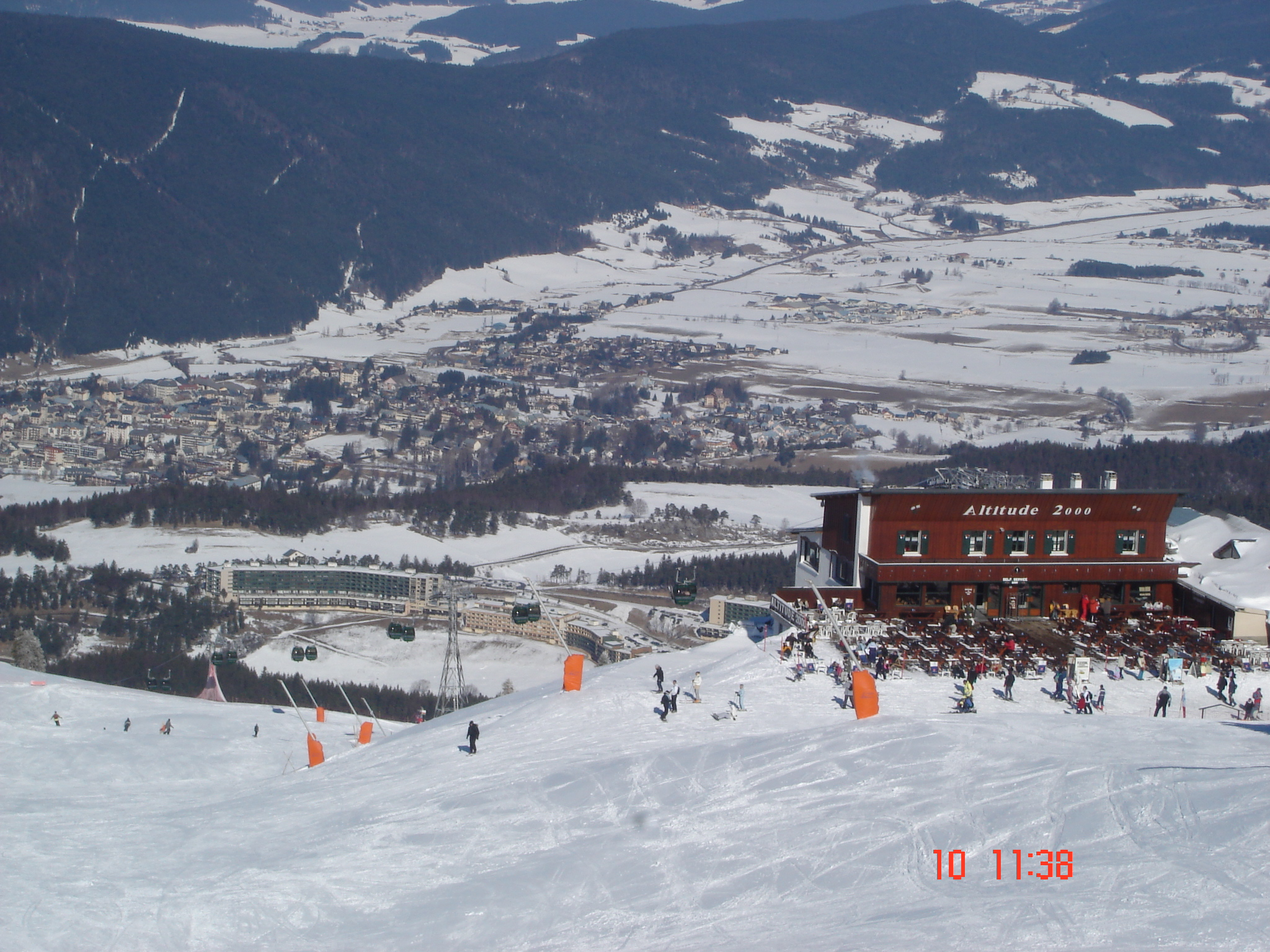
Vue générale sur Villard depuis le « secteur de la Côte 2000 ».

La « Côte 2000 » est la porte d'entrée locale du domaine de ski alpin de Villard-de-Lans. Cette structure, située au-dessus du hameau des « Pouteils » et au niveau du lieu-dit dénommé « Le Balcon de Villard », est visible de la route et de nombreux points du massif en raison de son ensemble résidentiel. Ce domaine est connu pour ses pistes larges et pour son nombre important de skieurs durant la saison.

Villard-Corrençon. Vue panoramique depuis les pistes de ski.

Le nom du domaine skiable, qui s'étend sur le territoire des communes de Villard-de-Lans et de Corrençon-en-Vercors, a reçu logiquement le nom d'« Espace Villard-Corrençon » à la saison 2008-2009. Cet espace, divisé en quatre secteurs :
- « les Glovettes », (Villard-de-Lans)
- « la côte 2000 », (Villard-de-Lans)
- « la Grande Moucherolle », (Villard-de-Lans)
- « le clos de la Balme », (Corrençon-en-Vercors).

Ce domaine est exploité par la Société d'Équipement de Villard-de-Lans - Corrençon-en-Vercors (SEVLC).
Cet espace skiable, situé à 3,5 kilomètres du bourg central, compte 50 pistes et 18 remontées mécaniques. L'altitude minimum de la station au niveau du Balcon de Villard est de 1 143 m et son altitude maximum de 2 029 m, au sommet du « secteur de la Grande Moucherolle ».

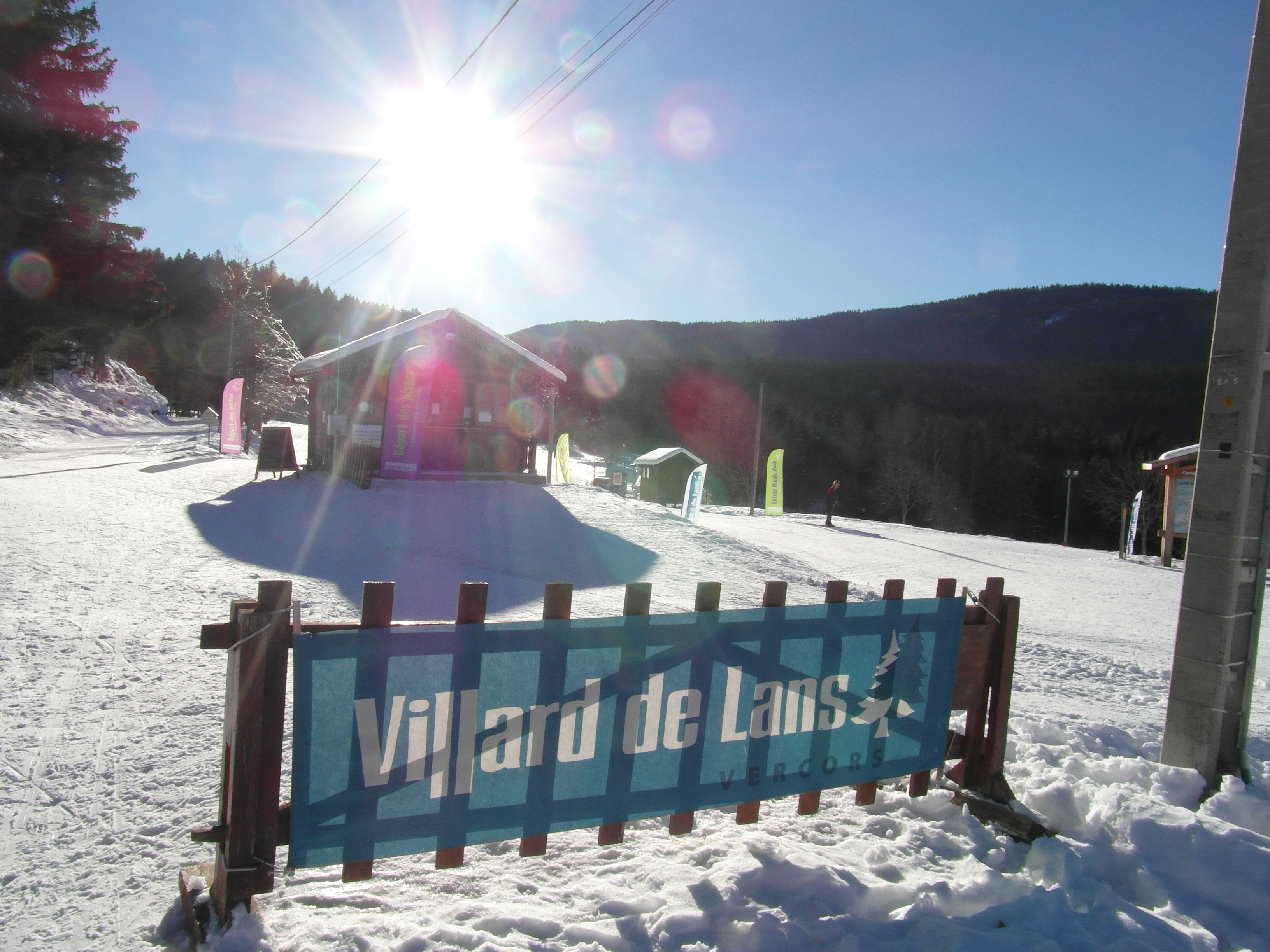
Domaine nordique de Bois barbu.

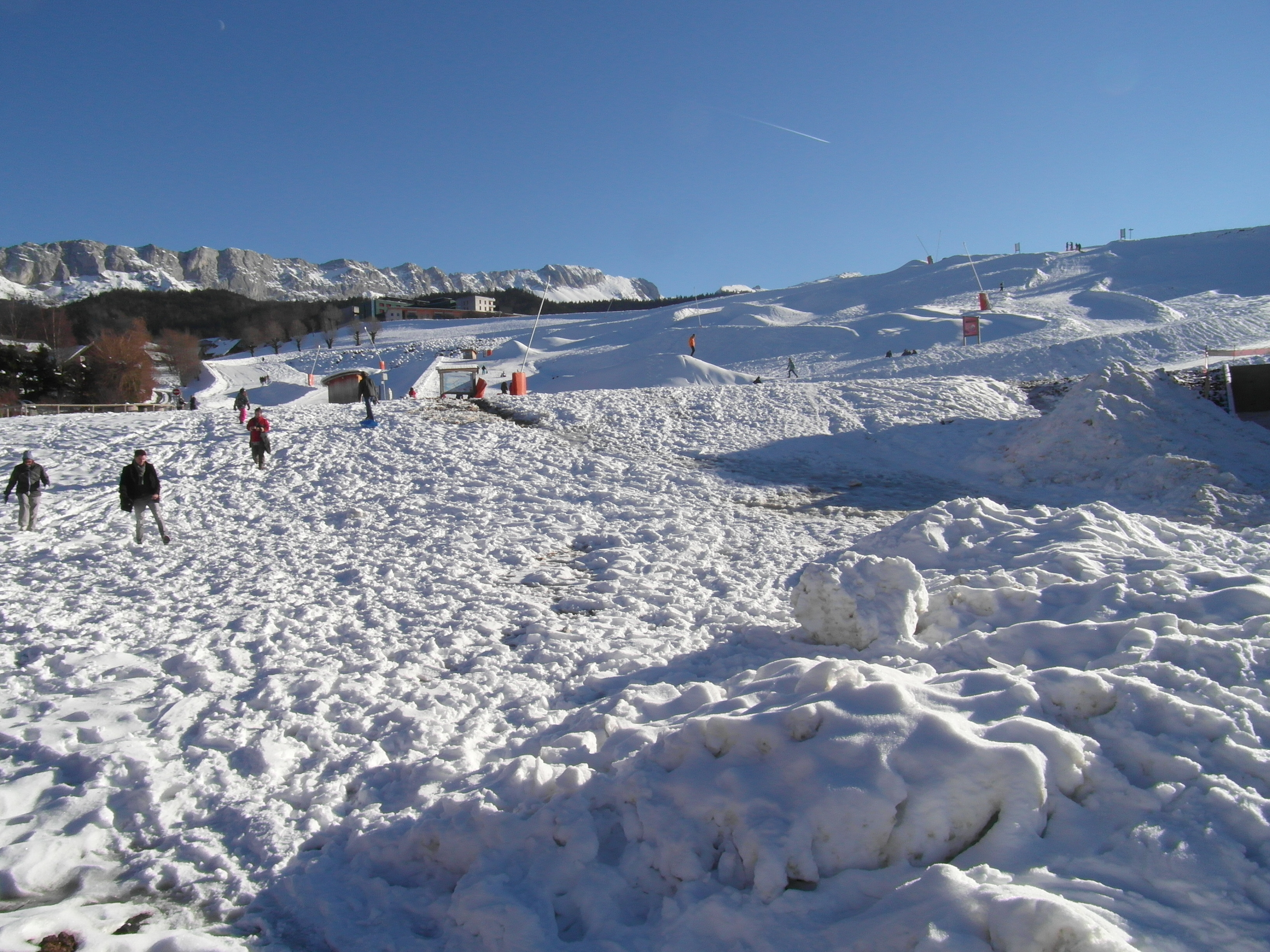
La Colline des bains.

2- Le domaine de ski nordique
Le domaine de ski nordique de Villard-de-Lans, situé à 4 kilomètres, au nord-ouest du bourg central, porte le nom de « Site nordique du Haut Vercors ».
Ce domaine s'étend sur quatre communes et deux départements :
- Villard-de-Lans et Corrençon-en-Vercors, pour le département de l'Isère ;
- Saint-Martin-en-Vercors et Saint-Julien-en-Vercors, pour le département de la Drôme.

L'accès au site s'effectue via trois portes d'entrée :
- le « Bois Barbu », (Villard-de-Lans) ;
- les « Hauts Plateaux », (Corrençon-en-Vercors) ;
- le « Plateau d'Herbouilly », (Saint-Martin-en-Vercors et Saint-Julien-en-Vercors).

3- Le « Luge et Ski-Parc de la colline des bains »
Le site de la colline des Bains offre en son sein un « Ski-Parc » avec des pistes enneigées accessibles aux jeunes skieurs débutants et aux amateurs de glisse de tous âges, telle que la luge pour enfants. La particularité de ce site familial est d'être situé tout près du centre du village, entre le club de tennis et la cité scolaire climatique et sur le passage des navettes vers le domaine de ski alpin.
L'École du ski français (ESF) les accueille dans un espace spécialement aménagé pour les tout-petits et propose des cours collectifs ainsi que des préparations « ourson » adaptées aux enfants de 3 à 5 ans. Un service d'accueil et de restauration est assuré à l'entrée du site, dans un bâtiment dénommé, Maison de la Colline.

#### La patinoire et la piscine

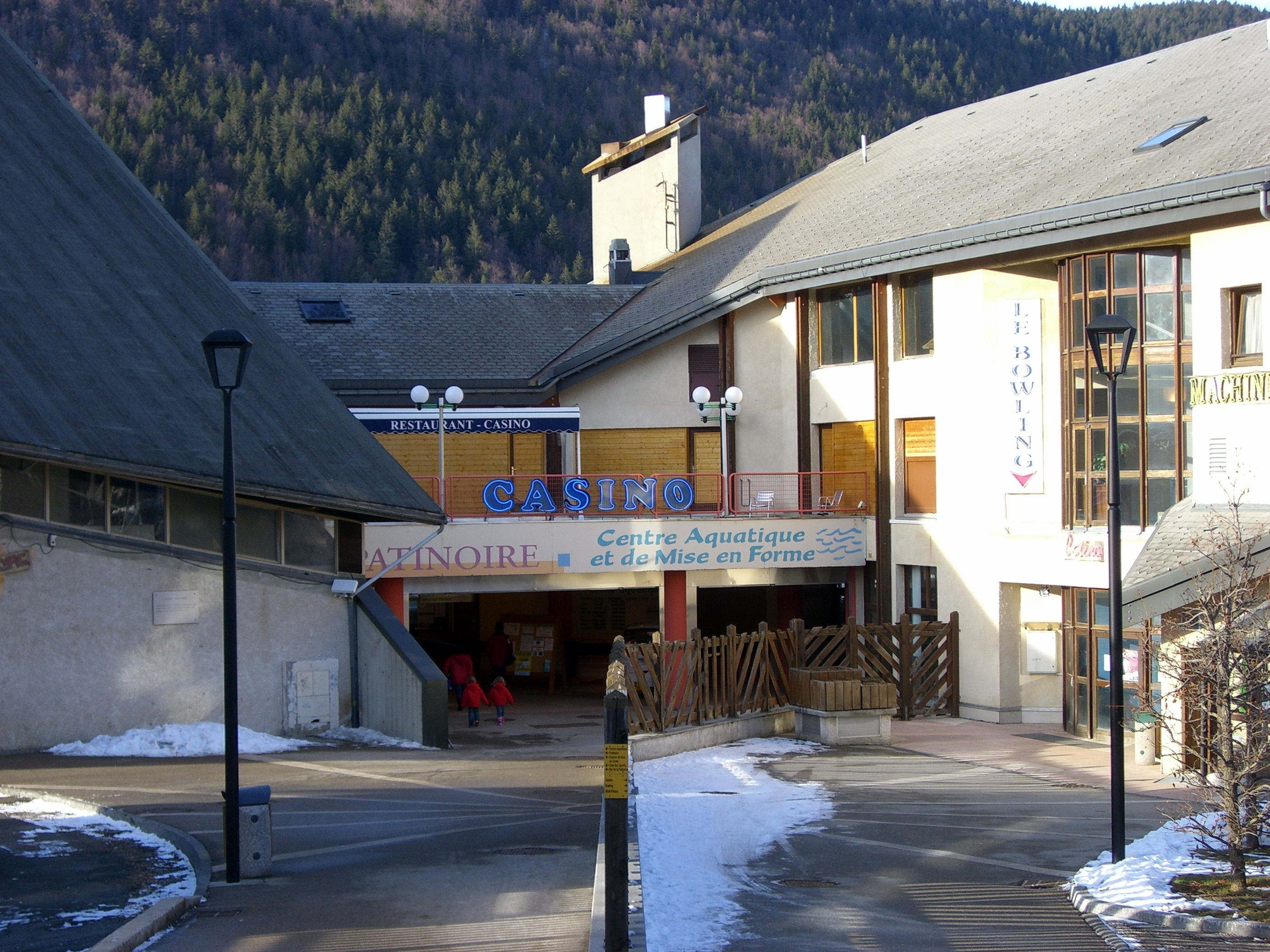
Espace Loisirs, entrée de la patinoire et du centre nautique.

##### Lapatinoire André Ravix
La commune héberge et gère une patinoire couverte construite à la fin des années 1970, sur l'emplacement d'un ancien stade de glace à ciel ouvert, comprend une surface glacée de 1 800 m2. Cette installation, qui a reçu le nom d'un ancien maire de la commune à l'origine de sa fondation, héberge notamment un club de danse sur glace dont des couples de niveau international et des équipes de ballet dont les Elites ont gagné plusieurs championnats du monde et de France[réf. nécessaire].
Le bâtiment de la patinoire héberge également le siège d'une équipe de hockey sur glace évoluant en Division 2 (3e échelon national) : Les Ours de Villard-de-Lans. La boutique du club se situe face à son entrée principale.
Cet équipement est ouvert au public et accueille un centre d'entraînement sportif et des manifestations sportives liées surtout au patinage artistique et à la danse sur glace. Le bâtiment est situé dans le centre du bourg, au sein de « l'Espace Loisirs » (voir le chapitre "Loisirs")

##### L'espace aqualudique et l'expiscinedes bains

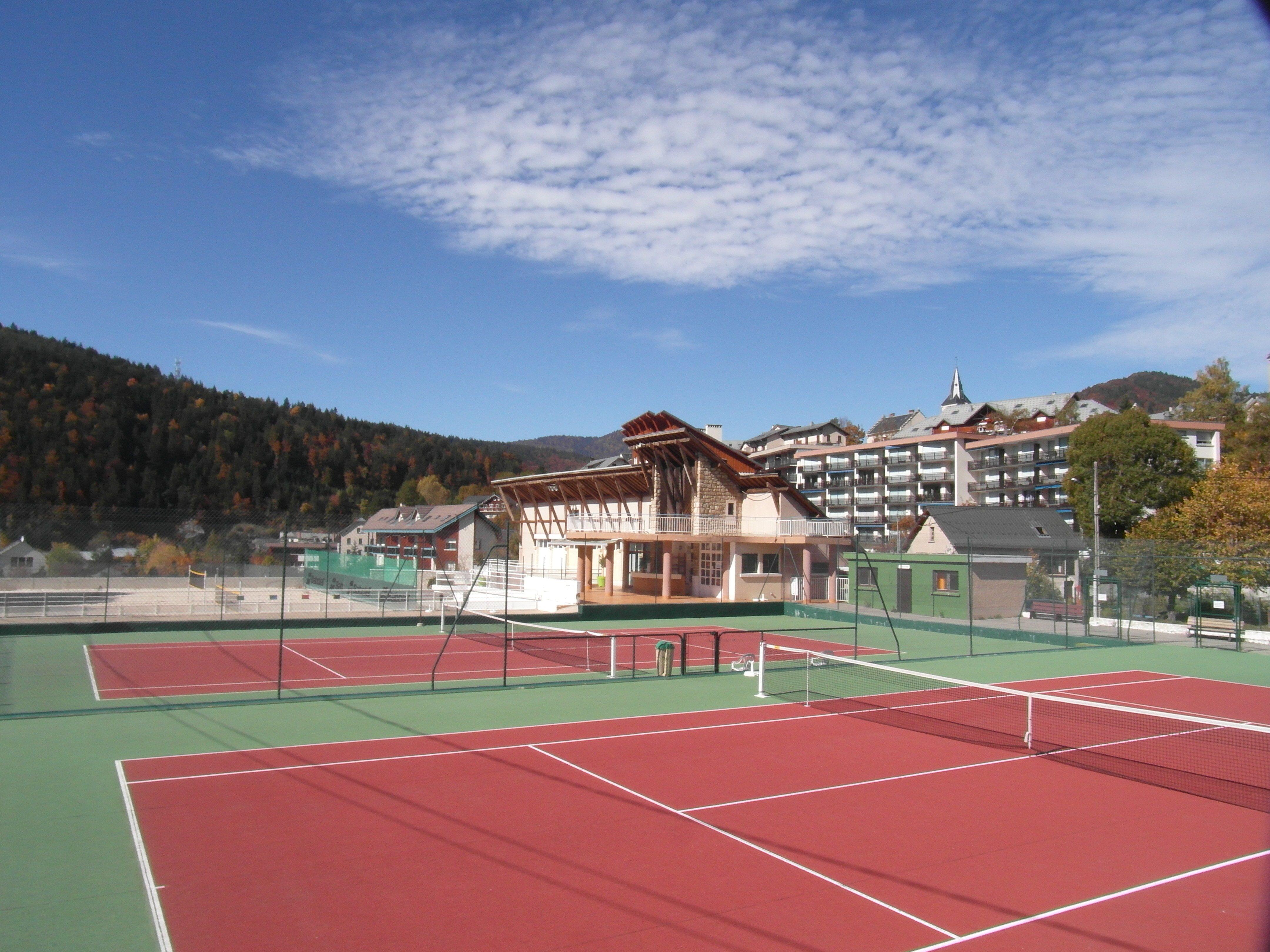
Site de l'Espace des bains.

La commune n'héberge plus qu'une seule piscine depuis la fermeture de la piscine dite « des bains », qui fut pourtant historiquement la première installation villardienne de cette nature.
« L'espace aqualudique » comprend deux bassins dont une piscine à vagues. Deux toboggans accessibles aux enfants, dont un double piste (accessible aux plus de 6 ans). Un espace gouter (avec snack bar) et une aire de jeux pour les petits. Cet équipement qui présente un bassin couvert, donc ouvert en hiver, est situé dans l'espace Loisirs, près de la patinoire, derrière le casino.
« L'espace des bains » ne possède plus de piscine (à bassin unique) depuis que la Mairie a pris la décision d'une fermeture définitive en septembre 2014 pour des raisons financières, et son emplacement a été absorbé par l'extension de l'espace du club de tennis de la commune. La pataugeoire pour enfants a cependant été conservée.

#### Les équipements sportifs cyclistes
Un service d'itinéraires accompagnés est proposé au sein de la commune pour les utilisateurs de vélos classiques et de vélos à assistance électrique. Le programme de ces accompagnements ainsi que d'autres programmes liés à la pratique cycliste sont proposés sur le site de l'office de Tourisme dans une de ses pages consacrée à l'« E-Bike Resort ».
Au niveau du balcon de Villard, la commune propose un « Bike Park » (aménagement spécial (en été) avec des passages en sous-bois, en alpages et clairières). La remontée de ces pistes s'effectuant en télécabines (Côte 2000) aménagées pour la circonstance (3 VTT par cabines). Cet aménagement sportif présente notamment:
- Neuf itinéraires permanents de DH dont 1 freeride ;
- 20 km de pistes et 600 m de dénivelé ;
- Des pistes pour tous les niveaux (débutant à Expert) ;
- Des sauts, virages relevés, modules « North Shore » (passerelles) ;
- Une zone de découverte et d’initiation au pied du Bike Park ;
- Des services de location de vélos.

#### Les autres équipements sportifs
La commune héberge sur son territoire d'autres équipements de sport collectif notables : neuf terrains de tennis, dont deux tennis couverts et huit courts de badminton, tous situés près des courts de tennis et dans l'environnement immédiat de la colline des bains. Un boulodrome couvert est situé près du rond-point de Bréduire dans le contrebas du bourg. Une salle de musculation, dite « centre de remise en forme et de fitness », est située dans l'espace loisirs à proximité immédiate de la patinoire et du centre nautique. Un terrain multisport et plusieurs terrains de football en plein air, dont un dans le hameau des Geymonds et un autre dans le quartier des Jeandiats, ainsi qu'un terrain de rugby dans la cour du lycée climatique, complètent l'équipement communal au niveau sportif.
Il existe, également, un site aménagé pour rollers et skateboard, le « Skate-Parc des Geymonds », accessible par la ligne de bus Transisère, situé au nord du territoire communal, en direction de Lans-en-Vercors.
Plusieurs écoles de parapente, utilisant les remontées mécaniques de l'Espace Villard-Corrençon et qui permettent de participer au niveau local à cette pratique sportive, existent sur l'espace montagnard local.
Une piste de luge d'été est située dans un parc d'attraction dénommé « Ludi-Parc ». Celui-ci accueille également d'autres activités sportives, notamment un parc accrobranche et un mini golf.
Un site d'escalade naturel, situé au-dessus du hameau des Clots, au niveau du vallon de la Fauge, a été aménagé sur le territoire de la commune. Celui-ci, notamment utilisé par les associations agréées par la commune, se prête très bien à la découverte de l'escalade y compris pour les jeunes enfants.
Un projet d'installation d'un terrain de golf existe et a été proposé par le conseil municipal dans le cadre du Grenelle	« Pôle Nature – Bois Barbu », mais aucun calendrier d'aménagement n'a cependant encore été avancé et ce projet entraîne une certaine polémique au niveau local

#### Les clubs sportifs

##### LesOurs de Villard de Lans
Créé en 1931, par Gabriel et Ernest Guigon, le club de Hockey sur glace de Villard-de-Lans commence à participer au championnat de France en 1935, où il évolue de façon sporadique en 2e série jusqu'à la Seconde Guerre mondiale.
En 1966, en raison d'un manque de joueurs, les clubs de hockey des deux villes de Grenoble et de Villard-de-Lans fusionnent pour créer le H.C. Grenoble-Villard-de-Lans, l'équipe choisissant le surnom des « Ours dauphinois ».
En 1968, grâce à la dynamique créée par les Jeux olympiques de Grenoble, qui favorise la multiplication des créations de patinoires et de clubs de hockey en France, le C.S. Villard-de-Lans refonde une équipe autonome, mettant ainsi fin au Grenoble-Villard Hockey-club.
À la suite de nombreux avatars qui l'entraînent en division inférieure, le club parviendra enfin par remonter en élite en 2002-2003 lorsque cette division est élargie à 16 clubs. Par la suite, les ours réussiront à se maintenir dans l'élite du Hockey national jusqu'en 2013.
À la fin de la saison 2013/2014, devant faire face à un financement de plus en plus aléatoire (retrait du principal mécène du club, Daniel Huillier), les dirigeants du club prennent la décision ne plus aligner d'équipe professionnelle. Le club des ours de Villard-de-Lans reprend alors la saison 2014/2015 en division 2 (qui se dénomme officiellement le Championnat de France de hockey sur glace D3) sous la direction de Daniel Sedlak, ancien joueur du club. La Patinoire André Ravix a une capacité de 2 000 places. Le bâtiment et la boutique du club sont situés en plein centre du village, derrière l'office de tourisme (voir le chapitre "Équipements sportifs").

##### Le club de ski nordique de Villard-de-Lans
Créé en 1966, ce club compte 150 licenciés, 30 bénévoles actifs, 10 moniteurs fédéraux et deux entraîneurs professionnels. En 2016, le club compte six membres en équipe de France de fond et biathlon, dont de nombreux sportifs médaillés tels que Robin Duvillard et Simon Fourcade. Le club va organiser le 8 octobre 2016 une manifestation baptisée « Fête du ski nordique » pour célébrer ses cinquante ans d'existence.

#### Les événements sportifs

##### Jeux olympiques d'hiver 1968
À l'occasion des Jeux Olympiques de Grenoble, Villard-de-Lans accueille les épreuves de luges du 8 au 15 février.

##### Les rencontres de hockey sur glace
Les rencontres sportives dites, à domicile, du club des « Ours de Villard-de-Lans » sont organisées selon un calendrier précis fixé par la Fédération française de hockey sur glace. Une saison régulière se déroulant généralement entre le mois de septembre et le mois de février, les matches ont donc généralement lieu tous les 15 jours durant cette période avec une pause durant la période des vacances scolaires de Noël.

##### Les Masters de patinage 2016
La compétition sportive de patinage artistique des « Masters 2016 » sera organisée du 6 octobre 2016 au 8 octobre 2016 à la patinoire André Ravix de Villard-de-Lans. il s'agit d'une compétition française, généralement la première de la saison, accueillant les juniors et les seniors de cette discipline sportive qui marquent la préparation aux compétitions internationales.

##### Le Tour de France
En raison de sa position stratégique au cœur du Massif du Vercors et de sa capacité hôtelière, Villard-de-Lans fut de nombreuses fois choisie comme ville-étape de la course cycliste à étapes professionnelle française dénommée le Tour de France : 6 fois en qualité de ville d'arrivée, et 6 fois en qualité de ville de départ. La ville reste, d'ailleurs, toujours candidate à l'accueil d'étape auprès de l'organisation sportive pour ces prochaines années.
Une de ses étapes fut marquée, en 1989, par le passage du président de la République, François Mitterrand, qui profita de sa venue dans le Vercors sur le site de Valchevrière, hameau martyr de la Seconde Guerre mondiale et situé sur le territoire communal.

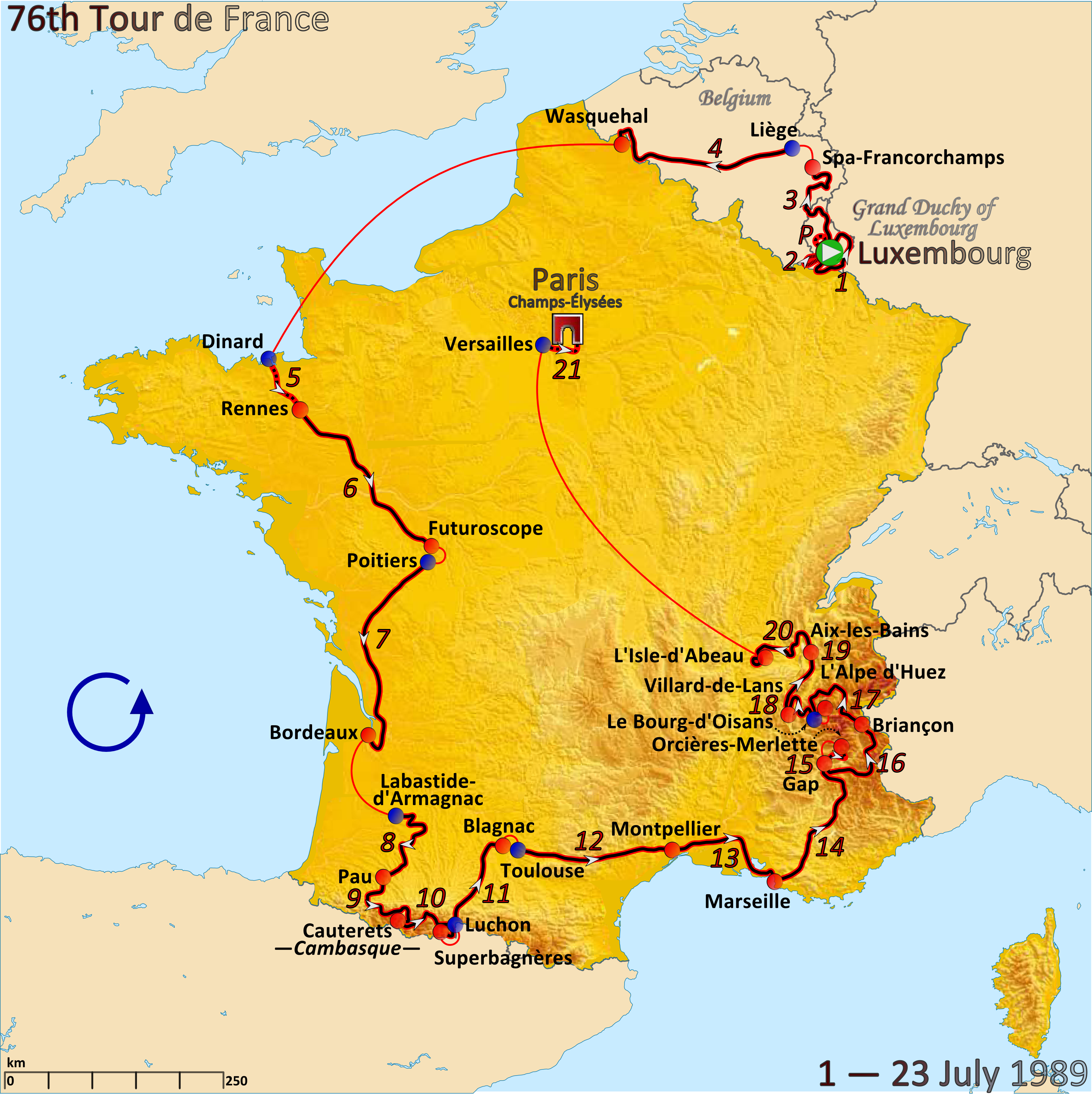
Villard-de-Lans a été une importante ville étape du Tour de France 1989.

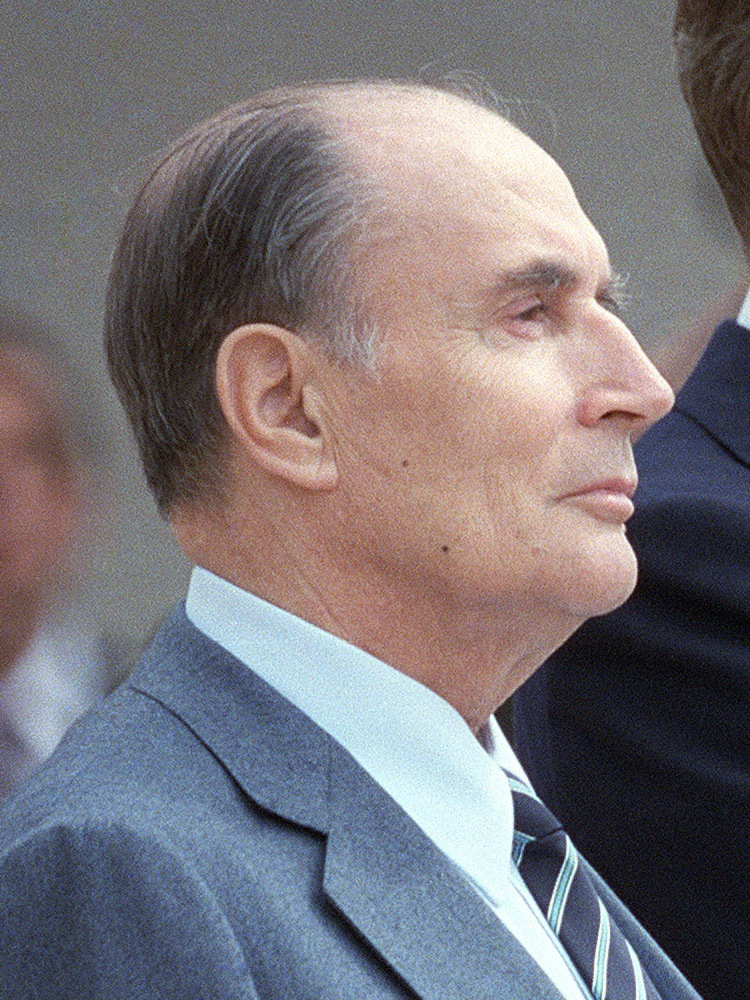
François Mitterrand se rendra sur le territoire de Villard-de-Lans à l'occasion d'une étape du Tour de France 1985.

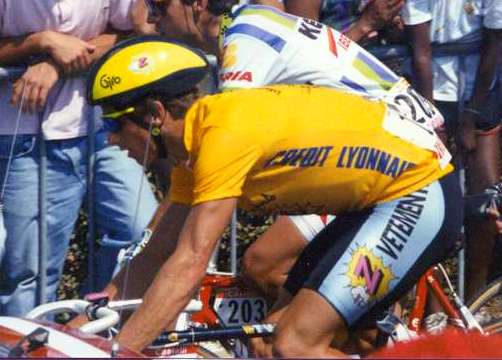
Greg LeMond en 1989.

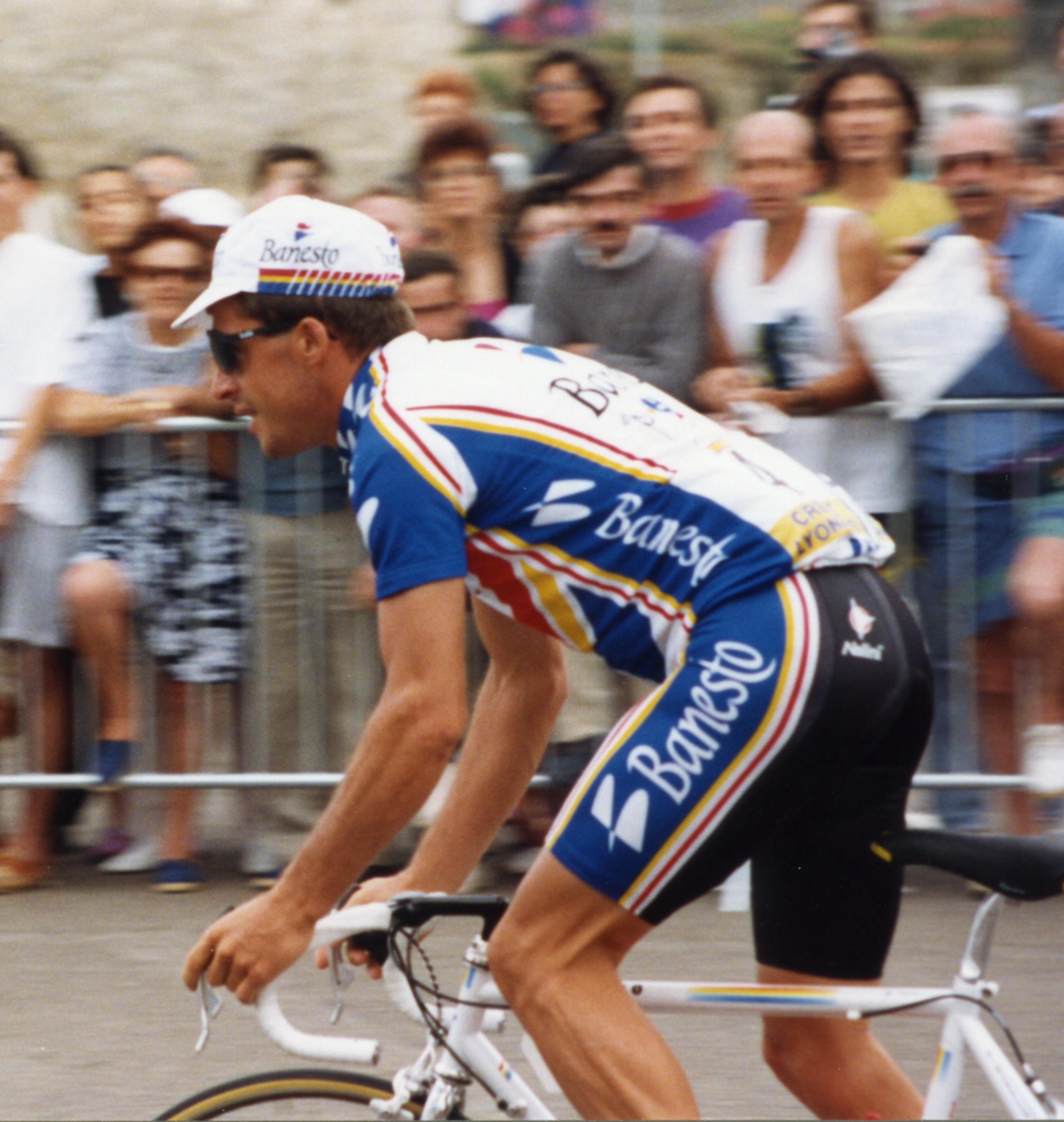
Pedro Delgado en 1993.

##### Le Critérium du Dauphiné

Le maillot jaune du vainqueur du Critérium du Dauphiné.

Dénommée jusqu'en 2010, le « Critérium du Dauphiné libéré », cette course cycliste à étapes professionnelle n'étant plus attachée au journal du même nom, cette course se dénomme, aujourd'hui tout simplement, le « Critérium du Dauphiné ». La commune a hébergé les coureurs pour une étape entière en 2003 et les accueille de nouveau en 2015.

##### Le Paris-Nice
Événement plus rare dans la saison cycliste, la course cycliste à étapes professionnelle française Paris-Nice, édition de 1980, a établi l'arrivée de la cinquième étape dans cette station du Vercors. Klaus-Peter Thaler remporta cette étape partie de Saint-Étienne et longue de 185 km.

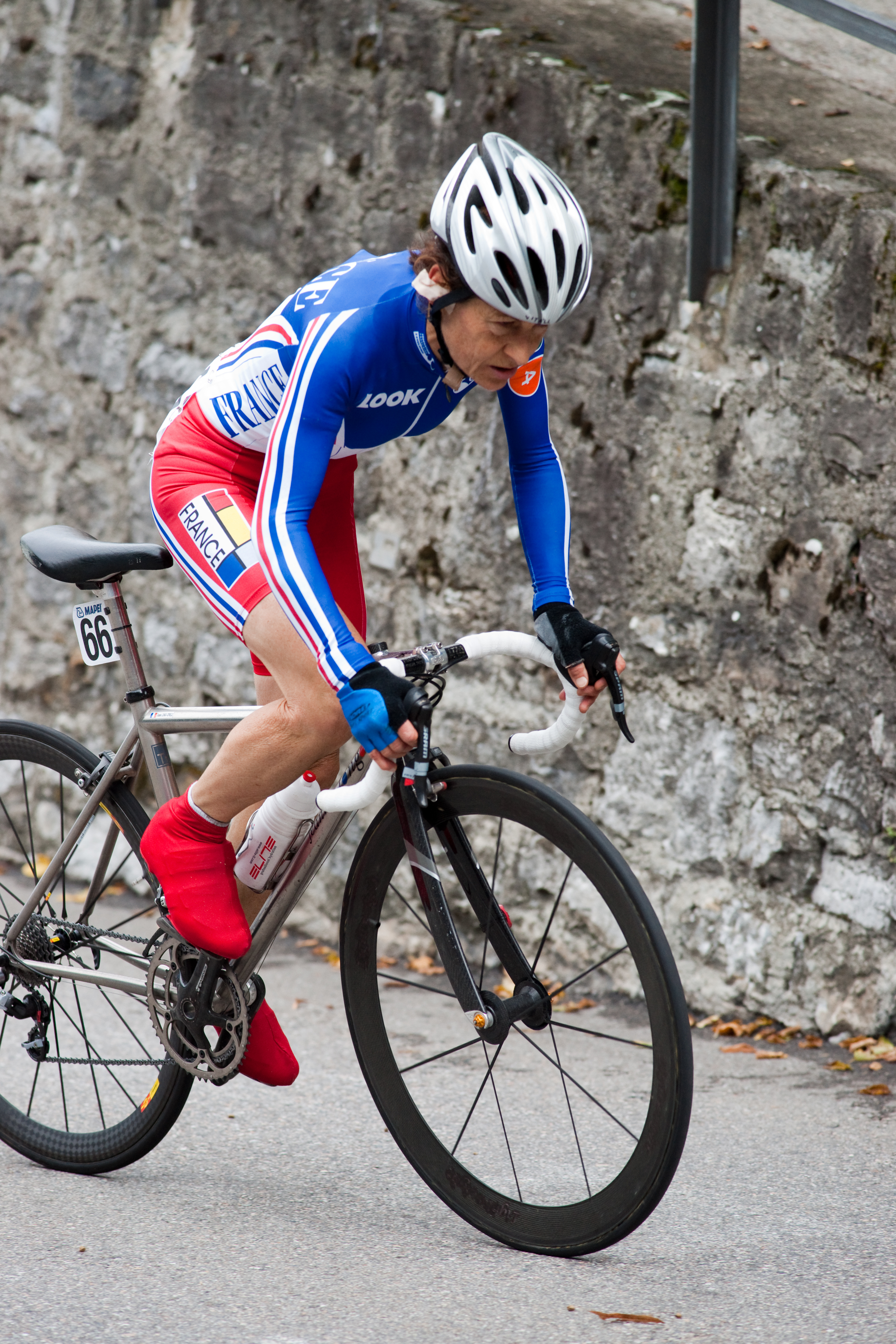
Jeannie Longo.

##### Le Tour de France féminin et La Grande Boucle féminine internationale
La commune de Villard-de-Lans a accueilli de nombreuses fois sur son territoire les deux plus grandes compétitions cyclistes féminines que furent le Tour de France féminin et La Grande Boucle féminine internationale dont de nombreuses étapes furent gagnées par Jeannie Longo, la sportive la plus titrée de toute de l'histoire du sport français (13 titres de championne du Monde, 8 titres de vice-championne du Monde et 59 titres de championne de France).
La championne Jeannie Longo, née à Annecy, mais dauphinoise d'adoption (elle fut adjointe au conseil municipal de Grenoble durant le mandat d'Alain Carignon), remporta notamment la 8e étape Vizille - Villard-de-Lans, de l'épreuve du Tour de France féminin 1989 devant Maria Canins, la grande championne italienne, sa principale concurrente. Jeannie Longo en profitera, d'ailleurs, pour gagner Le Tour devant la même Maria Canins en la devançant de 8 minutes et 44 secondes aux Champs-Élysées.
À noter que Jeannie Longo gagnera 3 fois le Tour de France féminin (1987, année qui connaitra 3 étapes dans le canton de Villard-de-Lans, 1988 et 1989)

##### Les compétitions de VTT
La commune a accueilli la toute première édition des championnats du Monde de VTT en 1987, avant sa reconnaissance par l'UCI.

##### Le Grand Trophée
Le « Grand Trophée » est un challenge sportif de cyclisme se présentant sous la forme de douze épreuves, comprenant de nombreux parcours dont le « Challenge Vercors ». Cette épreuve cycliste programmée le 20 mai 2017 traversera le territoire de Villard-de-Lans, notamment par un passage au col d'Herbouilly.

### Manifestations, salons et festivals

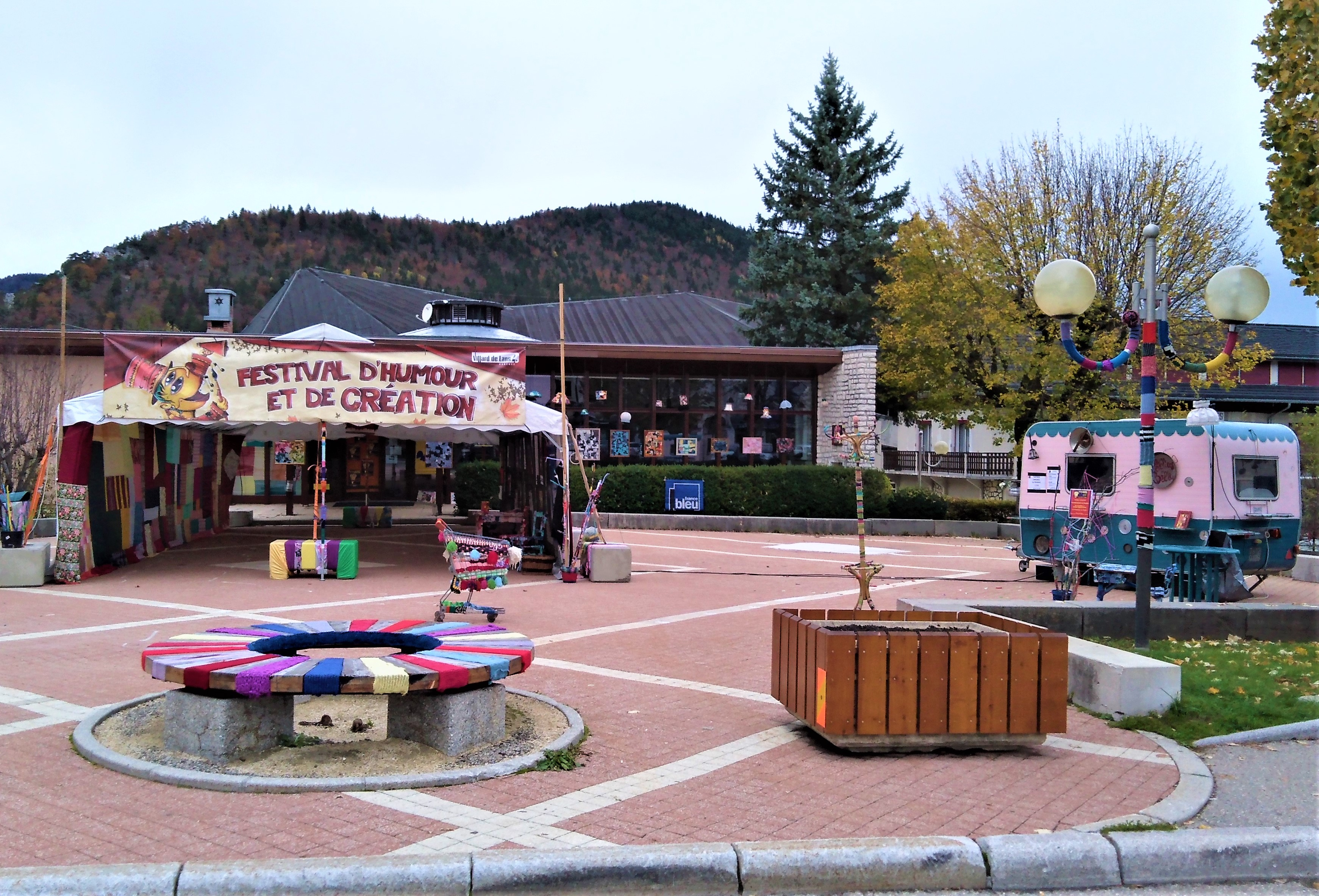
Parvis de la coupole lors du festival d'humour et création 2019.

La commune de Villard-de-Lans, seule, ou en collaboration avec d'autres collectivités, voire d'autres partenaires publics ou privés, invite sur son territoire, tout le long de l'année, des manifestations sportives, socio-culturelles, musicales, et même culinaires organisées de façon périodique. Certaines de ces manifestations (festivals) peuvent même avoir un impact au niveau régional, national, voire international.
Ces manifestations ponctuelles peuvent être également organisées durant les périodes de vacances scolaires, soit en période estivale comme des animations musicales ou culturelles, soit en période hivernale comme le gala de Noël sur glace à la patinoire municipale ou éventuellement des compétitions régionales et inter-régionales de patinage.

#### Manifestations et festivités locales
L'office de tourisme présente généralement un calendrier annuel de ces animations et festivités sur son site ouvert à tous et dans son bureau d'accueil, ouvert tous les jours durant les saisons d'activité touristique.
Les manifestations les plus anciennes sont le « Trans'Vercors Nordic », le « Trans Vercors VTT » et le « Festival d'humour et de création » qui existent depuis plus de 25 ans. Certaines de ces manifestations n'ont pas été reconduites.

#### Manifestations intercommunales

##### Fête du «Bleu de Sassenage-Vercors»
Chaque année, depuis 2001, la fête du Bleu du Vercors-Sassenage, créée par les communes membres du Parc naturel régional du Vercors, est devenue un rendez-vous incontournable. Cette manifestation est organisée chaque année dans un village différent du territoire du Parc du Vercors.
En 2015, cet événement est organisé sur le territoire de Villard-de-Lans le second week-end du mois d'août, la skieuse originaire de Villard, Carole Montillet étant la marraine de cette édition dont le clou sera la fabrication en public du Bleu du Vercors-Sassenage et du Reblochon.

##### Marathon du Vercors
Organisé pour la première fois en 2025, cette épreuve sportive qui se déroule sur trois courses (10 km, 20 km et marathon) est présenté comme le premier marathon sur route en Europe à plus de 1 000 m d’altitude.

### Médias

#### Presse écrite
Trois organes de la presse écrite, de diffusion régionale ou locale, sont consultables sur le territoire de la commune de Villard-de-Lans et qui sont, soit en vente chez les marchands de journaux pour le premier, soit distribués directement dans les boîtes aux lettres pour les deux suivants.
- Le quotidien régional historique des Alpes tirant à grand tirage est Le Dauphiné libéré. Celui-ci consacre, chaque jour, y compris le dimanche, dans son édition dénommée « Grenoble Sud », un ou plusieurs articles à l'actualité de la ville et du canton de Fontaine-Vercors, ainsi que des informations sur les éventuelles manifestations locales, les travaux routiers, et autres événements divers à caractère local.
- La lettre aux Villardiens est un bulletin d'information municipale publié trimestriellement et distribué gratuitement dans les boites aux lettres des habitants du village et également consultable sur le web[190].
- Le CCMV est un bulletin, paraissant trois fois par an, distribué dans les boites aux lettres par la communauté de communes du massif du Vercors[191].

#### Les stations de Radio FM
En matière de radio, les habitants de Villard-de-Lans et ses environs bénéficiaient d'une chaîne locale dénommée Fréquence 4 en référence aux « Quatre-Montagnes » qui cessa d'émettre en 2009 par décision du Conseil supérieur de l'audiovisuel.
En décembre 2011, une nouvelle station dénommée Radio-Oxygène commence à émettre ses émissions sur le plateau. Il s'agit d'une chaîne de stations de radio FM qui possède la particularité d'émettre principalement dans les grandes stations de ski alpines telles que Val d'Isère, L'Alpe d'Huez ou Isola 2000,
Reçue sur l'ensemble du plateau, la station de radio Ici Isère, dont le siège est situé à Grenoble, couvre de nombreux événements locaux.

#### Les chaînes de Télévision et la TNT

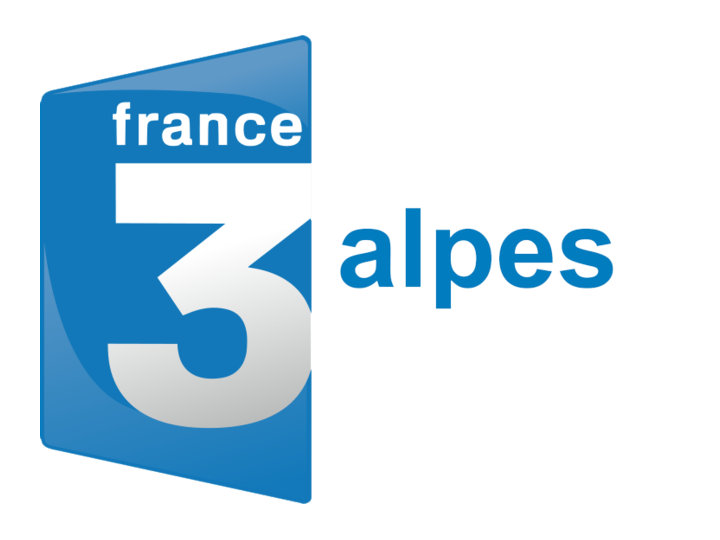
Logo de France 3 Alpes.

En ce qui concerne la réception de la télévision, les habitants de la commune, équipés avec des appareils adéquats, peuvent recevoir les 22 chaines de la TNT, comprenant les deux éditions de France 3 : France 3 Alpes - Grenoble et France 3 Rhône-Alpes - Lyon, selon le numéro de la chaîne de télévision choisie.
La couverture TNT est assurée par l'émetteur de télévision de « Villard-de-Lans 1 » qui permet de couvrir 95 % du territoire de la commune et donc la quasi-totalité de la zone habitée.

#### Les télécommunications
En matière de téléphonie mobile, le territoire de Villard-de-Lans bénéficie d'une bonne couverture puisque les trois opérateurs historiques sont présents sur la quasi-totalité du territoire. Très peu de secteurs sont en zone blanche et celles-ci sont généralement situées dans des secteurs du territoire communal très peu peuplés, voire désertes (moyenne montagne et zone forestière).

#### Les autres outils de communication
Afin d'informer l'ensemble des résidents de la commune et les touristes se déplaçant sur le territoire, la municipalité a installé dans les secteurs commerciaux et touristiques, de nombreux panneaux d'affichage électronique municipaux d'information, tous situés en plein air (dont un situé à l'entrée de l'Espace Loisirs).

### Réseau Internet

#### La couverture Internet
La disponibilité des technologies ADSL, ADSL2+, VDSL2 est valide dans le bourg de Villard-de-Lans et ses hameaux les plus proches.
Jusqu'à la fin de l'année 2017, la commune ne semblait pas encore disposer de réseaux de fibre optique FTTH ou FTTL à la date du 12 décembre 2015. Aucun réseau WiMAX ne semble couvrir la commune de Villard De Lans à cette même date. La couverture en haut débit existe cependant grâce aux réseaux VDSL utilisant l'actuel réseau de fils de cuivre.
Une borne d'accès Wi-fi en usage libre pour tous les visiteurs est installé à l'office de tourisme, près de l'espace loisirs. Un accès libre à internet, mais situé sur un unique poste fixe est également disponible aux visiteurs et abonnés de la bibliothèque municipale, sur simple demande.

#### Les portails internet
Dans le domaine de l'information en ligne, il existe enfin le portail « Initiatives Vercors », proposant un agenda local et des actualités diverses et un forum ouvert à tous, mais fermé provisoirement depuis les élections municipales de 2014.

#### Vercors TV
Vercors TV est la première web TV consacrée au territoire du Parc naturel régional du Vercors. Son siège est situé dans la commune voisine d'Autrans-Méaudre en Vercors.

### Lieux de cultes

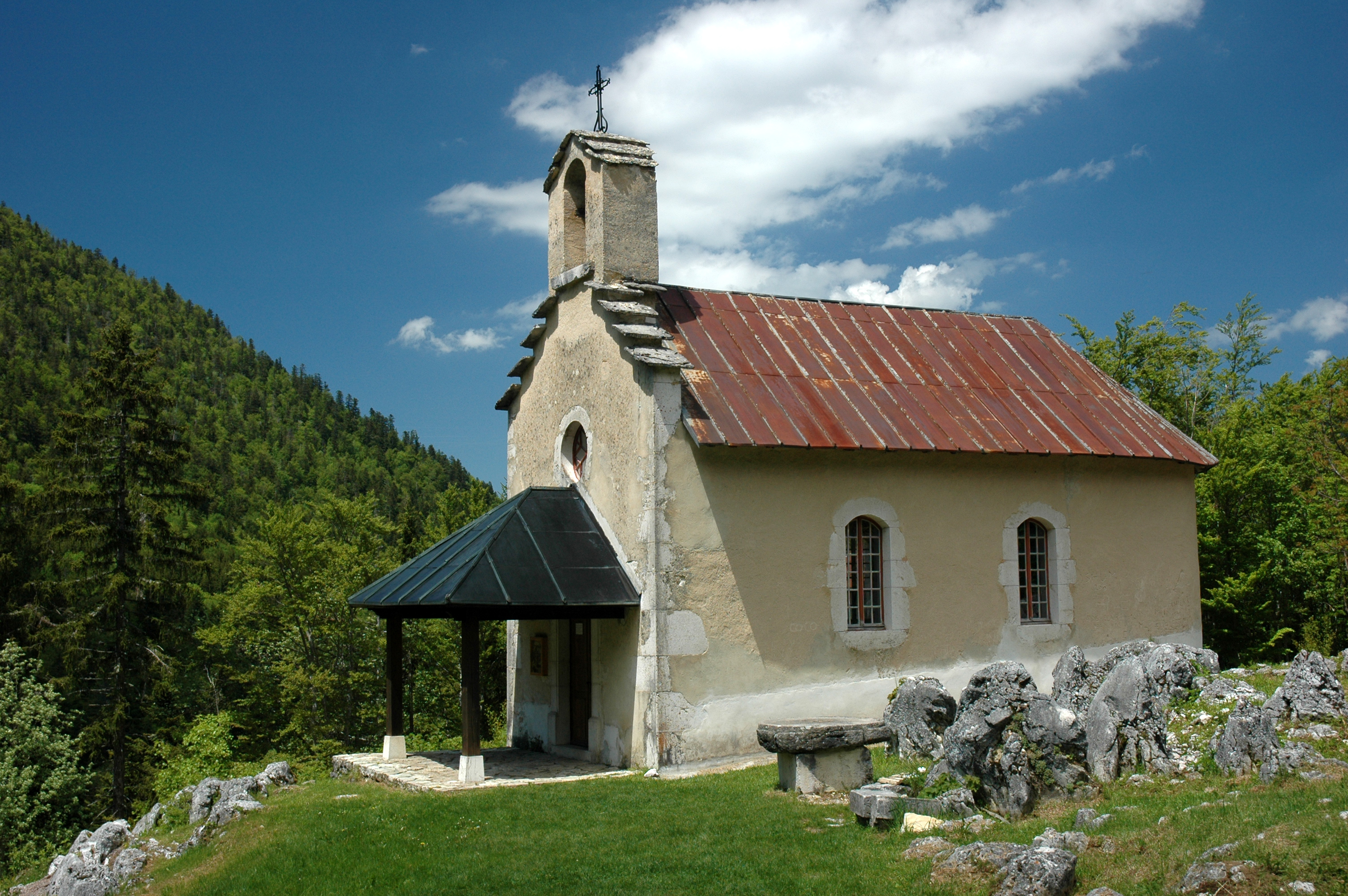
Chapelle de Valchevrière.

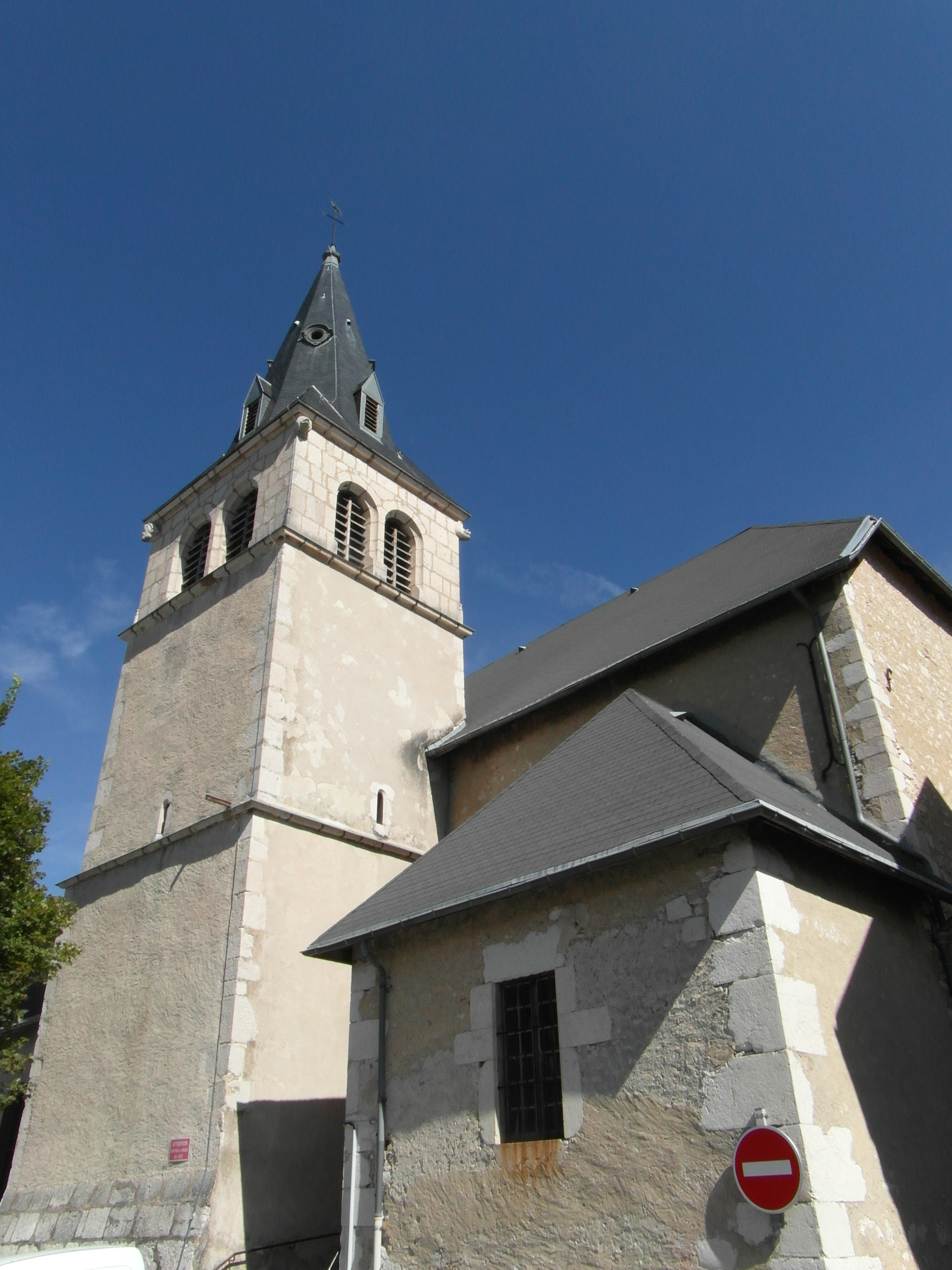
L'église Saint-Bonnet

Il existe différents lieux de cultes implantés sur le territoire de Villard-de-Lans ou dans ses environs immédiats.

#### Religion catholique
La paroisse catholique de Villard-de-Lans se dénomme « Paroisse La Croix de Valchevrière », en hommage à l'ancien hameau de Villard, complètement détruit, témoin des combats de la Seconde Guerre mondiale qui épargnèrent la petite chapelle locale. Cette paroisse a été créée en l'an 2000 par le diocèse de Grenoble-Vienne. Ce secteur géographique de la vie religieuse catholique couvre l'ensemble les six communes de la communauté de communes. Un site internet présente cette activité cultuelle et permet de connaître toutes les informations sur ce sujet. Ce site présente également l'aspect historique de cette activité.

#### Religion protestante
Une paroisse protestante a également été créée sur le territoire de la commune. Celle-ci est affiliée à la Fédération évangélique de France ainsi qu'à la communauté et assemblées évangéliques de France. Un temple, dont la communauté se dénomme « Agapé du Vercors », est situé au hameau des Geymonds, sur la route de Lans-en-Vercors, en direction de Grenoble.

#### Religion bouddhiste
Un centre d’études tibétaines dénommé « Karma Migyur Ling », lieu d’étude et de pratique du bouddhisme, est situé sur les contreforts du Massif du Vercors entre les communes de Rencurel et d'Izeron, à, environ, une douzaine de kilomètres de Villard-de-Lans. Un site consacré à cette activité religieuse est visitable sur internet.

#### Autres religions
En ce qui concerne les autres grandes religions, les lieux de culte les plus proches sont situés dans l'agglomération grenobloise, située à une trentaine de kilomètres.

## Économie

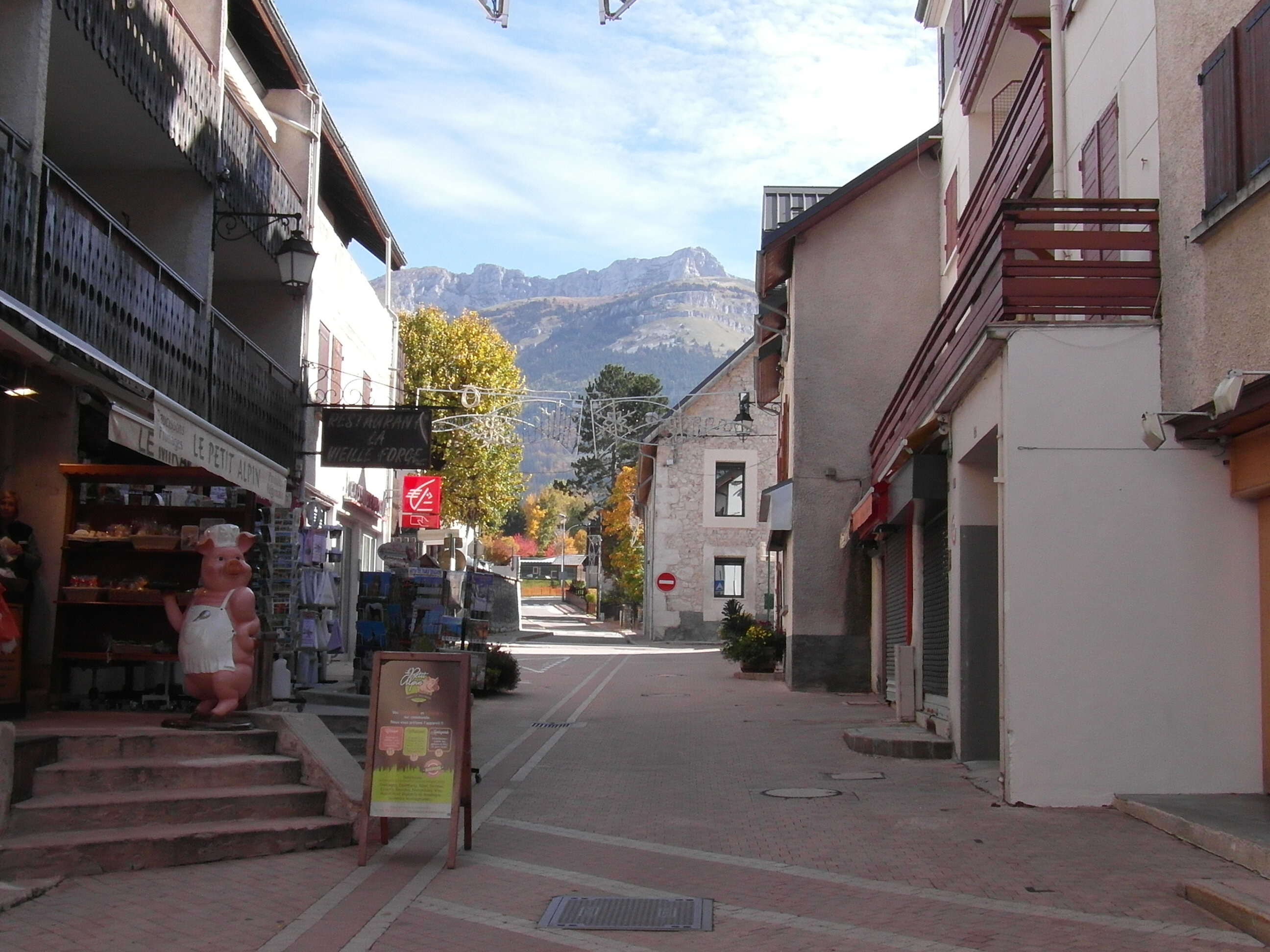
rue de la République, secteur piétonnier dans le bourg.

La commune est le centre économique du plateau des Quatre-Montagnes et de l'ensemble du massif du Vercors. Ses divers commerces et industries locales permettent d'éviter à de nombreux habitants du plateau de se rendre dans l'agglomération grenobloise pour y trouver les produits du quotidien.
Le tourisme est, pour des raisons historiques et géographiques, le premier employeur de la commune. Il génère environ 80 % de l'activité. Le territoire de la commune présente 20 000 lits touristiques et 40 % des emplois sont directement liés au tourisme, représentant plus d'un tiers des équivalents temps plein. Le flux économique drainé est estimé à 80 millions d'euros. L'activité est assez bien répartie entre l'hiver (58 %) et l'été (42 %). 450 000 journées-skieurs alpins et nordiques profitent des infrastructures. Une augmentation de 20 % du nombre d'emplois en haute saison a été constatée.

### Emploi

#### Emplois locaux
Selon le site de la municipalité, les diverses entreprises et collectivités ainsi que les artisans implantés sur le territoire de la communauté de communes proposent 4 500 emplois locaux, dont 3 600 équivalents temps plein (ETP). On peut noter également le chiffre de 2 200 emplois saisonniers (représentant un 1/3 du temps de travail total), et 60 % de ces salariés saisonniers sont des résidents de Villard-de-Lans et des communes voisines.
| Catégorie socio-professionnelles          | 2013   |
| ----------------------------------------- | ------ |
| Agriculteurs                              | 1,1 %  |
| Artisans, commerçants, chefs d'entreprise | 13,7 % |
| Cadres, professions intellectuelles       | 10,7 % |
| Professions intermédiaires                | 25,5 % |
| Employés                                  | 32 %   |
| Ouvriers                                  | 17,1 % |

Source : Insee, RP2013 exploitation complémentaire lieu de travail.
| Statuts professionnels | 2013   | 2008   |
| ---------------------- | ------ | ------ |
| Salariés               | 78,1 % | 77,9 % |
| dont femmes            | 43,5 % | 43,5 % |
| dont temps partiel     | 22 %   | 23,9 % |
| Non salariés           | 21,9 % | 22,1 % |
| dont femmes            | 8,2 %  | 7,7 %  |
| dont temps partiel     | 3,7 %  | 3,1 %  |

Source : Insee, RP2008 et RP2013 exploitations principales lieu de travail.

#### Demandeurs d'emplois
Selon ce même site, le taux de chômage de la commune est inférieur au taux enregistré sur le territoire national.
| Taux de chômage               | 2013   | 2008   |
| ----------------------------- | ------ | ------ |
| Total des deux sexes          | 6,9 %  | 5,9 %  |
| Total des hommes              | 6,7 %  | 4,9 %  |
| Total des femmes              | 7,1 %  | 7,0 %  |
| Part des femmes dans le total | 51,6 % | 57,6 % |

Source : Insee, RP2008 et RP2013 exploitations principales.

#### Aide à l'emploi
La commune propose et héberge de nombreux services d'aide à l'emploi.

##### La «Maison de l'Emploi des Quatre-Montagnes»
Cette structure intercommunale, dont le bâtiment est situé à proximité du chemin de la Croix Margot, propose un service emploi, ainsi qu'une aide à la demande de formation. Cette structure propose également, en collaboration avec le FONGECIF, l'AFRAT et le GRETA, un service de formation pour les personnes intéressées par un emploi de travailleur saisonnier en station.

##### Le «Point Information Jeunesse»
Le bureau du PIJ est installé dans les locaux de la Maison pour Tous de la commune, dont le bâtiment est situé derrière la résidence Maéva. Cette structure ouverte à tous vise à répondre aux questions des jeunes gens du canton dans différents domaines, notamment au sujet des débouchés vers les différents métiers et les formations.

##### La plateforme «Vercors Ecobiz»
La chambre de commerce et d’industrie de Grenoble, déjà à l'origine de la plateforme « Grenoble Ecobiz » au niveau du département de l'Isère, a lancé une plateforme associée dénommée « Vercors Ecobiz » en collaboration avec la communauté de communes du massif du Vercors, basée à Villard-de-Lans. Il s'agit d'un outil de mise en réseau d’entreprises locales dont le but officiel est de permettre une meilleure communication et une meilleure organisation entre elles, au niveau local. Cette plateforme numérique concerne différents domaines d’activités,.

### Le secteur touristique et les loisirs

#### L'équipement touristique
Le tourisme est donc l'atout économique majeur pour la commune de Villard-De-Lans, la communauté de communes et ses habitants. En 1969, la construction d'une station de sports d'hiver intégrée au-dessus du bourg et dénommée "la Côte 2000" avec des ensembles d'immeubles cumulant 7000 lits comprenant les Glovettes est l'amorce d'un tournant pour la petite ville de ce secteur très montagneux du Vercors. L'altitude semble suffisamment élevée, aux yeux des promoteurs, pour mettre en place une vraie station de montagne avec ses équipements.
- Villard-Corrençon
- Site nordique du Haut Vercors

logo du PRNV

Au-delà de cette exploitation, non sans risque, dans un domaine de moyenne montagne, la commune et sa région possèdent d'autres atouts qui se concrétiseront par la création d'un Parc naturel régional en 1970 et dont Villard-de-Lans (avec Die) reste la ville principale. Ce territoire, qui comprend des zones protégées, s'étend sur 206 208 ha et possède une faune et une flore variée qui attirent de nombreux touristes, ce qui demande une certaine forme de gestion écologique liée à la fragilité d'un tel patrimoine.
Il reste cependant, à ce niveau, un point méconnu, celui du tourisme historique qui est bâti sur une renommée historique évidente et datant de la Seconde Guerre mondiale. Au-delà des monuments commémoratifs disséminés sur l'ensemble du plateau (dont les plus connus sont les sites de Vassieux-en-Vercors et de Saint-Nizier-du-Moucherotte), Villard-de-Lans possède le site historique de Valchevrière qui reçoit encore aujourd'hui de nombreux visiteurs.
À noter, enfin, que la commune a toujours su jouer sur sa réputation de lieu de villégiature particulièrement ouvert à l'accueil des enfants : tout d'abord, historiquement, en qualité d'ancienne station climatique, et encore aujourd'hui du fait de ses nombreuses activités, autant ouvertes aux enfants des touristes qu'aux enfants des résidents permanents.

#### L'office de tourisme

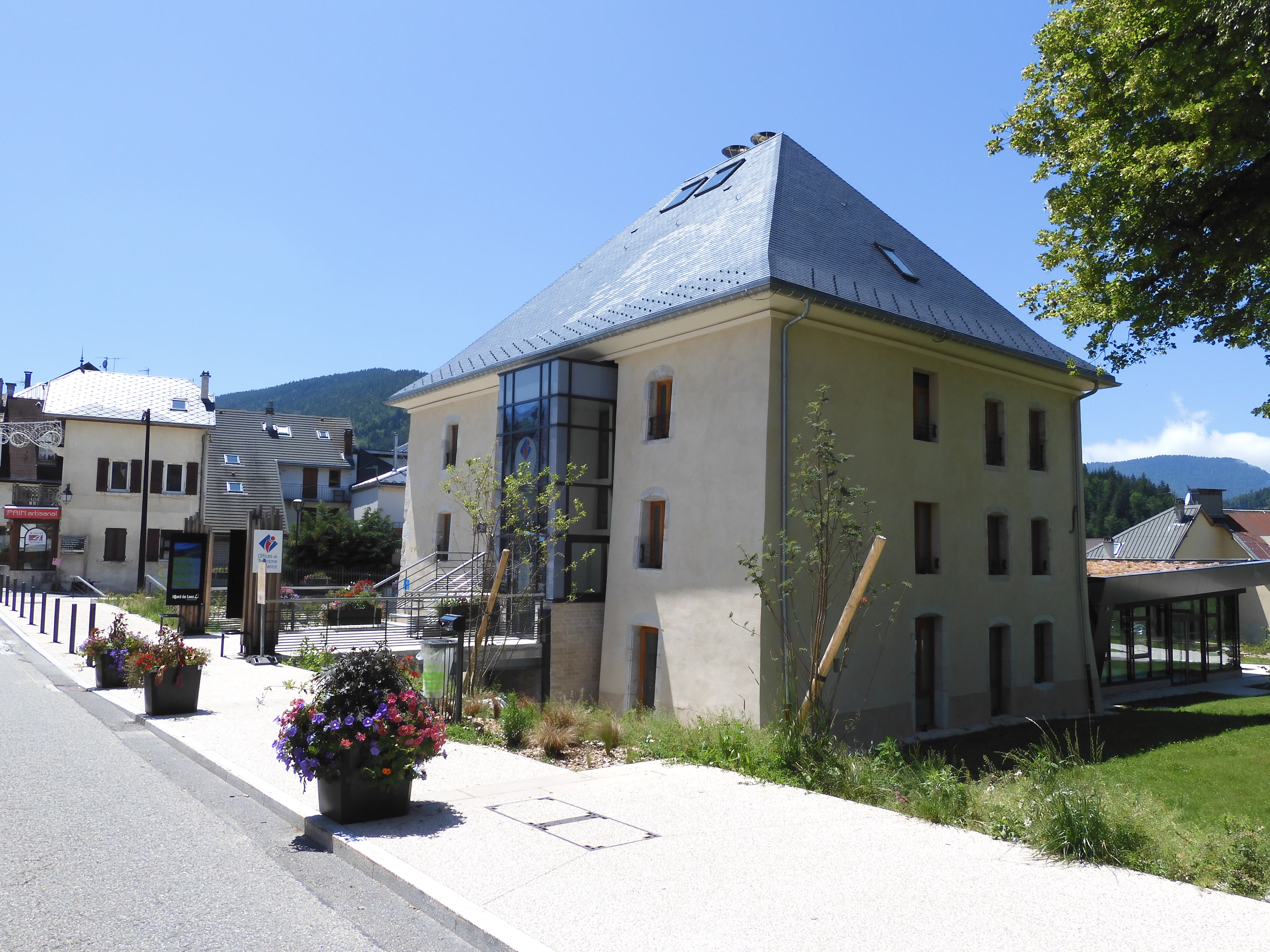
Vue générale du nouvel office du tourisme en juillet 2021

La mission de cet office de tourisme est d'accueillir les visiteurs et de leur présente les informations nécessaires pour pratiquer toutes les activités ludiques, sportives et de découvertes ainsi que sur l'espace hôtelier et d'hébergement situés sur le territoire de la commune de Villard-de-Lans. Jusqu'en mai 2019, le bâtiment était situé à l'entrée du bourg de Villard, face au terminus routier des cars du réseau départemental de la place Mure-Ravaud.
À la fin de l'année 2019, la mairie de Villard-de-Lans, gestionnaire de l'office, organise le déménagement du service d'accueil et d'information du public de l'office de tourisme dans l'ancien site de l'hôtel du parc et du château à proximité immédiate de la maison du patrimoine, après la rénovation et la restructuration complète de cet ancien bâtiment.
Cette structure d'accueil et d'information, autonome des autres offices de tourisme de la communauté de communes locales, est classée en catégorie 1, lui conférant ainsi un statut national et international. Son site présente un tableau de disponibilité hôtelière, une liste de gîtes ruraux et des chambres d'hôtes ainsi que le programme des animations de l'année en cours,.
Un plan de la commune et du Parc naturel régional du Vercors est mis à la disposition des visiteurs qui en font la demande. L'office présente également un espace wifi gratuit, un espace jeu pour les enfants et une animation audiovisuelle.

#### Liste des différents équipements

##### Les équipements de loisirs
Comme toute ville ou station à vocation touristique et fréquentée régulièrement par de nombreux touristes durant toutes les saisons (particulièrement l'hiver et l'été), Villard-de-Lans présente un équipement de loisirs au niveau de ses prétentions. Cette commune du massif du Vercors, en tant que station de moyenne montagne, présente donc un équipement riche et varié, mais particulièrement concentré dans la zone du Bourg central et dans la station de ski de Villard 2000.

###### Le site dit «Espace Loisirs»

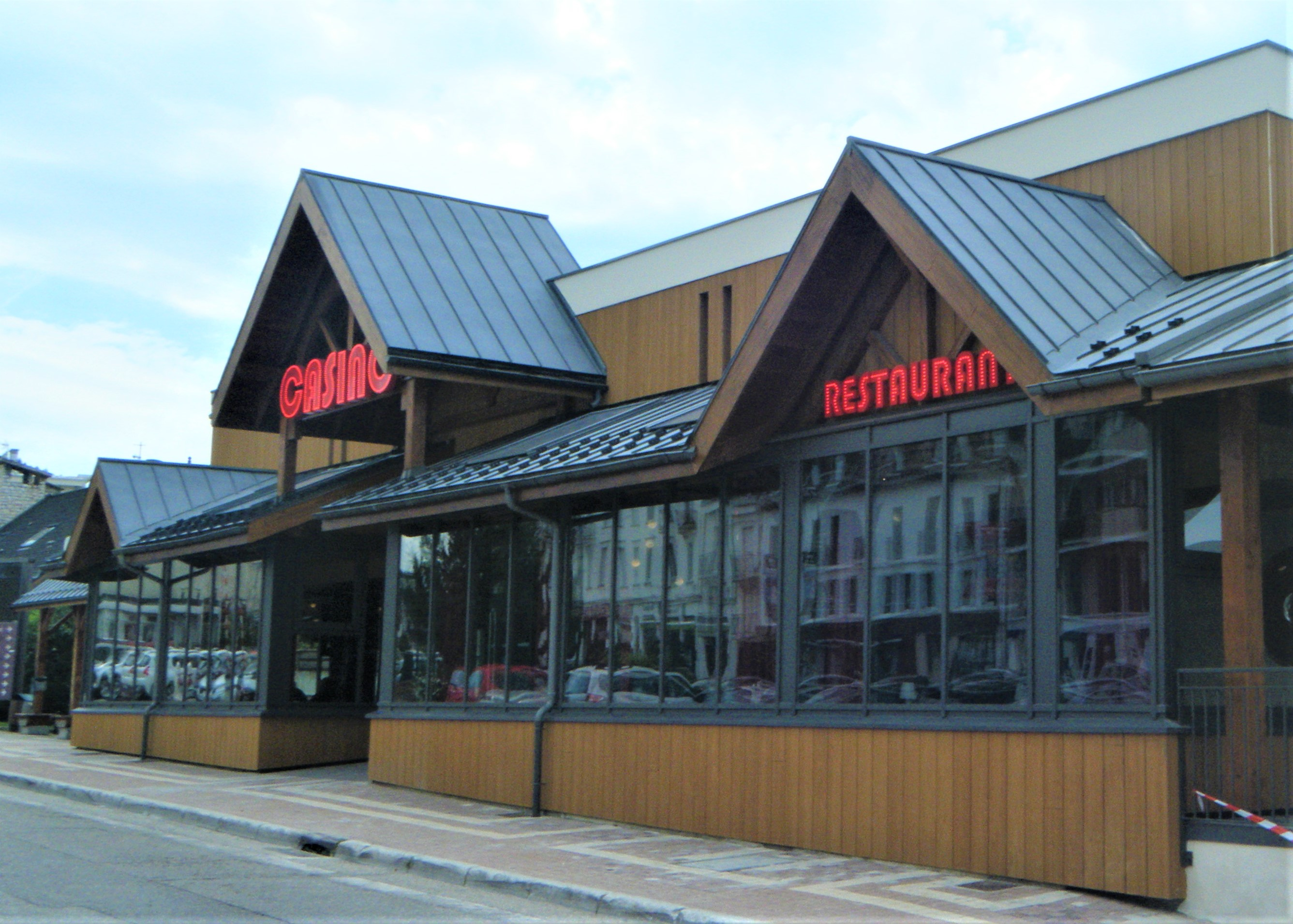
Le nouveau casino marque l'entrée de l'espace loisirs, face au principal parking municipal

La commune héberge, au niveau du centre du village, un « espace Loisirs » qui présente l'équipement suivant :
- un casino[219] (avec un restaurant, cinquante machines à sous et des espaces de jeux), situé place Mure-Ravaud;
- un bowling de 4 pistes, en cours de réhabilitation[220] (avec un bar et une salle de jeu) ;
- une patinoire couverte (avec un snack-bar et des vestiaires) avec une surface glacée de 1 800 m2[221] ;
- un espace aqualudique avec sa piscine à vagues, sa piscine extérieure, son grand toboggan ouvert en été[222] ;
- un espace détente (comprenant saunas, hammam et jacuzzi) ;
- un espace forme (comprenant une salle de fitness et de musculation)[223] ;
- une médiathèque-bibliothèque municipale, dédiée à l'écrivain Georges Perec depuis mars 2002, est située en balcon au-dessus de l'espace aqualudique avec de larges baies vitrées permettant de découvrir les bassins. Celle-ci comprend un espace adulte au premier niveau (comptant de nombreux ouvrages régionaux) et un espace enfant au second niveau[224].

Les services de cet « espace Loisirs » sont situés derrière le casino. Ils sont, en outre, situés à proximité du centre du village et du centre piétonnier et à quelques mètres d'un grand espace de stationnement, à proximité de la gare routière de Villard-de-Lans.

###### Les autres sites de loisirs et d'animation
La salle de « La Coupole » propose des activités d'animations, de conférences, d'expositions, et des spectacles divers sont périodiquement organisés dans cette salle communale connue sous ce nom. Il s'agit d'un modeste bâtiment en béton de présentation simple, situé au bout de la place Mure-Ravaud, à proximité de l'Espace de Loisirs et de l'office du tourisme municipal. Lors des activités festives organisées par la commune, des collectivités ou des associations culturelles, culinaires et sportives, cette salle permet de s'associer à ces manifestations durant toutes les périodes de l'année.

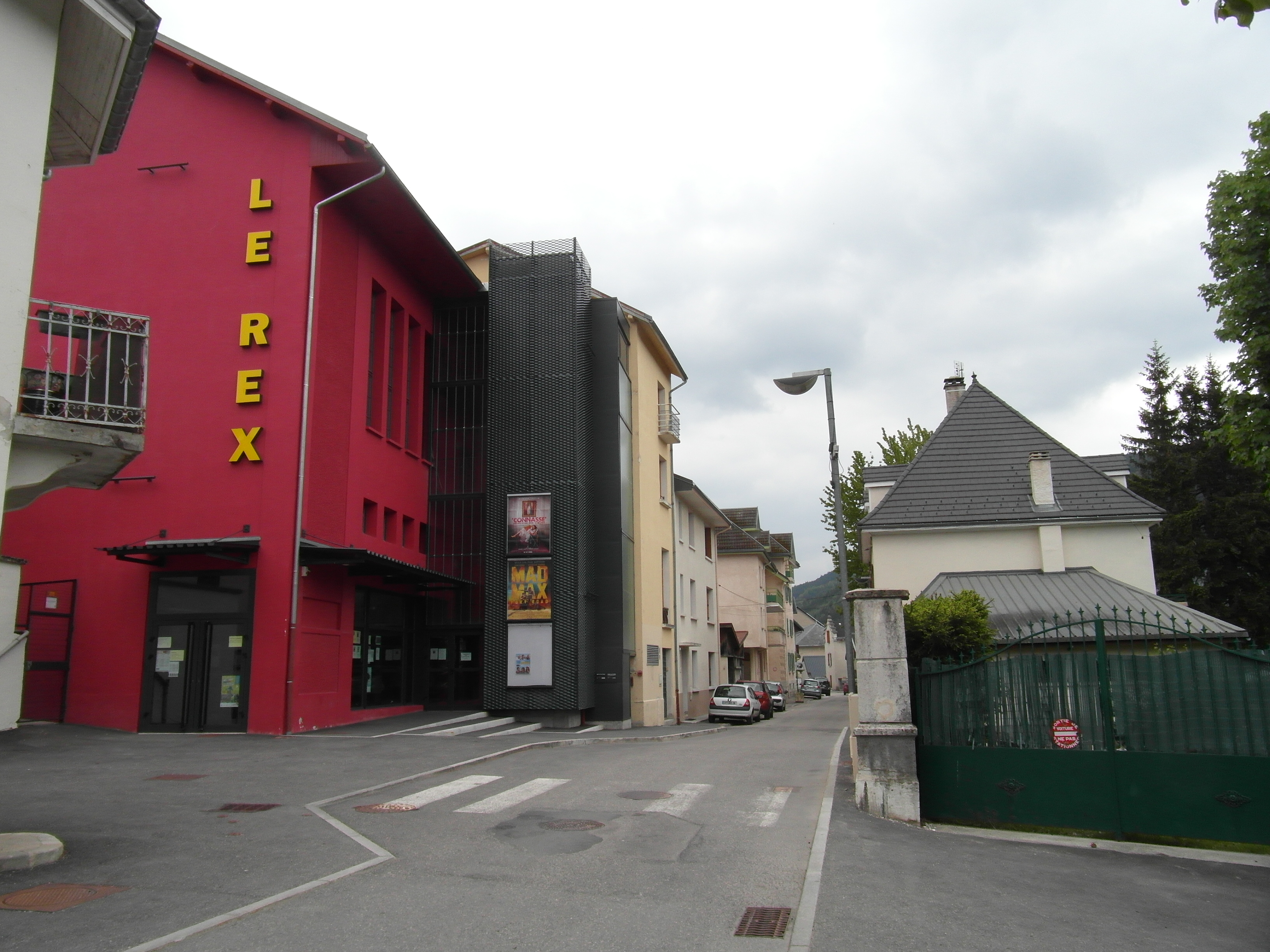
La rue du Lycée Polonais et le Cinéma « Le Rex ».

Les salles du cinéma « Le Rex », situées rue du Lycée Polonais, non loin du centre du village, sont un autre espace d'animation de 380 places, principalement aménagé en salles de cinéma. Cette structure a été fermée au public du 2 décembre 2012 au 27 octobre 2013, afin de permettre d'importants travaux sur le bâtiment. La municipalité a dû engager un programme complet de rénovation et de mise aux normes de ce bâtiment en aménageant ses deux salles, dont une première qui compte désormais 300 places, et une seconde qui présente 80 places. Ces salles sont équipées de projecteurs numériques, et elles permettent également un usage mixte, de cinéma, de salle de spectacle et de salle de congrès, équipement qui manquait, jusqu'à présent, à la commune.
À l'occasion du festival « Villard-de-Lans vit l'art de rire » de 2013, ce nouvel espace, toujours dénommé « Le Rex » a été inauguré le 28 octobre 2013, en présence de l'acteur et humoriste Serge Papagalli qui profita de l'occasion pour présenter son nouveau spectacle. Depuis cette « première », les salles de l'espace du Rex sont, chaque année, régulièrement utilisées pour les principales représentations de ce qui est ensuite dénommer le « Festival d'humour et de création de Villard-de-Lans », puis « Les Arts s’en mêlent », tout en continuant à proposer une programmation s'étalant de l’automne au printemps.

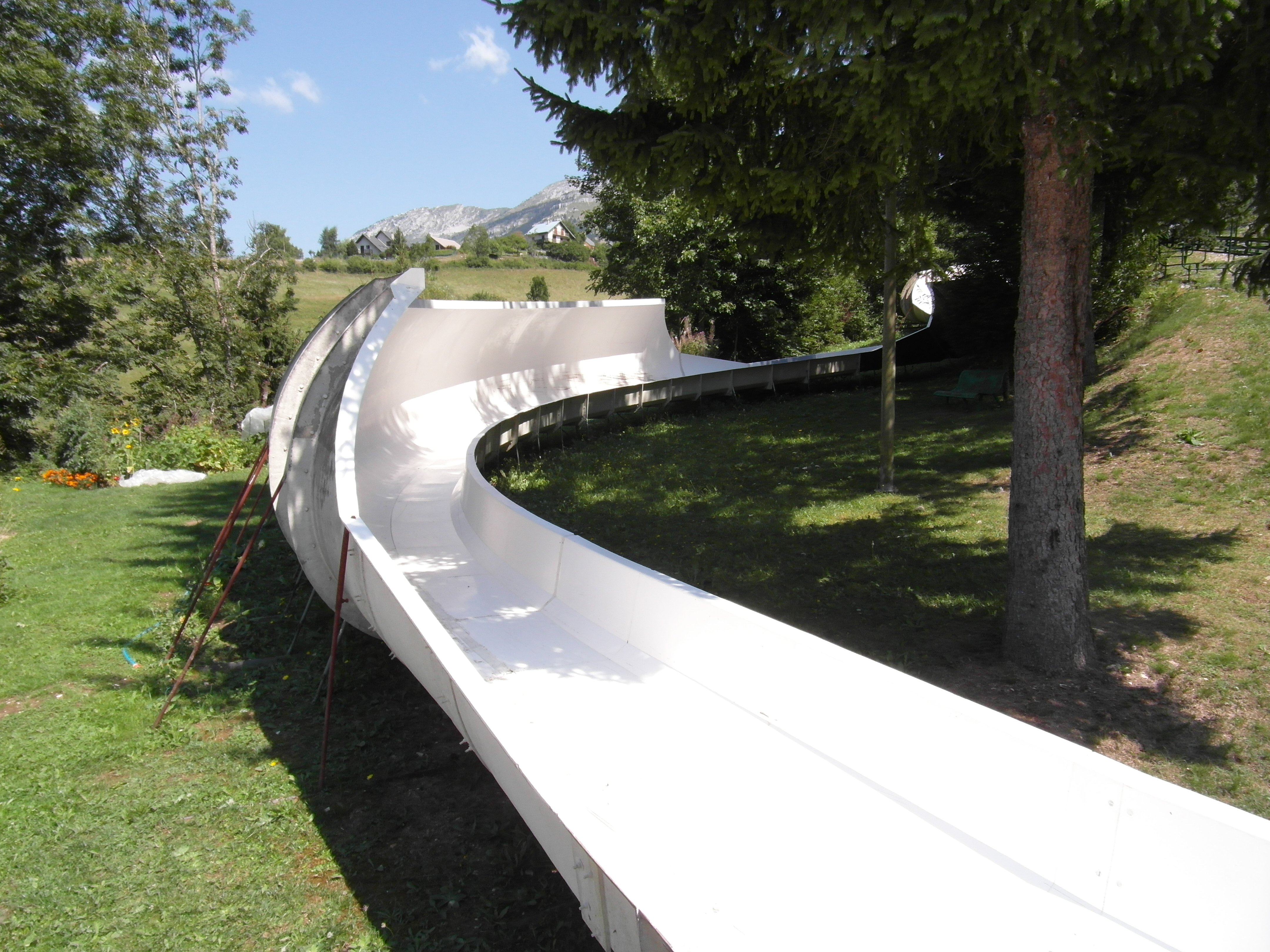
Piste de luge au ludi parc de Villard-de-Lans.

Le site privé dit du « Ludi-parc » est un espace de gestion privée (entrée payante), inauguré en juin 2013. Cet espace est ouvert au public du mois d'avril au mois d'octobre et se situe au sud-est du territoire communal, à l'entrée du lieu-dit La Balmette. Cette structure récréative comprend :
- un terrain de mini golf, pour les petits et les grands ;
- un stand d'initiation et de perfectionnement au tir à l'arc ;
- une piste de luge en résine de synthèse fibrée et moulée (située sur l'ancienne piste olympique) ;
- un parcours acrobatique en forêt (dont une partie prévue pour les enfants) ;
- un terrain de 4000 M² en sous bois consacré aux activités de paintball ;
- une aire de trampoline à élastique dit "trampo-bungee"[227].

##### Les centres d'équitation
Situé sur un plateau en moyenne altitude et dans un environnement montagneux et boisé, propice à la promenade équestre, le territoire communal et son environnement immédiat abrite des centres équestres agréés proposant des activités ludiques et des randonnées pour tous les âges, notamment avec des poneys et des chevaux.
- la ferme de la Renardière :

Cette autre structure se situe également sur le territoire de Villard-de-Lans, au-dessus du bourg, dans un endroit bucolique au cœur du « hameau des Clots », au débouché du vallon de la Fauge, au pied des Arêtes de Gerbier, non loin de la station du « Balcon de Villard ».
Ce centre propose des randonnées et des stages d'équitation avec des chevaux de race locale dans une ancienne ferme typique du plateau. Ce Centre est ouvert uniquement durant la période estivale,.
- le haras du Vercors :

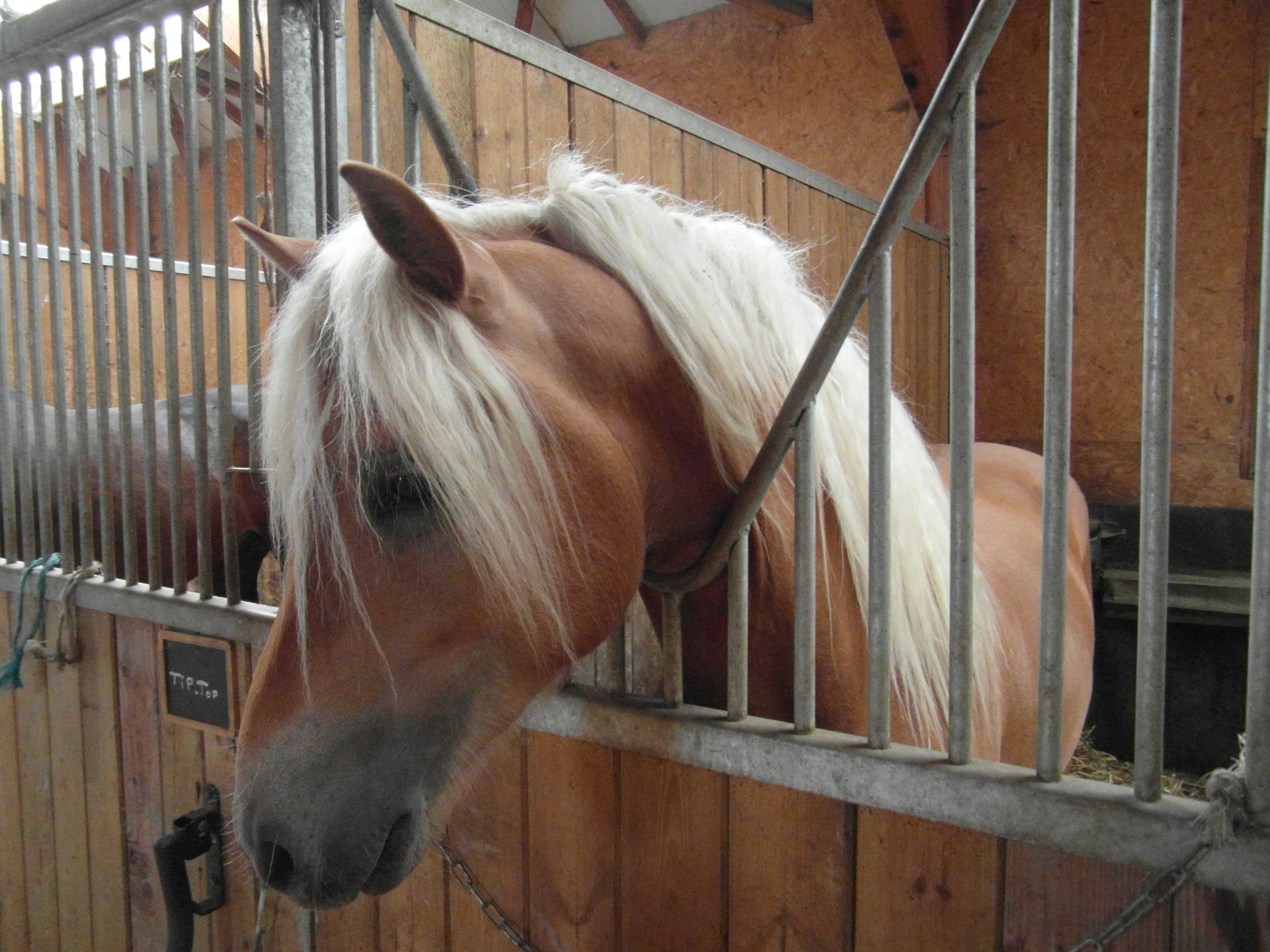
Jument de race Haflinger dans son box au haras du Vercors.

Cette structure d'architecture moderne, ouverte en toutes saisons, est un centre équestre privé situé en pleine campagne, à l'entrée du territoire de Villard-de-Lans, sur l'ancienne route de Lans à Villard, près du « hameau des Girards », au pied du col de l'arc.
Ce centre d'équitation propose un ensemble de disciplines et d'activités équestres avec des chevaux et des poneys : des cours pour tous les âges et tous les niveaux pouvant inclure promenades et randonnées sur le plateau. Durant les périodes scolaires d'hiver, des promenades à poney dans la neige sont également à la disposition des enfants.
- les écuries de Corrençon :

Un autre centre d'équitation, avec principalement des chevaux de race locale, est situé à proximité, dans le village voisin de Corrençon-en-Vercors, au « Clos de la balme », face au domaine skiable qui est lié à celui de Villard-de-Lans.

##### Les sentiers de grande randonnée

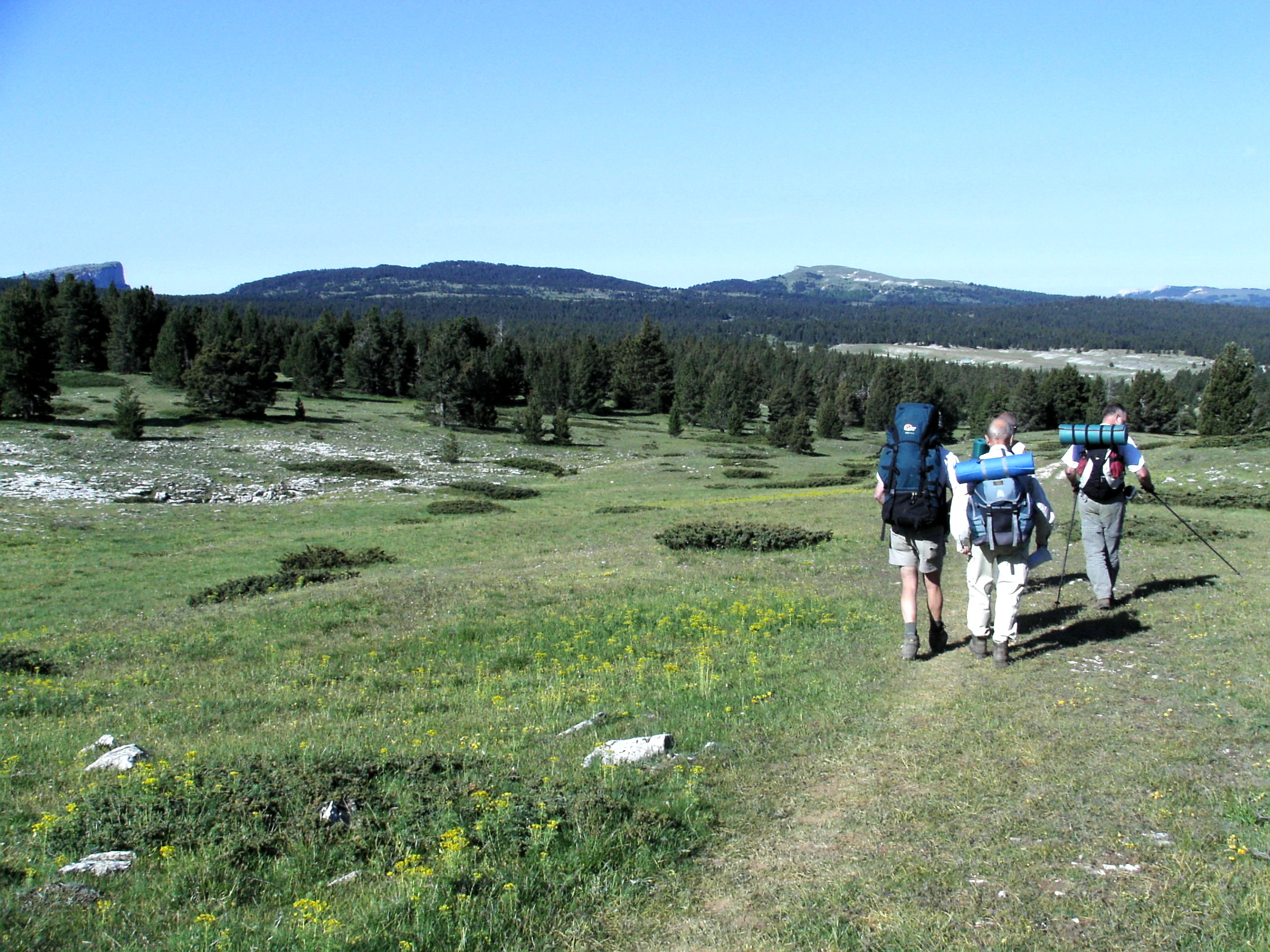
Les G.T.V permettent d'organiser une découverte des Hauts Plateaux du Vercors.

Le territoire communal est traversé par le sentier de grande randonnée 9, par le sentier de grande randonnée 91, et par le sentier de grande randonnée de pays : « Tour des Quatre Montagnes ».
- Les Grandes Traversées du Vercors

L'association des « Grandes traversées du Vercors » (G.T.V), dont le siège est situé à la maison du Parc naturel régional du Vercors, regroupe de nombreux professionnels (plus de 150) gérant l'accueil des visiteurs et des randonneurs sur des itinéraires de randonnée uniquement situés dans le périmètre du Parc naturel régional du Vercors. Ces randonnées peuvent être effectuées en toutes saisons et notamment en hiver (randonnée en raquettes et en ski en de fond) ou en été (âne bâté ou à cheval).

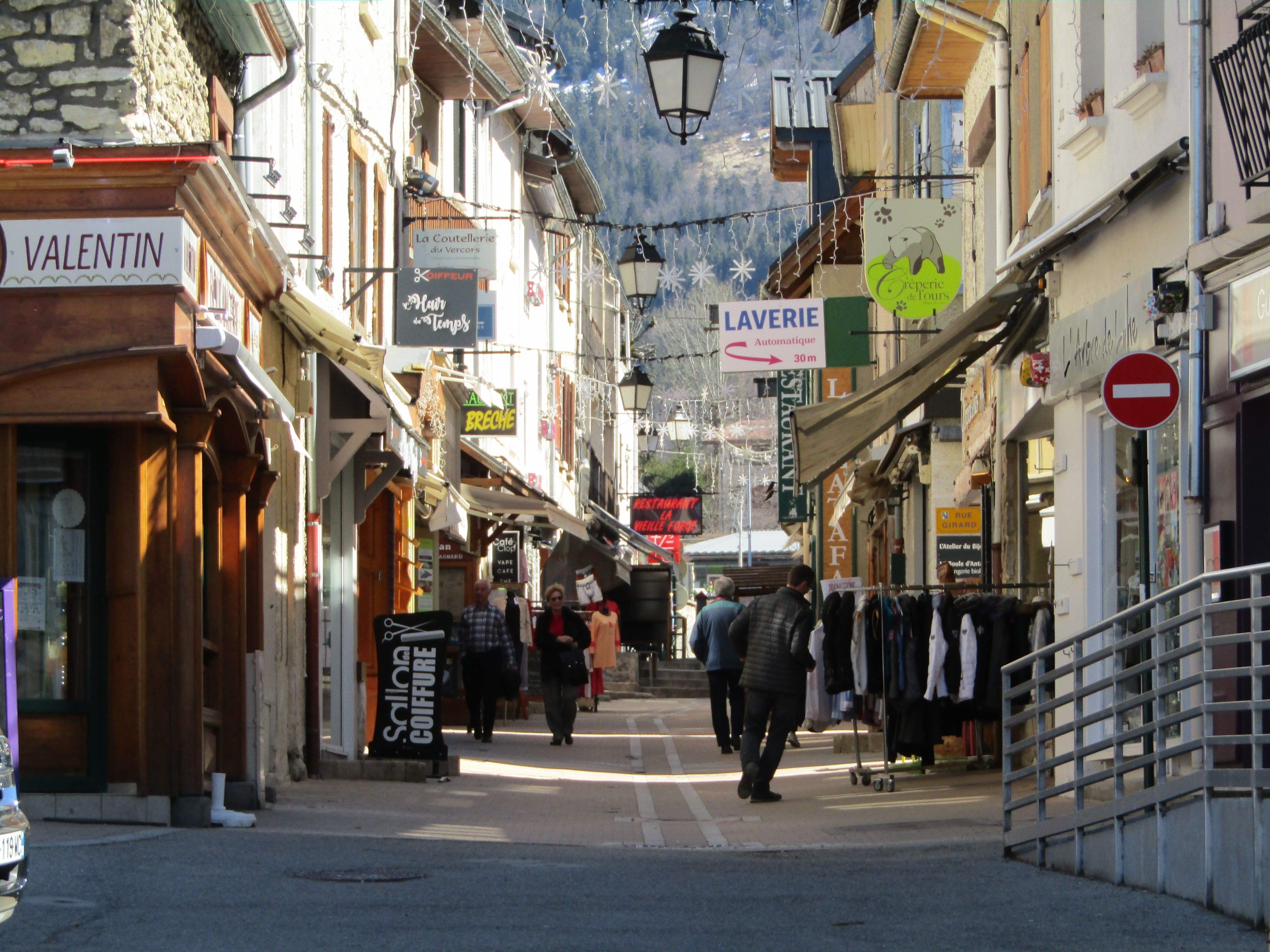
Entrée de la rue commerçante du centre-ville en mars 2019

- Les trails

Une autre approche de la randonnée, dénommée « le Trail », est une forme de la course à pied tournée vers la nature, qui consiste à courir sur les sentiers et chemins, loin des routes, sans souci de performance et de parcours artificiels. Un parcours sportif dénommé "Ultra trail" est organisé chaque année.

##### Les randonnées cyclistes
Au-delà de la « Via Vercors » déjà citée dans le chapitre consacré aux voies de communications, différents villages et hameaux du plateau sont équipés pour accueillir les cyclotouristes grâce à des associations cyclistes. Ceux-ci peuvent également, seuls ou en groupe, découvrir le massif du Vercors par des itinéraires adaptés à leurs différents niveaux..

#### Les capacités d'hébergement
au niveau des structures hôtelières et de l'hébergement des touristes, le territoire de la commune présente, dans ces secteurs, de nombreux équipements d'hébergement :

##### L'hébergement résidentiel (Hôtels, gîtes et meublés)
De nombreux Hôtels, dont cinq en catégorie « 3 étoiles ») et un en catégorie « 4 étoiles », des résidences hôtelières, des centres de vacances scolaires (classes vertes), des gîtes ruraux et des chambres d'hôtes ainsi que des appartements en location saisonnière, été comme hiver (la commune compte 20 000 lits touristiques).
- Capacité hôtelière au 1er janvier 2017

Le tableau ci-dessous présente le nombre et la capacité des hôtels au 1er janvier 2017 (source INSEE en partenariat avec la DGE et les partenaires territoriaux en géographie au 01/01/2016).
| Classement | Nombre d'hôtels | Nombre de chambres |
| ---------- | --------------- | ------------------ |
| Non classé | 1               | 8                  |
| 1 étoile   | 1               | 8                  |
| 2 étoiles  | 5               | 66                 |
| 3 étoiles  | 5               | 142                |
| 4 étoiles  | 1               | 6                  |
| 5 étoiles  | 0               | 0                  |
| Ensemble   | 13              | 230                |

##### L'hébergement de plein air
Un terrain de camping « 3 étoiles » est situé en contrebas du bourg, sur la route de Grenoble. Cet unique terrain de camping classique de Villard-de-Lans, de gestion privée, est traversé par un affluent du ruisseau de Font-Noire. Il accueille également les cavaliers et leurs montures.
- Capacité des campings au 1er janvier 2017

Le tableau ci-dessous présente le nombre et la capacité des campings au 1er janvier 2017 (source INSEE en partenariat avec la DGE et les partenaires territoriaux en géographie au 01/01/2016 ).
| Classement | Nombre de campings | Nombre d'emplacements |
| ---------- | ------------------ | --------------------- |
| Non classé | 0                  | 0                     |
| 1 étoile   | 0                  | 0                     |
| 2 étoiles  | 0                  | 0                     |
| 3 étoiles  | 1                  | 189                   |
| 4 étoiles  | 0                  | 0                     |
| 5 étoiles  | 0                  | 0                     |
| Ensemble   | 1                  | 189                   |

Un terrain dénommé « camping à la ferme », situé à l'entrée du village, près du hameau des Geymonds, est géré par un agriculteur dans une ferme locale. Celui-ci est ouvert uniquement durant la saison estivale.
Un terrain, dénommé « aire d'accueil », situé près de la colline des bains, est réservé à l'accueil et au stationnement des camping cars.

### Le secteur commercial et artisanal

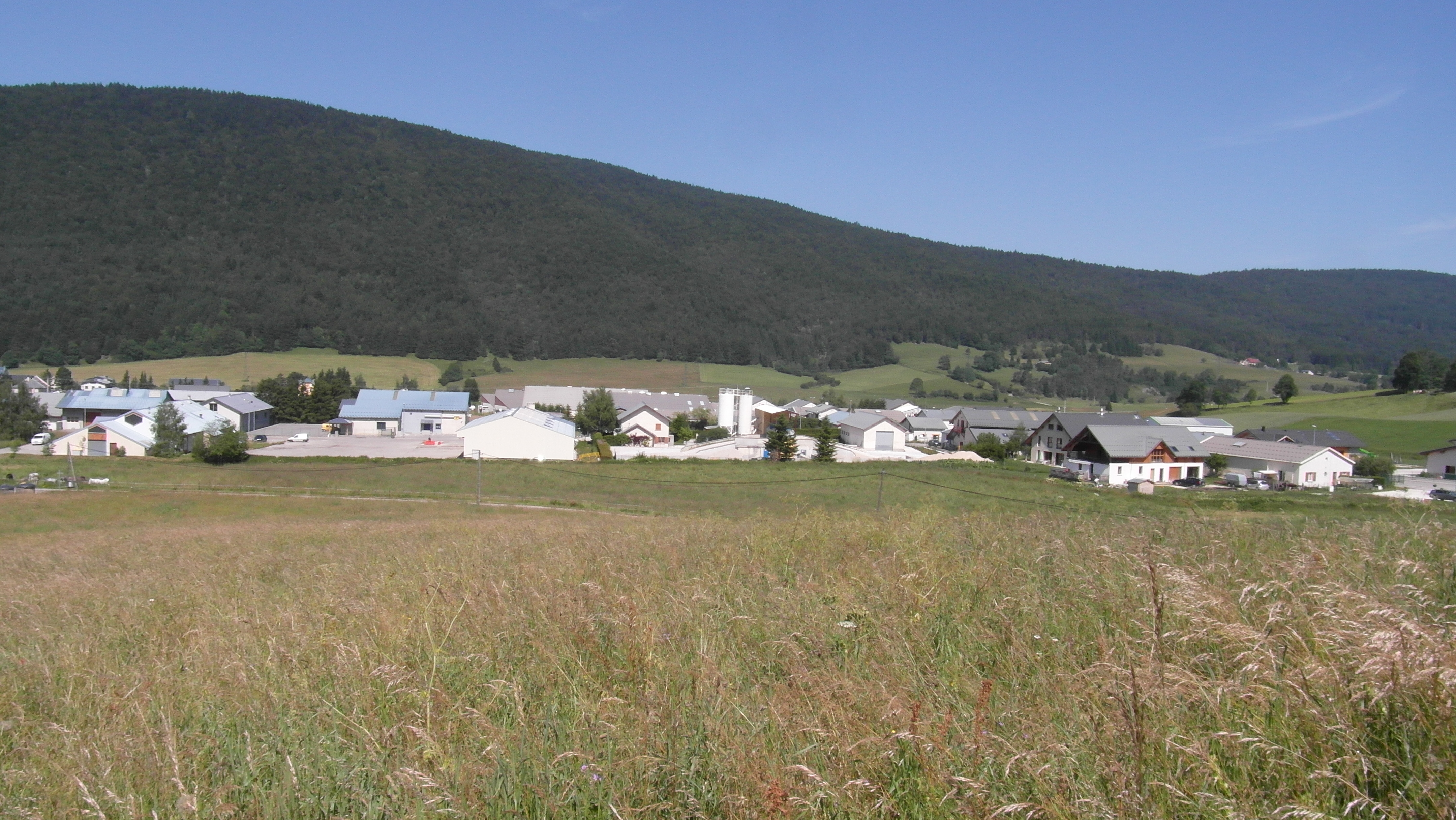
Zone industrielle les Geymonds

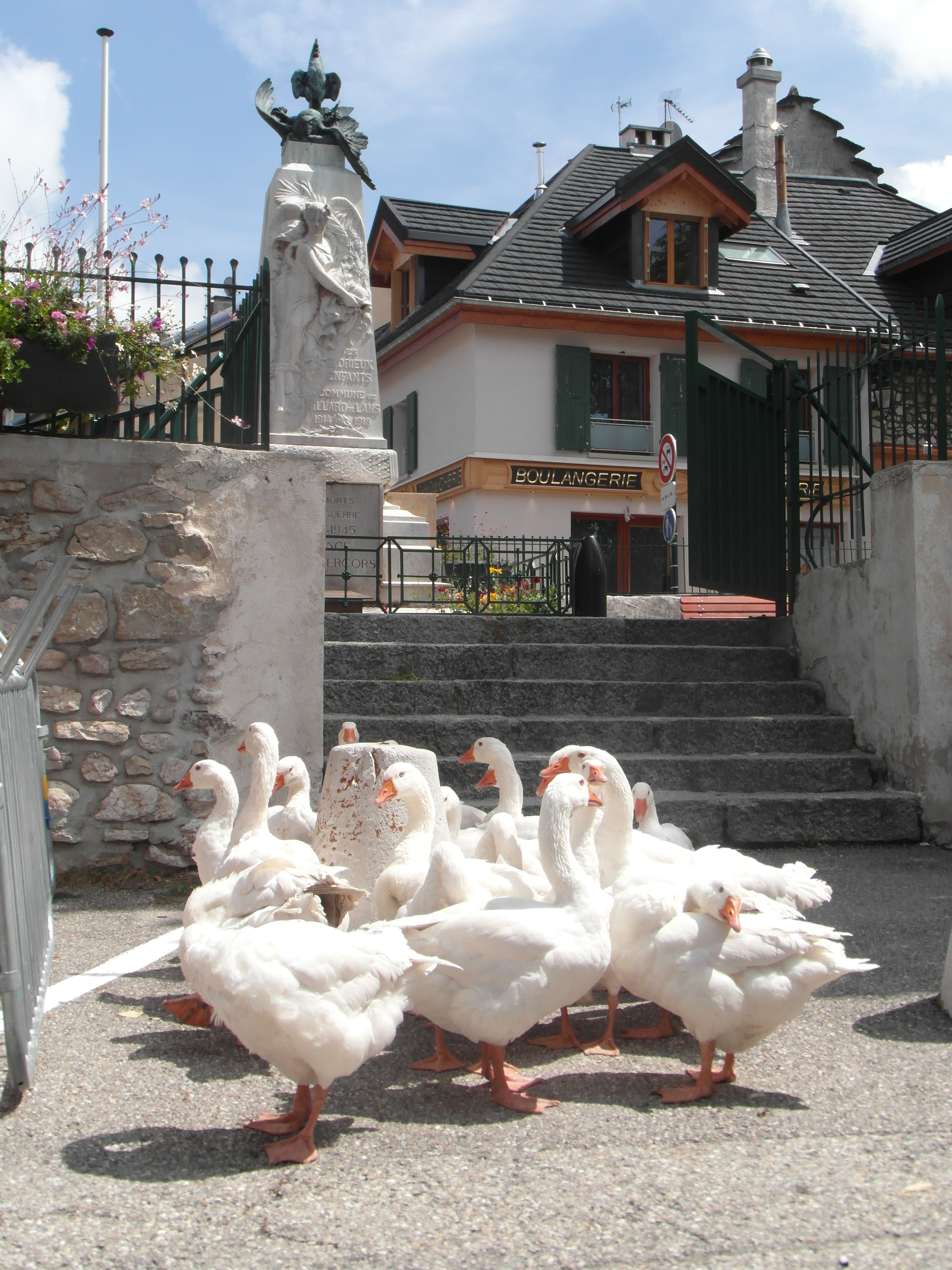
Troupeau d'oies exposées lors du marché de Villard de Lans

Les secteurs commerciaux de la commune se répartissent en trois secteurs géographiques :
- Un espace piétonnier, situé essentiellement sur la rue de la République, la rue des pionniers, la place de la Libération et quelques petites rues adjacentes (épisodiquement pour la rue Jean Moulin) présentent de nombreuses enseignes commerciales de vêtements, de nombreux restaurants, brasseries, et crêperies, des boulangeries-pâtisseries, des traiteurs, des supérettes, un bureau de tabac-presse, deux pharmacies et les agences des principales sociétés bancaires. En été, et durant la période de vacances scolaires, des animations sont souvent proposées par la mairie et l'association locale des commerçants. Près de la zone piétonne, un marché local est organisé de façon périodique (place de la Libération et sur la place Mure-Ravaud qui sert également de parking près de l'office de tourisme). Les commerçants dressent leurs étals les mercredis et dimanches matin. De nombreux produits du terroir montagnard y sont proposés, tels que du miel, des fromages, du lait de vache et de jument et de la viande AOC, ainsi que divers gibiers et volailles. Le stationnement des véhicules s'effectue alors sur les parkings situés le long du chemin de la Croix-Margot, entre la maison de retraite et la maison de la communauté de communes.
- Une zone artisanale et commerciale située au hameau des Geymonds, à l'ouest au premier rond-point à l'entrée du village, au nord du territoire communal et à proximité du territoire de Lans-en-Vercors. Cette zone comprend un supermarché généraliste d'une chaîne de la grande distribution essentiellement consacrée aux produits alimentaires, une station service automatique délivrant du carburant, une grande surface de bricolage proposant des articles de jardinage et d'outillage divers mais aussi plusieurs services commerciaux et artisanaux divers et petites et moyennes surfaces proposant du mobilier, de l'électro-ménager, des articles de sport, des vêtements, des produits agricoles.
- Une petite zone commerciale, abritée sous le principal immeuble, a été aménagée au sein de la station de ski du balcon de Villard. Celle-ci comprend essentiellement des petites surfaces commerciales ainsi que des restaurants généralement ouverts durant la période des sports d'hiver et la saison estivale, voire quelques week-ends par an.

### Le secteur agricole et pastoral

#### Le secteur agricole, présentation
Les surfaces agricoles sont principalement vouées à l'élevage laitier. En 2013, pour vivre, quinze agriculteurs exploitent autant de terres que soixante agriculteurs des années 1970. Sur son site, la mairie a émis la constatation que la taille des fermes a été multipliée par trois ces dix dernières années.

#### La production locale

##### La «vache Villard-de-Lans»

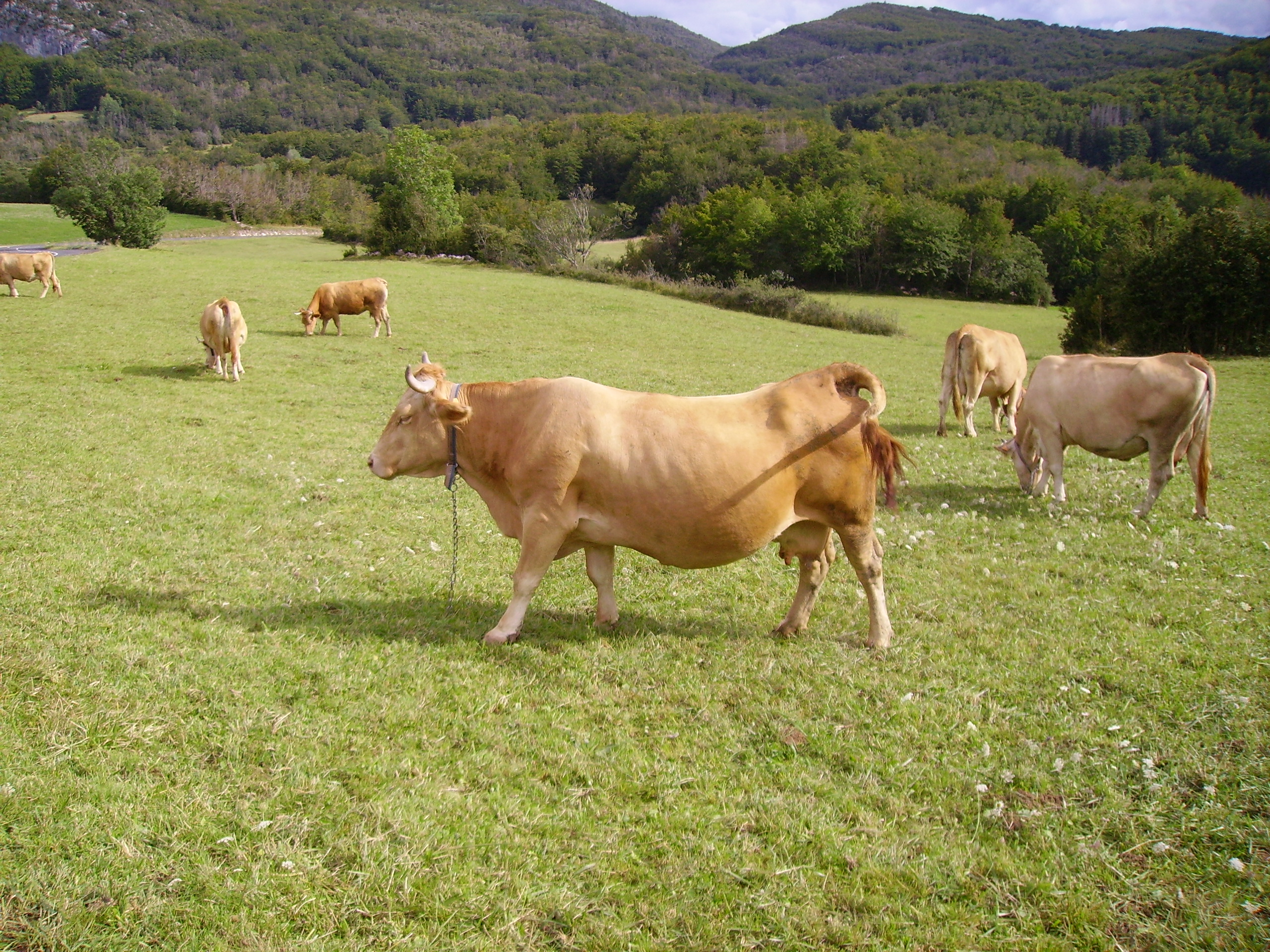
Troupeau de villardes dans un pré du Vercors

La commune et ses voisines sont reconnues pour leur agriculture de qualité. Une race bovine, aujourd'hui spécialisée dans la production laitière, porte son nom. Il s'agit de la race Villard-de-Lans ou simplement « Villarde ». Les veaux de lait Villard-de-Lans sont réputés pour leur qualité gustative. Au XIXe siècle, l'élevage bovin était déjà bien présent dans le Vercors, plus particulièrement au nord du massif, sur le territoire de l'ancien canton de Villard-de-Lans.
En ce début de XXIe siècle, un noyau de quelques éleveurs a préservé cette race et sa relance est envisagée à travers la filière de production fromagère bleu du Vercors-Sassenage. L'appellation d'origine de ce fromage est préservée via une AOC et son cahier des charges. Cette race de vache est dorénavant enregistrée dans la liste des races aptes à sa production. Passées les années 1980 où l’effectif tournait autour de la centaine, il a atteint en 2004 près de 800 animaux, dont 202 vaches et 80 taureaux inscrits. 80 % des femelles reproduisent en race pure.

##### Le «cheval du Vercors» ou «Barraquand»

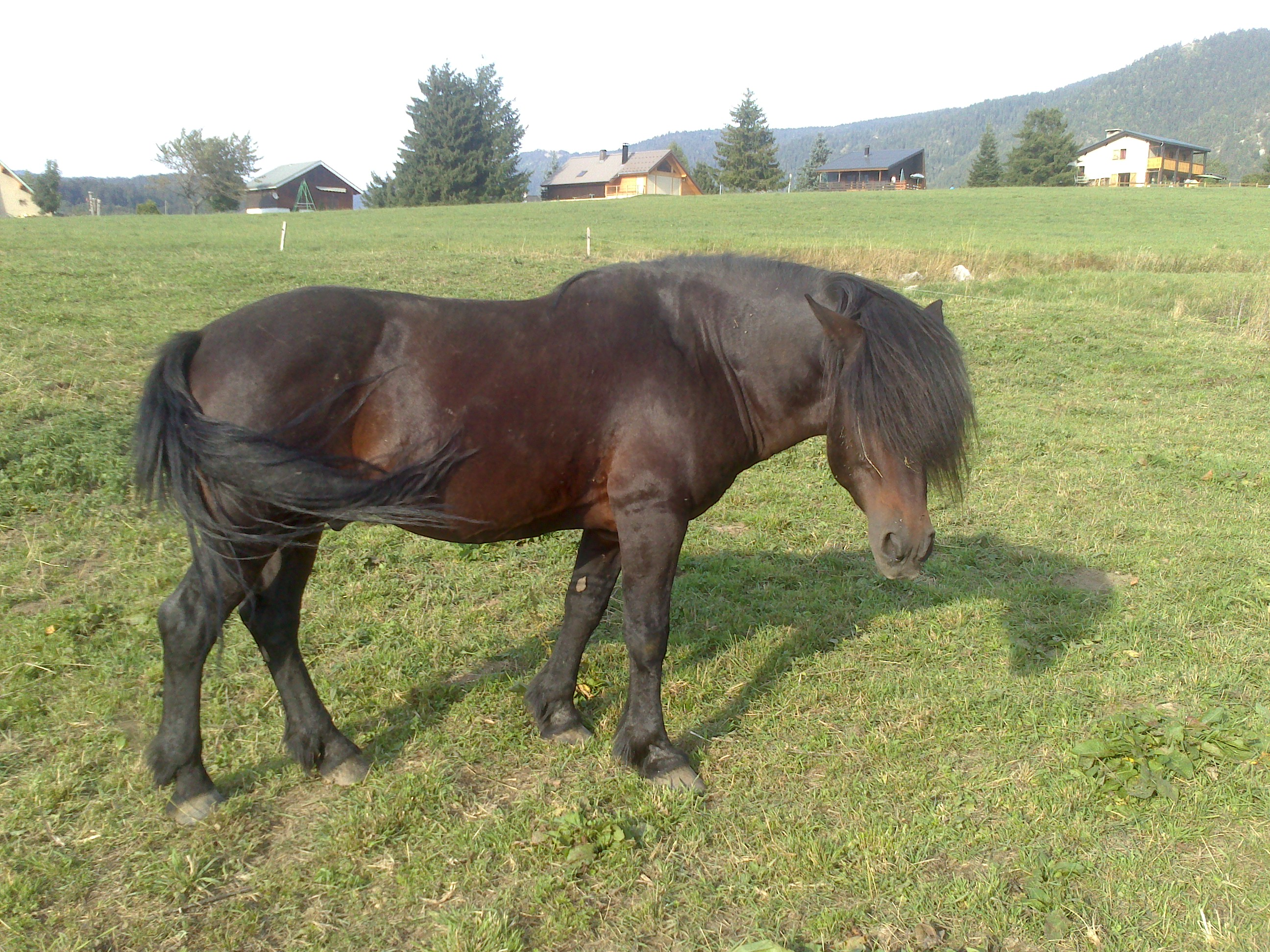
Cheval Barraquand à Autrans

Issue d'une très ancienne sélection effectuée dans le Vercors, ce cheval rustique de robe baie et de taille assez modeste a été historiquement utilisé pour les travaux agricoles des paysans locaux, puis pour les activités d'équitation. Longtemps considérée comme perdue, cette race est actuellement en cours de reconstitution grâce à une poignée d'éleveurs motivés et soutenus par le Parc naturel régional du Vercors et l'Association pour la Promotion des Agriculteurs du Parc Naturel Régional du Vercors (APAP).
Le nom de « Barraquand » est issu de la famille locale qui développa l'élevage de ce cheval de la fin du XIXe siècle jusqu'aux années 1950 grâce à la pratique de la transhumance. Aussi, les noms « cheval du Vercors » et « Cheval (de) Barraquand » peuvent être employés de façon interchangeable..

##### La «poule grise du Vercors»
Elle est issue d’un croisement, au début du XXe siècle, entre les poules noires élevées dans les fermes du Vercors et des poules introduites par les immigrés italiens issus de la région de Vénétie et venus dans le Vercors pour exploiter le bois.
Ces travailleurs saisonniers se déplaçaient avec leurs propres volailles. Le plumage gris moucheté de cette race, dénommée « cuccola » en italien, a intéressé les fermiers de Villard-de-Lans et du Vercors qui introduisirent, dès lors, cette race dans leurs poulaillers et le croisement avec les poules locales a donné une population de volailles aux caractéristiques homogènes. C'est ainsi que cette nouvelle race est apparue et fut dès lors dénommée la « Grise du Vercors ». L'espèce se reconnait selon la description suivante :
- Le mâle (coq) : sa robe est couleur coucou clair avec des oreillons blancs, de grandes faucilles à la queue, des pattes rosées, son poids atteint ou dépasse 3 kg ;
- La femelle (poule) : elle possède les mêmes caractéristiques avec une couleur plus foncée et produit des œufs à coquille blanche ou rosée, son poids variant de 2 kg à 3 kg.

##### Le «bleu du Vercors-Sassenage»
Villard-de-Lans, commune du Parc naturel régional du Vercors, appartient à la zone de l'AOC Bleu du Vercors-Sassenage et une boisson, dite bière du Vercors, certifiée issue de l'agriculture biologique (de fermentation haute, non filtrée, non pasteurisée), est élaborée à Villard-de-Lans depuis le printemps 2009.

##### La coopérative laitière
Villard-de-Lans accueille sur son territoire une laiterie attachée à une coopérative agricole située à l'entrée du hameau de Fénat, sur la route de Choranche. En octobre 2003, après le retrait du groupe industriel Lactalis qui en était jusque-là propriétaire, 68 agriculteurs locaux, producteurs laitiers, s'associent pour en prendre la gestion directe. Le lait cru est transformé pour fabriquer une grande gamme de fromages, dont certains ont leur appellation d'origine préservée via le système AOC (voir le chapitre « patrimoine gastronomique ») et proviennent de la traite de vaches toutes issues de troupeaux qui paissent dans les herbages du pays.

#### L'activité pastorale
L'activité pastorale représente environ 12 % de la surface du canton de Villard-de-Lans, notamment dans le secteur le plus montagneux de la commune comme le vallon de la Fauge et les hauts plateaux du Vercors.
La communauté de communes du massif du Vercors, dont fait partie la commune de Villard-de-Lans, a mis en place un Plan Pastoral Territorial qui s’étend sur une période allant de 2009 à 2014. Ce plan quinquennal a défini des axes de développement pour les espaces pastoraux, parmi lesquels l'établissement d’une « économie alpestre et de l’environnement ». Ce plan a pour but de valoriser des ressources locales afin de créer des activités respectueuses des milieux liés à l'activité pastorale.
D'autres informations sur ce secteur sont données dans le chapitre « Patrimoine culturel et tradition orales », au niveau du sous-chapitre « transhumance ».

### Les autres secteurs économiques

#### Le secteur associatif
Selon le site de la mairie, le territoire abrite plus de soixante associations enregistrées à la préfecture de l'Isère, principalement dans les domaines sportifs et culturels, mais aussi dans des domaines tels que les cultes, les loisirs, l'activité commerciale et la défense de l'environnement local, dont le très original syndicat d'alpage dit de « La Moucherolle ».

#### Le télétravail
Un bâtiment de 500 m2, situé non loin de la maison de la communauté de communes du massif du Vercors et dépendant de celle-ci, abrite un centre de télétravail dit « Télespace Vercors » ; celui-ci accueille de nombreux salariés du tertiaire demeurant essentiellement sur le territoire intercommunal et comprend 13 bureaux, une salle de réunion multimédia et un espace détente.
Les entreprises présentes à ce service de télétravail réunissent diverses compétences dont la téléphonie avancée (ou téléphonie par internet), le télémarketing, les systèmes et réseaux informatiques, la gestion d'applications de type Internet, Intranet, et Extranet et les services de conseil, de recherche et de développement. La mise à disposition d'un bureau donne accès aux services et équipements partagés et aux prestations à la carte.

## Culture locale et patrimoine

### Patrimoine architectural local

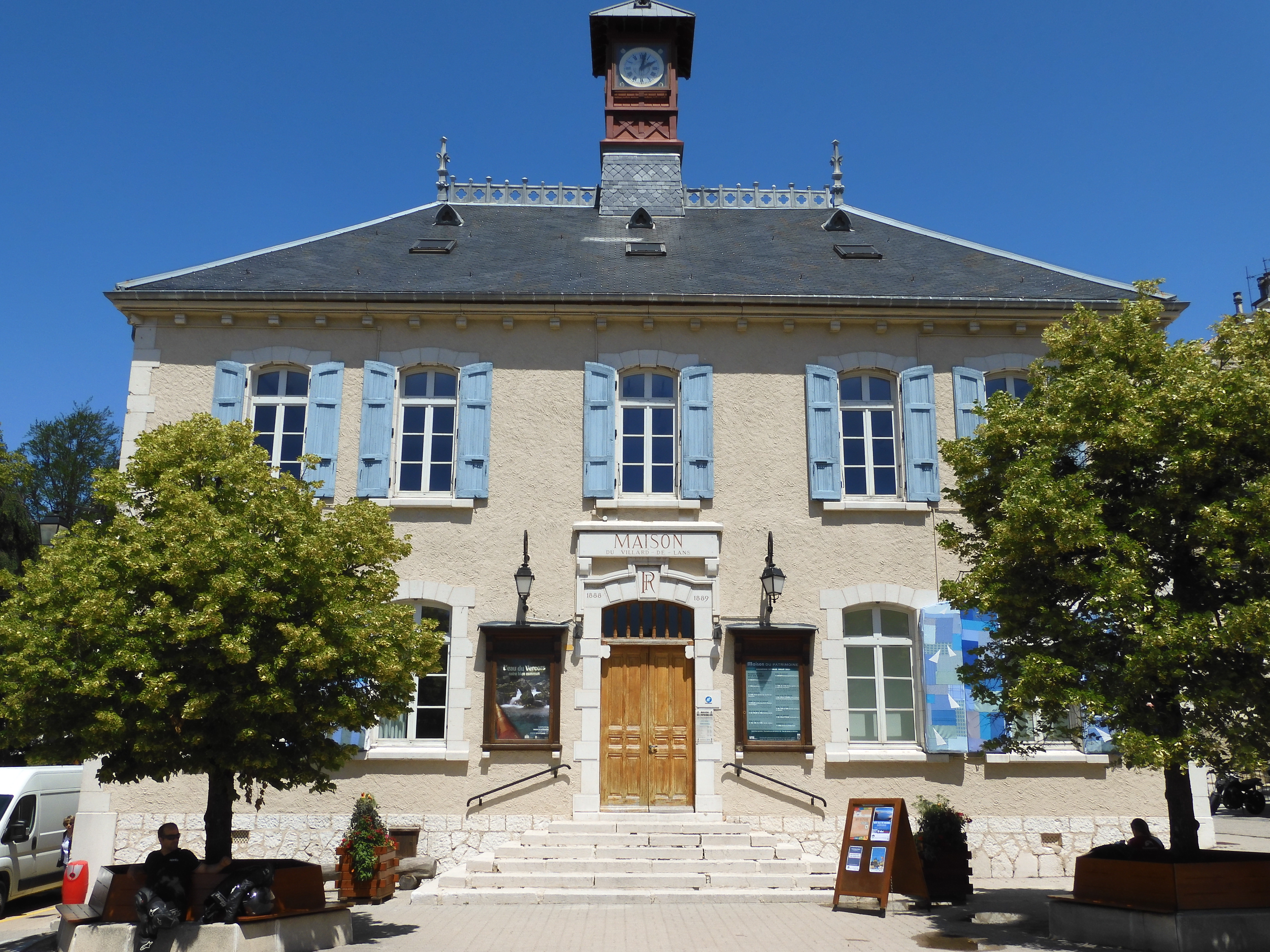
L' ancienne maison communale, devenue « Maison du patrimoine » sur la place de la Libération en juillet 2021

Petit village, niché au sud d'une petite dépression dénommée « Val de Lans » et situé au cœur du Parc naturel régional du Vercors, la commune de Villard-de-Lans et son ancien canton semblent, à priori, assez dépourvus de grands bâtiments ou ouvrages architecturaux ou historiques comme peuvent l'être, par exemple certaines communes du Parc naturel régional de Chartreuse, l'espace montagnard naturel le plus proche. Cependant, le bourg de Villard, encore relativement préservé de l'urbanisation intensive, propose aux visiteurs un aspect de cité perchée sur un promontoire calcaire se positionnant idéalement au débouché des gorges de la Bourne et se caractérisant également par un ensemble architectural intéressant avec d'anciennes maisons et constructions typiques de ce secteur du Vercors et se serrant dans quelques ruelles, cet ensemble étant dominé par le clocher de son église visible de toutes les parties de la petite cité. Une place centrale accueille depuis le Moyen Âge un vieux marché où sont proposées des productions locales et, trônant en son centre, son ancienne maison communale, reconvertie en musée local, qui en est le bâtiment le plus remarquable ; celui-ci, construit à la fin du XIXe siècle, abrite en son sein de belles pièces de nature archéologique et historique, vestiges de l'activité humaine de ce secteur du Vercors dénommé les « Quatre-Montagnes ».
La mode dite du climatisme apparue à Villard-de-Lans et son canton à compter des années 1920, qui dès lors se spécialise dans l’accueil des enfants à la santé fragile, ajoute une nouvelle touche particulière au patrimoine architectural de la commune avec ses pensions dénommées « aériums », se présentant sous la forme de bâtiments dont les grands vitrages et les grands balcons sont tournés le plus possible vers le Soleil, donc dans la direction du sud. L'activité héroïque des membres la Résistance française durant la Seconde Guerre mondiale et le déroulement d'une épreuve des Jeux olympiques d'hiver de 1968 ont permis l'aménagement de divers lieux en nouveaux sites historiques et l'installation de plusieurs monuments commémoratifs.

#### L'ancienne maison communale

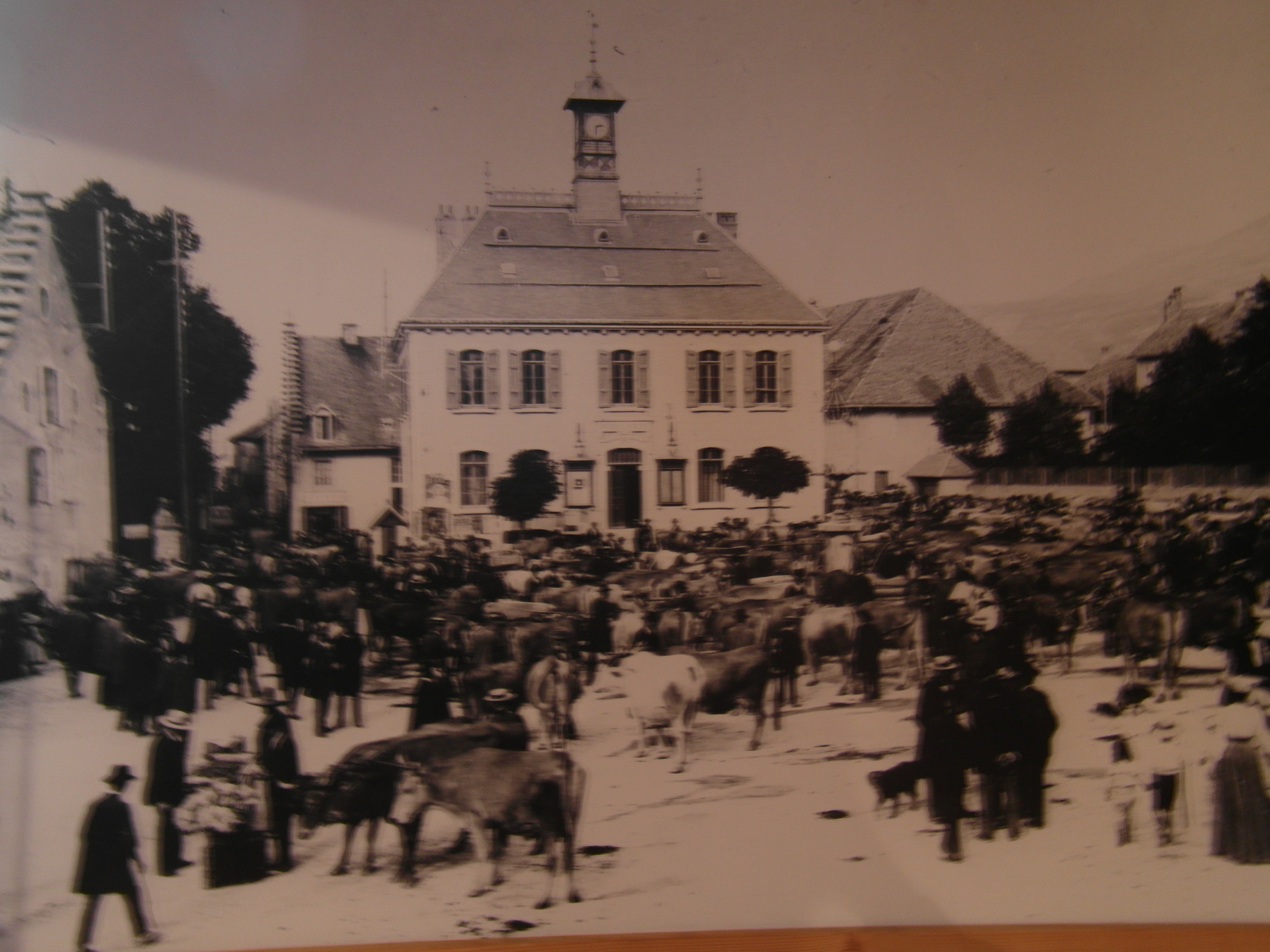
L'ancienne maison communale et son marché en 1900

Située place de la Libération, au centre du bourg, l'ancienne Mairie de Villard-de-Lans portait le nom de « Maison communale » comme il est indiqué au-dessus de son porche. Ce bâtiment, construit en 1888, servira de Mairie pendant presque un siècle, car en 1986, l'ensemble des services municipaux déménageront dans l'ancienne école municipale, elle-même transférée chemin de la Croix-Margot. L'aspect de la place de la libération a changé à la même époque : l'ancien parking des années 1950 et 1960 disparaît et une statue emblématique de l'ours de Villard-de-Lans fait alors son apparition. Ce bâtiment abrite, aujourd'hui, les collections du musée municipal, sous l'appellation de « Maison du patrimoine de Villard-de-Lans ».

#### Le siège de la communauté de communes
Le bâtiment servant de siège à la maison de la Communauté de communes du massif du Vercors présente une architecture résolument moderne dont une grande partie est constituée de pièces en bois naturel. Cet édifice public, qui accueille l'ensemble des réunions du conseil communautaire, est situé en plein cœur du territoire de la commune, non loin du groupe scolaire des Laiches, au début du chemin de la Croix-Margot, non loin de la principale rue piétonne du bourg central.

#### Les statues et les monuments commémoratifs

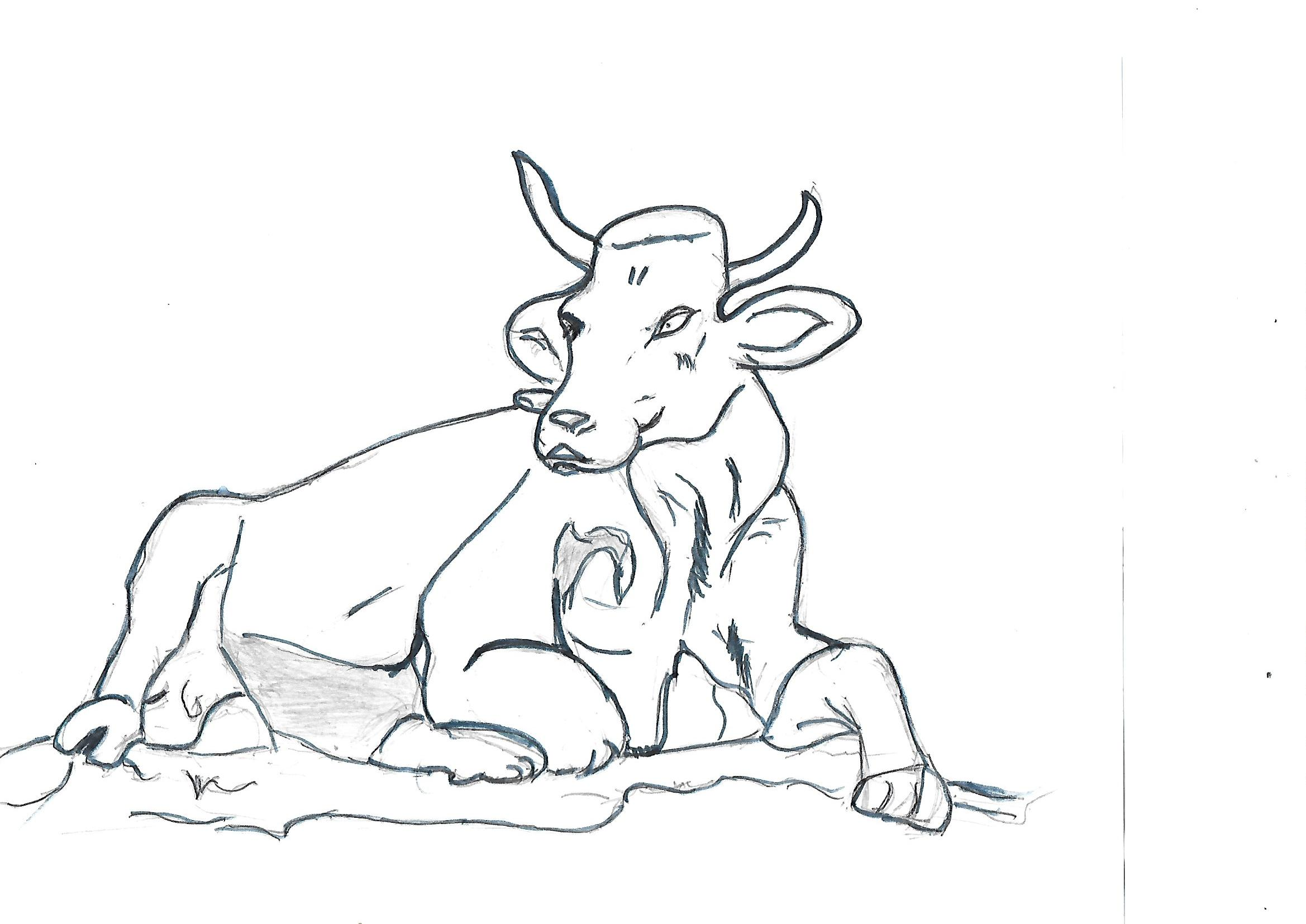
Dessin représentant Sysimbre, la vache villarde

- Les statues de la « vache villarde » et sa vachette

Située sur le rond-point de Bréduire à l'entrée de Villard-de-Lans, depuis la route de Choranche et des Gorges de la Bourne et celle de Corrençon-en-Vercors, la statue d'une vache dite de « race Villard-de-Lans », dénommée « Sisymbre », a été installée sur cette place le 3 août 2015 ainsi qu'une jeune vachette qui lui a été adjointe quelques jours plus tard. Cet ensemble artistique, qui rend hommage à une race de bovins originaire du plateau du Vercors, est l'ouvrage du sculpteur Serge Lombard, artiste local.
- La statue de « l'Ours »

Située sur la place de la Libération, faisant face à la maison du Patrimoine et non loin de l'entrée de la rue piétonne, la statue de « l'Ours », taillée dans du marbre rose de Turquie, avec sa fontaine en marbre de Carrare, est une œuvre de l'artiste plasticien grenoblois Pierre Filippi et constitue une véritable attraction locale. La place où elle est exposée est souvent surnommée « place de l'ours » par les résidents et les édiles locaux, car elle représente un véritable emblème pour le village et tout le Vercors. On peut retrouver d'ailleurs l'emblème de l'ours dans le blason de la commune, mais aussi dans le nom même de l'équipe locale de hockey sur glace, dénommée Les « Ours de Villard-de-Lans », club qui a remporté deux fois la Coupe de France en 1977 et en 2003. Cette statue, qui a été installée sur cet emplacement en 1987, est placée sur un socle mobile et peut donc être retirée de façon intermittente pour sa conservation (notamment en hiver, lors de période de grand froid) ou sa restauration. Un autre monument de même nature, mais de facture plus récente, connu localement sous le vocable de La « famille Ours » a été installé sur un promontoire au centre du rond point des Geymonds, à l'entrée du village, depuis la route départementale de Grenoble par Sassenage. D'autres statues de ce même plantigrade sont aussi visibles un peu partout dans tout le village, notamment dans la rue piétonne, devant une crêperie et dans le domaine (jardins) de l'hôtel du parc.
- Un lavoir dit « communal »,

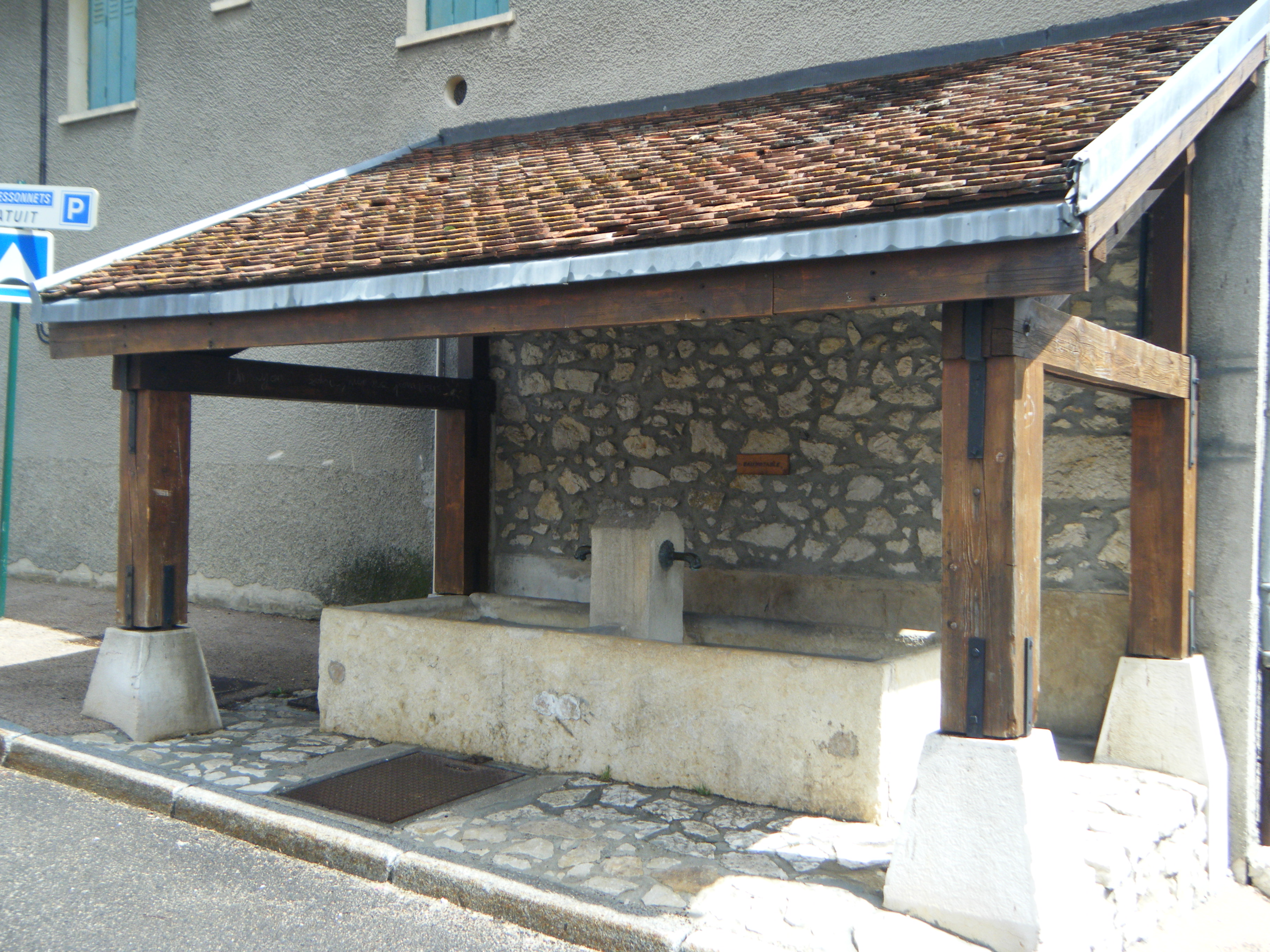
Le lavoir communal

Il s'agit d'un bassin en très bon état datant du XIXe siècle et encore en fonction, visible au centre du bourg, au débouché supérieur du secteur piétonnier, dans la rue Roux-Fouillet. Un autre lavoir plus ancien et datant du XVIIIe siècle est aussi visible au cœur du hameau de Ville-Vieille.

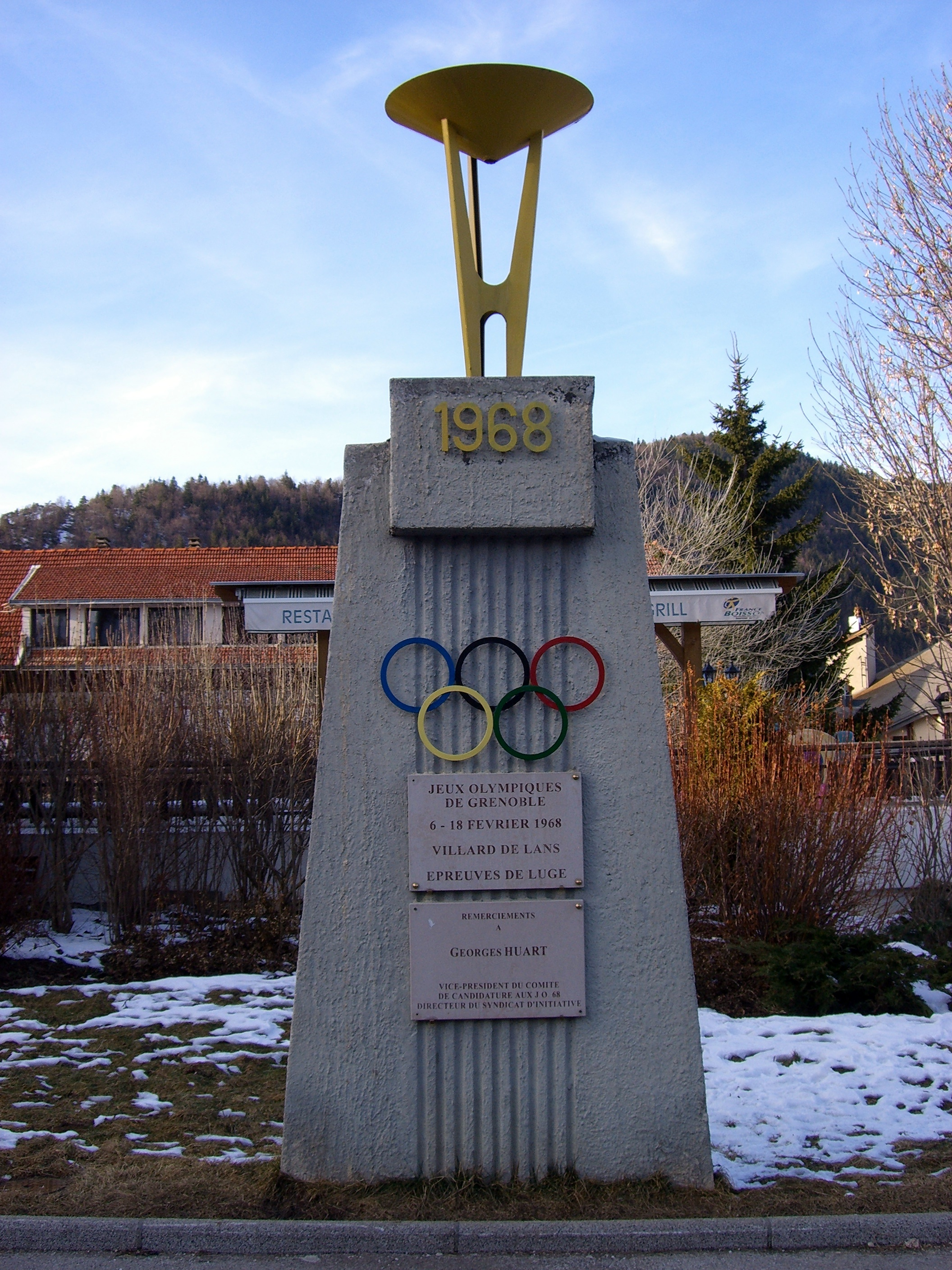
Monument des JO d'hiver de 1968.

- Le Monument des Jeux olympiques d'hiver de 1968.

Situé près de l'office du tourisme et face au parking, ce monument a été construit après les Jeux olympiques de Grenoble. La plaque apposée sur la façade évoque l'épreuve de luge que la commune a eu l'honneur d'organiser et les remerciements sont signés par Georges Huart, vice-président du Comité de Candidature de Grenoble aux Jeux olympiques et directeur du Syndicat d'Initiative de la commune. L'installation liée à cette même compétition, dite « ancienne piste de luge olympique », initialement construite en béton et qui a été réaménagée au sein d'une aire de jeu dénommée Ludi-Parc, est située à la sortie sud du village, route de Corrençon (voir au chapitre Loisirs).

Photos prises en 2013 et 2017
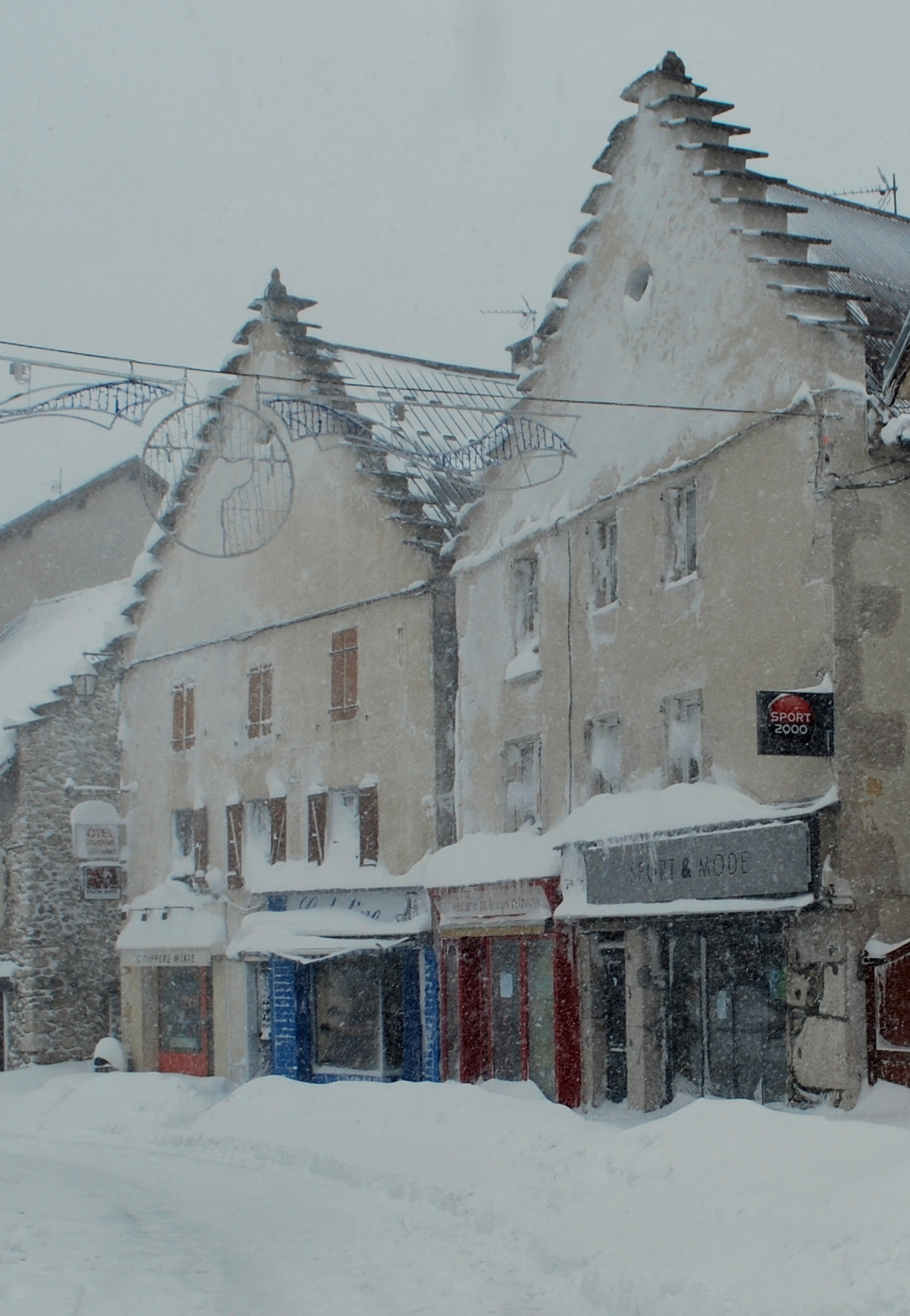
Vieilles maisons
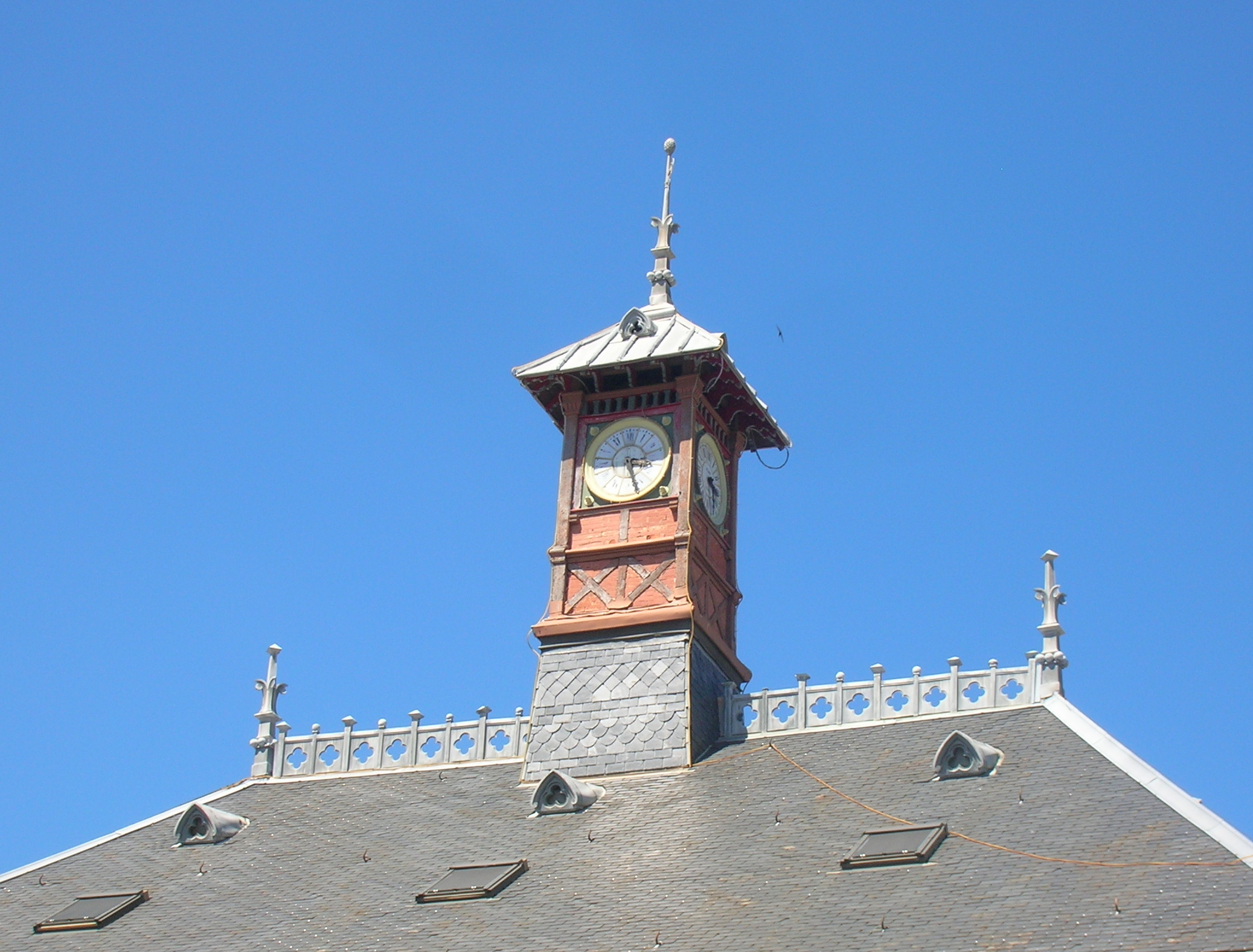
Le beffroi de la Maison du Patrimoine
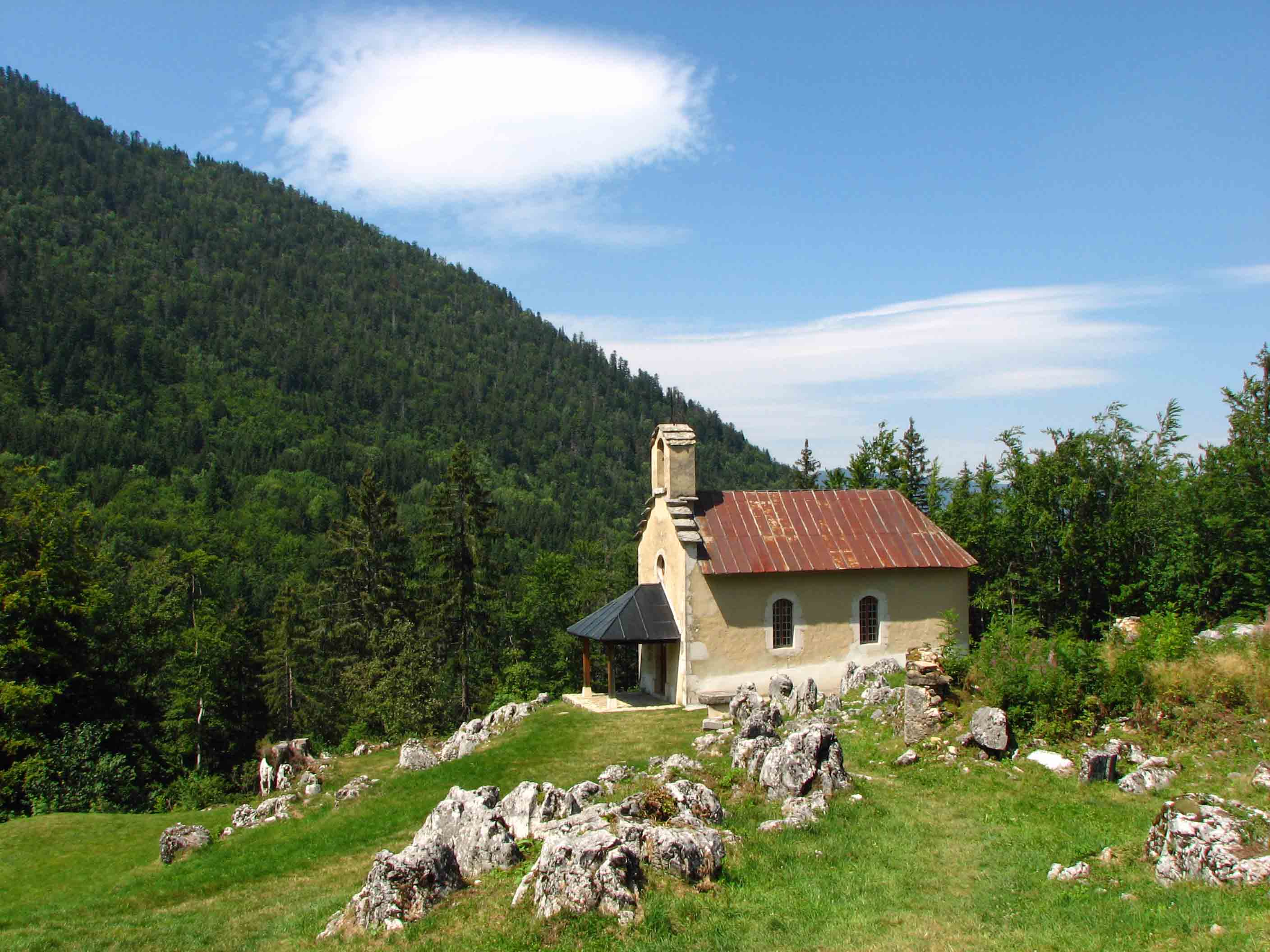
La chapelle de Valchevrière
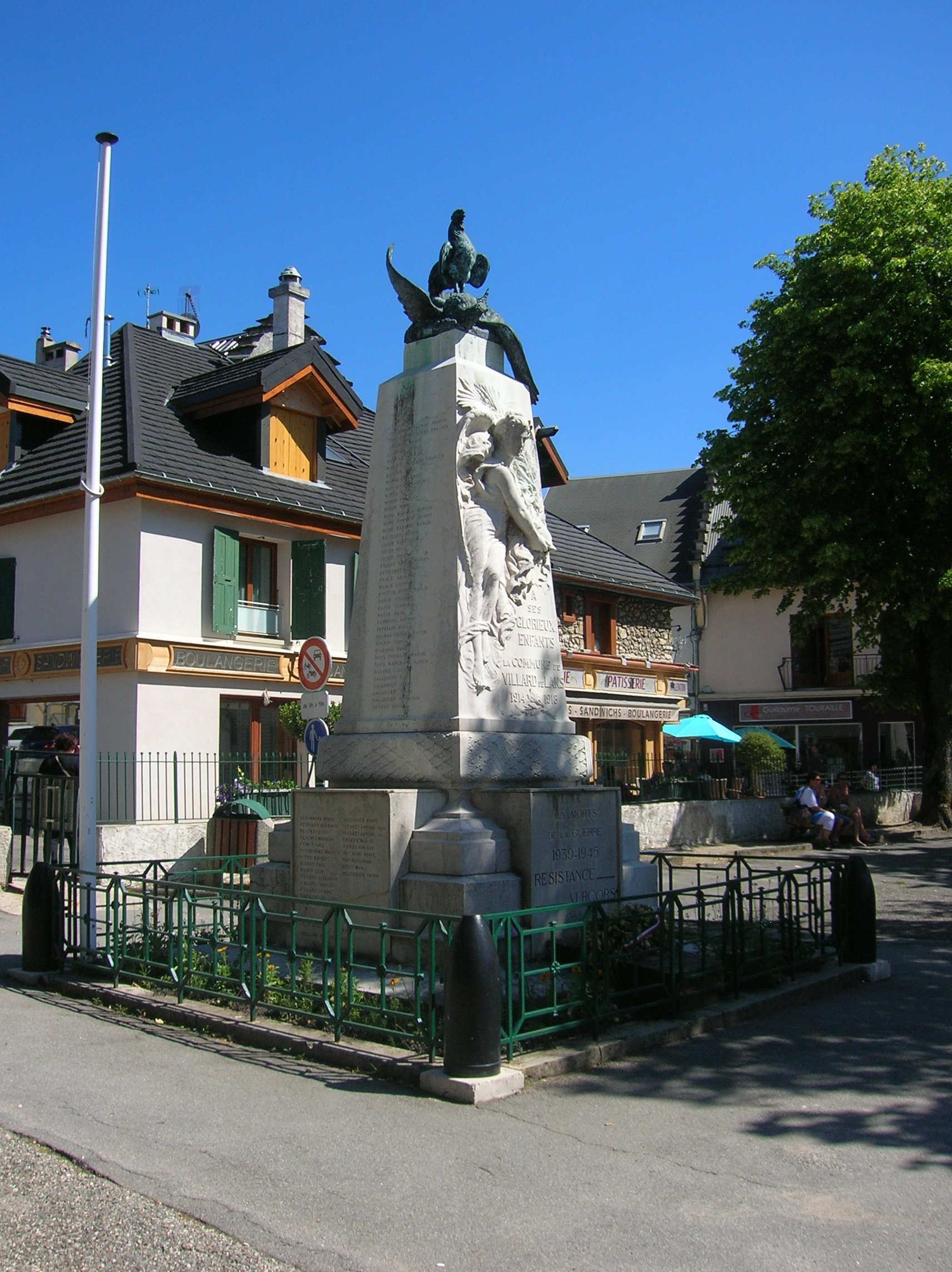
Le monument aux morts
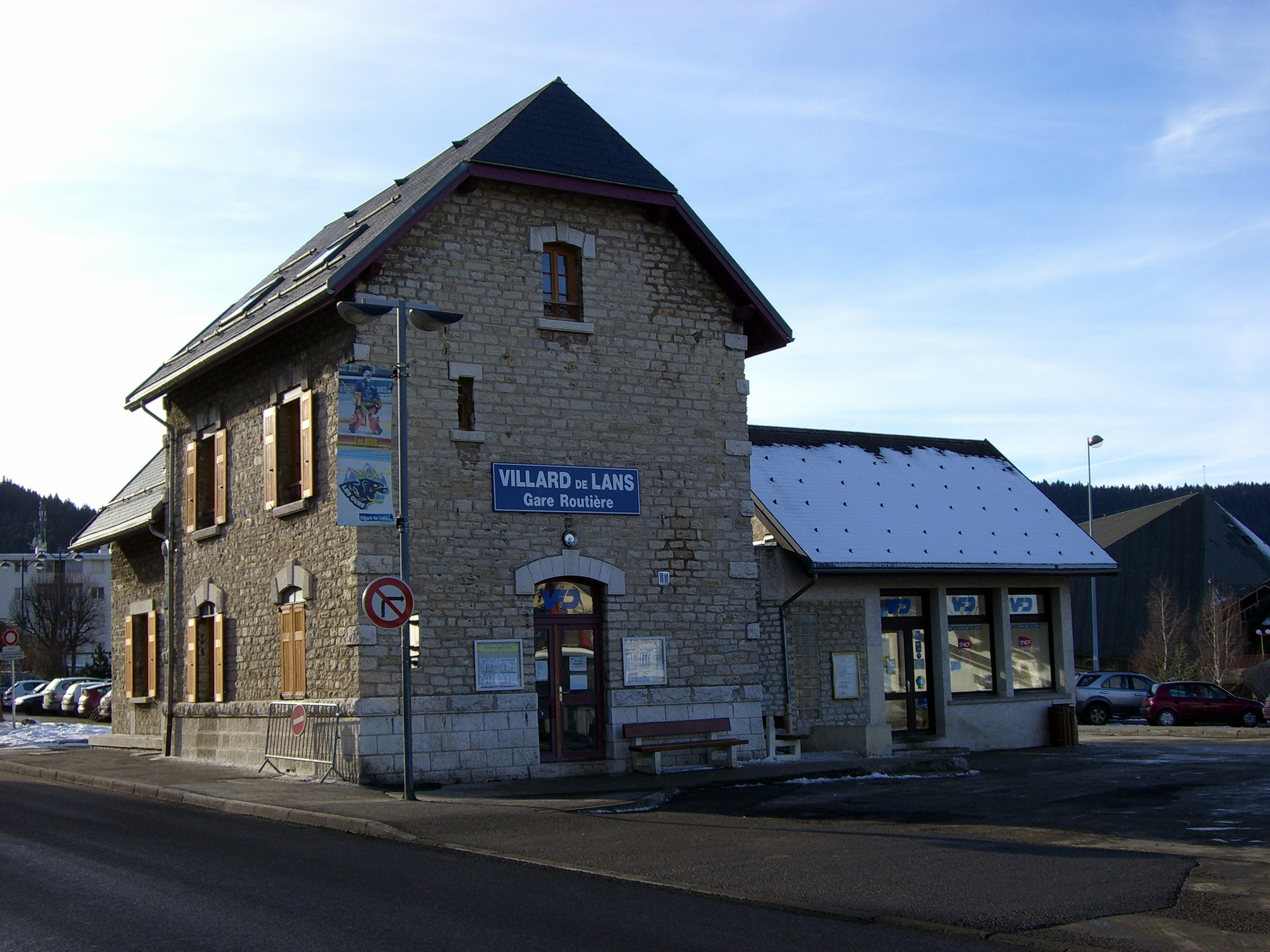
Ancienne gare du Tramway VLL Grenoble
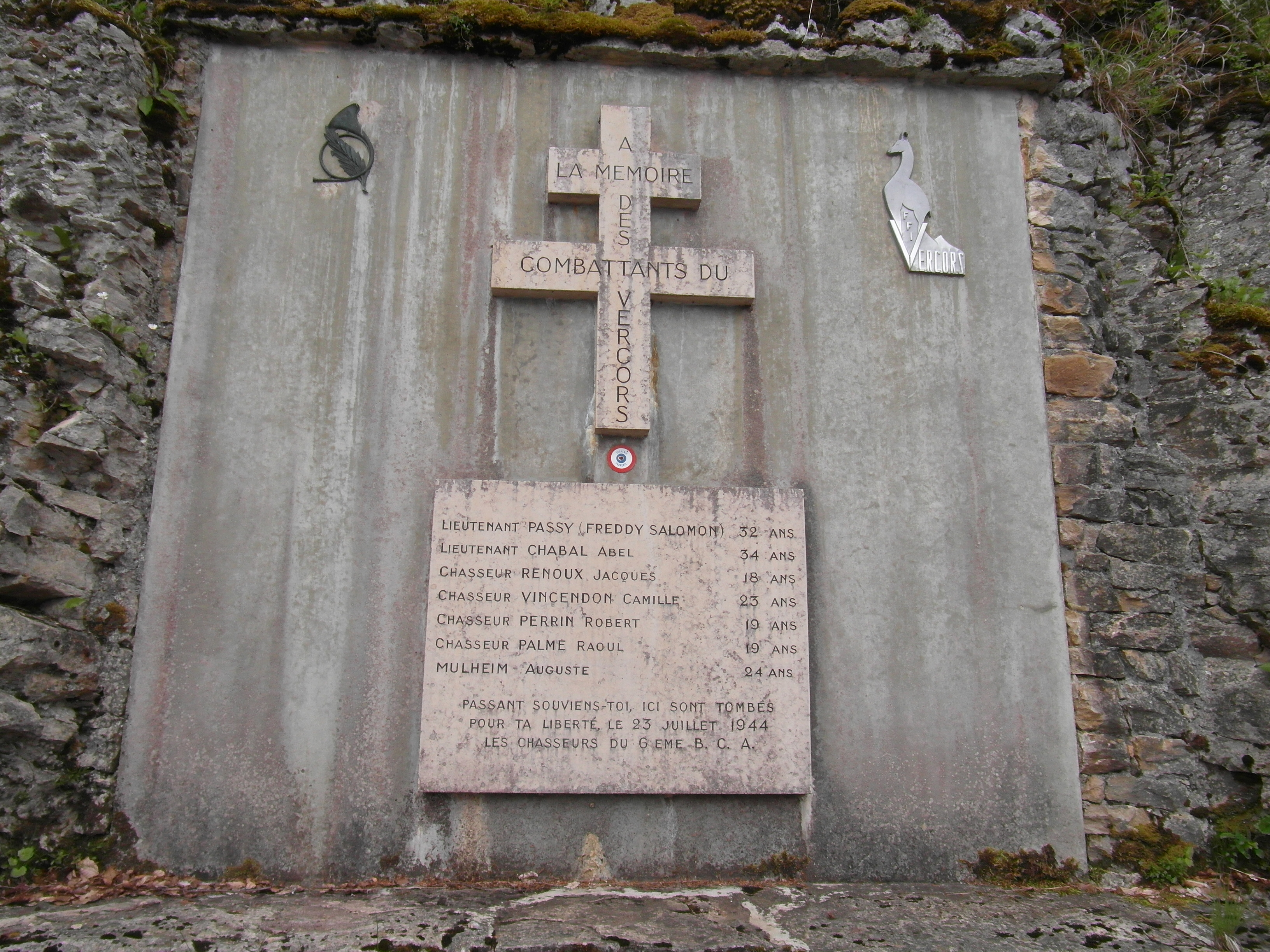
Monument commémoratif de Valchevrière

Situé dans le centre du bourg dans un petit square contigu à la place de la Libération, face à la maison du patrimoine, ce monument du souvenir est dédié à l'ensemble des Villardiens morts lors des deux guerres mondiales. Chaque année, des cérémonies sont organisées par le maire de la commune afin de célébrer les commémorations des armistices ainsi que l'ensemble des combattants des autres conflits.
- Les autres monuments commémoratifs :

Au-delà du monument aux morts et en plus du site du village ruiné de Valchevrière, il existe d'autres sites et des lieux isolés qui témoignent du passé résistant de la commune tels que les ruines de l'ancienne Ferme d'Herbouilly, bâtiment abandonné dans les années 1930, à la suite d'une épidémie. Cette ancienne bâtisse agricole dont il reste en 2016 quelques ruines éparses, dont la partie d'un pignon signalé par un panneau à vocation historique, fut le poste de commandement de la « compagnie Goderville » du maquis du Vercors en vue de la préparation d'une « future utilisation militaire du Vercors ».
À l'instar de ce lieu, de nombreuses autres plaques commémoratives (y compris dans le bourg) témoignent des différents combats effectués durant la libération du Vercors en 1944, rappelant ainsi aux plus jeunes et aux touristes d'aujourd'hui les nombreuses victimes du dernier conflit mondial.

#### Maisons fortes
Au Moyen Âge se situaient deux maisons fortes, dont on peut découvrir encore quelques rares vestiges : la maison forte de la Tour de Sassenage et la maison forte de la Tour de Rathières.

#### Les édifices religieux

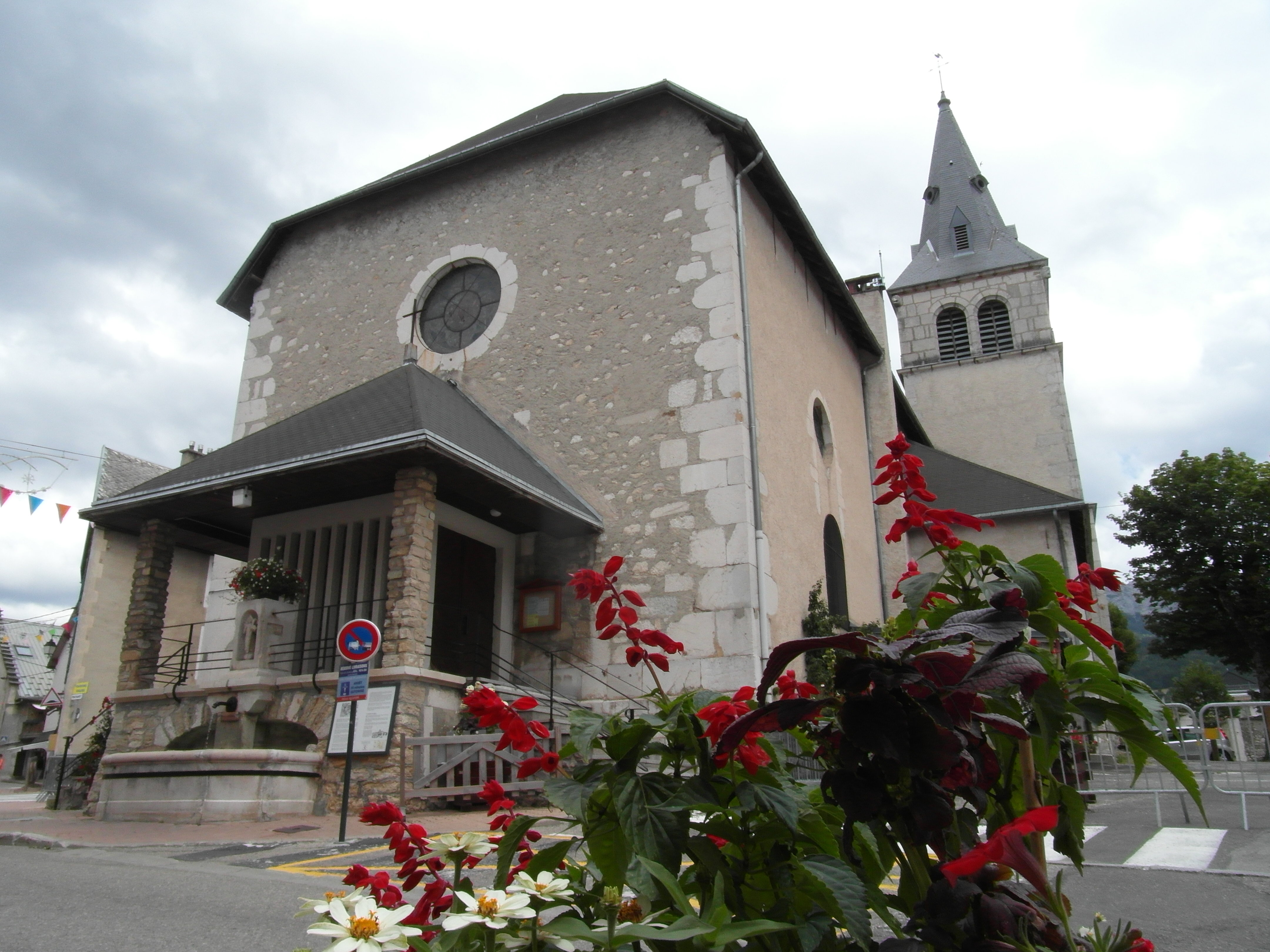
L'église Saint-Bonnet

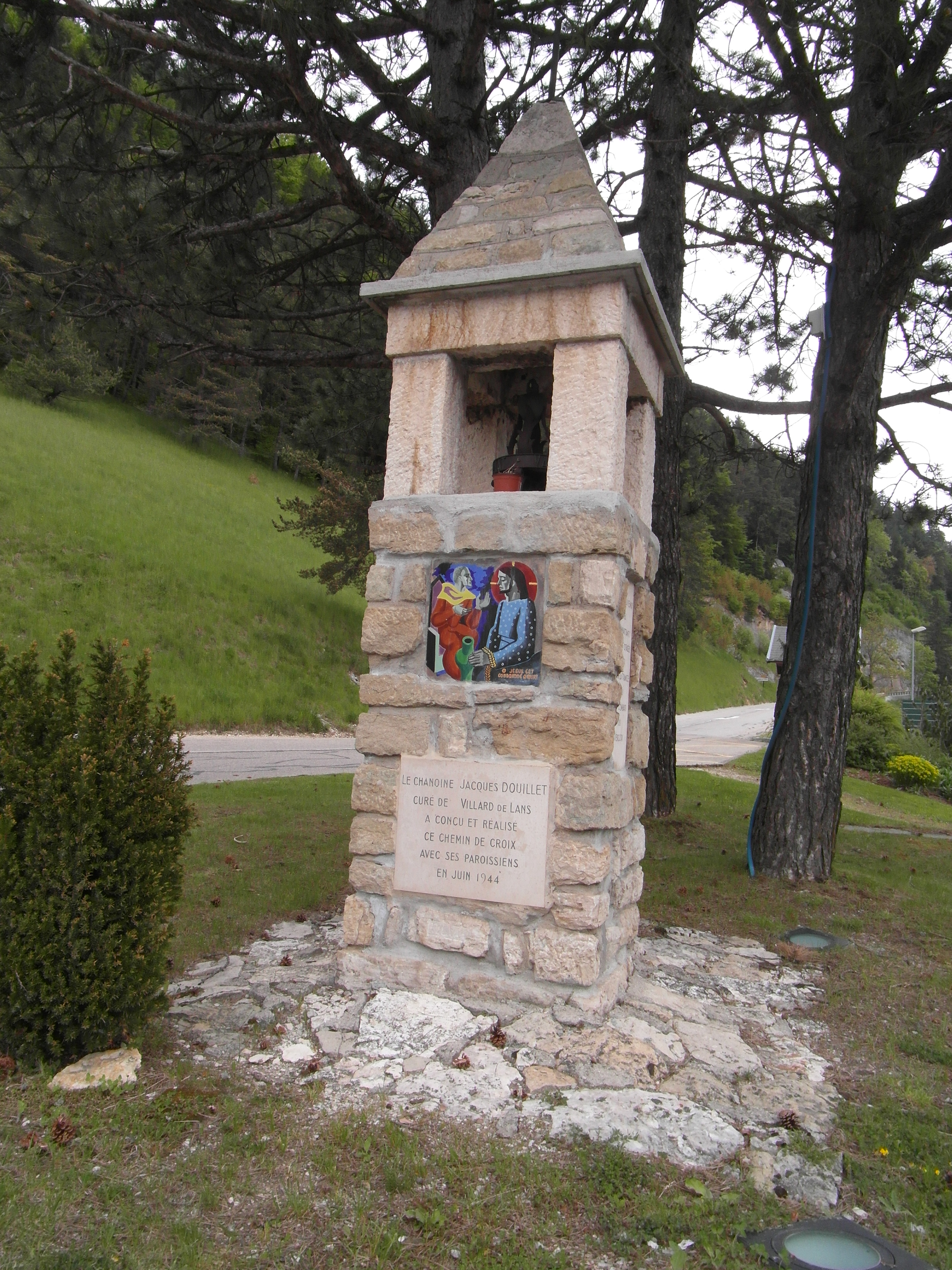
Première station du calvaire de Valchevrière

##### L'église Saint-Bonnet
Seule église catholique de la commune, cet édifice religieux est dédié au saint patron des potiers, Bonnet de Clermont. Cet édifice s'élève en plein centre du bourg, place de la Liberté.
Autour de 1080, une première église est construite à cet endroit. Le 21 septembre 1145, une bulle papale confirme l'église Sancti Boniti di Vilari dans le diocèse de Grenoble. Celle-ci devait dépendre d'un prieuré car un acte de 1243 mentionnait la présence d'un cloître. En 1791, la prérogative des notables d'avoir les meilleures places à l'église, avec des bancs marqués à leurs noms, est contesté par les autres habitants et entraîne un vent de révolte, dénommé « la guerre des bancs ». En novembre 1793, La Convention donne l'ordre à la municipalité de démonter les cloches et de les envoyer à la fonderie de Grenoble pour fabriquer des canons mais la population s'y oppose. L'année 1805 voit le retour des noms de notables sur les bancs de l'église, mais celle-ci est progressivement abandonnée et finit par entrer dans un état de délabrement important.
L'ancienne église ayant été rasée, la construction d'un nouvel édifice religieux a été terminée en 1900. Le bâtiment actuel peut être visité et présente un autel décoré par une mosaïque et un Crucifix de style byzantin au niveau du chœur. L'église actuelle compte quatre gargouilles (ou chimères), de facture moderne, qui ornent son clocher

##### Le calvaire de Valchevrière
Cet ensemble de monuments catholiques, de taille plus ou moins modeste, est un calvaire (chemin de croix) marqué par quatorze stations situées entre le bourg de Villard-de-Lans (rond point de la route de la Tancanière) et le hameau de Valchevrière, la Chapelle, et les ruines de l'ancien hameau abandonné qui a été brûlé en 1944 par l'armée allemande d'occupation en raison de la présence d'un camp de résistants. Ce calvaire, édifié à la suite d'un vœu émis par le chanoine Jacques Douillet, est accessible à tous depuis la route, puis grâce à un chemin pédestre forestier spécialement aménagé pour les visiteurs du site du village ruiné.
La septième station du chemin de croix diffère des autres car elle a été construite et installée juste après la guerre en copiant le style des chapelles de Zakopane en Petite Pologne. Cet édifice est généralement dénommé sous le vocable de « la station (ou stèle) des Polonais ». On peut découvrir sur son socle la citation suivante : « Pour la liberté, la justice et la dignité humaine, pour la Pologne et pour la France, sont tombés au champ d'honneur, ont souffert dans les prisons et dans les camps de concentration, des professeurs, des élèves, des employés du Lycée Polonais Cyprian Norwid.»
Un temple protestant évangélique, d'architecture moderne, a été édifié, au nord du village, à l'entrée du hameau les Geymonds, le long de la route de Grenoble au début des années 2000.

#### Les bâtiments d'architecture locale

##### L'ancien hôtel du Parc et du Château (ex «Lycée Polonais»)

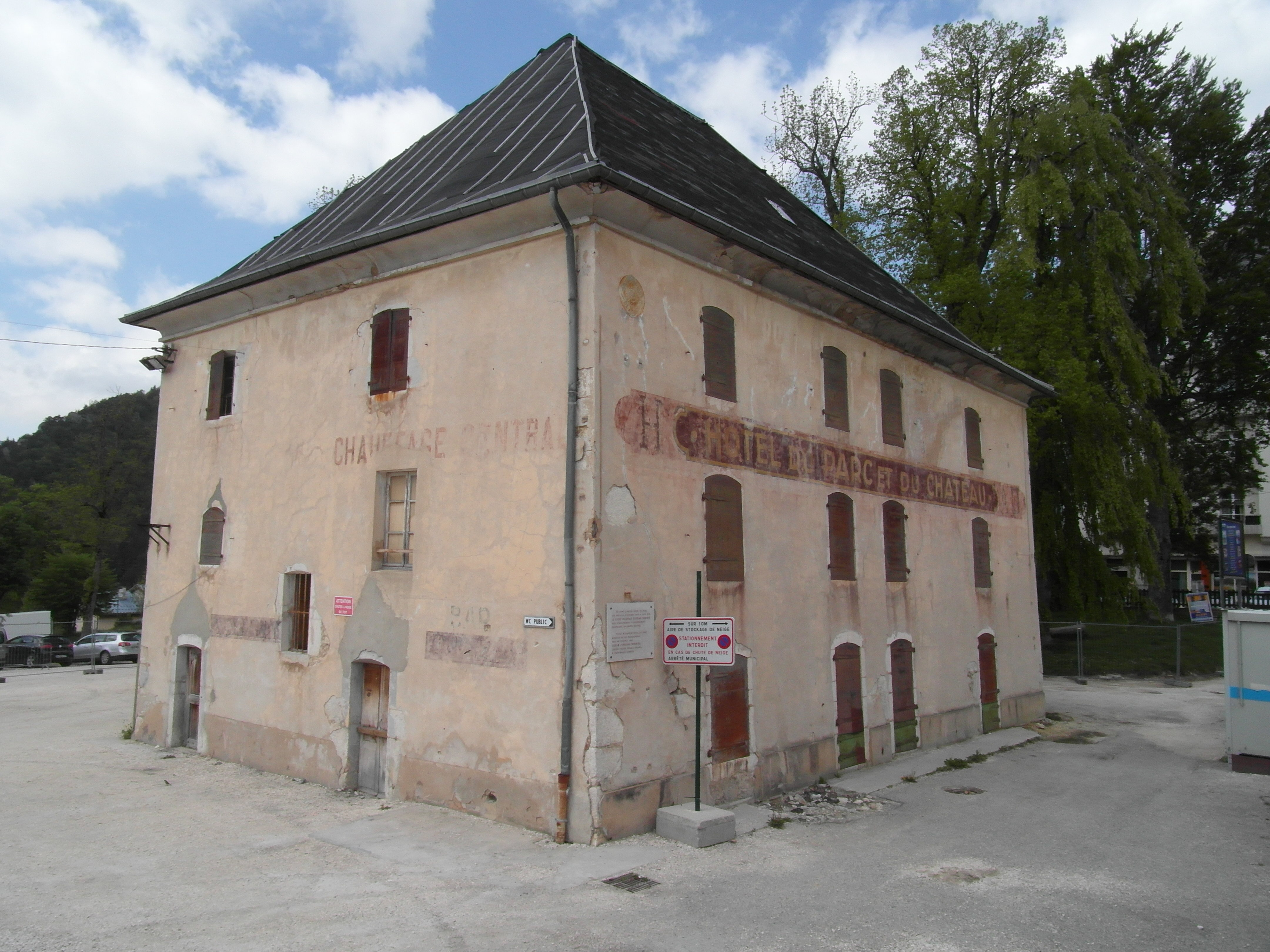
L'hôtel du Parc et du Château, bâtiment datant du XVIIIe siècle et site historique de la Seconde Guerre mondiale.
(photo prise en mai 2018 avant d'importants travaux de "restructuration" pour y installer l'office de tourisme)

Cette ancienne demeure, qui a subi d'importantes modifications en 2018, est située avenue du Général de Gaulle, quasiment en face de la maison du patrimoine. Celle-ci fut tout d'abord une maison de maître construite par les Esbrard de La Vallone en 1760, famille originaire du Champsaur. Cette demeure appartiendra sous le Premier Empire au maire et notaire de la commune, monsieur Jean-Baptiste Julien. Au début du XXe siècle, cette grande bâtisse, dénommée pompeusement "Château Bertrand", du nom de son nouveau propriétaire, sera agrandie, grâce à la création d'une structure annexe, ceci afin de la transformer en hôtel (l'annexe sera démolie en 2008). Cet hôtel dénommé "Hôtel du Parc et du Château" sera alors la propriété de la famille Guichard et fonctionnera comme tel jusqu'en 1940.
Il est reconverti, durant la Seconde Guerre mondiale, en un établissement scolaire : le fameux Lycée Polonais Cyprian Norwid de Villard-de-Lans qui accueillera de jeunes réfugiés venant de Pologne grâce à des financements de la Croix-Rouge (et dont une partie des élèves rejoindront la Résistance représentée dans le canton par le Maquis du Vercors). Au jour de son ouverture officielle, le 6 décembre 1940, le lycée accueille 125 élèves. Ils seront 230 en 1946, année de sa fermeture. Le lycée recevra, en moyenne, près de deux cents élèves issus de tous les milieux.
Après la fermeture du Lycée, l'hôtel ne rouvrira jamais ses portes après les hostilités. Le bâtiment fut toutefois reconverti en centre de vacances, propriété de la ville d'Avignon, durant les années 1960, pour finir par se retrouver dans un certain état d'abandon et amputé de ses bâtiments annexes qui ont cédé la place à un petit parking desservant le centre du village.
La municipalité, qui en a fait l'acquisition en 2000, étudie son éventuelle reconversion, mais, jusqu'en 2014, aucune réhabilitation notable ne semblait avoir été entreprise pour ce bâtiment qui reste vide et qui abrite un petit parking sur son domaine. Cependant, dans le numéro du printemps 2015 de son journal d'information « La Lettre aux villardiens », la municipalité annonce la future réhabilitation du site et le déménagement de l'office de tourisme dans l'ancien hôtel après la fin des travaux de rénovation dont le calendrier n'était pas encore précisé à cette date.
En 2017, une autorisation de dossier de subvention, afin de financer un projet de requalification de l'ancien hôtel du Parc et Château, a été déposée auprès de la Préfecture de l’Isère.
D'importants travaux de rénovation et de restructuration ont débuté en juin 2018. À la suite de la démolition de l'aile ouest du « château », seul le bâtiment principal restera en place, auquel sera accolée une nouvelle annexe en forme d'une grande verrière, pour une ouverture du Pôle tourisme, principalement dévolu à l'accueil des touristes, en septembre 2019.

##### Les maisons traditionnelles du Vercors

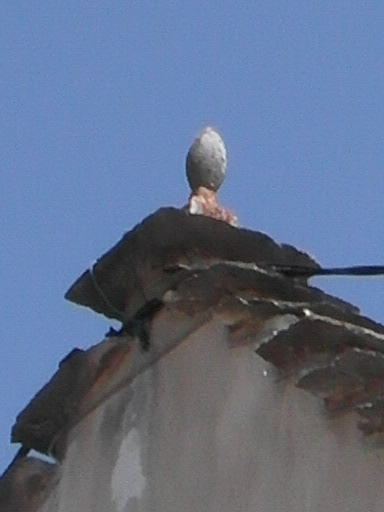
Couve au sommet d'un pignon en gradin dit « pas de moineau »

Il est encore possible, en se promenant dans le bourg (notamment rue Jean Moulin et rue du Royans) ou bien dans les hameaux adjacents, de découvrir de nombreuses maisons traditionnelles du Pays des Quatre-Montagnes.
Ces maisons sont facilement identifiables grâce à leurs toits : d'une part les pignons dépassent des couvertures et laissent apparaître un bord crénelé. Cet aménagement spécifique, dû aux tempêtes de vent, remplacent les anciennes couvertures en chaume qui risquaient d'être arrachées par les bourrasques, fréquentes sur le plateau, ou de prendre feu, et, d'autre part, la configuration en "escalier" avec des dalles inclinées permet de rejeter l'eau selon le même principe qu'une gouttière.
Ce type de pignon en gradin, si typique du paysage local, est dénommé pignon à redents ou en « pas de moineaux » (appellation locale), et il est également observable dans de nombreuses autres régions françaises, notamment en Flandre française, en Franche-Comté, dans le Bugey, et dans la combe de Savoie.
En outre, généralement, au niveau du sommet des toits des maisons et fermes de Villard et située à la pointe du pignon, on peut découvrir une « couve », objet typique de l'architecture locale en pierre sculptée et quelquefois de forme plus ou moins phallique, censée favoriser (voire inciter) les habitants de la maison à la fertilité.

##### Les bâtiments d'architecture climatique

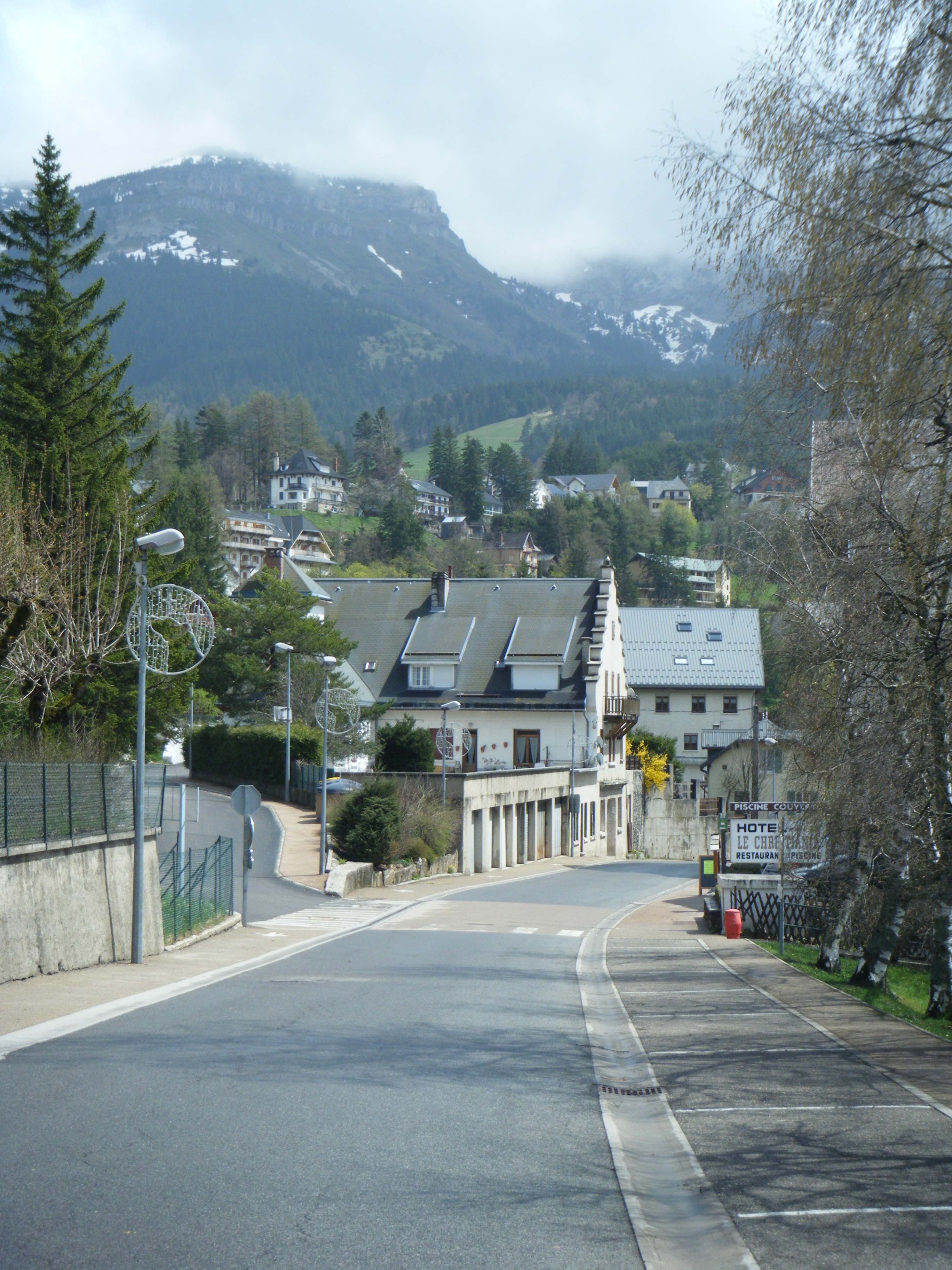
Rue du Nobécourt.
Le thermo-climatisme eut ses propres adeptes au sein du corps médical professoral et notamment le Professeur Nobécourt, chef de service au C.H des Enfants-malades à Paris et dont une rue de Villard-de-Lans porte le nom

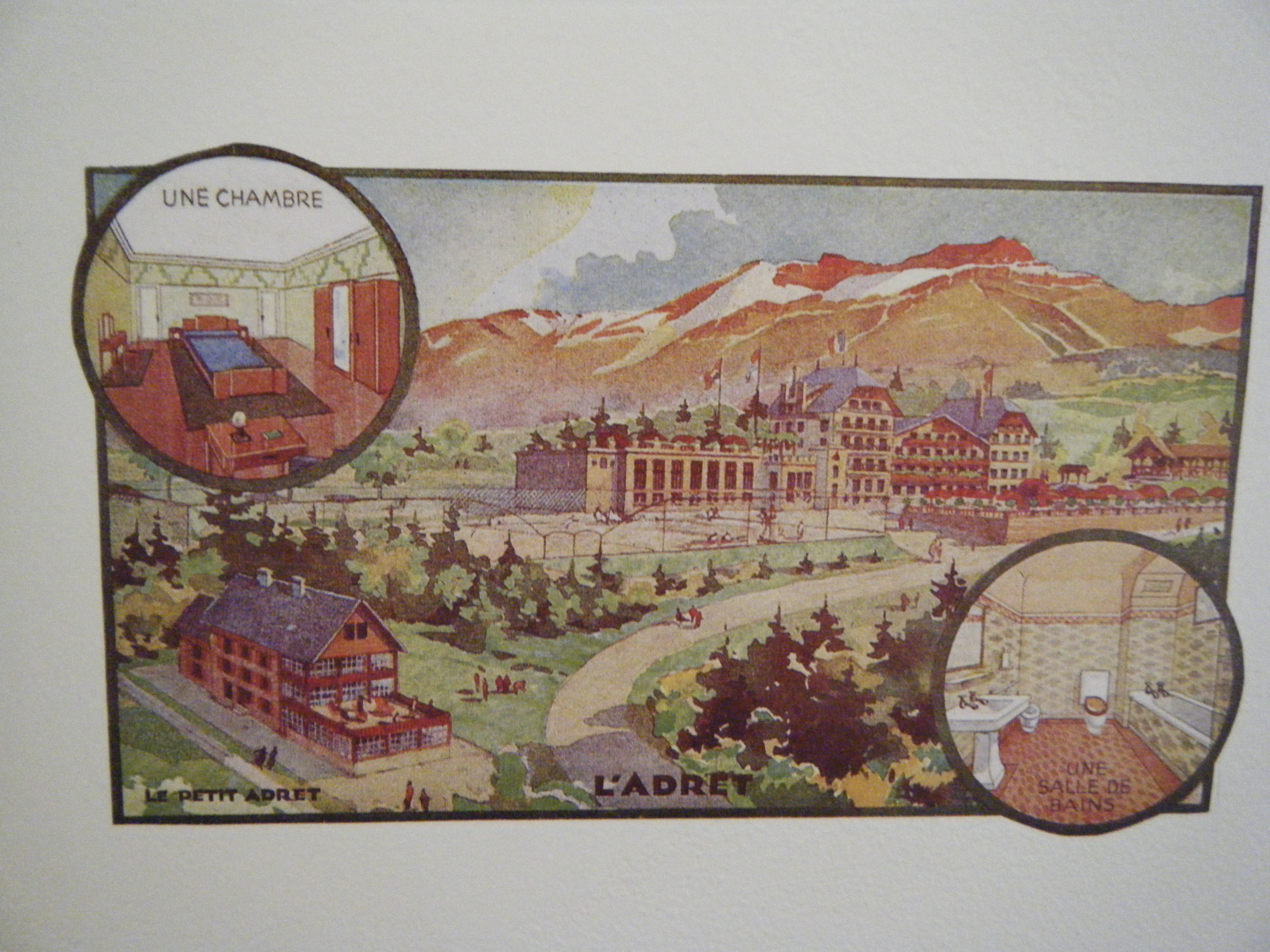
Les résidences du Grand Adret et du Petit Adret dans les années 1930, Maison du Patrimoine

Dès les années 1920, la commune de Villard-de-Lans, qui est devenue une station de ski assez réputée, mais réservée aux classes les plus aisées, connait également un développement de ce qui sera dénommé le « tourisme climatique ». Tout d'abord réservée à des enfants issus de milieux favorisés, cette pratique va se développer en s'ouvrant à toutes les classes dès la fin des années 1930. À cette époque, la tuberculose est encore un fléau, mais de nombreux médecins et hygiénistes pensent que l'on peut la soigner, sinon la prévenir, en soumettant le malade où la personne à risque à un mode de vie qui se résume en une phrase : « Vivre à l'air pur, se reposer, se suralimenter ». Villard-de-Lans et son canton, comme Briançon, fut donc toute désignée pour accueillir des malades au sein de nouveaux établissements construits pour cette occasion, mais la commune et ses voisines, par l'action du maire de Lans-en-Vercors et conseiller général (Pierre Chabert), s'opposèrent à l'installation de malades atteints de la tuberculose, préférant privilégier les « enfants délicats et convalescents ». Cette mesure contestable et d'ailleurs contestée (la mairie de l'époque perdit tous les procès liés à cette ségrégation) n'empêchèrent pas les communes du canton de privilégier l'accueil d'enfants sains (mais considérés comme "fragiles") à des enfants réellement malades. Un ouvrage de référence, fruit du travail de Marion Vivier, historienne de l'art, existe sur ce sujet.
L'initiative de la création de structures d'accueil dites climatiques débute durant l'Entre-deux-guerres et la commune va connaître, durant une période de presque quarante ans, une forte expansion architecturale liée à cette demande touristique et sanitaire issue, surtout à ses débuts, de classes essentiellement favorisées : le béton permet de construire de grands bâtiments modernes, aérés, en se fondant dans le paysage montagnard de façon plus ou moins heureuse, mais qui finiront par donner un cachet particulier à la station-village. Les établissements les plus remarquables sont évoqués dans un livre présentant ce patrimoine architectural plutôt méconnu et dénommé « Vercors safari-patrimoine ».
Plus d'une trentaine de bâtiments de nature climatique sont recensés comme relevant de cette période d'expansion architecturale (1920 - 1960) :

##### Le Grand Hôtel de Paris

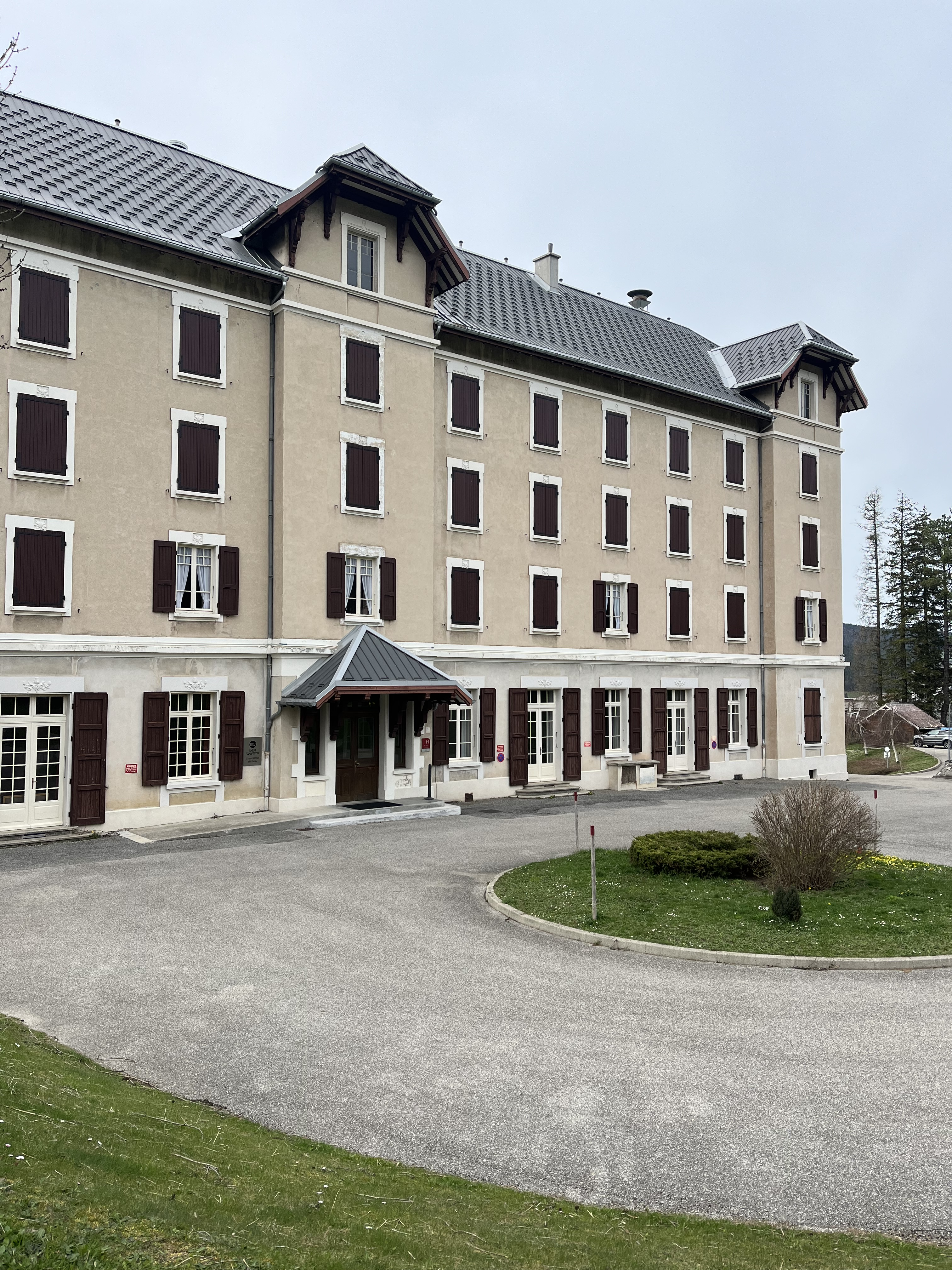
Le Grand hôtel de Paris

Cet hôtel est situé au cœur du centre-ville, à proximité de la mairie. Initié en 1894 par Ferdinand Magdelen, ancêtre du propriétaire et directeur actuel Luc Magnin, le Grand Hôtel de Paris a bénéficié d’une première transformation majeure en 1900. À la suite de l’essor touristique lié à l’émergence des sports d’hiver, celui-ci fut largement agrandi en 1922 par Léon Magnin dans le but de répondre à l’augmentation de l’affluence de la commune de Villard-de-Lans, prenant ainsi sa forme actuelle, une imposante résidence de style savoyard entourée d’un vaste parc arboré.
Depuis l’avènement des vacances rémunérées en 1853, le Grand Hôtel de Paris s’est imposé comme une destination à part entière. Reconnaissable à son architecture rappelant les grandes demeures savoyardes. Sa clientèle, principalement familiale, est attiré par les activités sportives de Villard-de-Lans tout au long de l’année, des sports d’hiver au vélo estival, en passant par les balades et randonnées. Mais selon Luc Magnin, la véritable valeur de l’Hôtel de Paris réside dans son patrimoine historique ; en effet, son mobilier et sa décoration d’origine, installés par Ferdinand Madgelen, ont été préservés.
Pendant la Seconde Guerre mondiale, le Grand Hôtel de Paris, alors situé dans le Vercors, a été occupé par la Wehrmacht devenant ainsi le Kommandantur locale jusqu’au départ des troupes d’occupation qui précéda de quelques mois à la fin des hostilités. Malheureusement, l’armée a brûlé toutes les archives de l’établissement en 1943, effaçant ainsi les traces de la mémoire des illustres personnalités ayant séjourné à l’hôtel depuis son ouverture.
Dans les années 1920 et les années 1930, l’Hôtel de Paris comptait 100 chambres et accueillait principalement une clientèle bourgeoise, française et étrangère généralement accompagnée de domestiques et de chauffeurs. Depuis son ouverture l'hôtel revendique les visites des personnalités telles que l'Aga Khan, le Roi du Maroc, la styliste Coco Chanel ainsi que de nombreuses vedettes du spectacle ou des personnalités politiques. Selon le site de l'Hôtel, la présidence de la République le considère comme la meilleure adresse de la région, accueillant ainsi le président de la République française, Albert Lebrun, à la fin des années 1930.
Aujourd’hui, l’hôtel reçoit régulièrement des journalistes et les équipes de télévision lors d’événements sportifs nationaux ou internationaux. En l'été 2018, l’établissement accueilli une exposition de timbres prestigieux se déroulant dans ses salons, comprenant notamment des « tirages très rarement sortis des collections appartenant au prince Albert II de Monaco ». À côté de cela, le Grand Hôtel de Paris continue d’écrire son histoire dans le monde du cinéma, accueillant fréquemment des équipes de tournage pour des films tels que «Affaire de famille », de Claus Drexel, « Le Papillon », de Philippe Muyl, ou encore la célèbre série anglaise de la BBC, Wish Me Luck (en).
Enfin l'hôtel a également une importance économique significative pour la région. En tant qu'établissement majeur, il joue un rôle clé dans le soutien à l'emploi local, offrant des opportunités de travail dans divers secteurs tels que l'hôtellerie, la restauration, l'entretien et la gestion. Les emplois créés par l'hôtel ont un impact positif sur la communauté locale, permettant à de nombreux résidents de Villard-de-Lans et des environs de trouver un emploi stable et rémunérateur,.

##### Les moulins à eau
Les différents villages et hameaux du Vercors septentrional, correspondant à l'actuelle communauté de communes, du fait de leur isolement, vivaient autrefois en parfaite autarcie, et se devaient de posséder, dans un espace proche, un moulin à aubes implanté le long d'un de ces nombreux cours d'eau qui sillonnent cette partie du plateau.
Ces moulins ont complètement disparu. Seuls subsistent encore près du hameau de Bréduire, le long des berges de la Bourne, les deux pignons traditionnels du Vercors d'un vieux moulin de Villard-de-Lans (datant du XXe siècle) comme le dernier témoignage de cette époque.

##### Les espaces verts

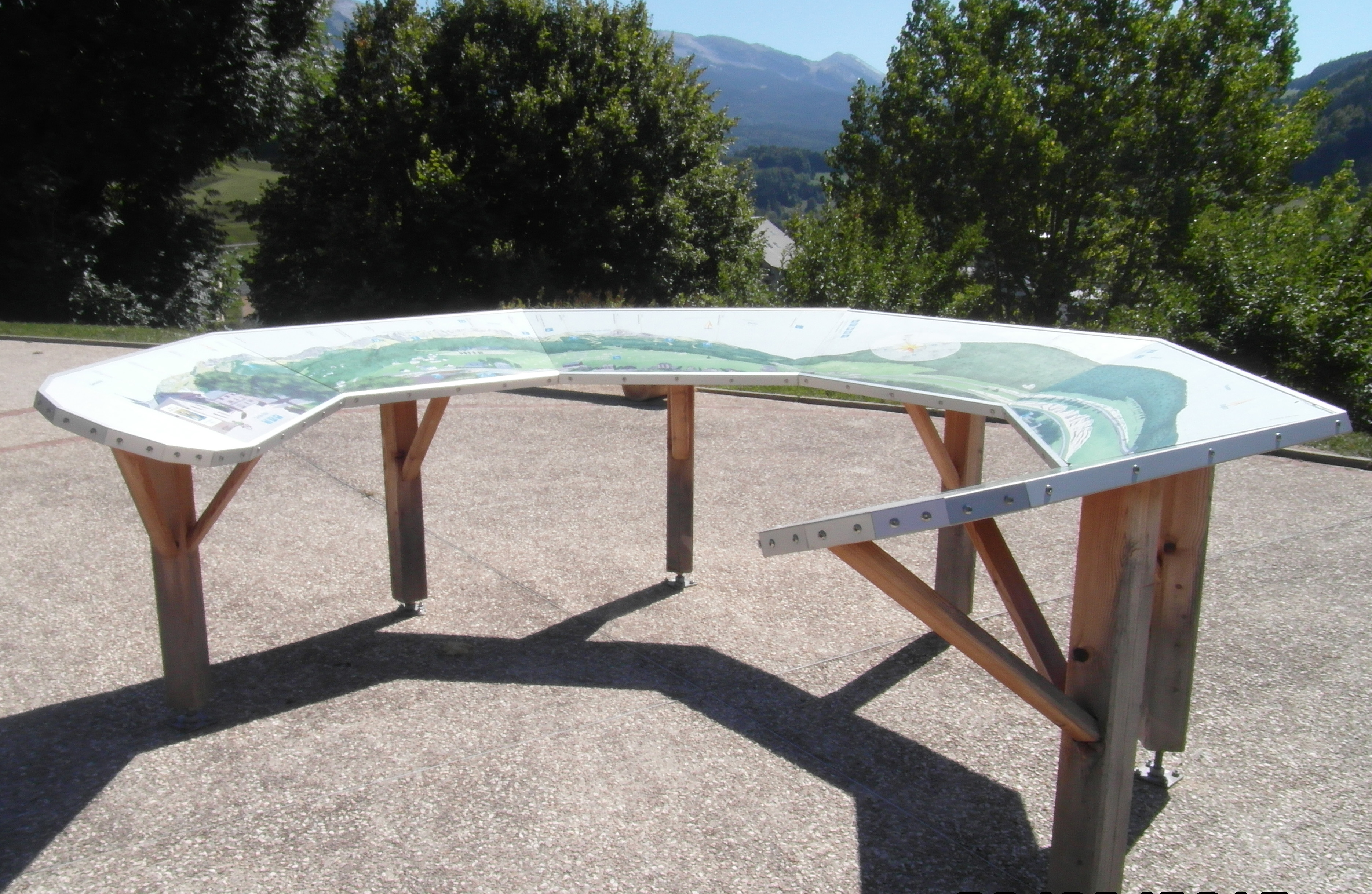
Table d'orientation de Glénat

En mars 2017, la commune confirme le niveau « deux fleurs » au concours des villes et villages fleuris, ce label récompense le fleurissement de la commune au titre de l'année 2016.
À l'ouest du village, l'arboretum de Ville Vieille présente les essences forestières du Vercors. Une table d'orientation a été installée par le service technique de Villard-de-Lans à proximité du petit parking dit de « Glénat » et son environnement immédiat a été aménagé et fleuri par le service des espaces verts sous la forme d'un petit square dominant le val du Corrençonais, face au rond-point et la route de la Tancanière.
Cette table d’orientation présente un panorama illustré de l'ensemble des reliefs montagneux situés en périphérie du bourg central de Villard-de-Lans. Elle a été créée pour former un arc de cercle approximatif de 260°. Elle est réalisée avec un matériau composite type « métal-plastique », puis déposée sur six panneaux d’épicéa pour la table et ses six pieds qui sont, quant à eux, taillés dans du bois de mélèze local.

#### Le serpent de la Fauge

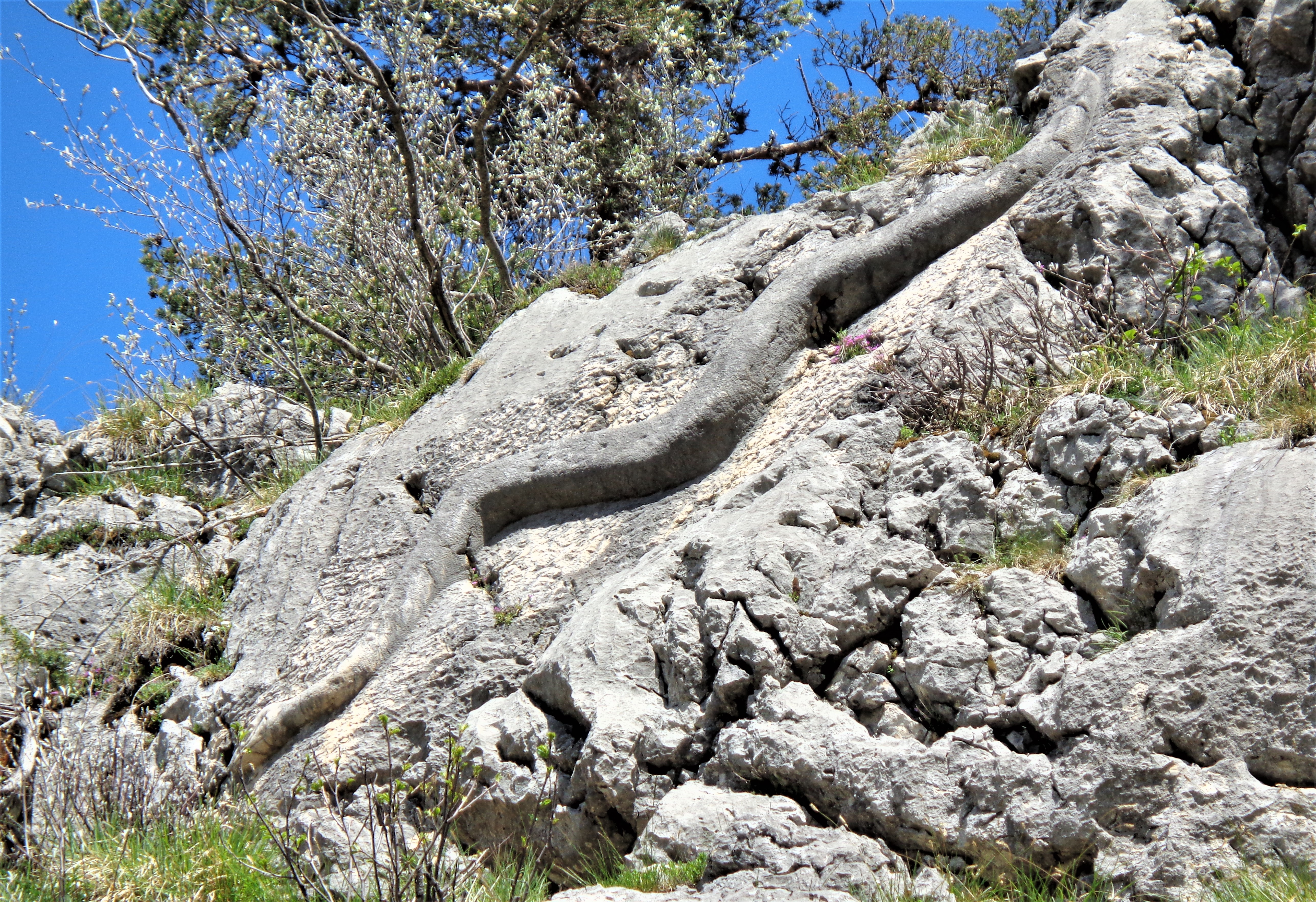
serpent de la Fauge

Au-delà de la cascade de la Fauge, petit ruisseau qui emprunte l'ancien emplacement d'une ancienne vallée glaciaire, on découvre un agréable vallon qui fut utilisé pour des exercices militaires entre 1880 et 1940. Un immense serpent sculpté dans la roche calcaire est visible avant le carrefour de l'Aversin à environ 1 400 mètres d'altitude.

### Traditions et langues locales

#### La «Maison du Patrimoine de Villard-de-Lans»

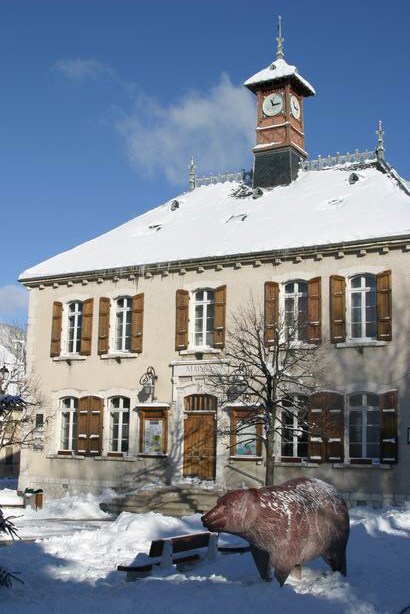
L'entrée du Musée de la Maison du Patrimoine en Hiver

La Maison du patrimoine se situe dans l'ensemble du bâtiment qui abrita l'ancienne mairie de la commune avant 1986. Son entrée est située place de la Libération, à proximité de la mairie actuell et de l'espace piétonnier du centre-ville. L'édifice présente, en sa qualité de musée municipal, dans sa plus grande partie, des expositions permanentes. Il accueille également et de façon régulière des expositions temporaires de nature artistique ou culturelle, ainsi que des animations liées à l'histoire et les traditions locales. Ce musée est ouvert à tous les publics, tous les jours en saison d'hiver et durant les vacances scolaires d'été, à l'exception du mardi, et son accès est gratuit.
Fondé par Jacques Lamoure, simple citoyen de Villard, mais passionné par l'histoire de sa commune, le musée (ainsi que sa façade extérieure) a entièrement été rénové en 1988 et expose au public, sur deux niveaux (1er et 2e étage), un ensemble de matériels et d'outils, des affiches, des photographies et des films liés à l'histoire des sept communes du canton de Villard-de-Lans et du secteur des Quatre Montagnes.
Au rez-de-chaussée, le musée présente deux salles consacrées à des expositions temporaires, patrimoniales, historiques ou artistiques. Au premier étage on découvre les parcours thématiques liés à « la forêt », « les sports d'hiver », « les Quatre-montagnes : hommage au Collectionneur », « le climatisme, le début du tourisme, les transports », « la Résistance » et « la formation du Vercors, la Préhistoire, le Moyen Âge ». Au deuxième étage, documents, photos et objets de la vie quotidienne permettent au visiteur de voyager dans le temps et mieux connaître et comprendre « l'agriculture », « l'artisanat », « l'habitat » et « l'élevage » locaux.
La maison du patrimoine est en possession d'une des plus importantes collections de jougs de bœuf de France avec 133 pièces, mais ces jougs, en raison de l'importance de la collection, ne peuvent pas être exposés au public dans leur totalité. Les visiteurs peuvent cependant découvrir les plus remarquables dans une salle de la maison du patrimoine.
Des visites guidées, destinées au jeune public, sont organisées par la maison du patrimoine et présentent les sujets suivants : « visite découverte du musée », « les sports d'hiver », « à chacun son objet ». Des visites guidées, réservées aux adultes, sont également organisées et présentent, quant à elles, les sujets suivants : « visite découverte du musée », « les sports d'hiver », « découverte du village », « les monuments qui ont marqué l'histoire de Villard-de-Lans », « la Seconde Guerre mondiale » et la « Bataille de Valchevrière ».

#### La galerie d'art «Espace Vercors»

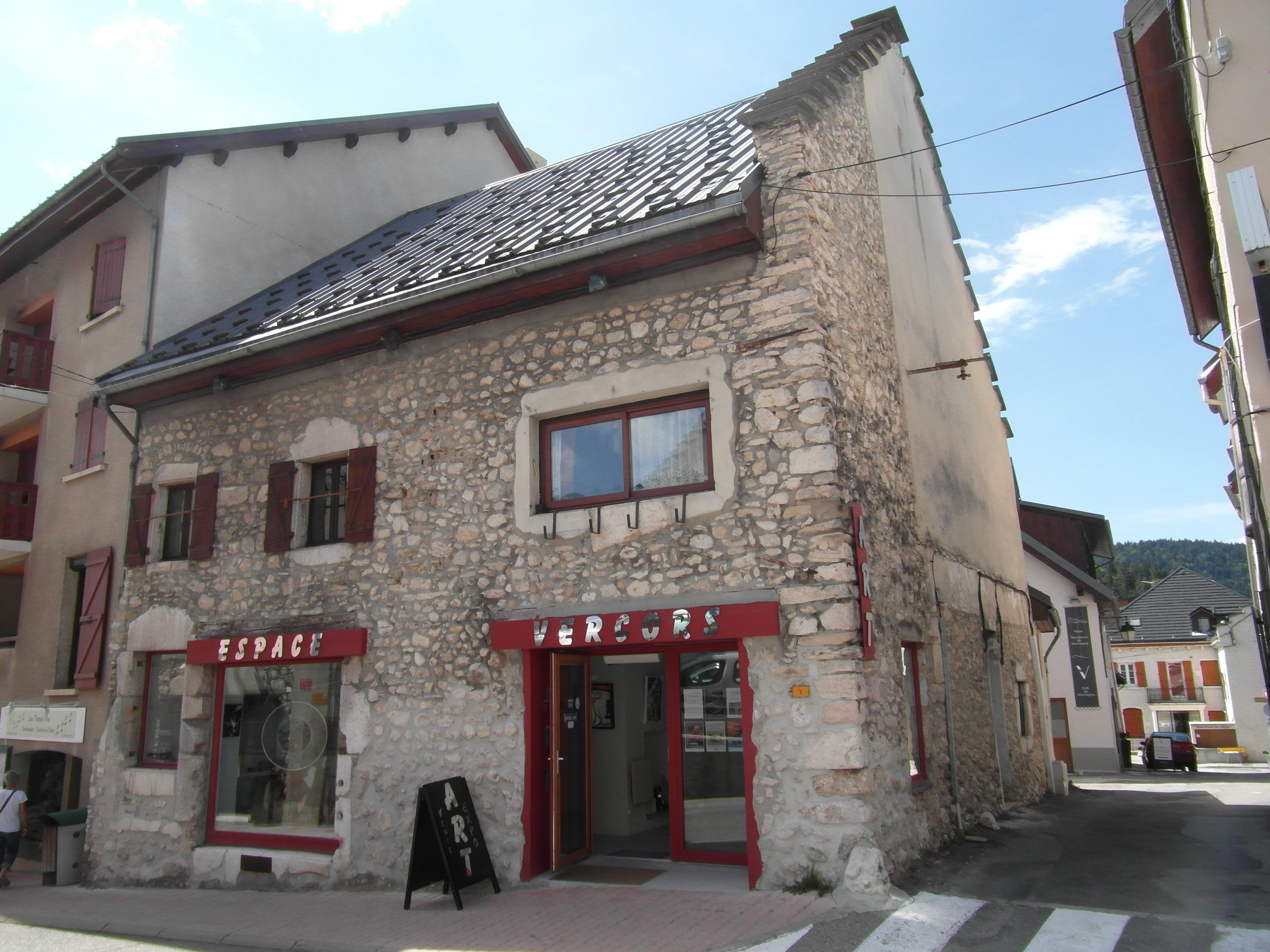
Galerie d'art « Espace Vercors » à Villard-de-Lans

Cette galerie d'art, d'initiative privée, est située au cœur du bourg de Villard-de-Lans, face au porche de l'église Saint-Bonnet.
Créée par Stéphane Deselle, artiste sculpteur plasticien, cet espace d'exposition propose au public des œuvres d’artistes venus de divers horizons et pratiquant des arts divers, tels que la peinture, la sculpture, le dessin ou la photo.
Ouverte depuis juin 2017, l'unique galerie d'art privée de la commune est partenaire du festival « Focales en Vercors », dont la 10e édition s'est déroulée du 10 au 13 mai 2018.

#### Langues et traditions orales

##### Le «patois villardien», idiome francoprovençal ou occitan?
Le territoire de la commune, ainsi que celui de son actuelle communauté de communes, se situent au sud-ouest de Grenoble, et donc à l'extrême limite sud de la zone des patois dauphinois, laquelle appartient au domaine des langues dites francoprovençales ou arpitanes au même titre que les patois savoyards, vaudois, Valdôtains, bressans et foréziens (voir carte). L'idée du terme, « francoprovençal », attribué à cette langue régionale parlée dans le quart de la France du Centre-Est, différente du français, dit langue d'oil, et de l'occitan, dit langue d'oc, est l'œuvre du linguiste et patriote italien Graziadio Isaia Ascoli en 1873 qui en a identifié les caractéristiques.

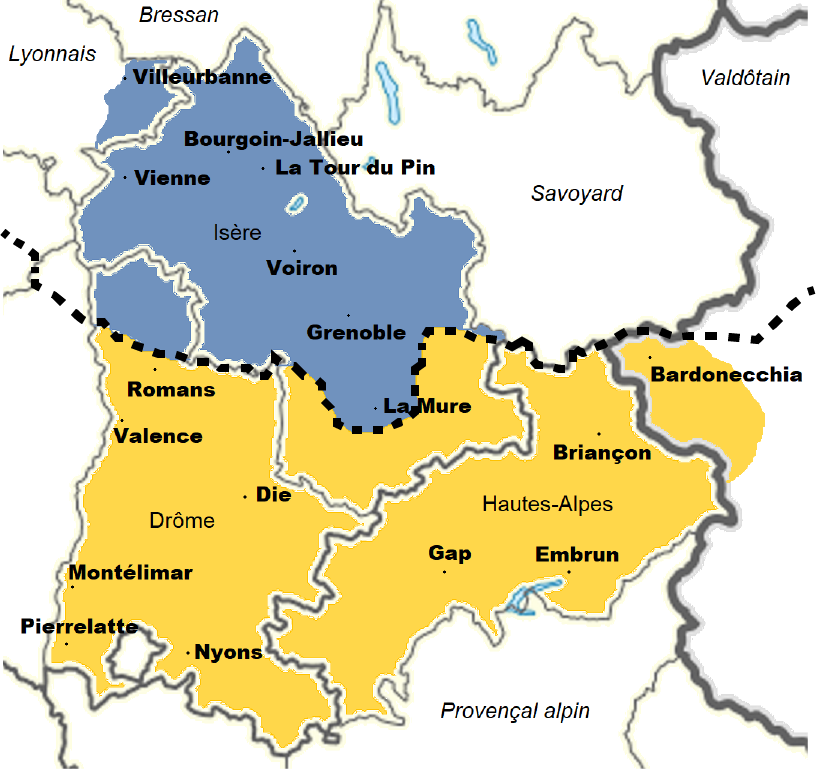
Carte linguistique du Dauphiné : Le dauphinois est un dialecte arpitan parlé dans le nord du Dauphiné. La moitié sud du Dauphiné est quant à elle du domaine linguistique de l'occitan et de son dialecte local, le vivaro-alpin.

Francis Camoin, simple autodidacte mais auteur de l'unique livre sur l'histoire et le site de Villard-de-Lans, édité par l'imprimeur SADAG en 1955, soutient que le patois villardien appartient au domaine franco-provençal et cite pour servir d'exemple à cette affirmation le passage d'une édition de la « statistique générale », document officiel imprimé par la préfecture de l'Isère au milieu du XIXe siècle ou figure en annexe le texte de la parabole biblique de l'enfant prodigue, écrit en patois local : ce texte est effectivement écrit en idiome franco-provençal.
Toutefois, par le passé, dans certains secteurs de Villard-de-Lans, l'influence des patois de langues occitanes, tels que le vivaro-alpin, parlés dans les territoires du Vercors drômois, très proches, ainsi que celui du Trièves, lui aussi voisin, ont pu jouer un rôle sur l'évolution de la langue des paysans locaux de la commune qui, malgré son enclavement apparent fut, depuis plus de deux siècles, un territoire de transhumance et donc de rencontre entre diverses populations. Certains spécialistes locaux, tels que Gaston Tuaillon, considèrent même le patois villardien comme étant de nature occitane, tout en étant contredit par d'autres spécialistes tels qu' Albert de Rochas d'Aiglun et Jean-Armand Chabrand.
Selon l'encyclopédie régionale Bonneton qui publie en 2015 un ouvrage consacré au Dauphiné et dont un chapitre présente sa langue et ses idiomes, « le territoire de Villard-de-Lans se situe dans une zone de transition entre le francoprovençal et l'occitan ou provençal ».
Qu'il soit d'origine vivaro-alpine ou francoprovençale, pour bien comprendre les spécificités du patois local, on peut apprendre quelques exemples de termes locaux, encore utilisés par les anciens villardiens, généralement âgés et d'origine rurale, tels qu'on peut les découvrir dans des livres publiés par les Éditions du Parc naturel régional du Vercors:

##### Contes locaux et légendes villardiennes

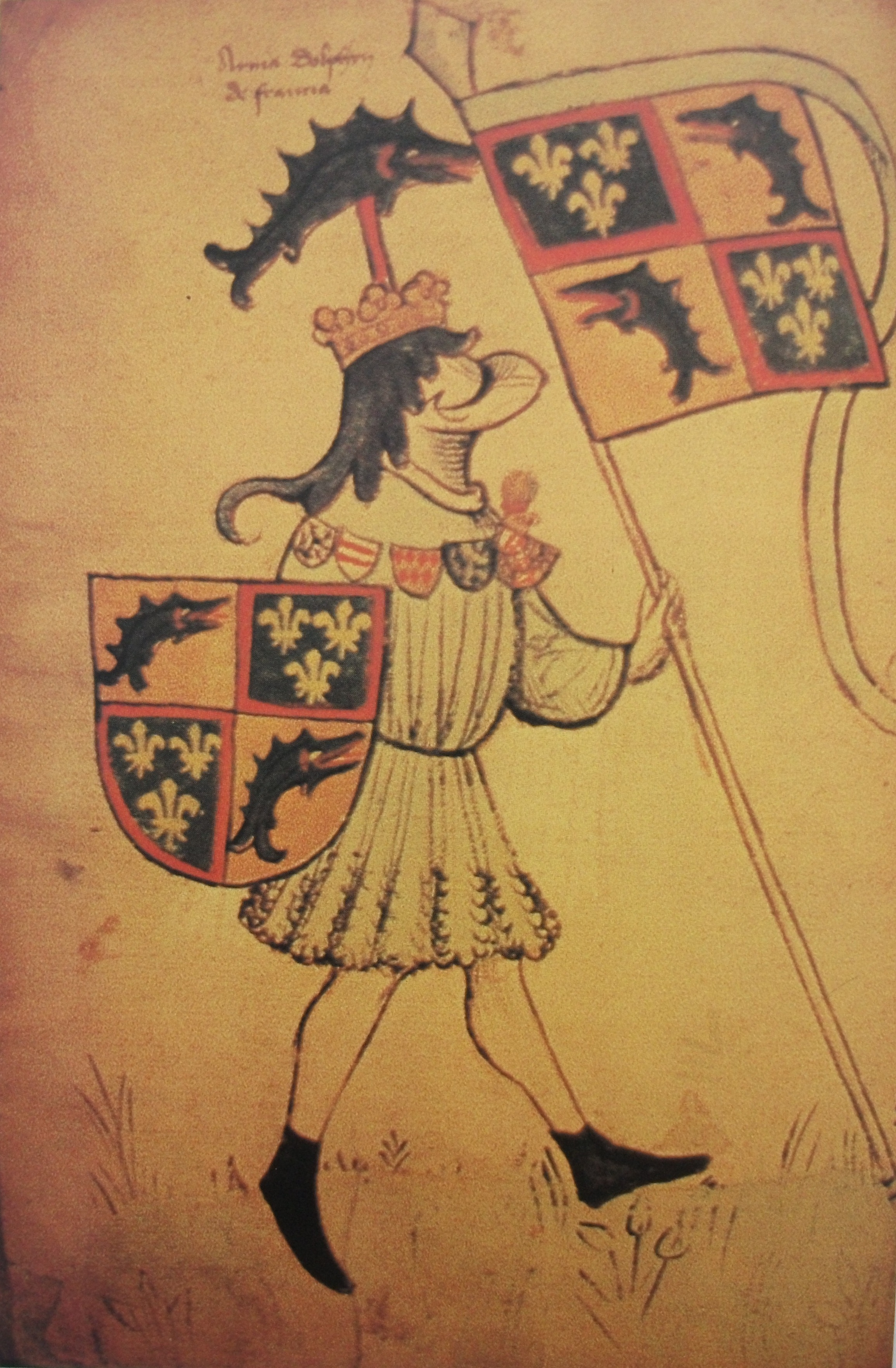
Le dauphin Louis, futur roi de France Louis XI

Il existe encore quelques ouvrages qui relatent les contes et les légendes des différents secteurs du Vercors, y compris pour le pays des Quatre-Montagnes. Le plus connu est un ouvrage notable consacré aux légendes du Dauphiné, fruit d'une recherche importante. Cette brochure assez volumineuse de 576 pages a été rédigée par Charles Joisten (1936-1981), ancien conservateur du Musée dauphinois du Conseil général de l'Isère situé à Grenoble et qui relate, parmi les autres légendes, le bestiaire fantastique du secteur de Villard-de-Lans, avec notamment :
des fées ou fayes, cachées dans des grottes (une grotte des fées existe du côté de Méaudret),
des diables, venant brosser les chevaux dans les écuries,
des fleurs magiques, des chasseurs de sorciers, nom donné à des exorcistes locaux,
des loups garous, des créatures mythiques mi-homme, mi-loup.
Une légende, originale, de chat qui parle y est également relatée
Un autre ouvrage, récemment édité par une nouvelle maison d'édition basée à Saint-Martin-en-Vercors et dénommé « Entre Diable et fées, Contes et légendes en Vercors », écrit par Lydia Chabert-Dalix, relate de nombreux récits collectés par l'auteure, gérante avec son époux de l'auberge de Malaterre, ancienne maison forestière, située au cœur de la Forêt de Villard-de-Lans. Certaines veillées traditionnelles avec lectures de contes y sont encore pratiquées.
Un récit célèbre conté dans les veillées
À titre d'exemple, un récit historique, bien connu des anciens du Vercors, relate l'aventure du Dauphin de France Louis II, futur roi de France Louis XI, grand chasseur d'ours et qui aurait été attaqué par son propre gibier dans une forêt, non loin du bourg. Ce célèbre prince n'a dû son salut qu'à l'intervention de deux bucherons, Richaud et Bouillane. Louis leur remettra d'ailleurs un titre pour les remercier de leur action, et comme armes parlantes, une patte d'ours sur champ d'azur. (Le récit fut repris et amplifié de telle façon que celui-ci fit le tour du Dauphiné et, bien sûr, transposé dans d'autres lieux, mais le fait semble bien être survenu entre Villard, Die et Saint-Jean-en-Royans),.

### Patrimoine gastronomique

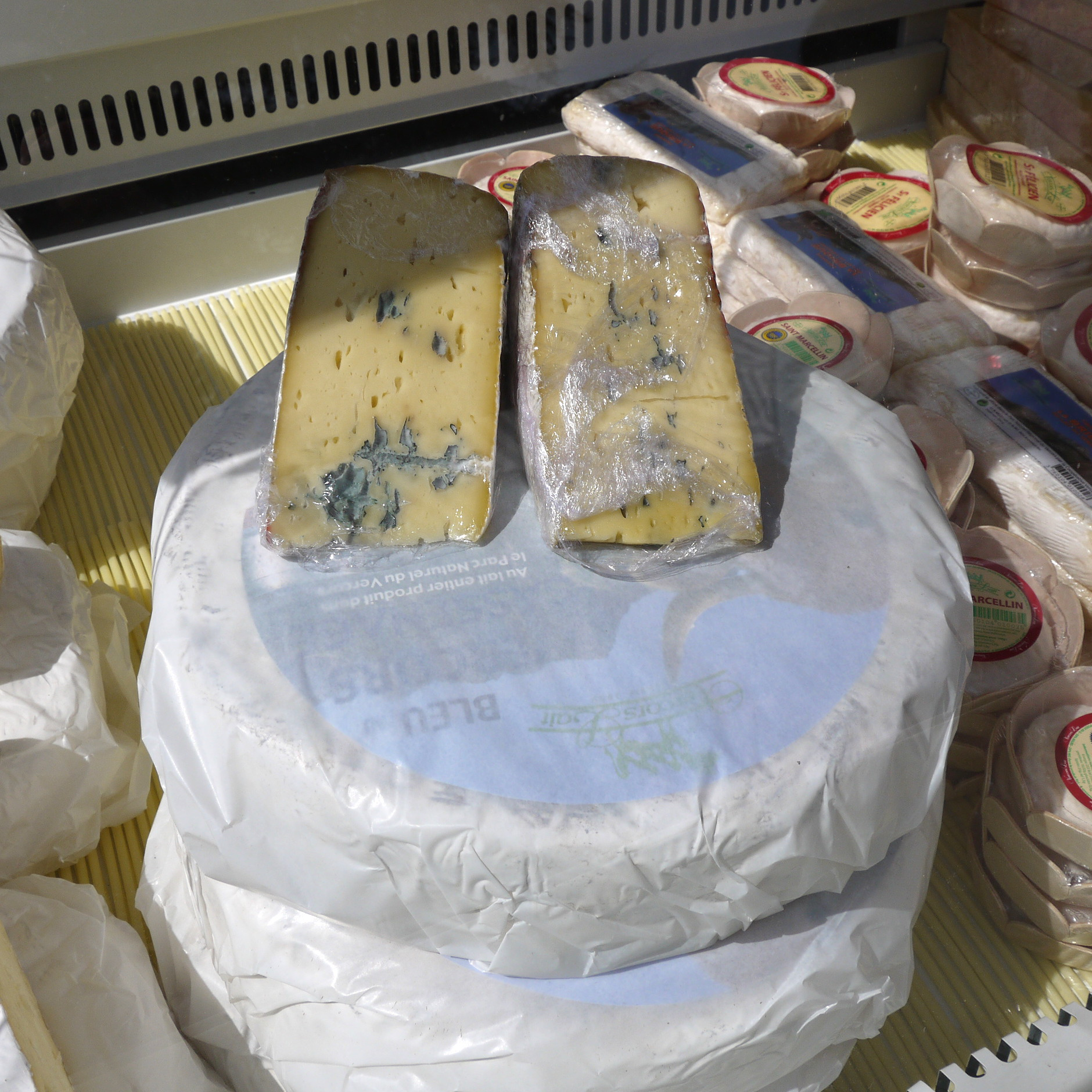
Étalage de bleus du Vercors-Sassenage protégé par film alimentaire.

Terroir montagneux et forestier, le Vercors propose un choix de produits culinaires variés. Villard-de-Lans, du fait de sa situation de carrefour économique et touristique du Vercors isérois, et surtout, situé non loin du territoire de la Drôme, propose, au niveau de ses nombreux restaurants, auberges et tavernes, un choix varié et original. De nombreuses exploitations agricoles proposent quelquefois aux touristes de passage, leurs productions locales, à commencer par le fromage, le fameux bleu du Vercors, fromage de lait de vache à pâte persillée.
Ce fromage bénéficie d'une AOC depuis le 30 juillet 1998, et une association, la confrérie du Bleu, organise la promotion de ce produit culinaire au-delà de la région elle-même.
Ce produit est lié à la production de lait local et de la race bovine qui est spécifique au territoire de la commune, réputée également pour sa viande.

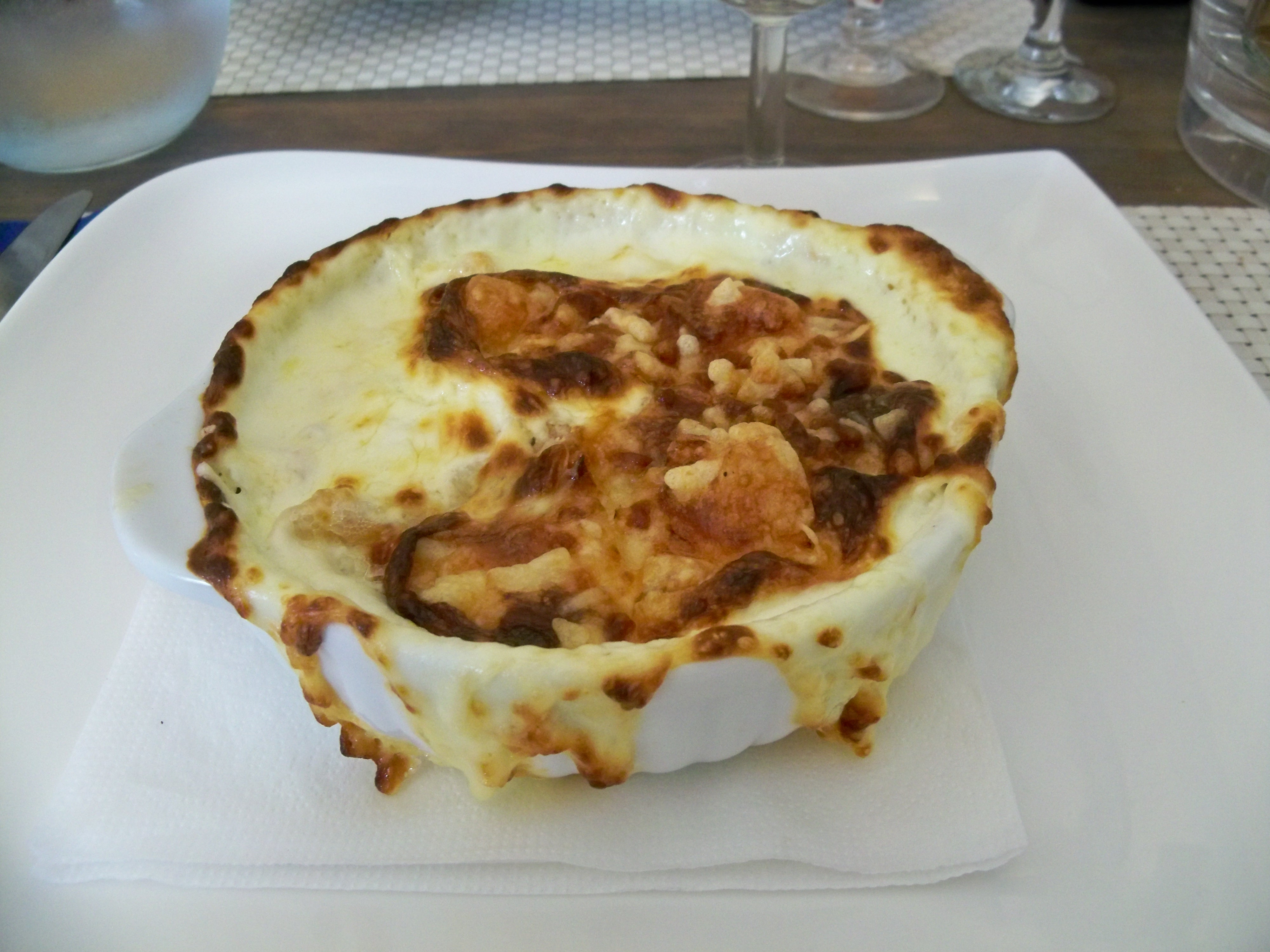
Gratin de ravioles

D'autres spécialités culinaires, originaires du Vercors drômois et des territoires voisins, se retrouvent également sur les menus et les cartes des restaurants de la commune, telles que les ravioles qui sont des carrés de pâtes farcies, spécialité du Royans proche, le murçon (Matheysine) et le gratin dauphinois. On peut également y découvrir le picodon, vendu par des producteurs locaux, car Villard-de-Lans se trouve à la limite de l'aire AOP de ce fromage de chèvre.
Le site de la coopérative des agriculteurs du Vercors (présentation dans le chapitre "Économie") propose une liste des spécialités culinaires fabriquées avec du lait des vaches du parc naturel régional du Vercors, notamment la vercouline, plat similaire à une raclette classique mais avec du Bleu du Vercors.
Il existe également une manufacture artisanale de production de bière, dite « du Vercors », brassée avec l'eau des torrents du territoire de Villard-de-Lans. L'usine de mise en bouteille est également située sur le territoire de la commune.

### Patrimoine naturel

#### Patrimoine naturel géologique

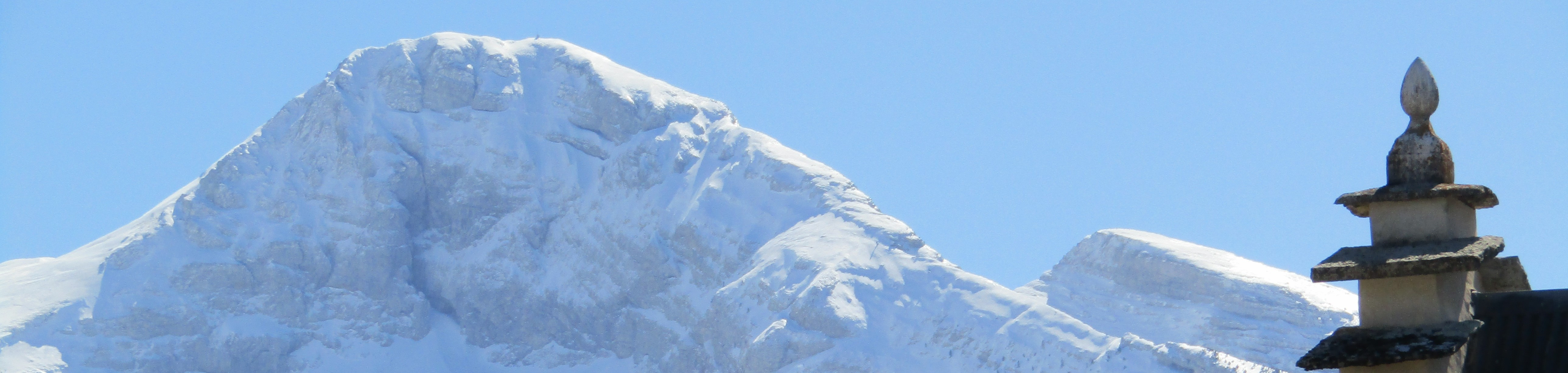
La Grande Moucherolle et la Petite Moucherolle depuis Villard-de-Lans

##### Les sites montagnards (Le domaine d'altitude)

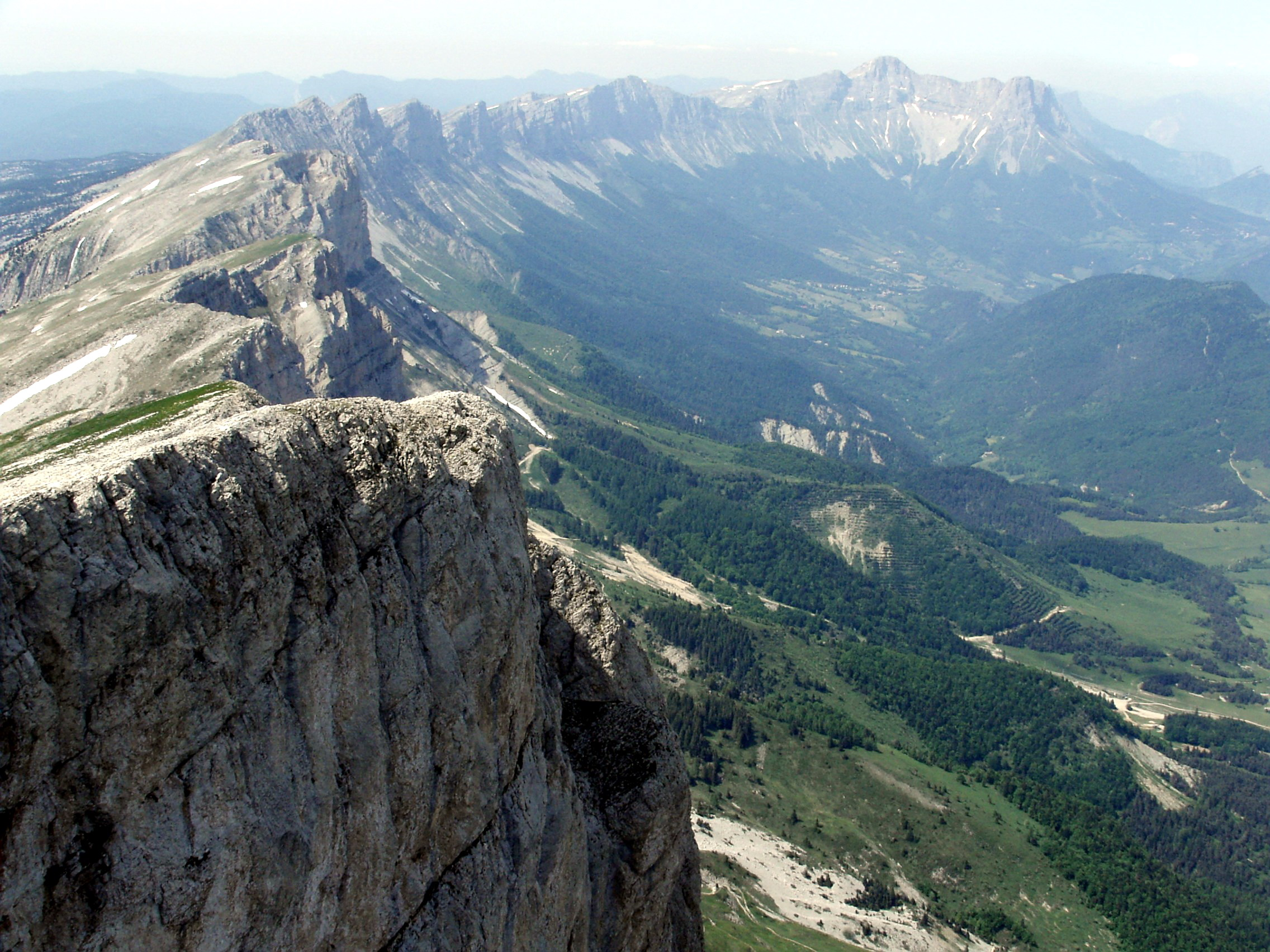
La ligne de crête du Vercors (Secteur Est de la commune)

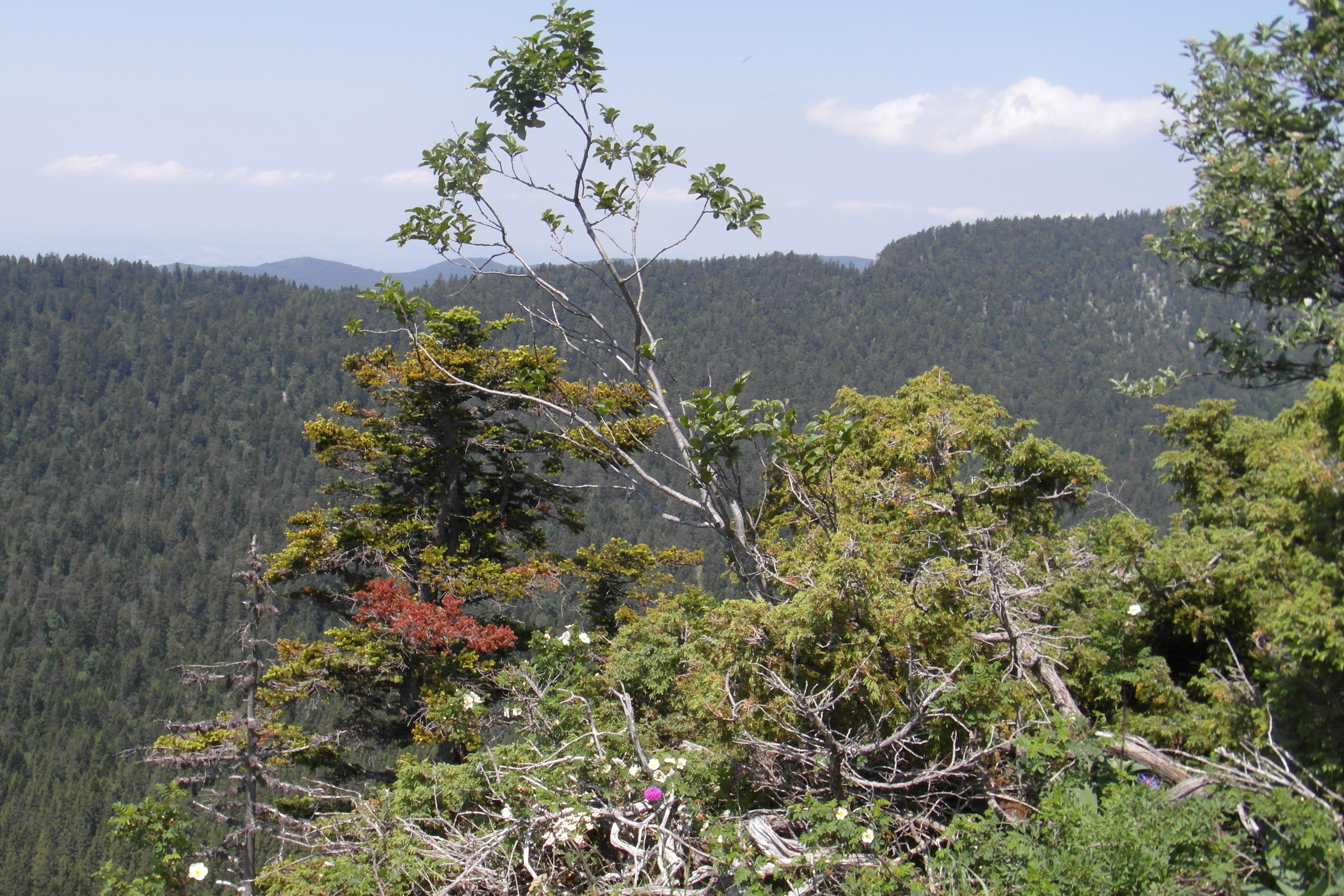
Le Belvédère de Château Julien (Secteur du Sud-Ouest)

La crête rocheuse du Vercors, visible du Val de Lans comme de la cuvette grenobloise dont elle domine la partie occidentale, reste un site extrêmement remarquable et correspond exactement aux limites cadastrales est et sud-est de la commune de Villard-de-Lans.
Tous situés sur le territoire de la commune, ses points culminants (sommets) et ses points de passage (cols) les plus notables sont (du nord au sud) :
- Le col de l'Arc[Note 18] - 1 736 mètres ;
- La crête des crocs - 2 005 mètres ;
- Les rochers de l'ours - 2 038 mètres ;
- Le roc Cornafion - 2 049 mètres ;
- Le col Vert[Note 19] - 1 786 mètres ;
- Les rochers du rang des agnelons - 1 974 mètres ;
- Les arêtes du Gerbier - 2 109 mètres ;
- Le pas de l'Œille - 1 960 mètres ;

et le secteur des « Moucherolles » et des « Deux Sœurs » qui marque la limite sud de la commune avec :
- La petite Sœur Sophie - 2 162 mètres ;
- Le col des Deux Sœurs - 2 056 mètres ;
- La grande Sœur Agathe - 2 193 mètres ;
- La Grande Moucherolle - 2 284 mètres[Note 20].

Le sommet de la petite Moucherolle (2 156 mètres), voisin de la Grande Moucherolle et visible du bourg, n'est pas située sur le territoire de Villard-de-Lans, mais sur celui de la commune voisine de Corrençon-en-Vercors.
Le domaine de la moyenne montagne ne se limite pas à la ligne des crêtes orientales. D'autres monts et des passages, plus moins isolés, entourent le bourg central de Villard-de-Lans. On peut citer notamment :
- La Molière (à l'ouest du Bourg de Villard) - 1 315 mètres ;
- Le sommet du Meillarot (au nord ouest du Bourg de Villard) - 1 361 mètres ;
- Le Gros Martel (à l'ouest du torrent du Méaudret) - 1 556 mètres ;
- Les rochers de Chalimont (au sud-ouest du torrent de la Bourne) - 1 583 mètres ;
- La brèche de Chalimont (près des rochers de Chalimont) - 1 402 mètres ;
- Le Sapin du Vercors (dans le même secteur que le sommet précédent) - 1 587 mètres ;
- Le bénitier du Merlon (secteur de Valchevrière) - 1 205 mètres ;
- Le plateau de Château-Julien (secteur sud, vers Herbouilly) et son belvédère - 1 560 mètres ;
- Le col de Malaterre (même secteur que le précédent) - 1 450 mètres ;
- Le sommet de La Sambue (partagé avec le territoire de Corrençon-en-Vercors) - 1 575 mètres ;
- Le crêt du Peuil (au sud du Bourg en direction de Corrençon en Vercors) - 1 375 mètres.

Principaux sommets et cols du territoire de Villard-de-Lans
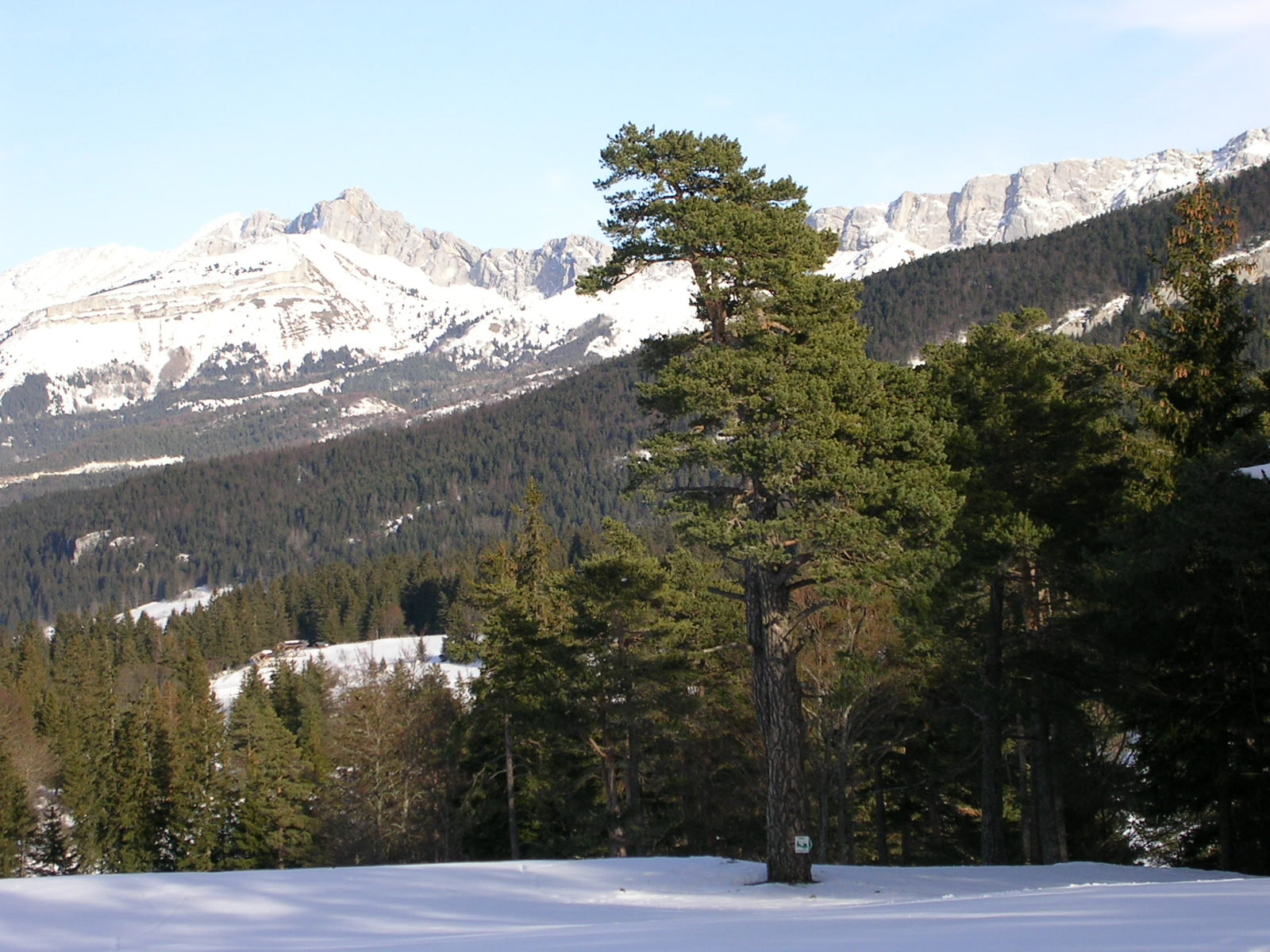
Le Roc Cornafion.
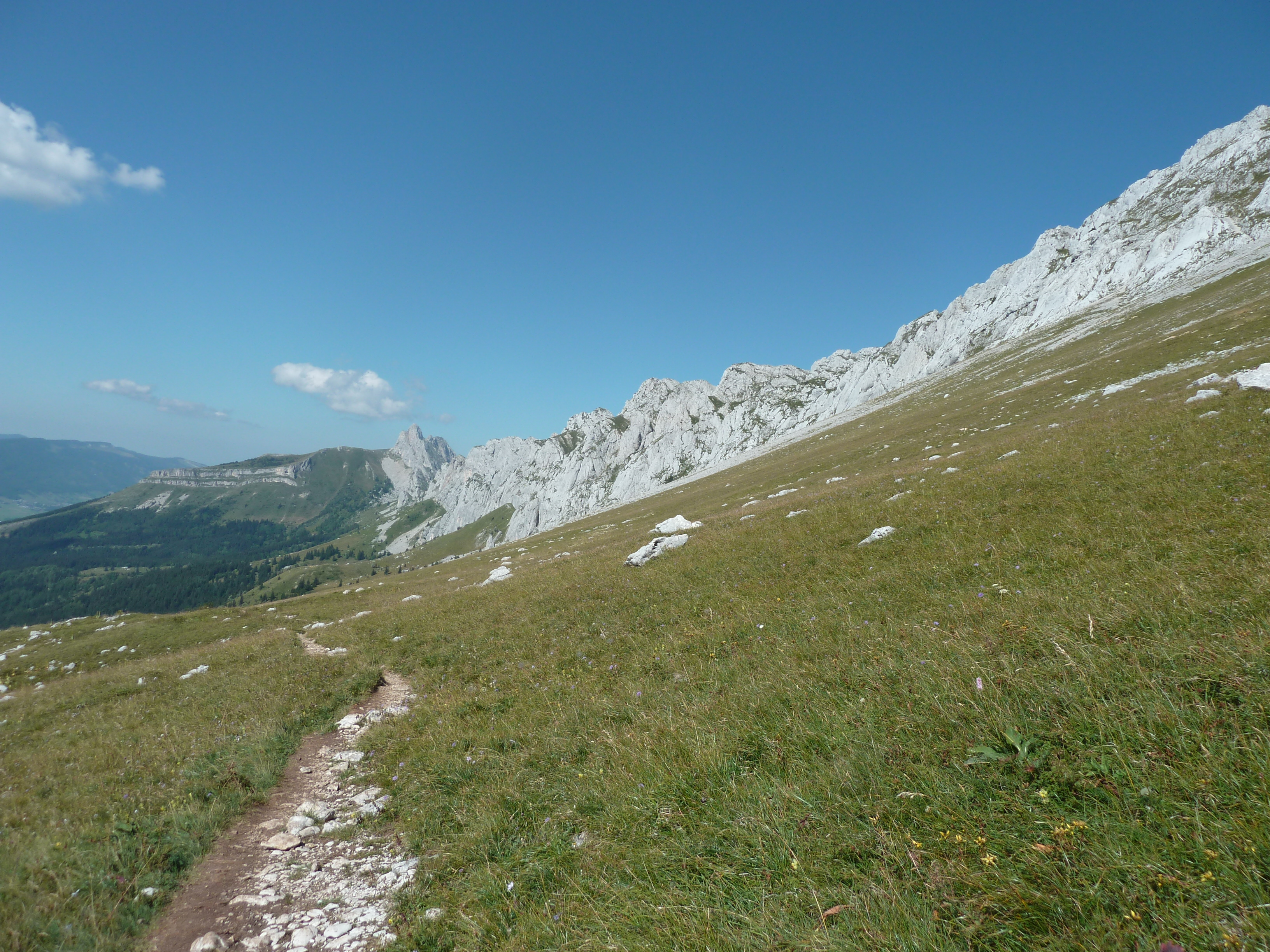
Les Arêtes de Gerbier (de près).
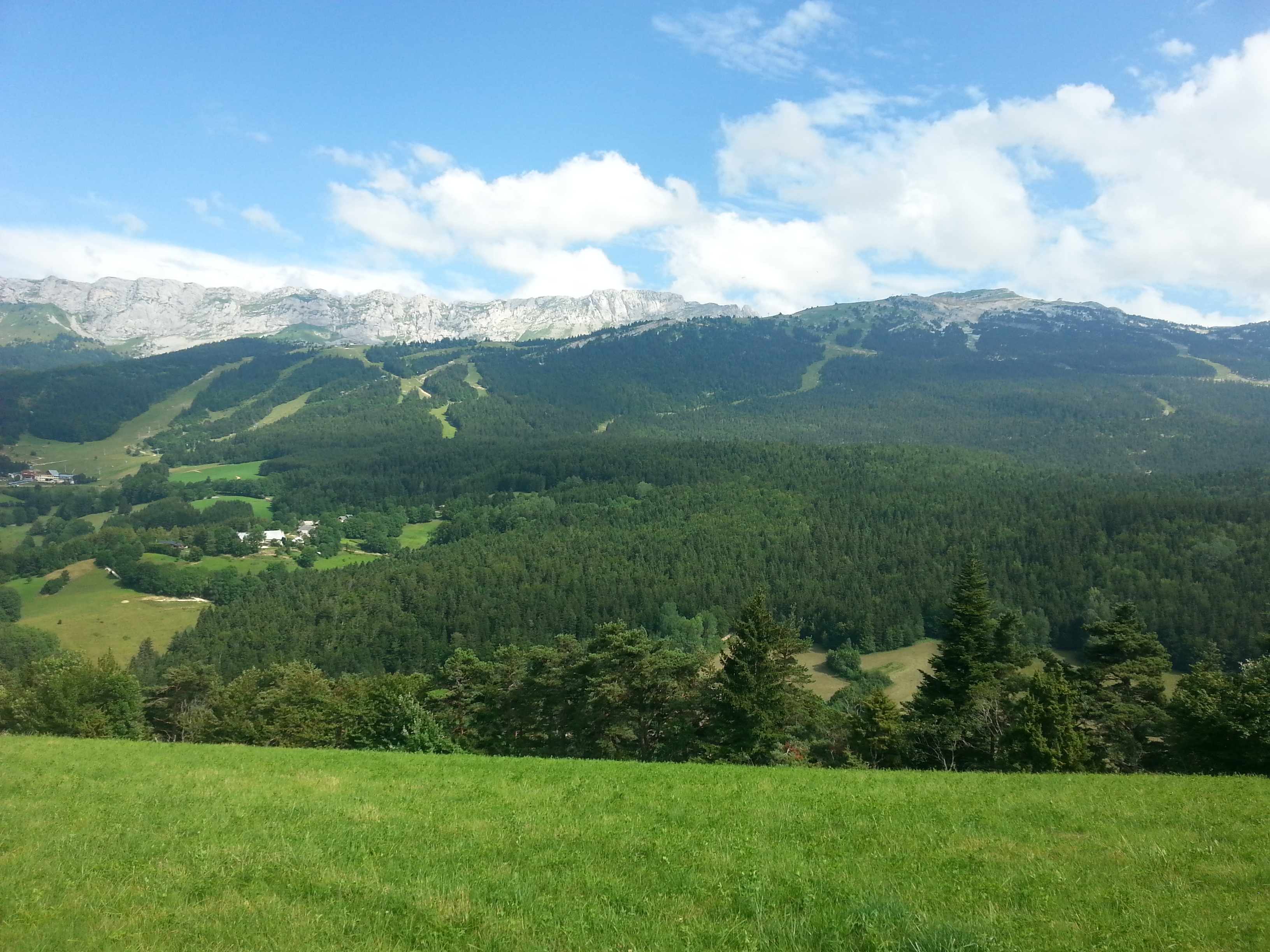
Les Arêtes de Gerbier (de loin).
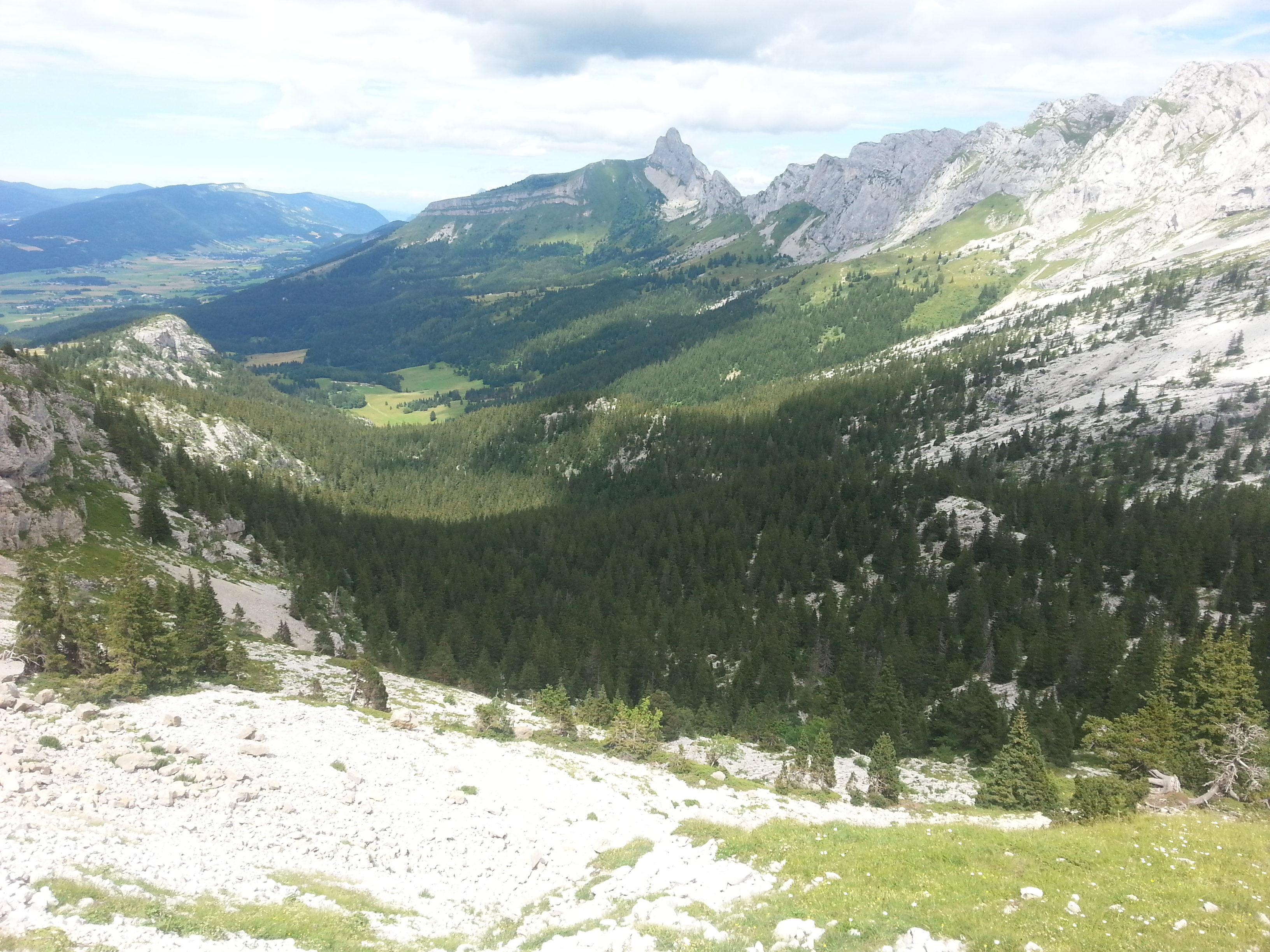
Le col vert (au second plan).
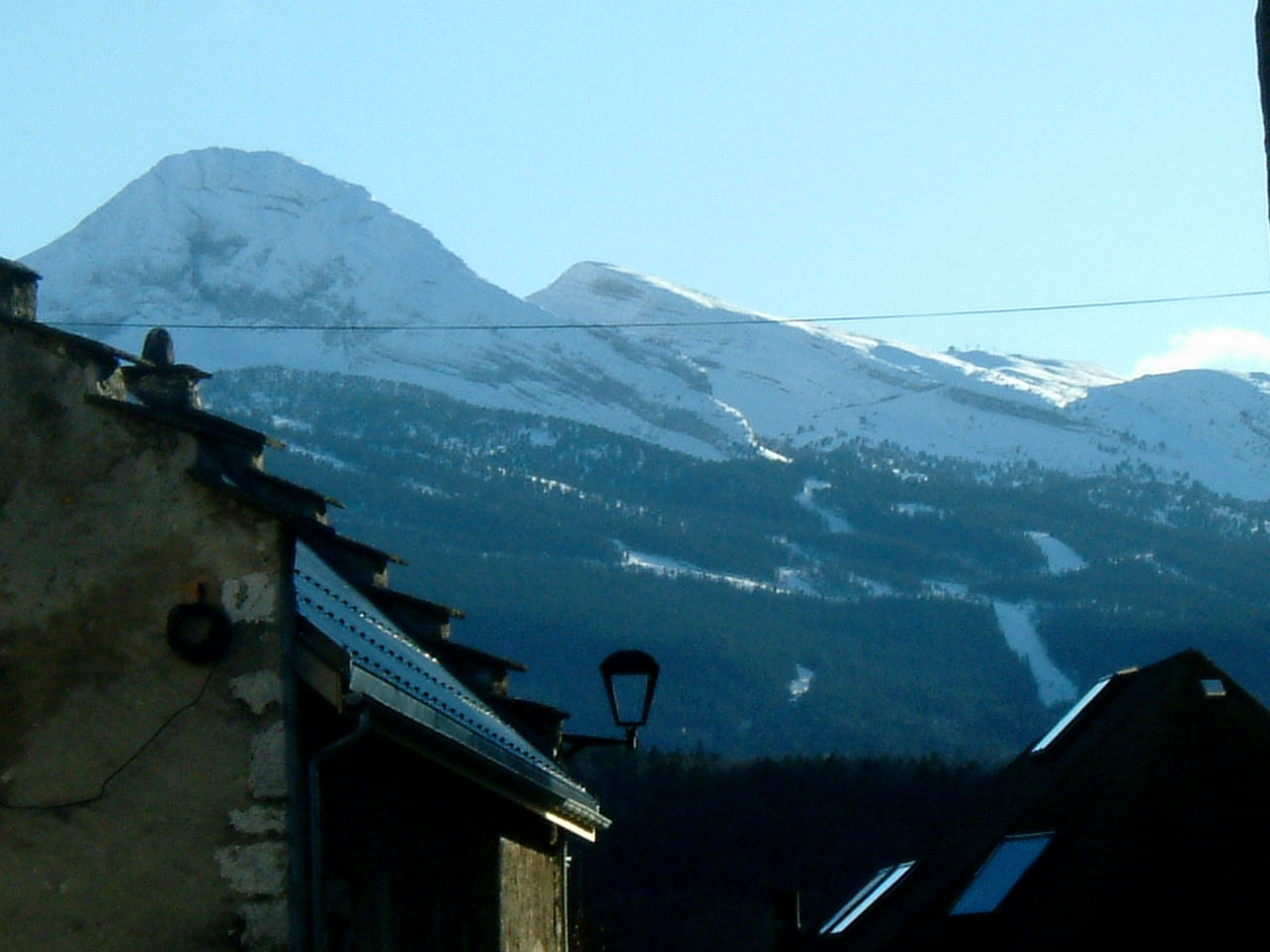
La Grande Moucherolle (depuis Villard).
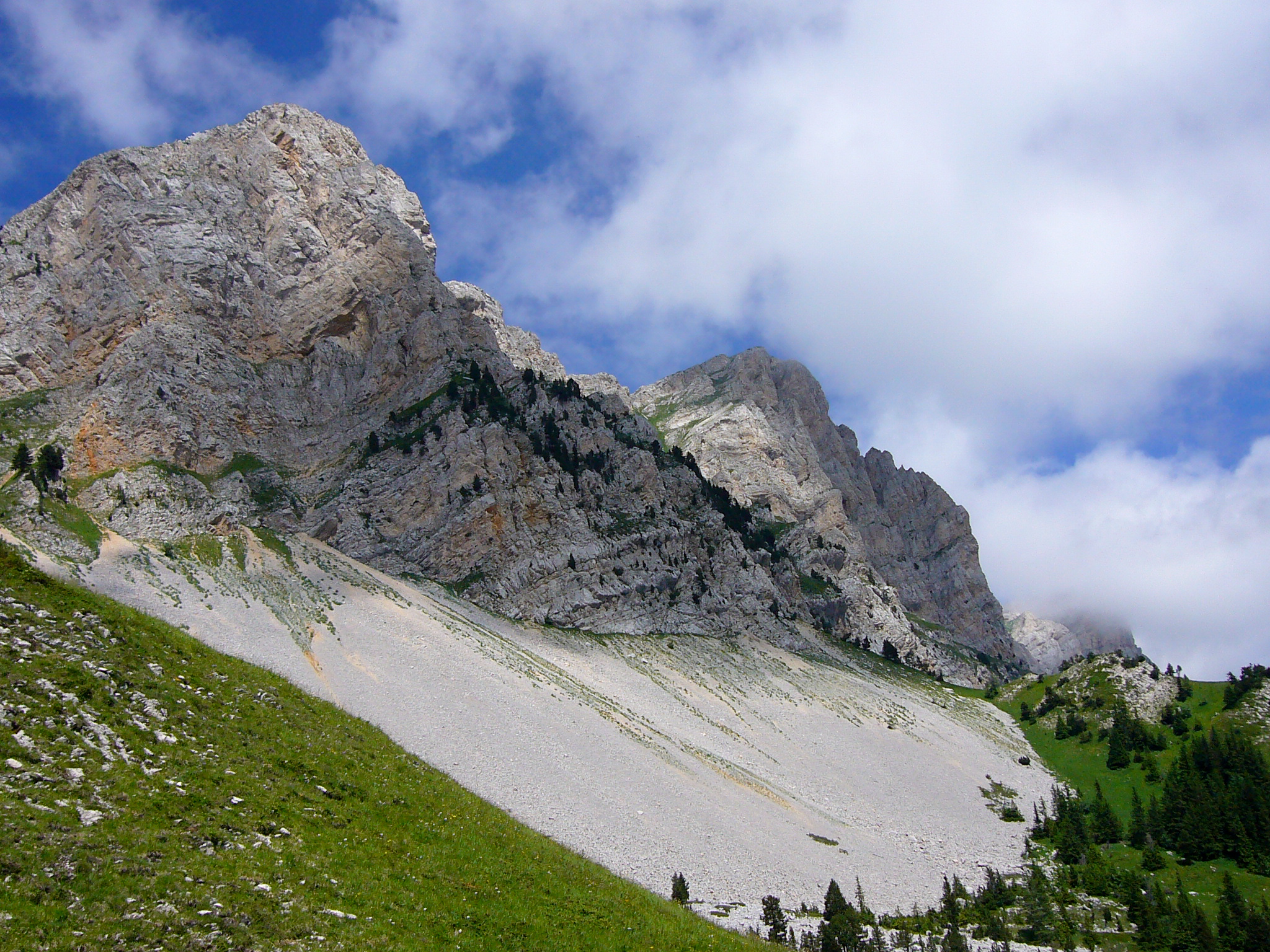
La Grande Moucherolle.
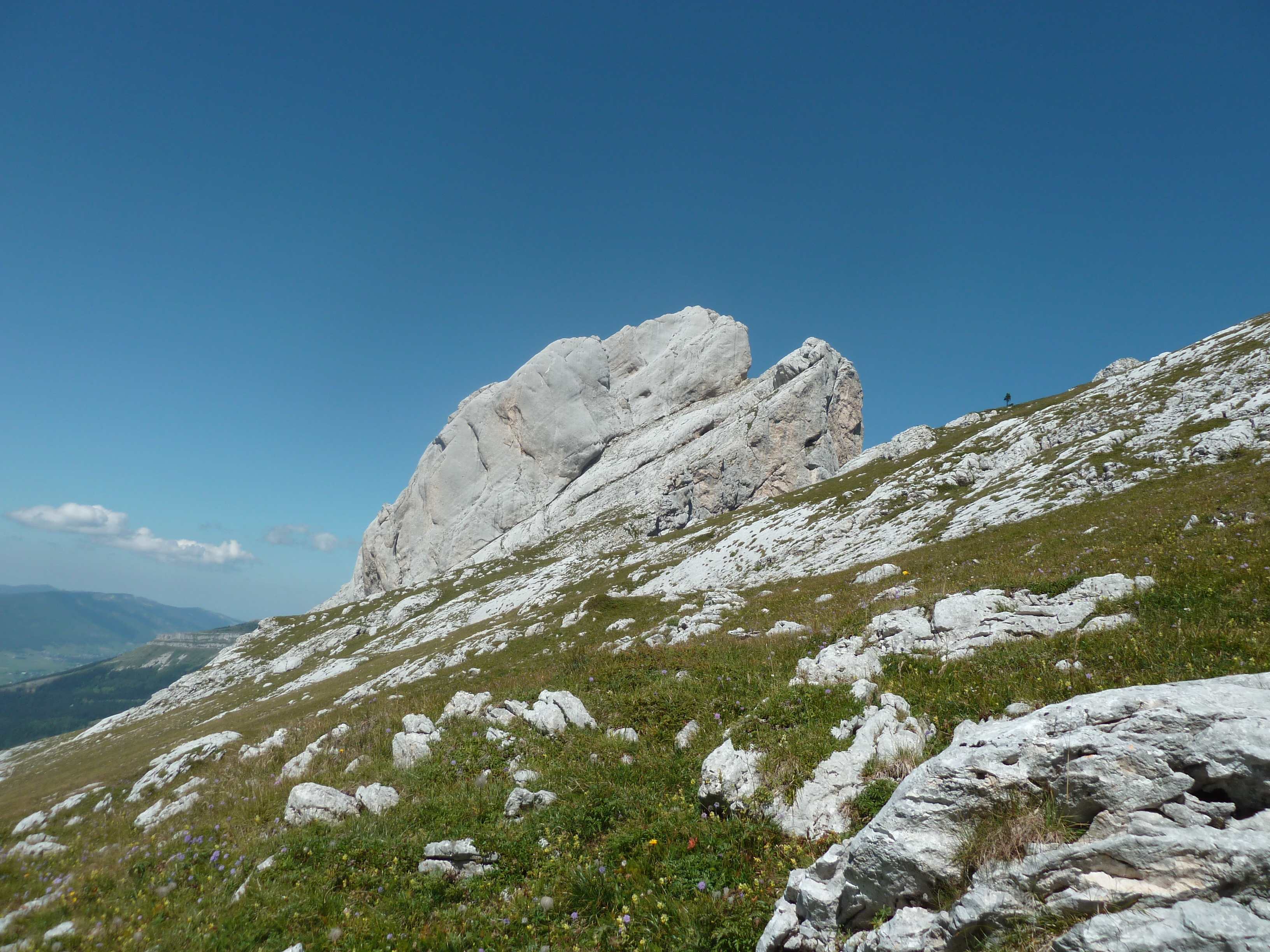
Chemin du Pas de l'Œille.
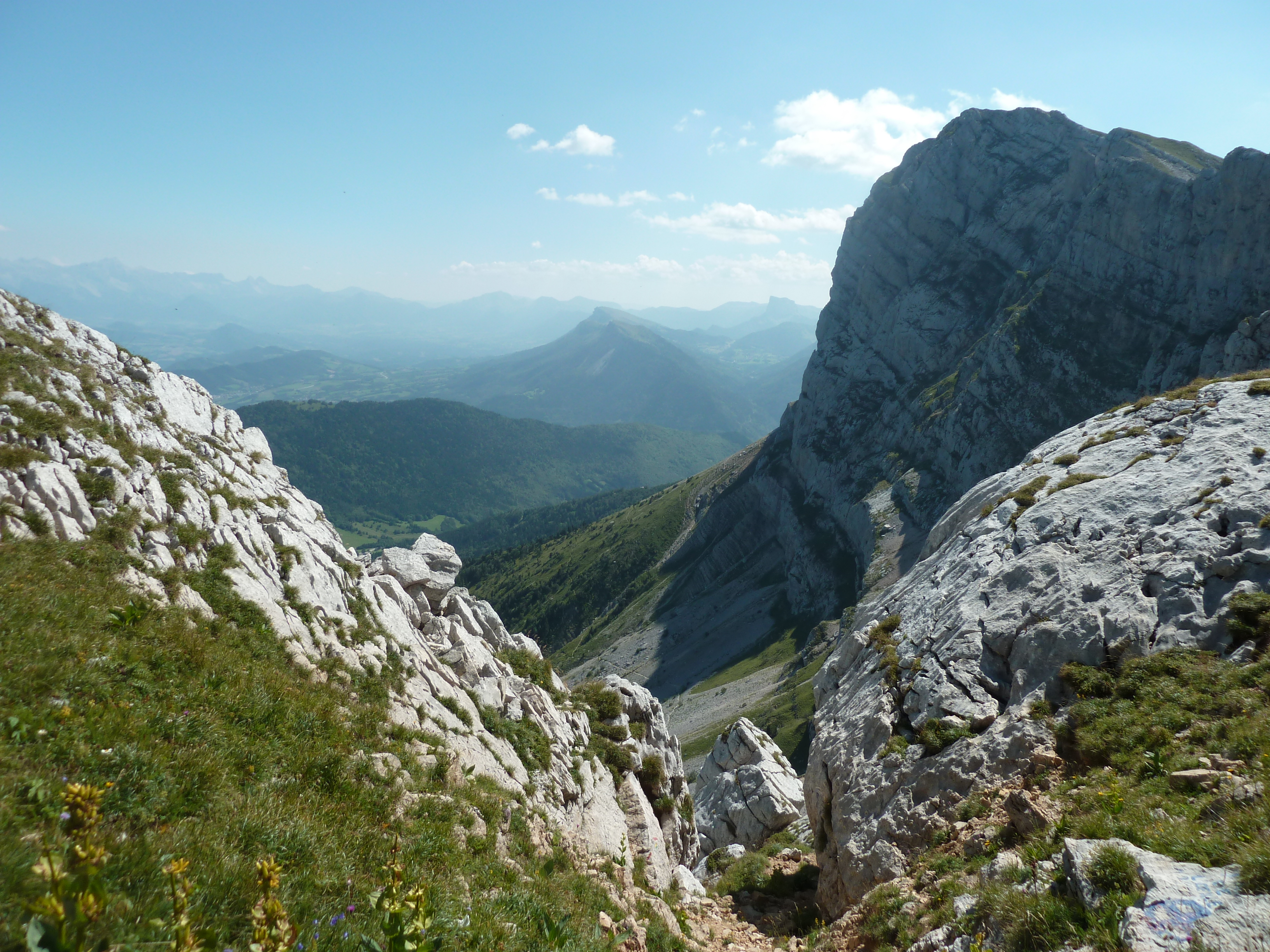
Le Pas de l'Œille.
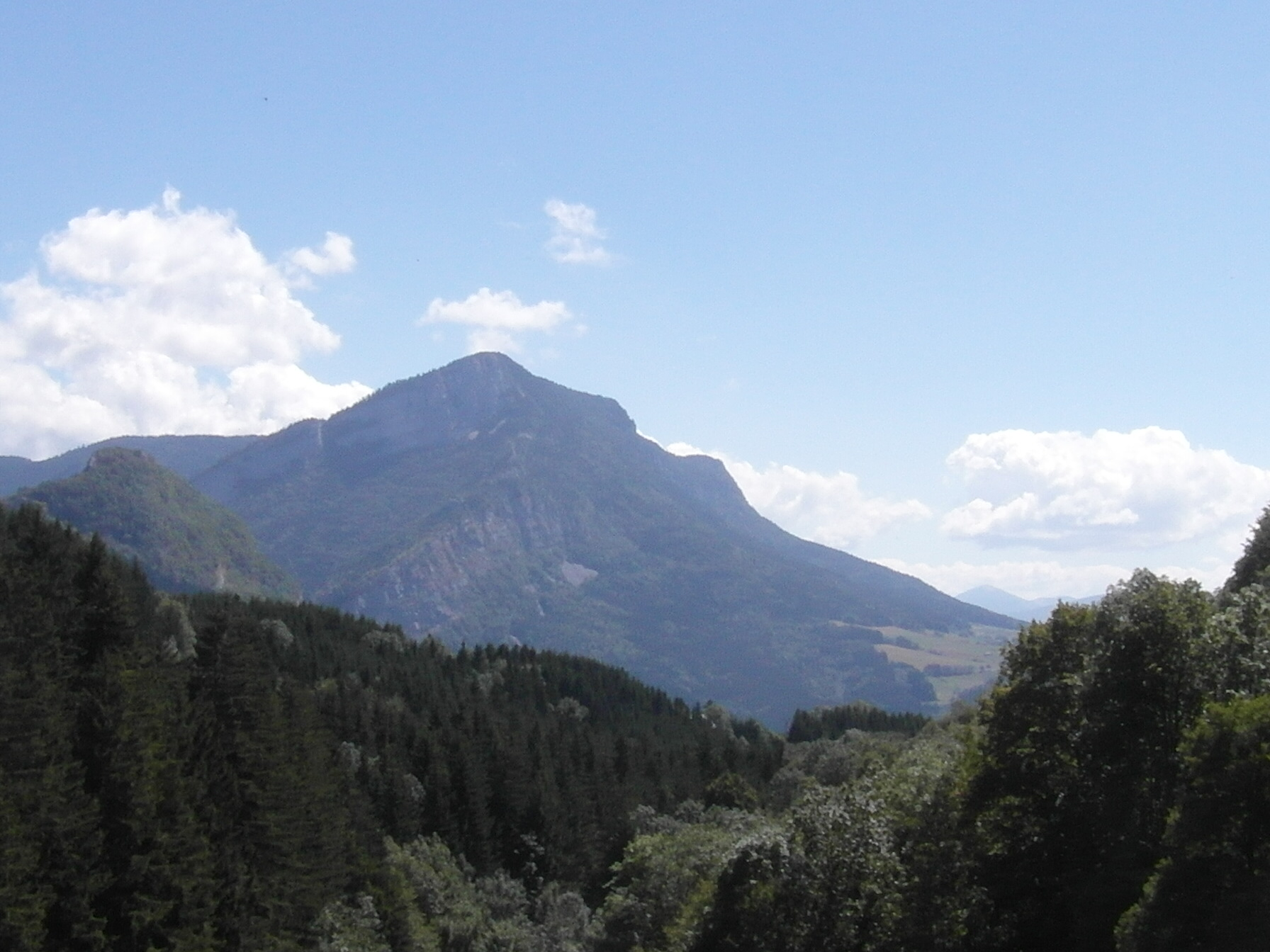
Les Rochers de Chalimont.
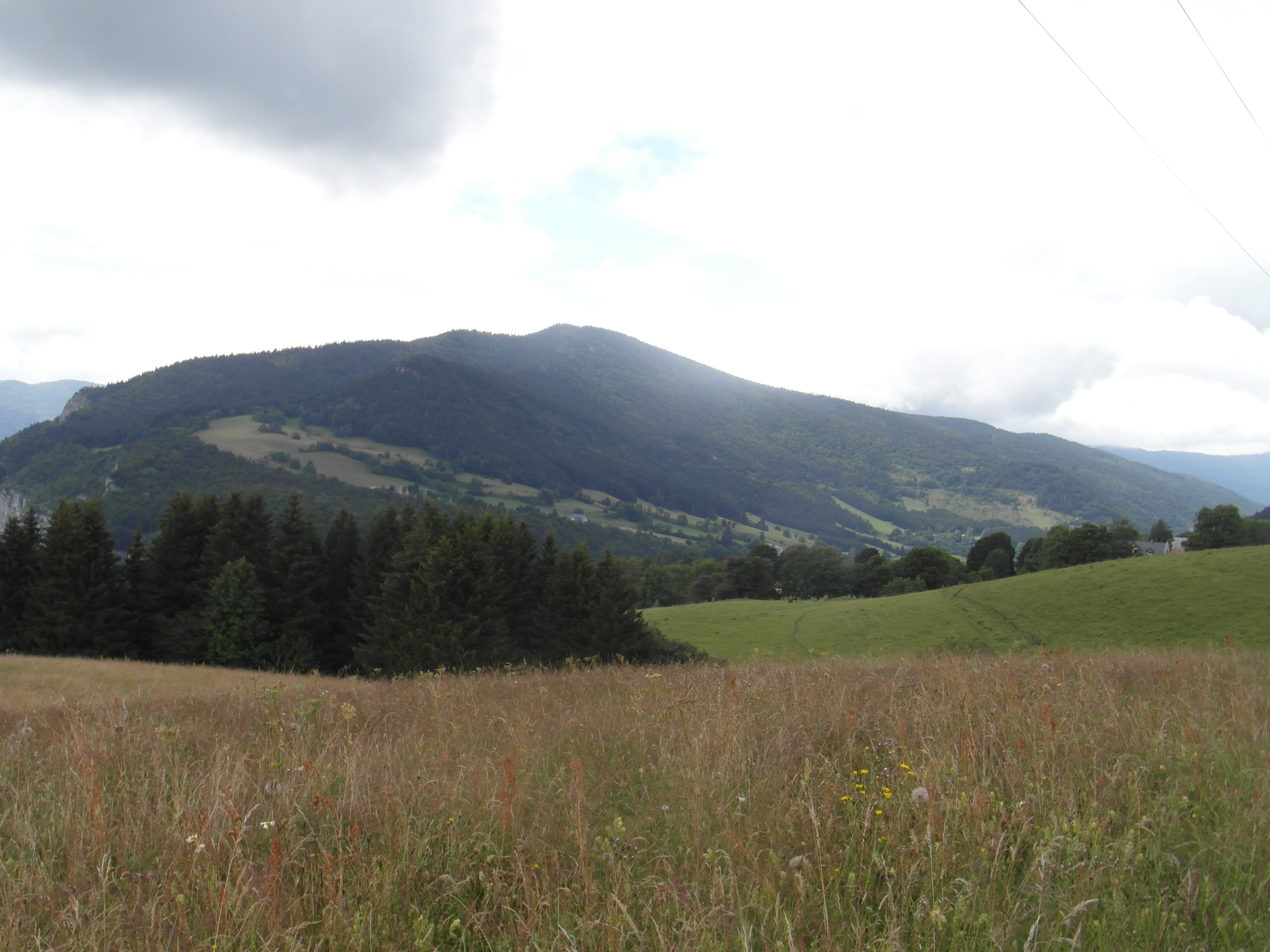
le Gros Martel

##### Les sites spéléologiques (le domaine souterrain)

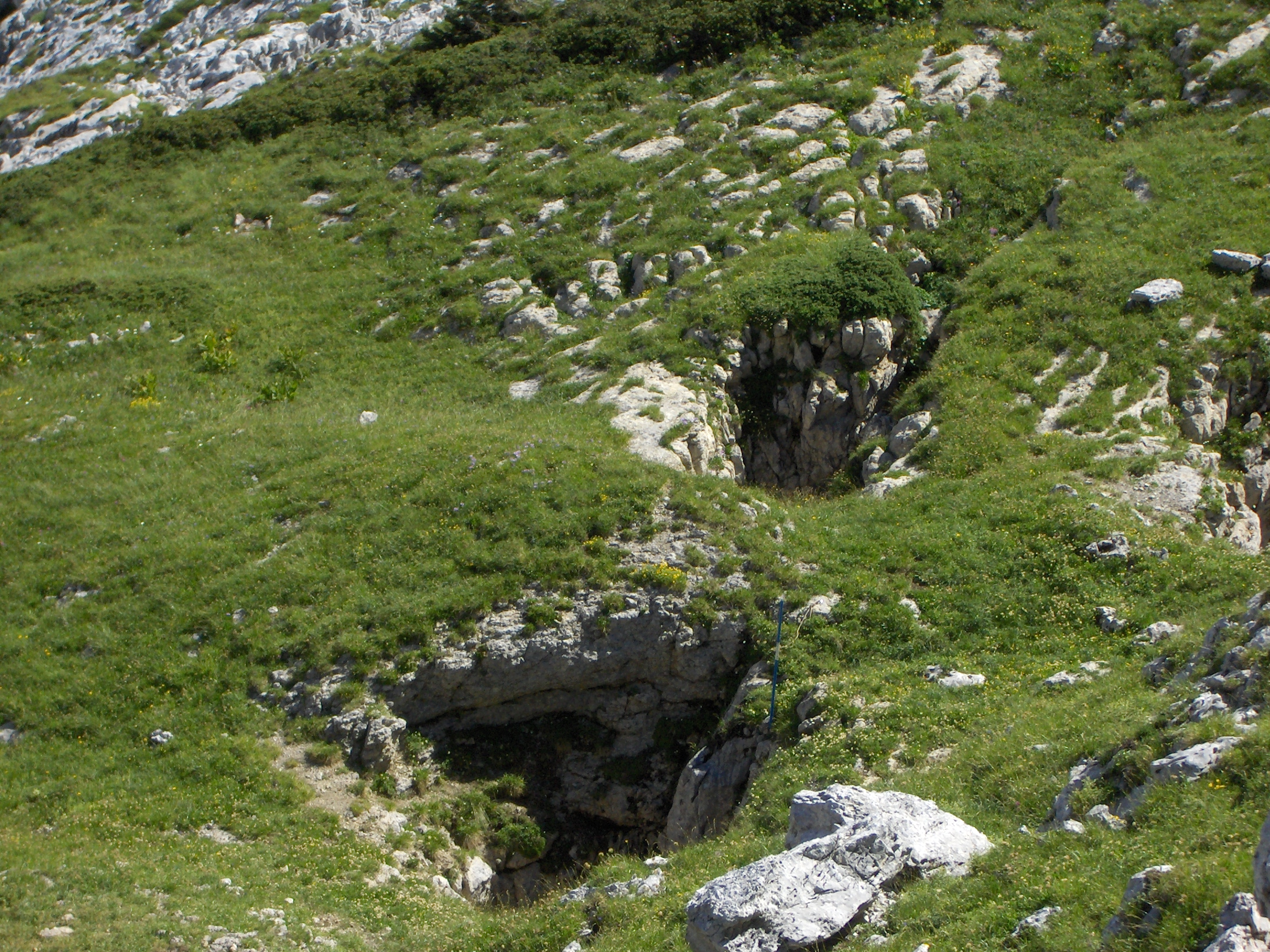
Entrées du scialet de la Bourrasque au milieu du vallon.

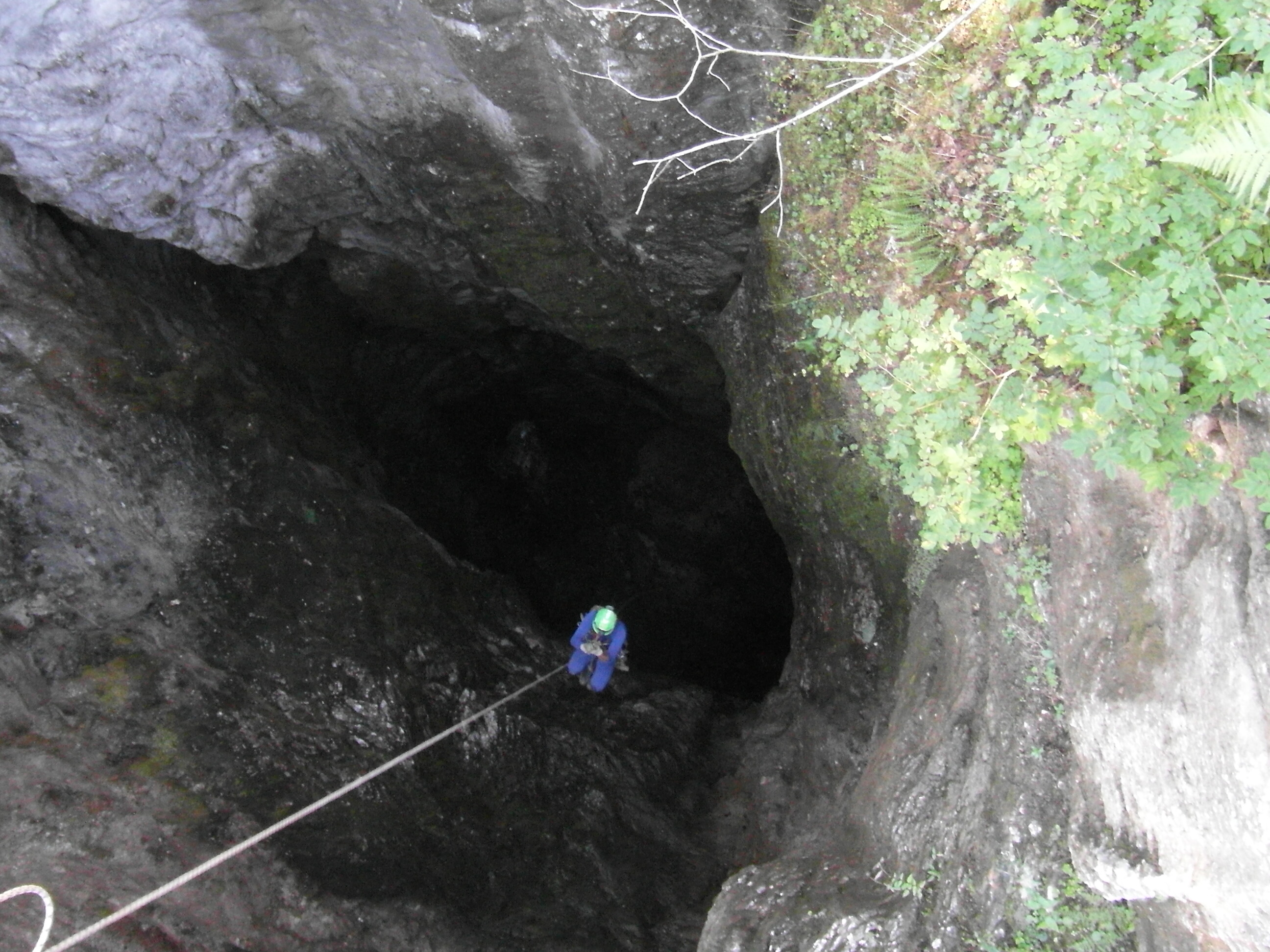
Spéléologue sortant du scialet de Malaterre durant l'été 2015

Principales vues du Scialet de Malaterre
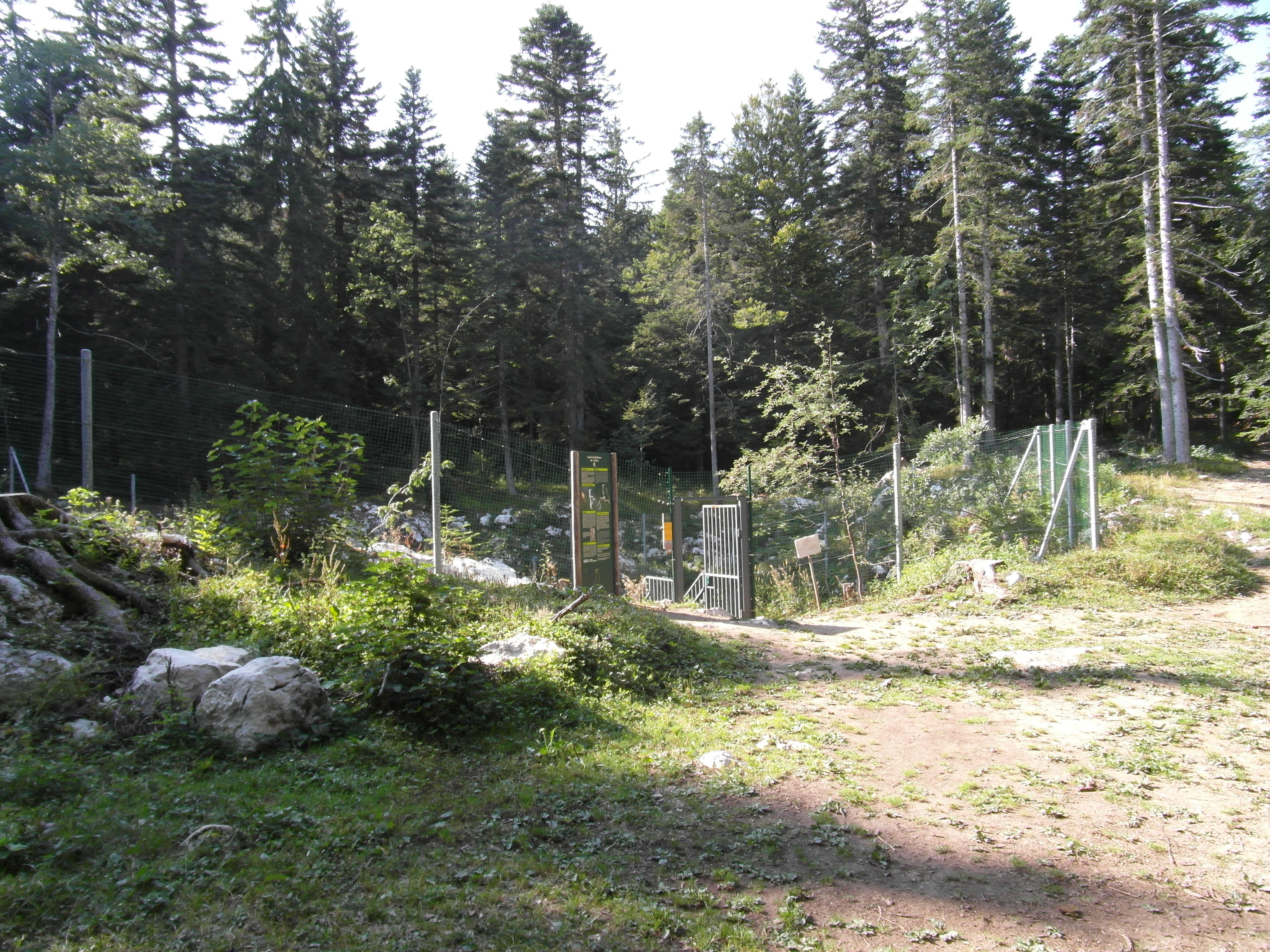
Clôture entourant le scialet
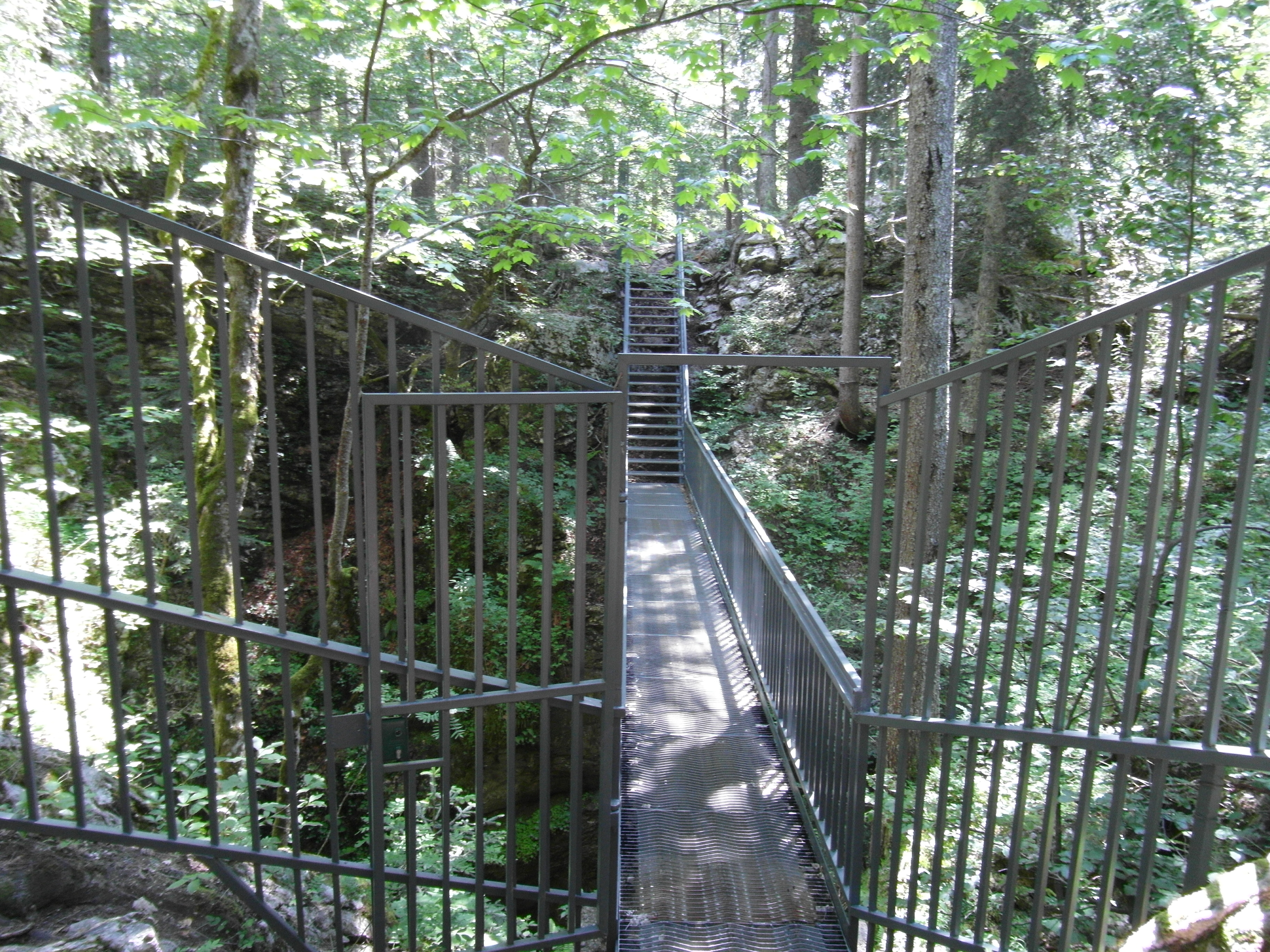
vue d'ensemble
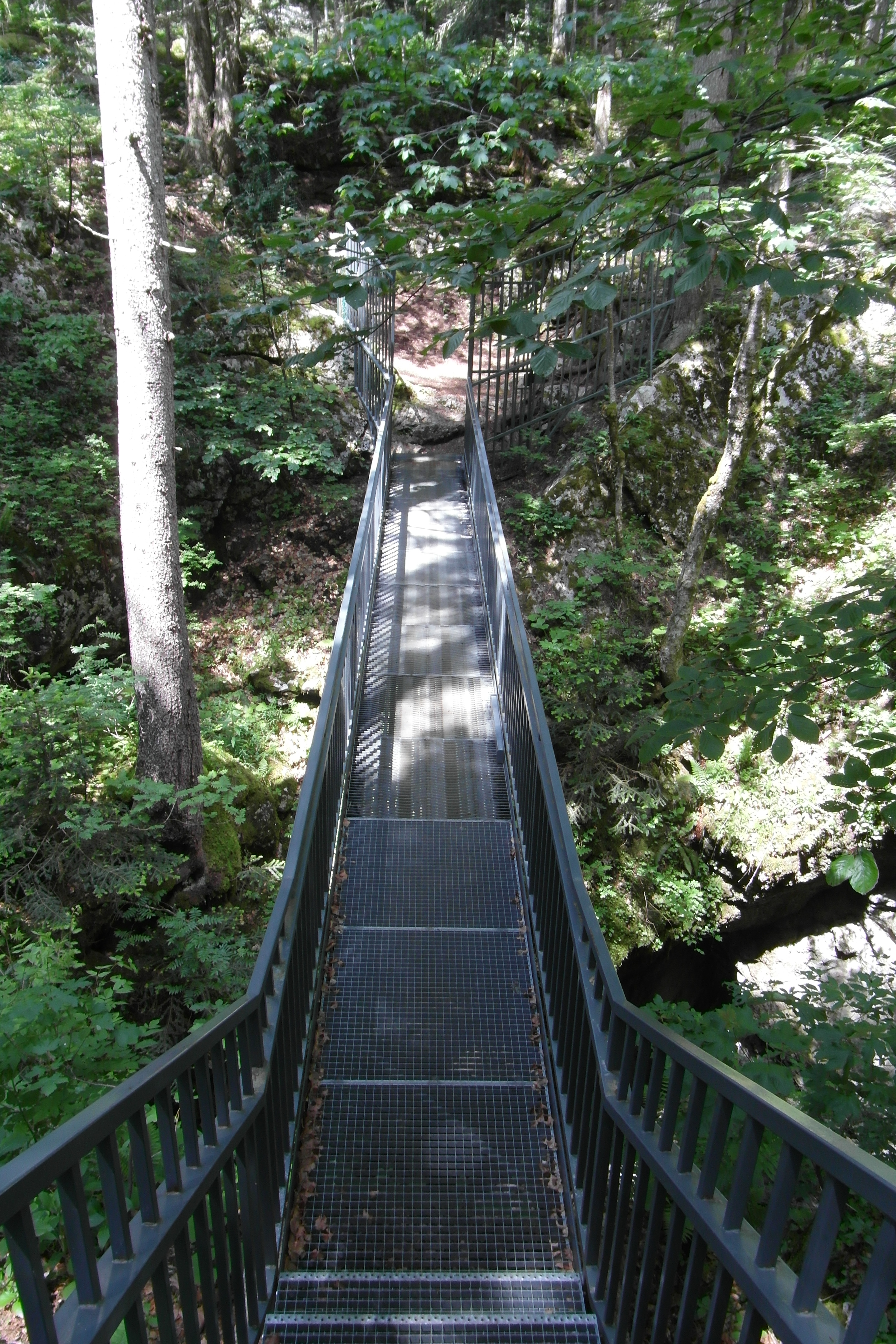
passerelle
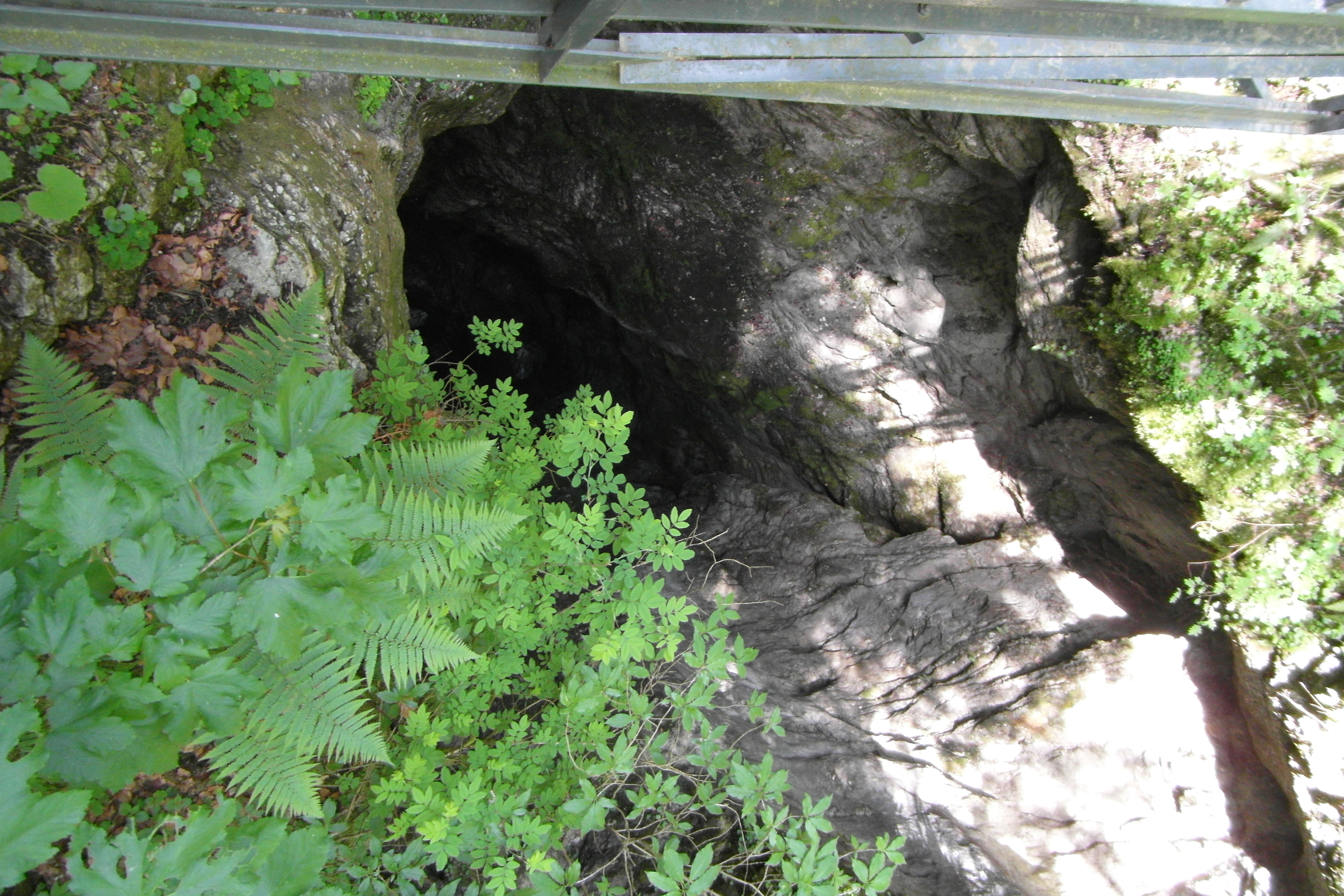
vue du côté ouest
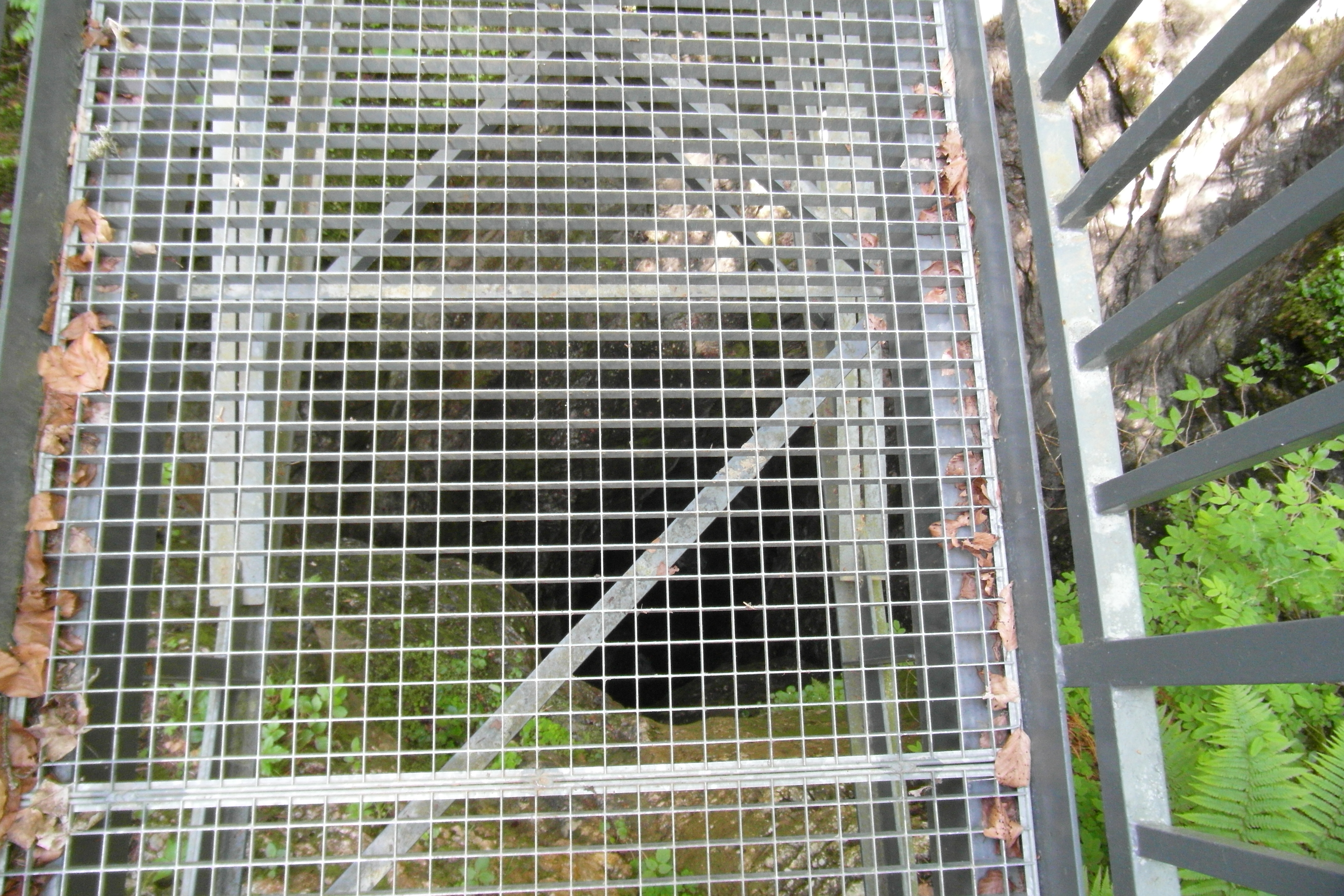
vue sous la passerelle
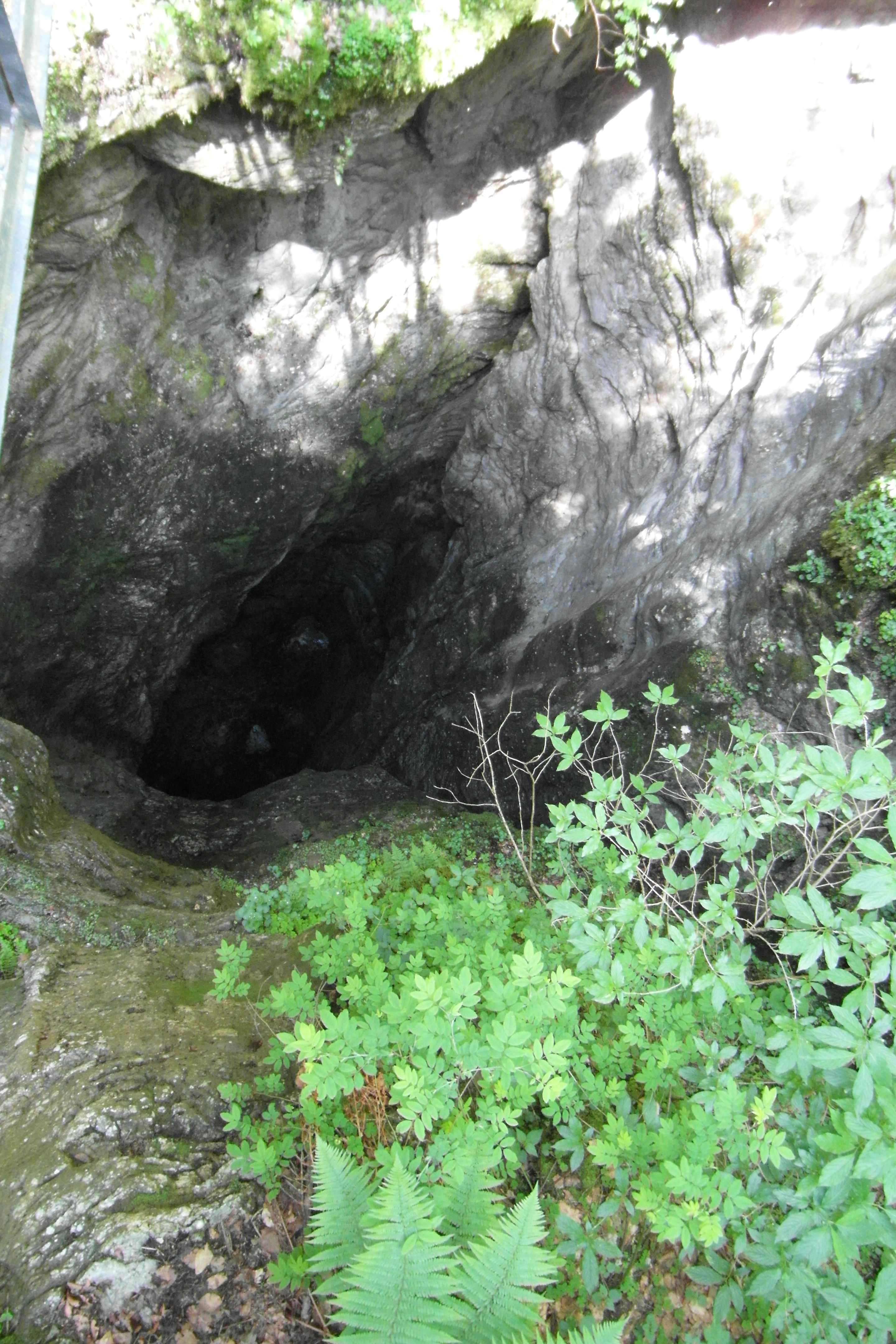
vue du côté est

Le Vercors est un massif extrêmement apprécié par les amateurs de spéléologie. Il existe, dans ce secteur montagneux, de nombreux prestataires d'activités touristiques et sportives, généralement installés à Villard-de-Lans et son ancien canton, mais aussi sur tout le territoire des communes du plateau (Quatre-Montagnes et tout le Vercors drômois). Ceux-ci proposent notamment des activités spéléologiques ouvertes à tous, y compris aux enfants et les groupes scolaires.
Cette activité est regroupée sous le label de la Fédération française de spéléologie (F.F.S), auquel est affilié au moins un club sur le territoire de la commune, l'association spéléologique du Vercors (A.S.V) fondée en 1961, disparue en 1978 et recréée en 2007.
Le Vercors septentrional reste célèbre dans le milieu de la spéléologie mondiale pour abriter dans son sous-sol de nombreuses cavités, les plus célèbres étant les grottes de Choranche, les cuves de Sassenage et, bien sûr, le gouffre Berger situé sur le territoire de la commune d'Engins. Villard-de-Lans abrite cependant des réseaux comprenant de nombreux scialets, le nom local pour désigner un puits naturel souterrain, ou gouffres, moins connus, ce qui n'empêche que ceux-ci ont fini par tous être répertoriés. Le réseau le plus exploré se dénomme le réseau du Clot d'Aspres et en particulier le scialet du Blizzard. On peut également citer le réseau du Trou qui souffle qui comprend la Goule blanche et la Goule Noire.

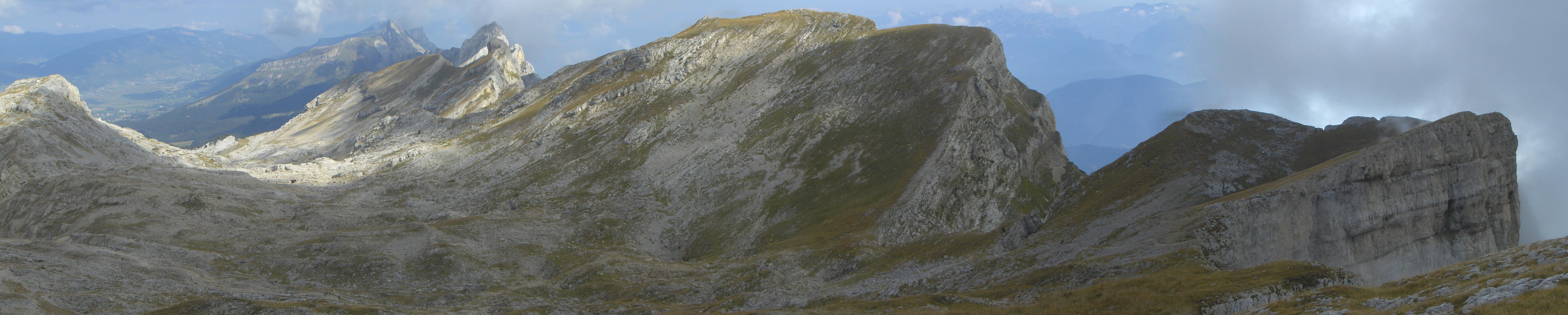
Le vallon du Clot d'Aspres abrite le plus grand réseau local, répertorié sur le territoire de la commune

##### Les dolines
La doline (dénommé gour au niveau local) est une petite dépression fermée caractéristique des régions de relief karstique est bien sûr présente sur le territoire de Villard-de-Lans, la plus connue des randonneurs étant :
- Le gour Martel

Situé sur la montagne du Gros Martel qui lui a donné son nom, cette doline se présente sous la forme d'une petite étendue d'eau située en pleine forêt à la limite du territoire villardien, non loin de Méaudre et du hameau du Méaudret. Une légende locale narre qu’un couple de paysans y aurait été englouti avec son attelage de vaches et que l'alliance de l'épouse fut retrouvée 400 mètres plus bas dans une fontaine du Hameau du Méaudret. Une autre légende à peu près similaire raconte qu'une paysanne ayant « fauté » et condamnée par le Diable y aurait été engloutie avec ses vaches de race locale.
- Le gour fumant

Située au sud du territoire communal, cette doline est connue des amateurs de spéléologie, car elle se situe à proximité immédiate d'une cavité souterraine.

#### Patrimoine naturel et biodiversité

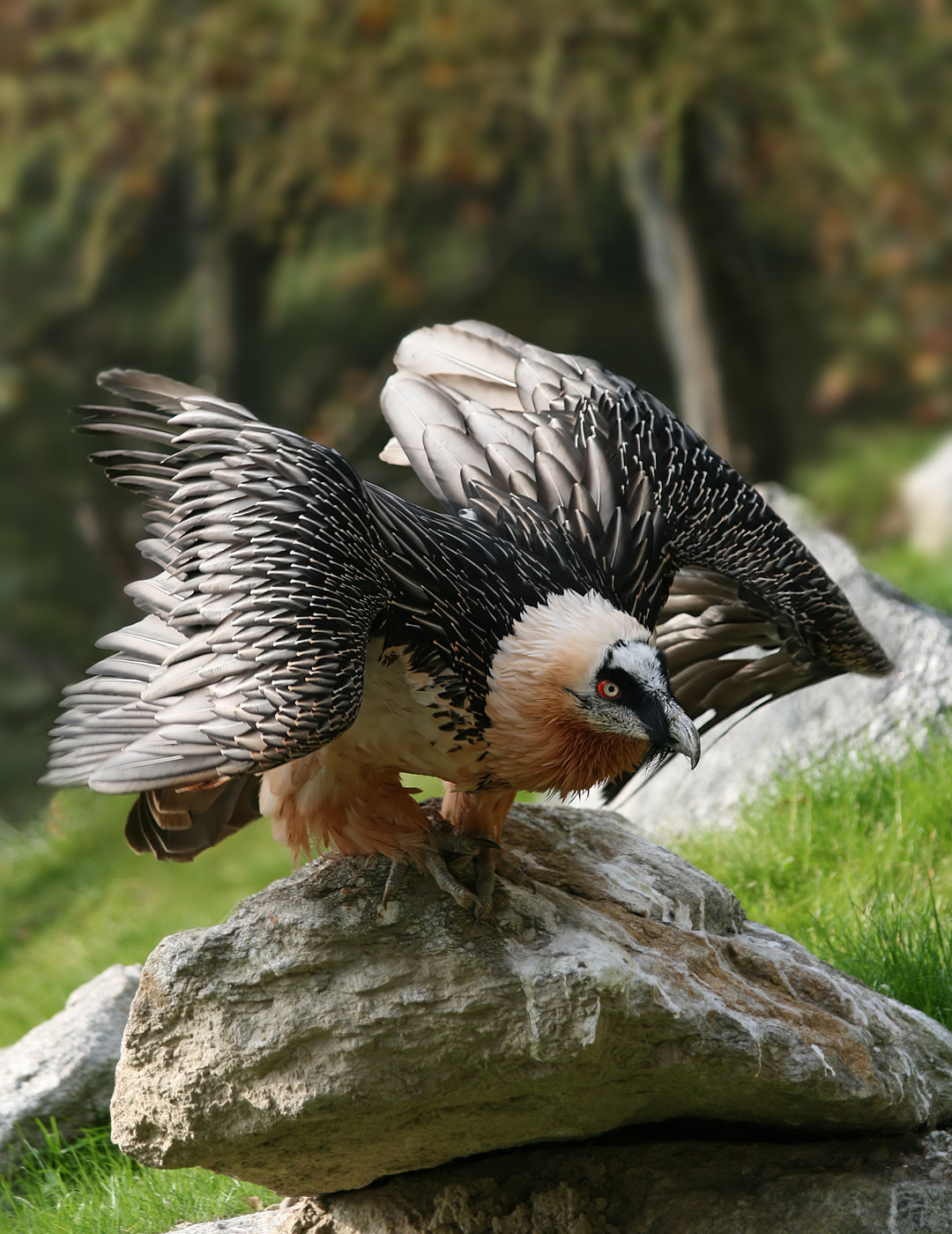
Gypaète barbu

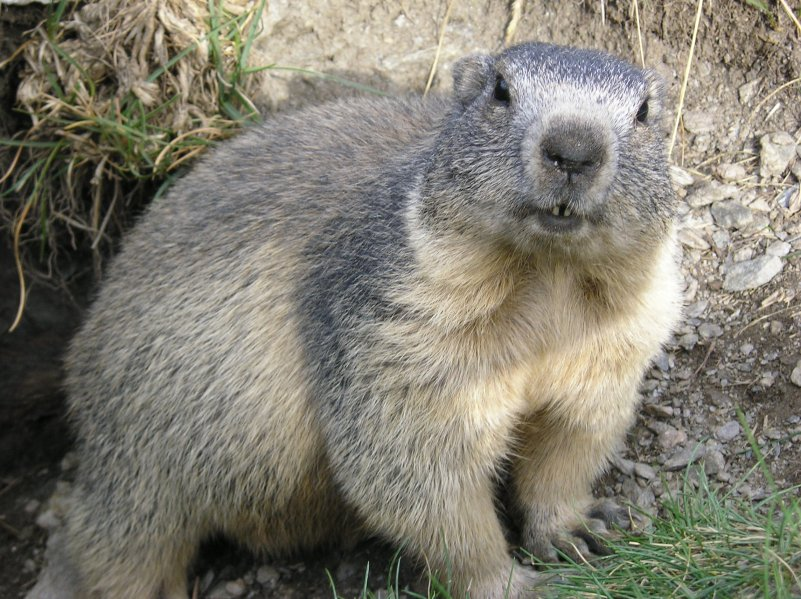
La marmotte des Alpes, réintroduite dans le Vercors.

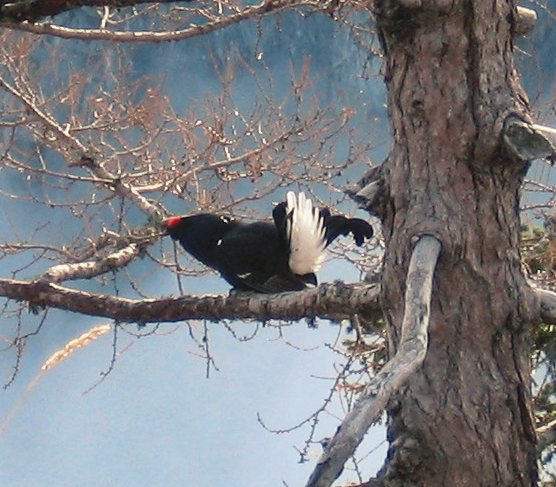
Le tétras-lyre

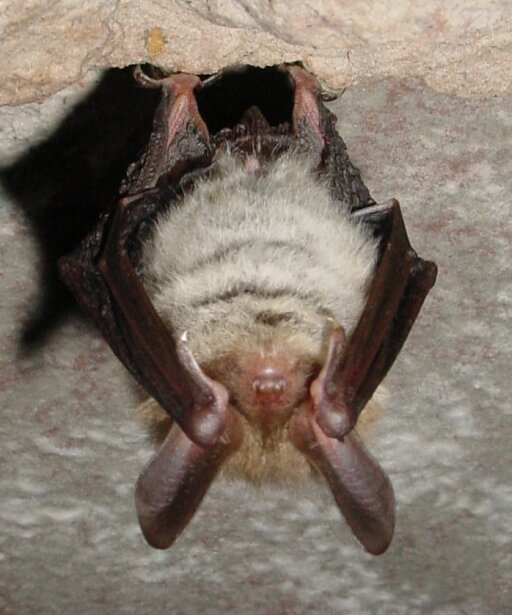
Chauve-souris type Vespertilion

##### Patrimoine faunistique
Villard-de-Lans, commune encore en grande partie rurale et bordée par la forêt du Vercors abrite, en son sein, une faune variée correspondant à trois des quatre étages de végétation (de 700 m à 2 200 m d'altitude) du massif et ses influences climatiques successives (principalement montagnarde). Il existe, plus spécifiquement sur ce territoire, une faune spécifique des falaises, des grottes et des zones humides.
Un grand nombre d'espèces animales sont présentes sur le domaine forestier et montagnard :
des mammifères tels que le chevreuil, le sanglier, le blaireau, le lièvre brun, l'écureuil, le renard ainsi que le mouflon et le bouquetin en extrême lisière du territoire communal vers les hauts plateaux, les deux espèces les plus répandues étant :
- La marmotte des Alpes (Marmota marmota) qui a donné son nom au restaurant le plus élevé de Villard-de-Lans, a bien failli disparaître du territoire communal et de tout le massif du Vercors, dans les années 1970, mais elle est de nouveau présente au pied des grands sommets depuis ces dernières années. Très méfiant, ce rongeur se dresse sur ses deux pattes arrière pour surveiller les environs de son terrier. Ses cris d’alarme s’entendent à un kilomètre de distance.

Le chamois (Rupicapra rupicapra) tel qu'il peut être observé dans le domaine montagnard du territoire de Villard-de-Lans est un chamois des rochers à la silhouette élancée et se cantonne à l'étage alpin. Ces animaux sont les plus petits représentants des caprinés, famille comprenant les mouflons et bouquetins.
- Le loup (Canis lupus) a fait sa réapparition dans les Alpes françaises, et même dans le massif du Vercors. (voir ci-dessous : "Des prédateurs emblématiques").
- Des oiseaux (dont un grand nombre de rapaces), tels que la buse variable, la chouette hulotte, le rouge-queue noir et quelquefois le Gypaète barbu, réintroduit récemment.

Ceux-ci sont, d'ailleurs, nettement plus nombreux en été, en raison de la présence d’espèces migratrices venues dans le massif pour s’y reproduire : la bondrée apivore, le circaète Jean-Le-Blanc, l'hirondelle de cheminée, l'hirondelle de fenêtre, l'hirondelle des rochers, le martinet noir, le martinet alpin.
Le tétras-lyre (Lyrurus tetrix), oiseau répandu sur le plateau, possède la particularité de se construire une sorte d'igloo dans la neige, où la température reste supérieure à 0 °C. Ce comportement peut être perturbé ou rendu impossible dans certaines zones de pratique du ski ou d'autres sports d'hiver. En conséquence, la Réserve naturelle nationale des hauts plateaux du Vercors a mis en place une zone de quiétude à la limite des départements de l'Isère et de la Drôme. Sur ce secteur, des panneaux d’information ont été placés à ses entrées principales afin que les randonneurs en ski puissent éviter cette zone afin de favoriser la préservation de cette espèce.
En France, la chasse du tétras-lyre est autorisée dans sept des neuf départements où il est présent, cependant en ce qui concerne le Vercors isérois et drômois, la France a fait l'objet d'une plainte de l'ASPAS, association de protection des animaux auprès du Conseil de l'Europe.
- Des serpents, tels que la couleuvre verte et jaune, la vipère aspic,

La vipère aspic est le serpent le plus répandu sur le territoire de la commune et généralement sur l'ensemble du plateau. l'animal est reconnaissable du fait que la face inférieure du bout de la queue est en général jaune ou rouge. Il faut éviter de laisser divaguer son chien à la belle saison, un animal mordu qui n'aura pas pu identifié comme tel est irrémédiablement perdu.
- Des chauves-souris (chiroptera) : du fait de l'existence de nombreuses grottes, de cavités, de cavernes, de scialets et de granges abandonnées, le territoire de la commune héberge différentes espèces de chiroptera dont la Vespère de Savi, l'oreillard, le vespertilion à moustaches, le vespertilion à oreilles échancrées, la sérotine de Nilsson, le murin de Brandt[325]. Il faut savoir qu'il est extrêmement rare de rencontrer des chauve-souris car leur reproduction est limitée (un petit par an), qu'elles ne sont ni nocives, ni nuisibles, ni dangereuses et que l'idée qu'elles puissent s'accrocher ou se prendre dans les cheveux est totalement farfelue.

La forêt de Villard-de-Lans abrite également de nombreux insectes remarquables tels que des coléoptères (scarabée pique-prune, espèce protégée très utile en tant que bioindicateur de la qualité du milieu forestier) et des papillons (Apollon, Semi-Apollon, Bleu-nacré d'Espagne. On note également la présence d'importantes colonies de fourmis. En outre, un collectif a été créé pour promouvoir et surtout lancer un projet conservatoire au sujet de l'abeille noire du Vercors, insecte autrefois très répandu sur le plateau.

###### Liste des animaux protégés
Selon l'INPN (Inventaire national du patrimoine naturel), le territoire de la commune de Villard-de-Lans présente de nombreuses espèces protégées dont voici, ci-dessous, quelques spécimens avec les références des dates de décision de mise sous protection:

Quelques espèces protégées présentes territoire de Villard-de-Lans avec la date de décision
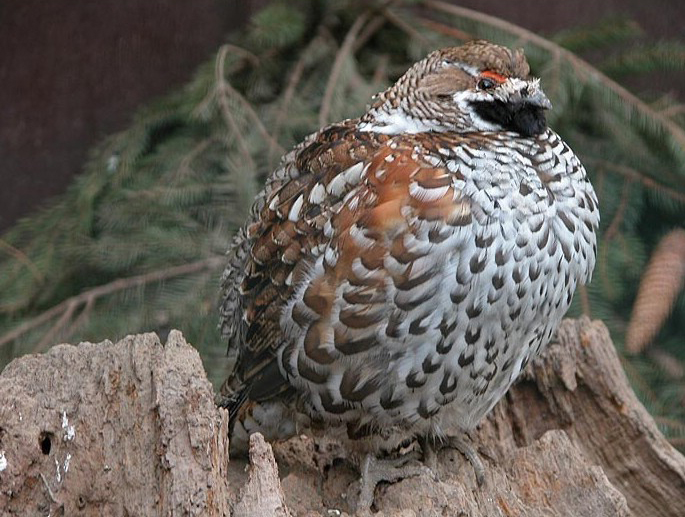
Gélinotte des bois (depuis le 2 avril 1979)
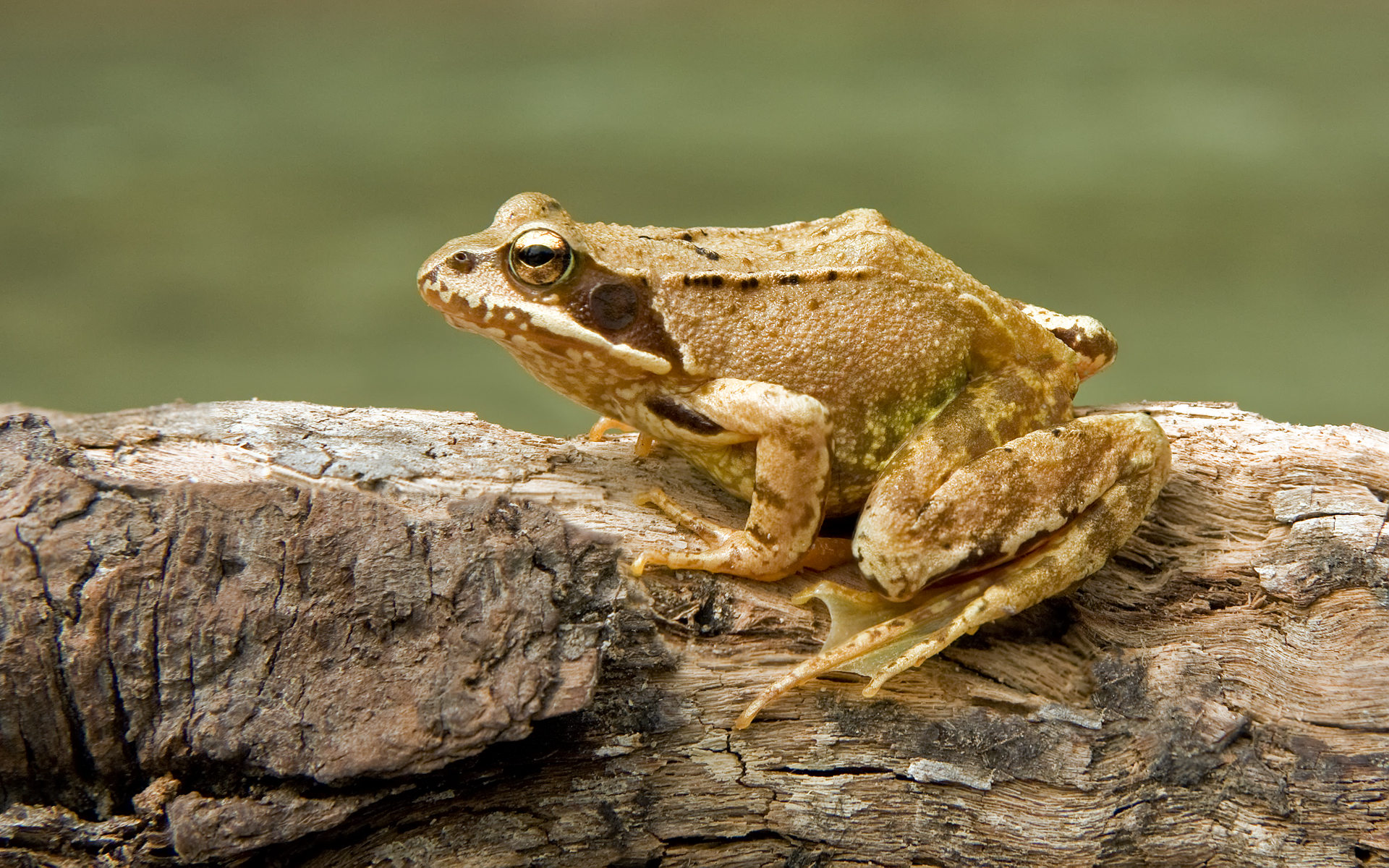
Grenouille rousse (depuis le 21 mai 1992)
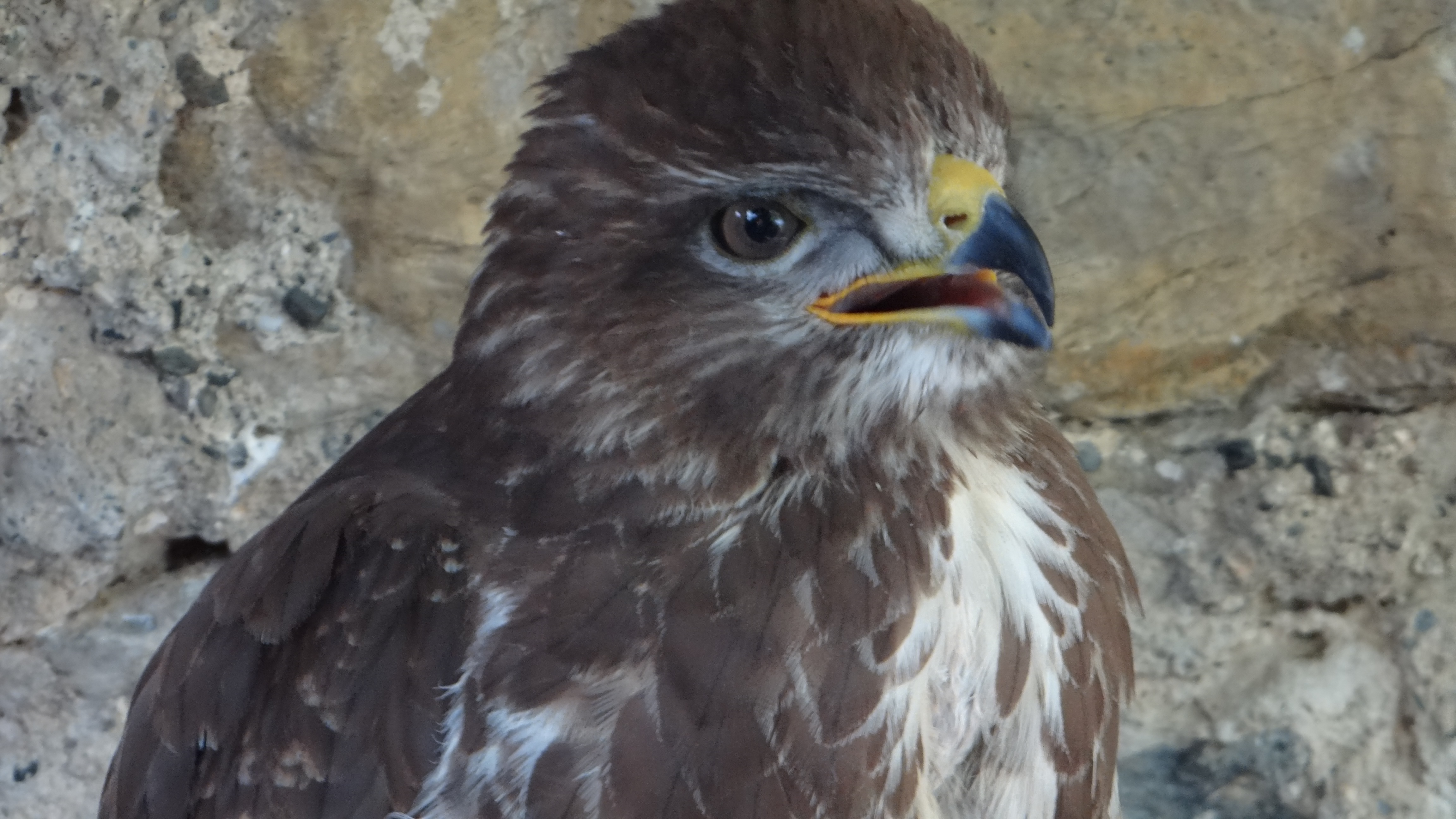
Buse variable (depuis le 21 mai 1992)
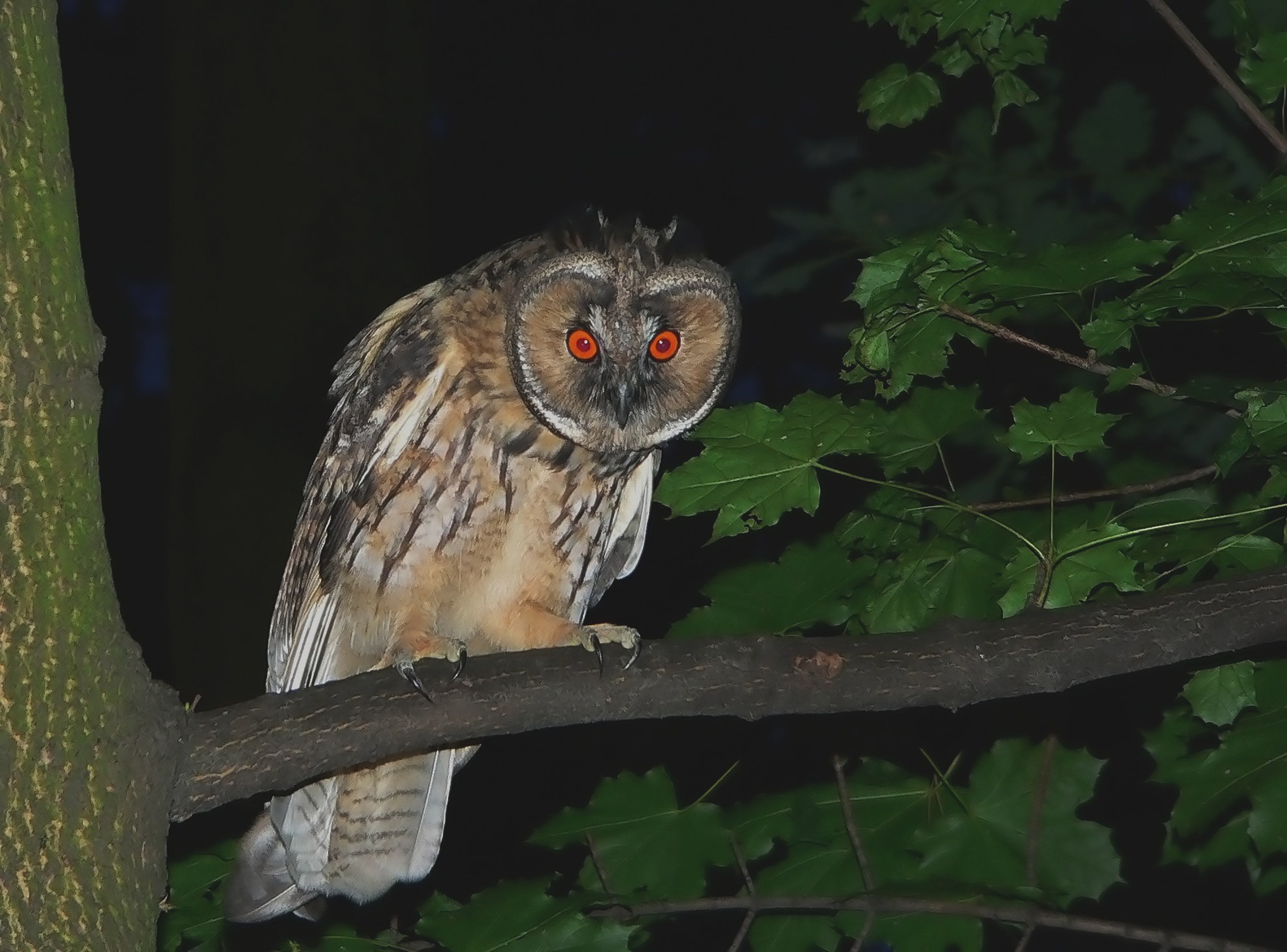
Hibou moyen duc (depuis le 29 octobre 2009)
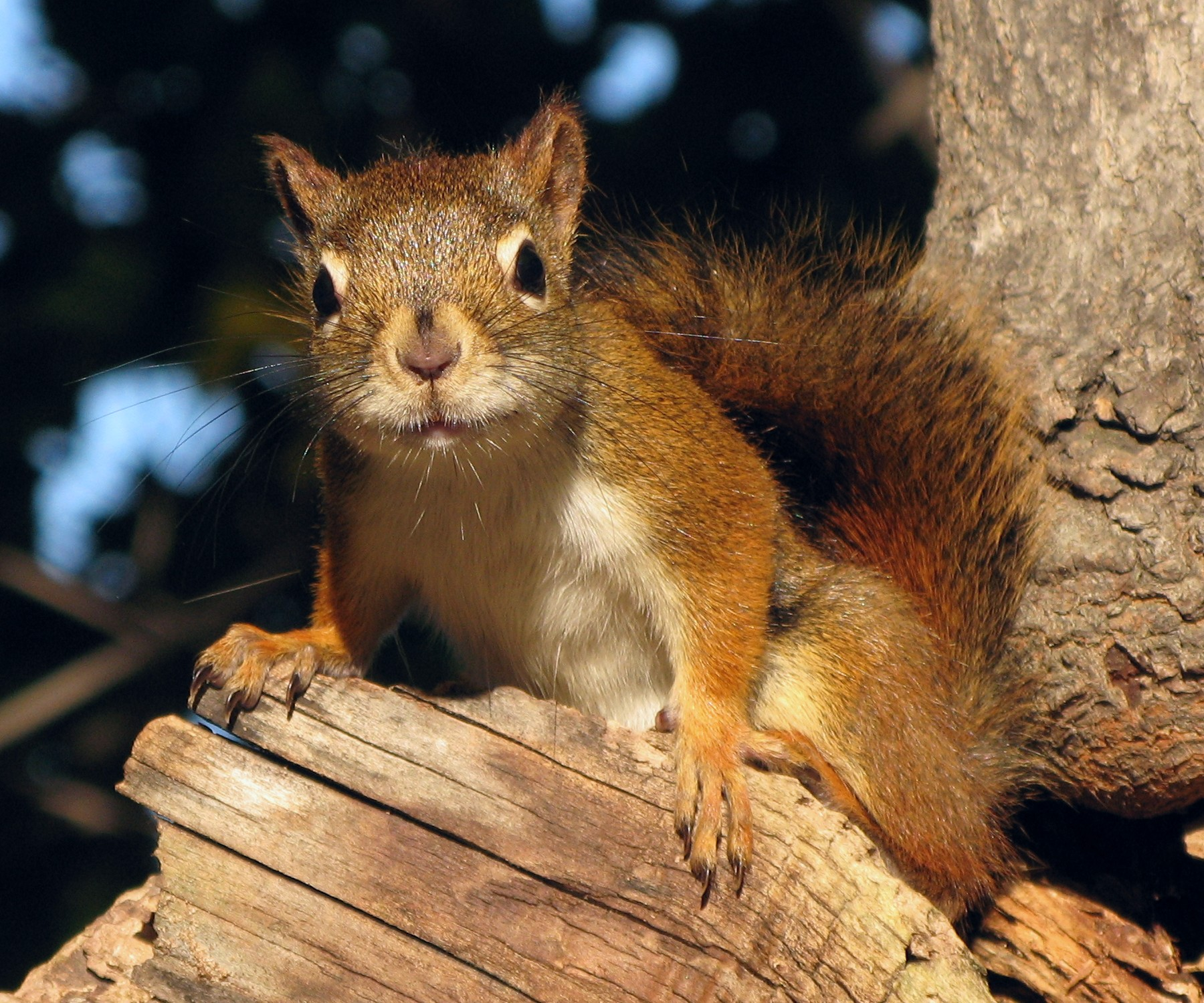
Ecureuil roux (depuis le 23 avril 2007)

###### Des prédateurs emblématiques: le loup et l'ours
Le loup

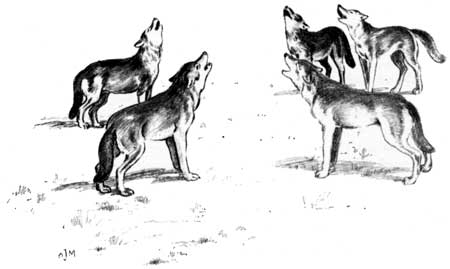
Meute de loups hurlant

Le loup est un animal emblématique du Vercors et de la forêt environnante. On peut d'ailleurs retrouver les traces de son passage dans la toponymie régionale : le rocher de pète-loup à Vassieux-en-Vercors, la dent du loup à l'ouest de Sassenage et bien sûr à Villard-de-Lans, dans le nom de la forêt de la Loubière qui se situe au sud-ouest du territoire communal.
Historiquement, l'animal fut totalement éradiqué du territoire de Villard-de-Lans et du reste du Val de Lans vers la fin du XIXe siècle, même si on peut considérer que quelques loups errants et isolés ont pu survivre au début du siècle suivant. Pour accélérer le processus de l'élimination totale de l'animal, la préfecture de l'Isère promettait, en 1882, aux chasseurs, 100 francs pour la dépouille d'un loup mâle et 150 francs pour celle d'une louve pleine. Des battues furent donc régulièrement organisées dans toute la région pour en finir avec le canis lupus lupus
Ce prédateur, qui resta toujours très répandu dans l'Europe de l'Est, semble avoir fait son grand retour dans les Alpes françaises en 1992, année où un couple fut, pour la première fois, observé dans le Parc national du Mercantour situé dans les Alpes méridionales. En 1996, des attaques contre des ongulés sauvages furent enregistrées dans les Alpes du nord, mais il a fallu attendre 1998 pour confirmer le retour du loup dans le Parc naturel régional du Vercors. Depuis, il est fort probable que l'animal fréquente de façon sporadique le territoire de Villard-de-Lans. Selon le témoignage d'un exploitant d'ovins, résidant dans un hameau situé entre Lans-en-Vercors et Villard-de-Lans, qui a constaté un passage de loup et confirmé par un autre témoignage déposé par un automobiliste d'Autrans, témoin d'une attaque d'un troupeau d'ovins, quatre jours auparavant, le loup semble se déplacer régulièrement dans le secteur. Des attaques de loups contre des cervidés et d'autres animaux ont également été constatées en janvier 2018, dans le domaine de la Loubière, espace forestier situé entre Villard-de-Lans et Corrençon-en-Vercors.
Selon l'avis des principaux spécialistes de cette espèce, le loup, même en meute, reste un animal plutôt craintif qui n'attaque généralement pas l'homme, sauf s'il est menacé. D'ailleurs, aucune attaque contre un être humain n'a, pour l'instant (2018), été enregistré depuis son retour dans le massif du Vercors.
L'ours

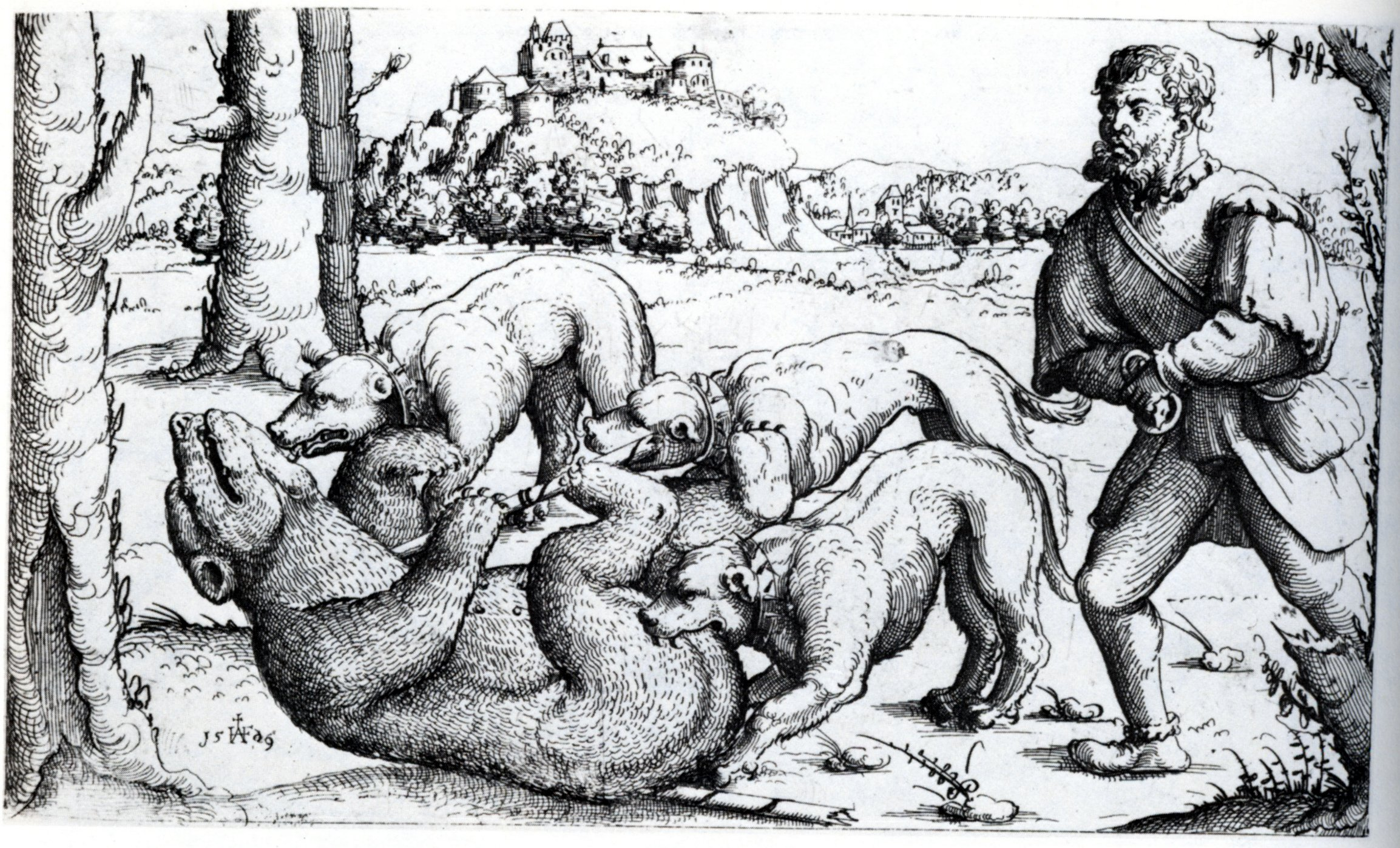
Chasse à l'ours, gravure du XVIe siècle

Tout autant que le loup, l'ours a laissé des traces dans la toponymie du Vercors : le rang de l'ours à Autrans, le pas de l'ours à Saint-Nizier-du-Moucherotte et, bien sûr, le rocher de l'ours à Villard-de-Lans. L'ours figure également sur le blason de Villard-de-Lans et dans le nom de l'équipe de hockey sur glace locale : les ours de Villard-de-Lans.
Bien que tous les spécialistes ne soient pas d'accord pour déterminer la date exacte de la disparition du fameux plantigrade des montagnes du territoire des Quatre-Montagnes, on peut tout de même considérer que cet animal a disparu il y a maintenant plus d'une soixantaine d'années.
Le château de Sassenage, situé au pied du massif du Vercors et dans le même canton que Villard-de-Lans, présente, dans sa collection privée ouverte au public, deux ours naturalisés qui sont exposés dans son escalier d’honneur. Ces deux spécimens datent de la seconde moitié du XIXe siècle. Le plus vieux des deux ours tués dans le Vercors a été offert au Marquis de Béranger-Sassenage par des chasseurs de Villard-de-Lans. En effet, au début dernier siècle, une population d'une soixantaine d'ours vivait encore dans le Vercors, autant drômois qu'isérois, et à la fin de ce même siècle il semblait être encore une vingtaine.
La dernière observation fiable d'un ours sauvage dans ce secteur date de la fin du mois septembre 1937, grâce à l'observation d'un de ces animaux dans la commune de Saint-Martin-en-Vercors, dont le territoire est voisin de celui de Villard-de-Lans, par un certain Julien-Daniel Arnaud et dont le témoignage semble digne de foi. Personne n'a jamais pu savoir combien de temps ce plantigrade a pu encore vivre après son observation, mais l'espérance de vie de l'ours brun ne dépassant pas trente ans et tout en considérant que l'animal pouvait se situer plus ou moins à la moitié de sa vie, on peut supposer qu'il est mort, au mieux, au début des années 1950. Il s'agit là, en fait, de la dernière rencontre officielle avec un ursidé sauvage en liberté dans les Alpes Françaises.
La réintroduction de l'ours brun dans le massif du Vercors a souvent été évoquée, notamment dans un colloque national organisé les 10 et 11 février 2012 par l'association CORA Faune sauvage.

###### Cynégétique
L'ACCA de Villard de Lans est une « association de chasse communale agréée » ayant pour but de gérer la faune sauvage et la nature. Les espèces chassables sont notamment le sanglier, le lièvre, le mouflon, le cerf, le chevreuil. Un site sur le web présente cette association locale.

###### La faune aquatique
Différentes espèces de poissons parcourent les rivières et les ruisseaux qui s'écoulent sur le territoire de la commune. Les principales espèces se retrouvent essentiellement dans la Bourne (voir chapitre "hydrographie"), torrent qui possède le débit le plus important. On y retrouve notamment les espèces suivantes :
1. le chabot ;
2. le vairon ;
3. la truite fario ;
4. la truite arc-en-ciel
5. l'ombre commun
6. la brème

##### Patrimoine floral et forestier

###### Études botaniques
L'abbé Ravaud, curé de Villard-de-Lans, a publié entre 1883 et 1894, un ensemble d'ouvrages où il présente l'ensemble des « propriétés et des usages des plantes au point de vue de la médecine, de l'industrie et des arts » regroupé en une collection dénommée « Guide du botaniste en Dauphiné.. » publié par l'éditeur grenoblois Xavier Drevet et qui correspond pour chaque tome à des excursions à but botanique effectuées par cet ecclésiastique dans l'ensemble du Dauphiné, notamment aux niveaux bryologiques et lichénologiques. Le volume IV présente un inventaire détaillé du secteur de Villard-de-Lans, les volumes V et VI concernent les autres secteurs du Massif du Vercors, notamment les hauts plateaux dont les sommets de la Grande Moucherolle et du Grand Veymont. L'ensemble de cette œuvre considérable, quasi exhaustive pour l'époque, est consultable à la bibliothèque nationale de France.

Schéma des différents étages de végétation dans les Alpes

###### Le patrimoine floral
À l'instar de la faune, le territoire de Villard-de-Lans présente une très grande variété de fleurs correspondant aux différentes altitudes du territoire :
- L'étage montagnard essentiellement forestier, mais aussi composé de prairie et d'espaces aménagés par l'homme, se situe de 900 m à 1 600 m ;
- L'étage subalpin se situe de 1 600 m à 2 100 m ;
- L'étage alpin se situe au-dessus de 2 100 m.

Le bourg et la quasi-totalité des hameaux de Villard-de-Lans sont situés au niveau de l'étage montagnard. L'étage subalpin se situe au-delà de la gare supérieure du télécabine de la station du Balcon de Villard (dénommé abusivement « La Côte 2000 », carte située à 1 700 m d'altitude).
Un musée de la Flore du Vercors, situé dans le Couvent des Carmes (ancien château de Beauvoir-en-Royans) propose une exposition ethnobotanique, un jardin médiéval et un verger conservatoire (dont de nombreuses plantes médicinales). On peut y découvrir de nombreuses espèces locales conservées et protégées.
Un site intitulé « Fleurs du Vercors », très intéressant et bien documenté, existe sur le web. Il présente de façon encyclopédique la flore existante sur le plateau du Vercors : une recherche par nom, famille et couleur de fleur est possible.

Quelques fleurs composant la flore locale du territoire de Villard-de-Lans
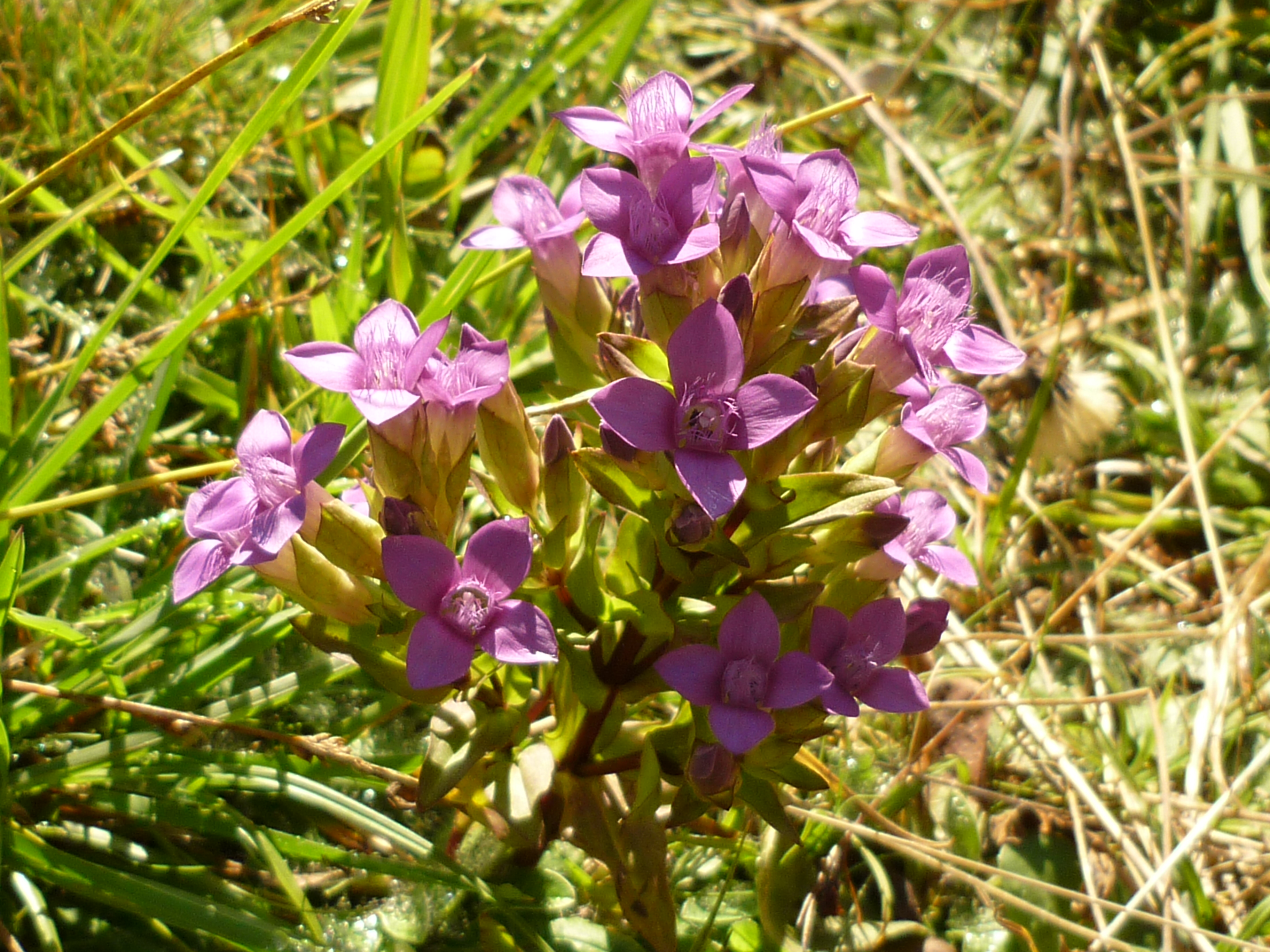
Gentiane des champs en milieu naturel
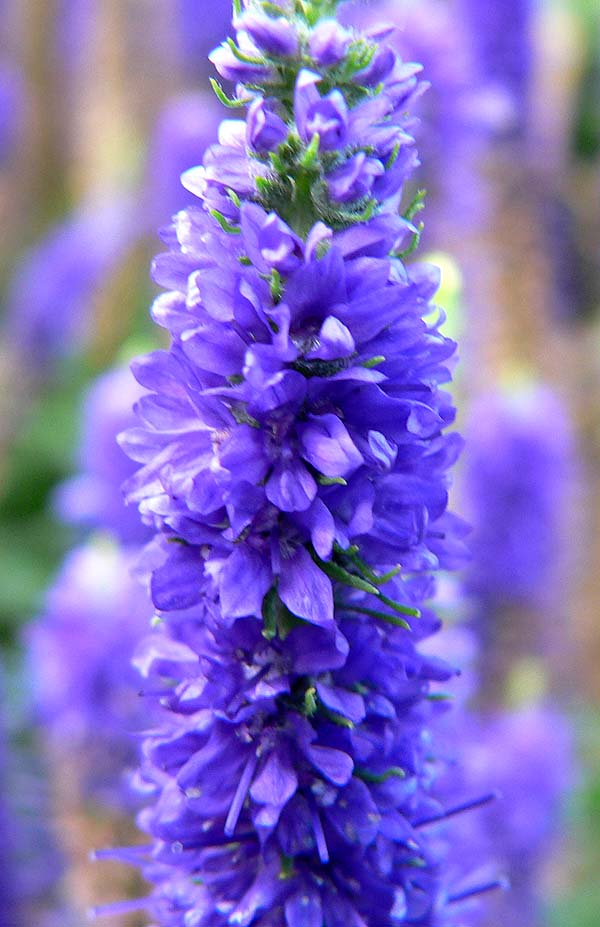
Véronique en épi
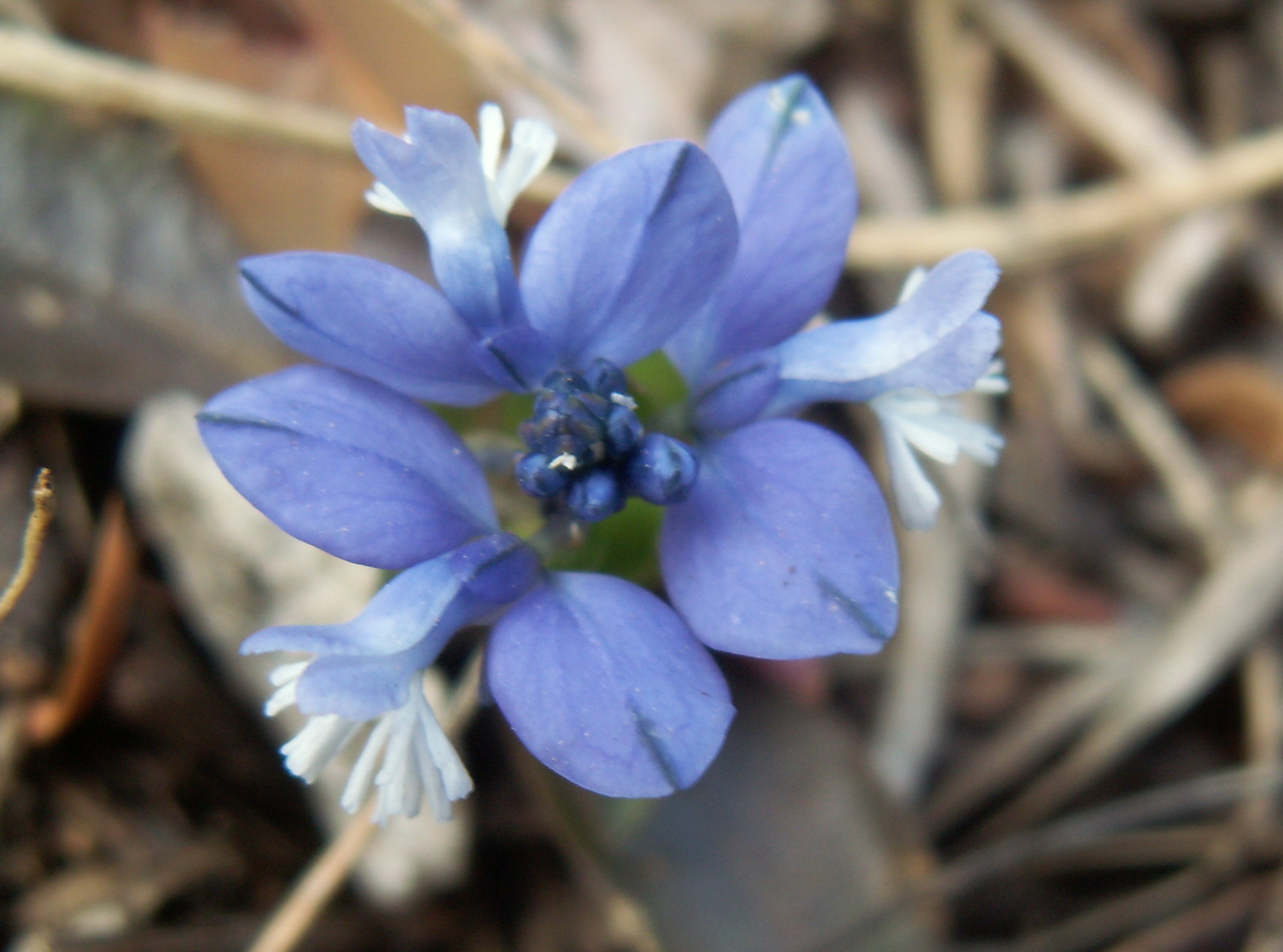
Polygale du calcaire
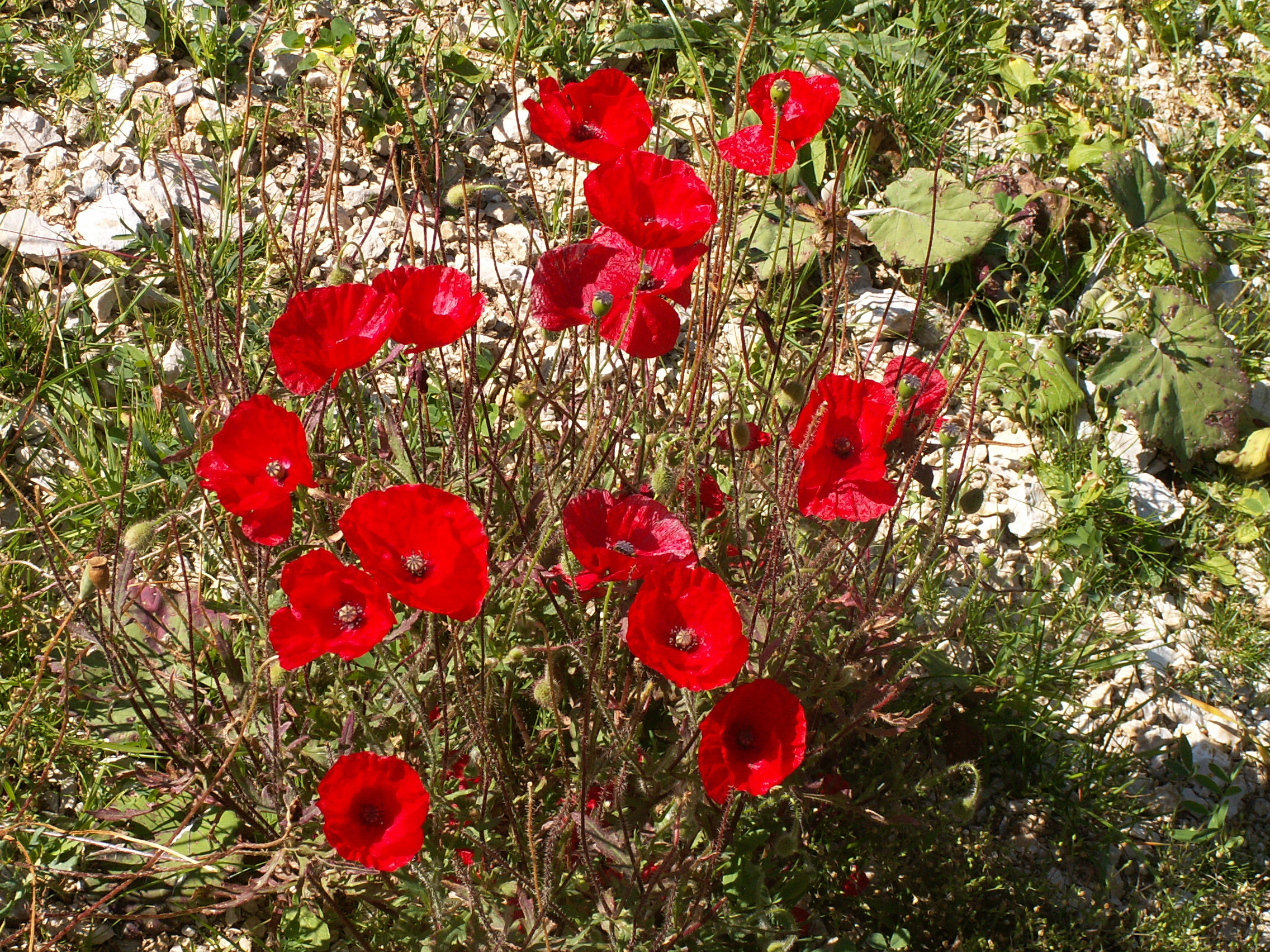
Coquelicots communs
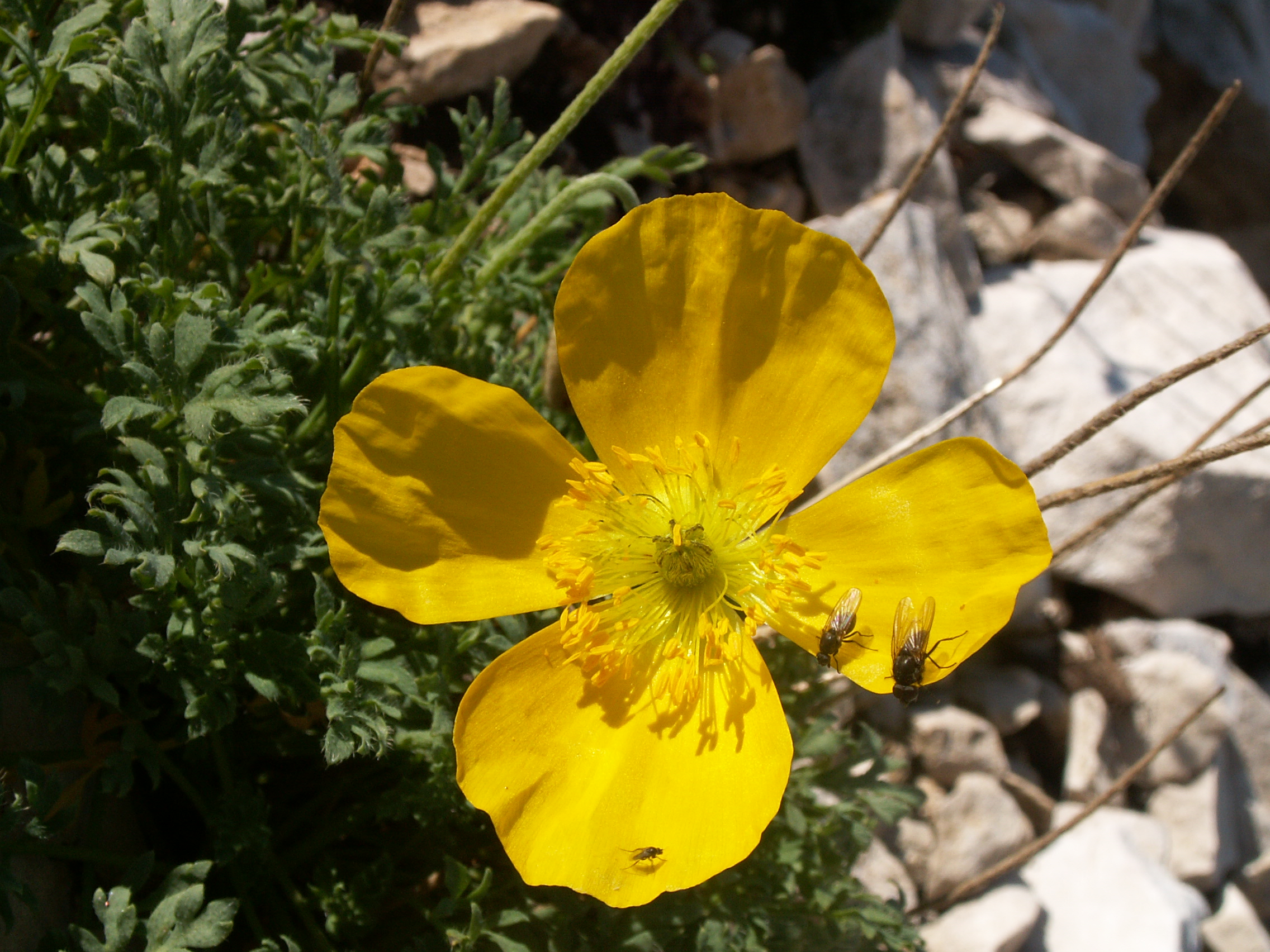
Pavot des Alpes
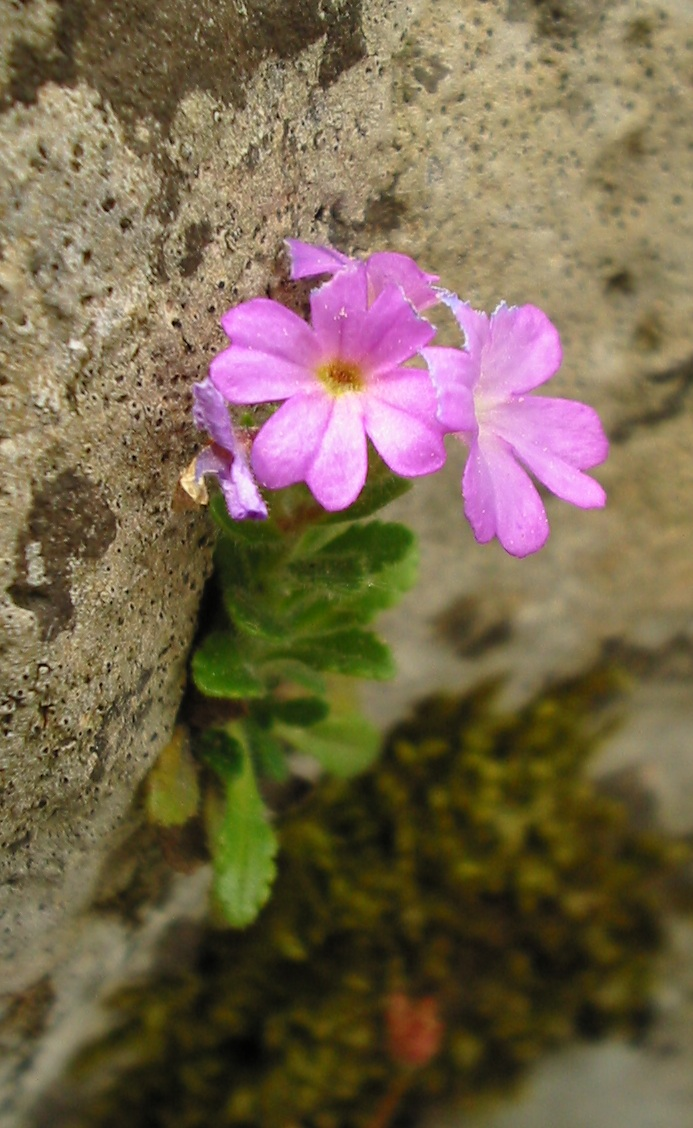
Érine des Alpes

###### Le patrimoine forestier
L'espace forestier de Villard-de-Lans appartient dans son intégralité au domaine de la forêt du massif du Vercors laquelle se situe en partie dans le département de l'Isère. Cet espace est partagé en nombreux secteurs (forêts ou bois) plus ou moins étendus et dénommés de façons différentes pour des raisons locales et historiques sans que cela soit forcément officiel, mais repris par la carte IGN sur le site géoportail de l'institut géographique national.
La forêt de Villard-de-Lans, Historique

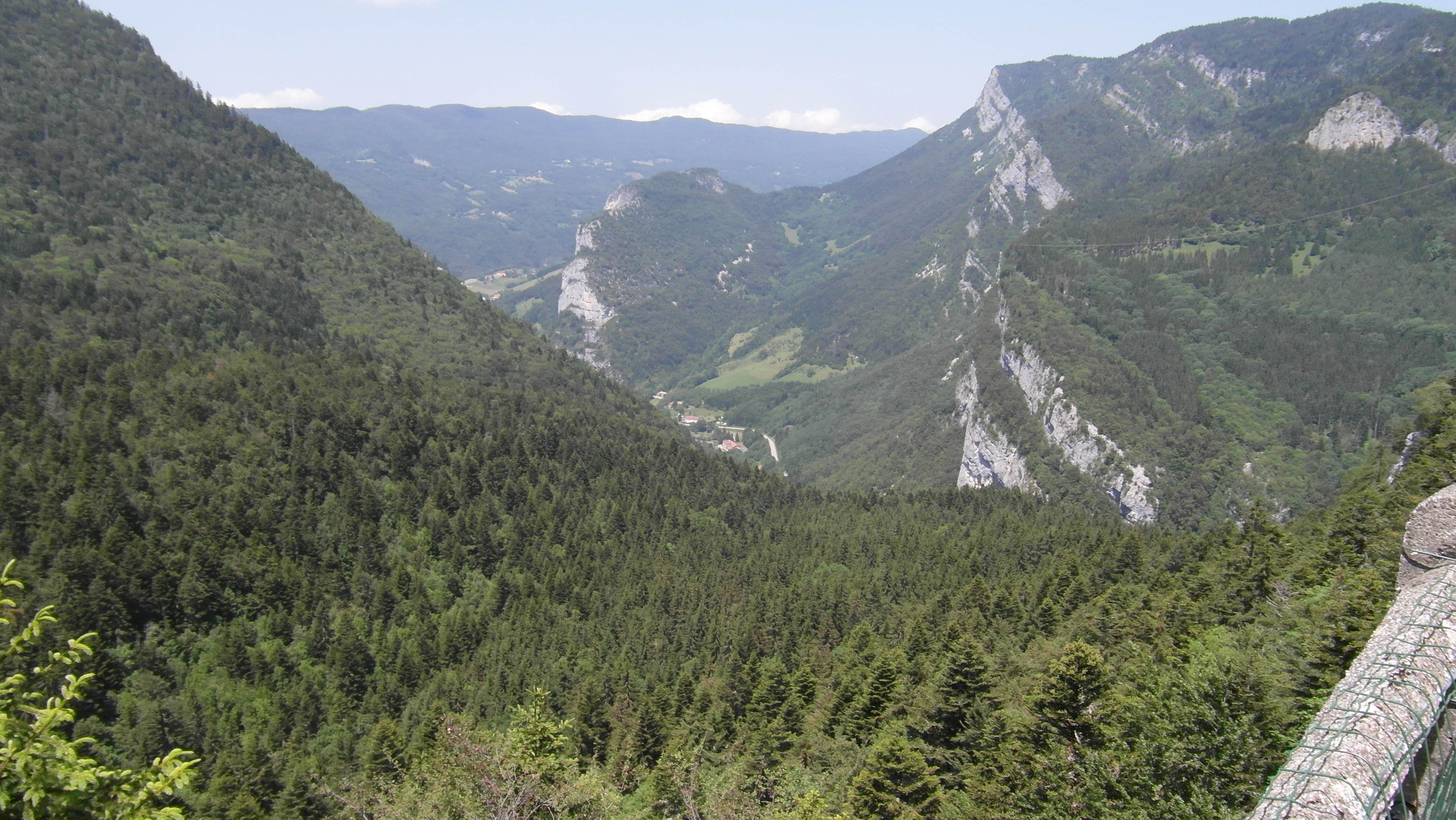
Forêt de Villard-de-Lans, photo prise depuis le balcon de Valchevrière

Fortement dégradée par les défrichements successifs effectués durant le Moyen Âge, l'espace forestier avait fortement diminué depuis la fin de l'époque antique. Dès la Révolution, la municipalité de Villard-de-Lans se préoccupe activement de l'état de sa forêt, mais il faudra attendre la Restauration pour qu'une autorité forestière autonome soit mise en place (1820).
Malheureusement, vingt ans plus tard, les forêts du territoire communal sont encore dans un état diminué. À la suite d'une ordonnance royale du 1er octobre 1842, une surveillance rigoureuse est mise en place, particulièrement pour réprimer les coupes de bois abusives et l'invasion du bétail dans la zone forestière communale.
Un siècle se passe et la situation s'est enfin très nettement améliorée, le taux de boisement de la commune atteint les 45 % (58 % pour l'ensemble du canton). En 1926, les essences principales sont, parmi les résineux, le sapin et l'épicéa. Au niveau des feuillus à feuilles caduques, l'essence la plus importante est le hêtre. On peut également, dès cette époque, constater la présence de frênes, d'ormes, de tilleuls, d'érables, de bouleaux, de peupliers trembles, de merisiers, de sorbiers, d'alisiers ou sorbiers des Alpes (Sorbus aria), de saules.
Sur les terrains pierreux de type lapiaz, assez fréquents sur le territoire communal, on peut également découvrir des coudriers et des cytises.
La forêt de Villard-de-Lans, état des lieux
Au XXIe siècle, l'espace forestier villardien couvre 3 653 hectares pour 54 % du territoire communal.
La forêt couvre aujourd'hui (2017) 61 % du territoire de la communauté de communes du massif du Vercors (CCMV). La hêtraie sapinière est prépondérante dans le secteur des Quatre montagnes. En outre, Villard-de-Lans abrite sur son territoire une importante futaie résineuse. En plus du territoire domanial, l'ensemble du domaine forestier du canton de Villard-de-Lans appartient à 500 propriétaires privés différents.
Le Groupement des Sylviculteurs des Quatre Montagnes (GS4M) remédie à ce morcellement en unissant les propriétaires privés dans leur fédération. Ce groupement est très actif pour promouvoir la gestion harmonieuse et productive de cette partie de la forêt, notamment en développant la filière bois énergie.
Aujourd'hui (2017), l’expansion de la forêt se poursuit malgré la pression foncière qui reste sensible dans certains secteurs et par la volonté toujours présente d'extension agricole. Ces expansions restent toutefois limitées par le fait que de nombreux secteurs sont non constructibles et non accessibles à l'agriculture. Cette limitation est due aux fortes pentes et à la présence de nombreux rochers affleurant du sol dénommés lapiaz.
L'ensemble des communes de la communauté de communes, dont Villard-de-Lans, ont souscrit à une charte forestière de territoire en février 2006, afin de :
1. « valoriser les potentialités du Massif du Vercors pour la production de bois de qualité »,
2. « développer les filières locales de valorisation de la ressource forestière »,
3. « gérer la comptabilité des fonctions de la ressource forestière ».

De nombreuses routes forestières et des laies ou chemins forestiers sillonnent le domaine forestier public de la commune. Ceux-ci permettent une meilleure pénétration dans l'espace boisé, autant pour les professionnels, tels que les agents communaux et les autres usagers, tels que les randonneurs et les visiteurs occasionnels :

Quelques vues du domaine forestier de Villard-de-Lans
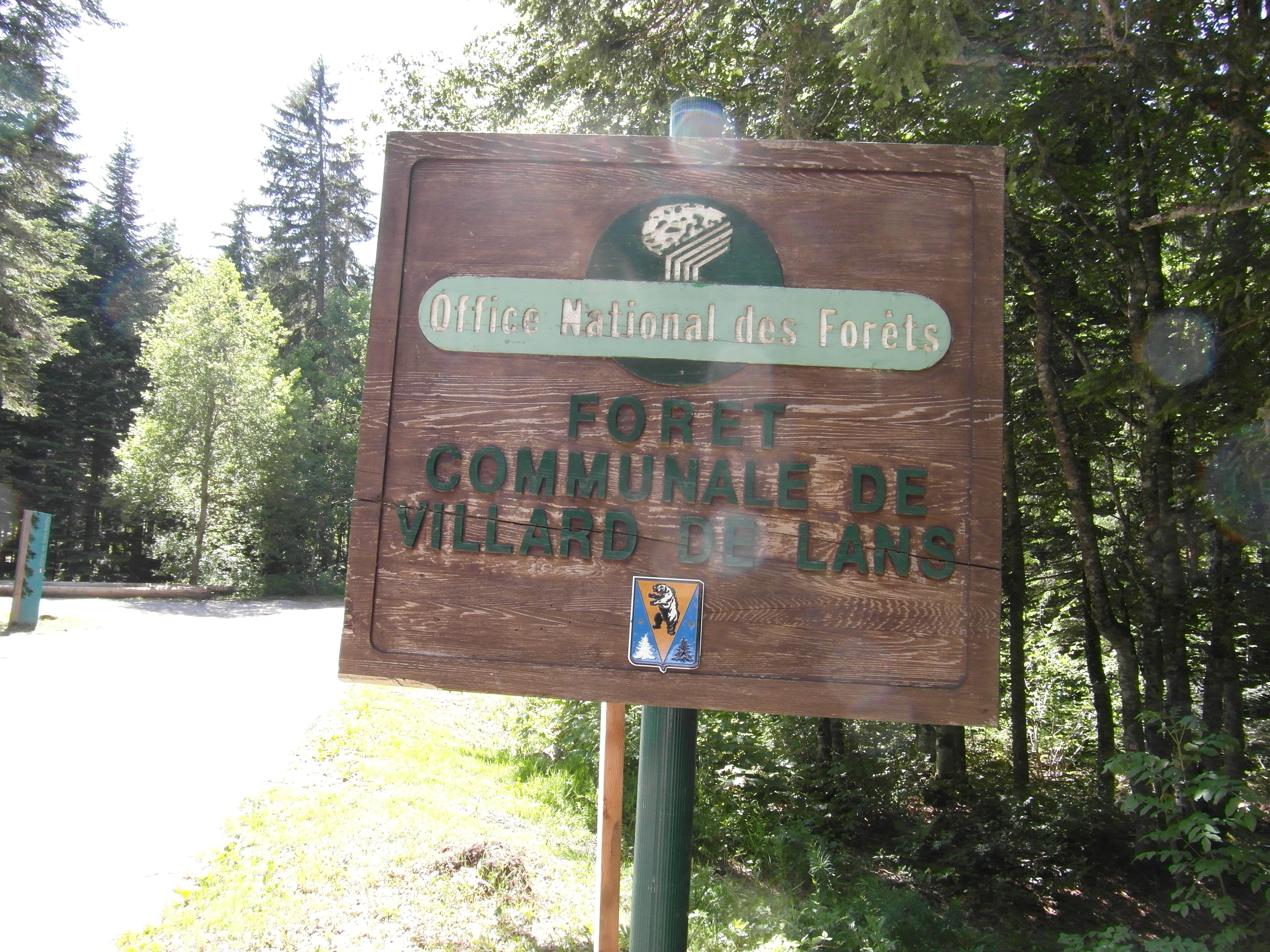
Panneau d'entrée dans la Forêt domaniale.
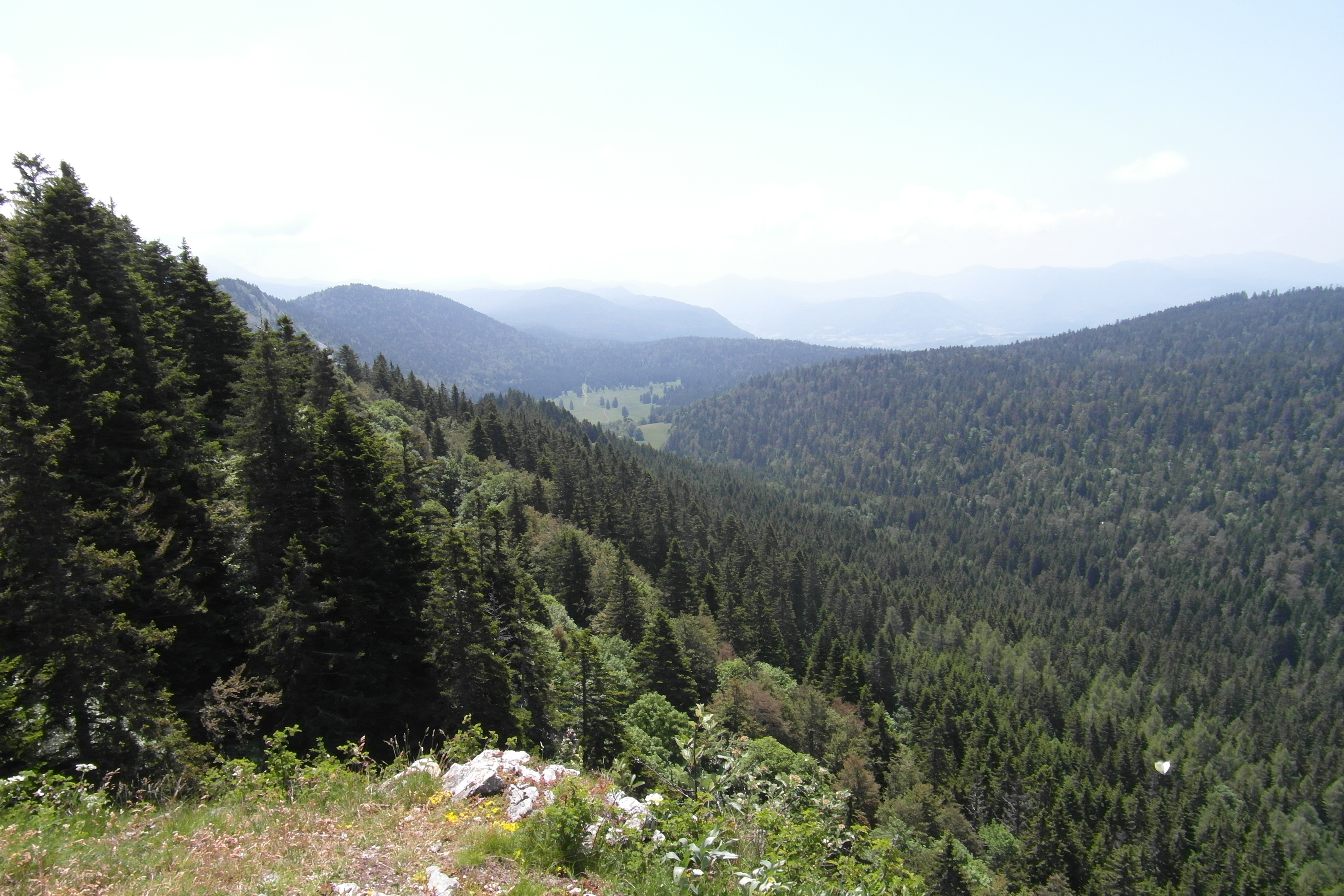
Forêt de Villard, secteur du plateau d'Herbouilly
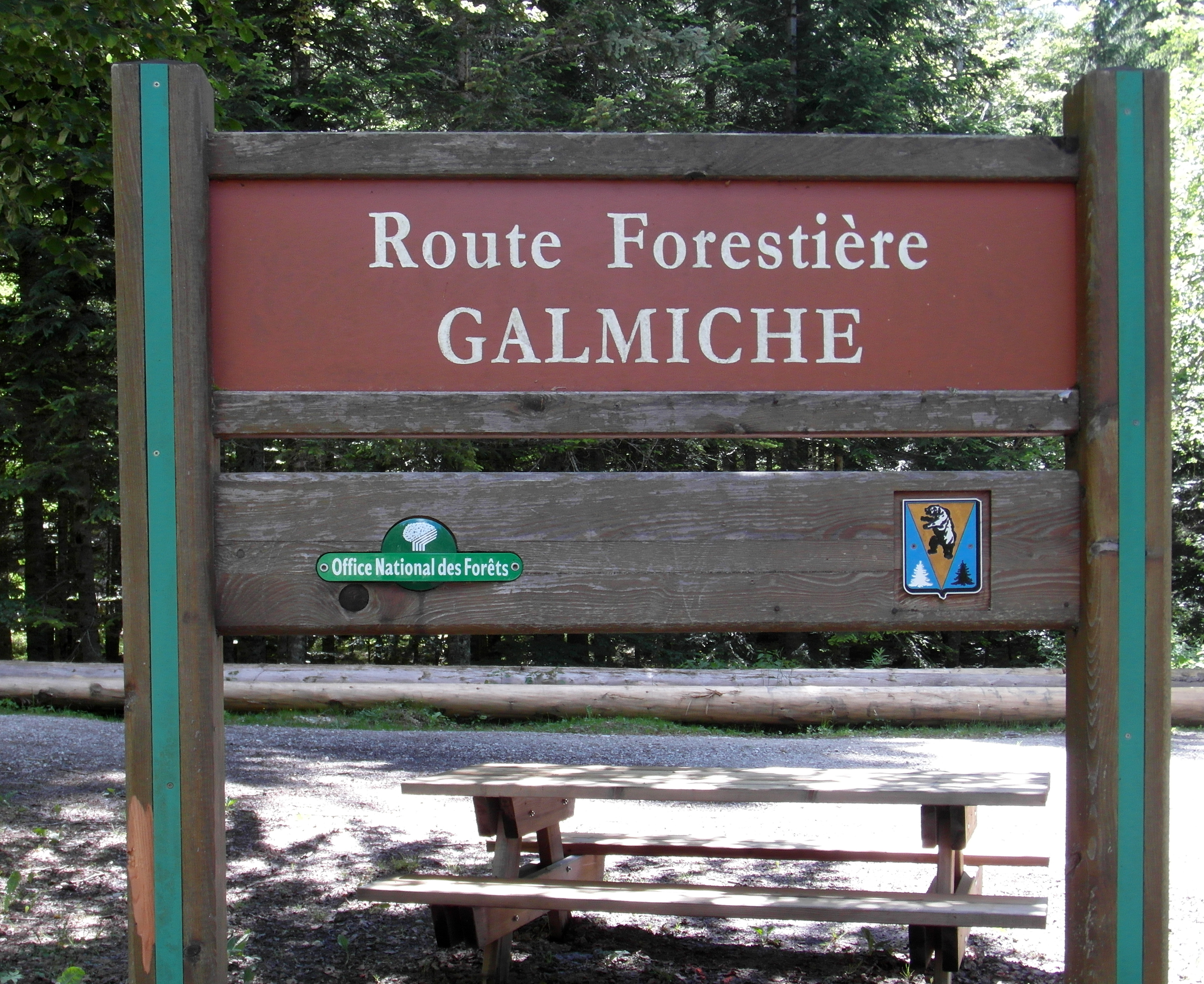
Forêt de Villard, route de Galmiche
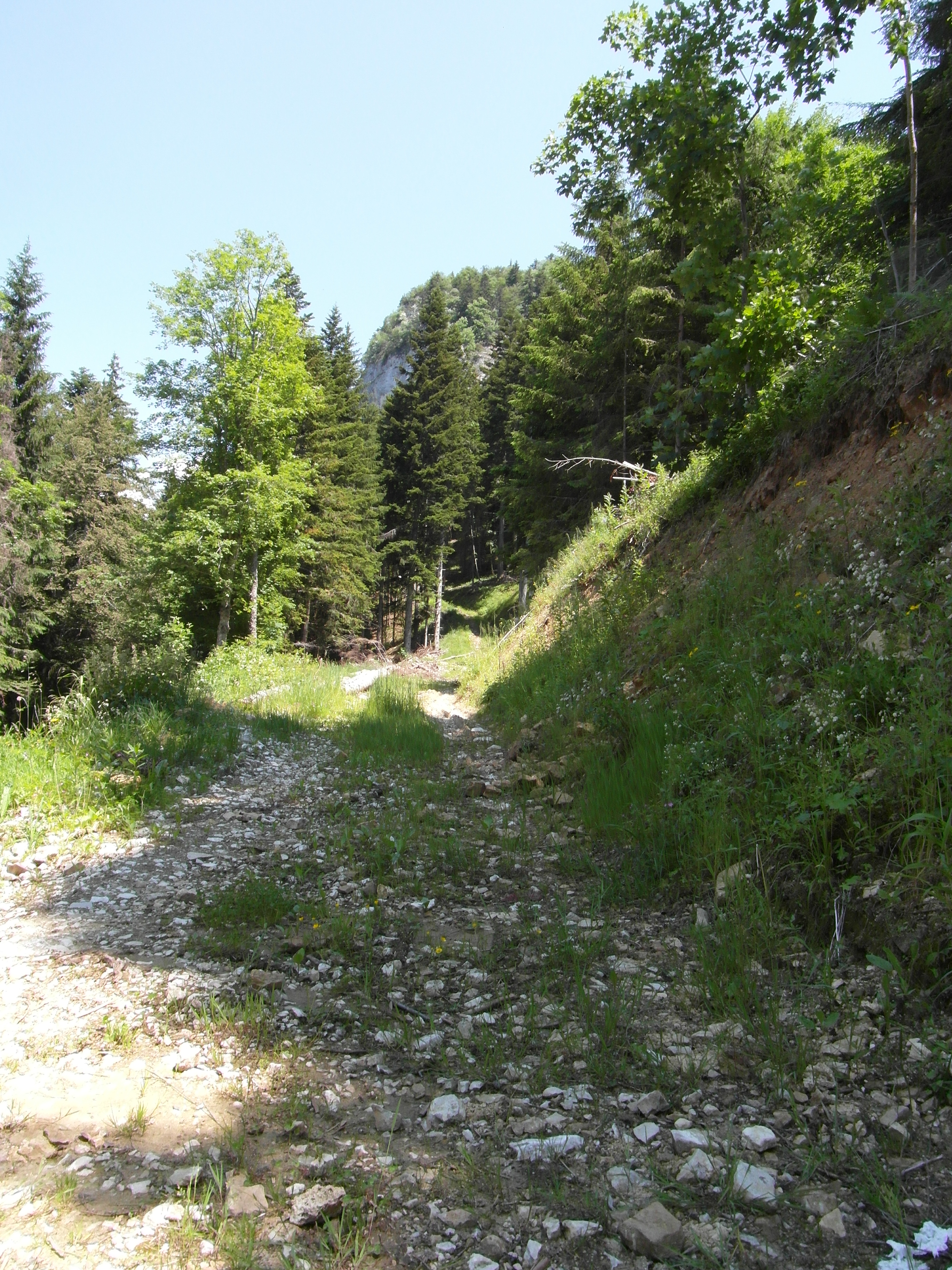
chemin près de Malaterre
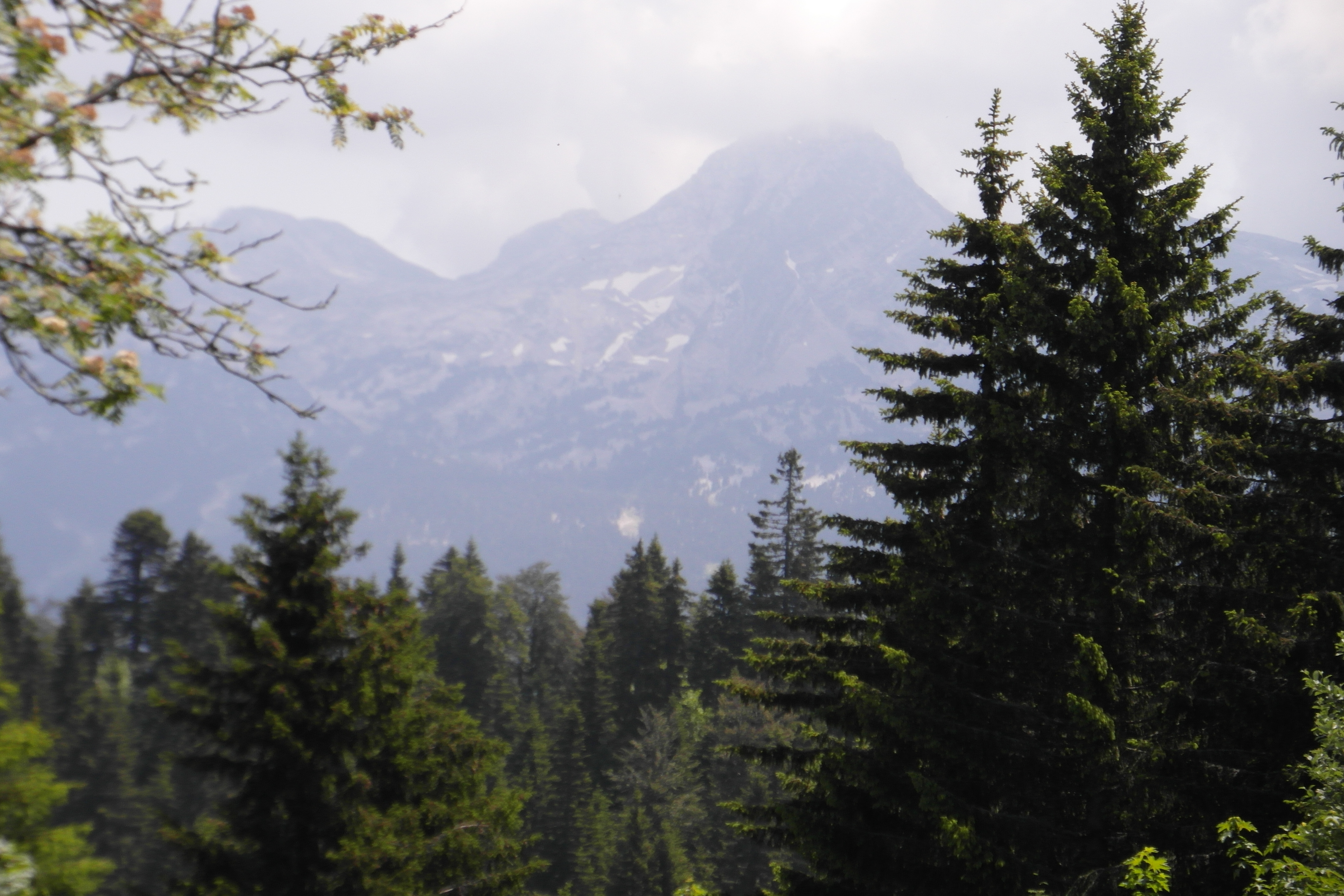
Forêt de Villard, vue sur la grande Moucherolle
Forêt de Villard, secteur du plateau d'Herbouilly
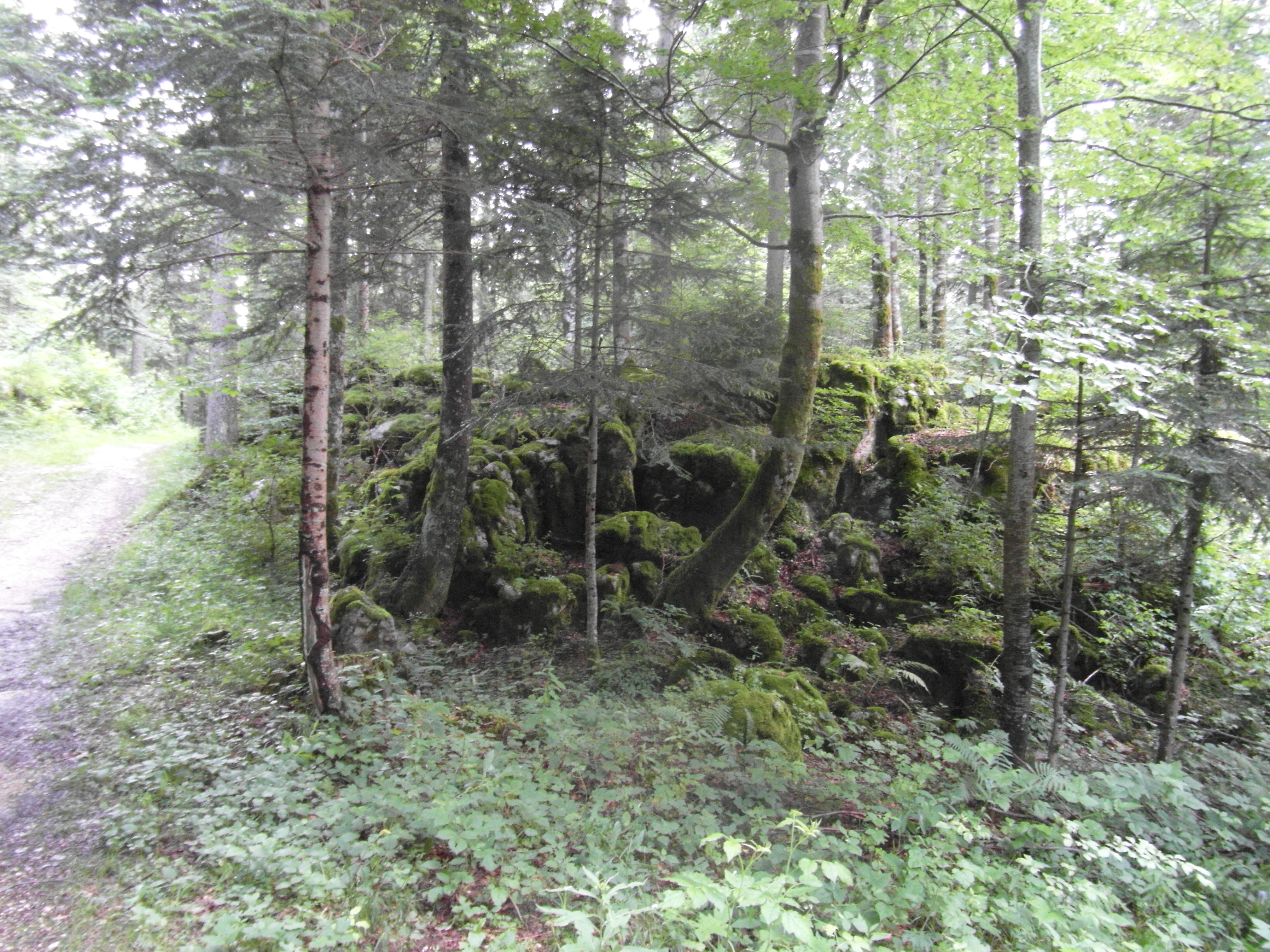
Forêt de Villard, secteur du Peuil près du Liorin
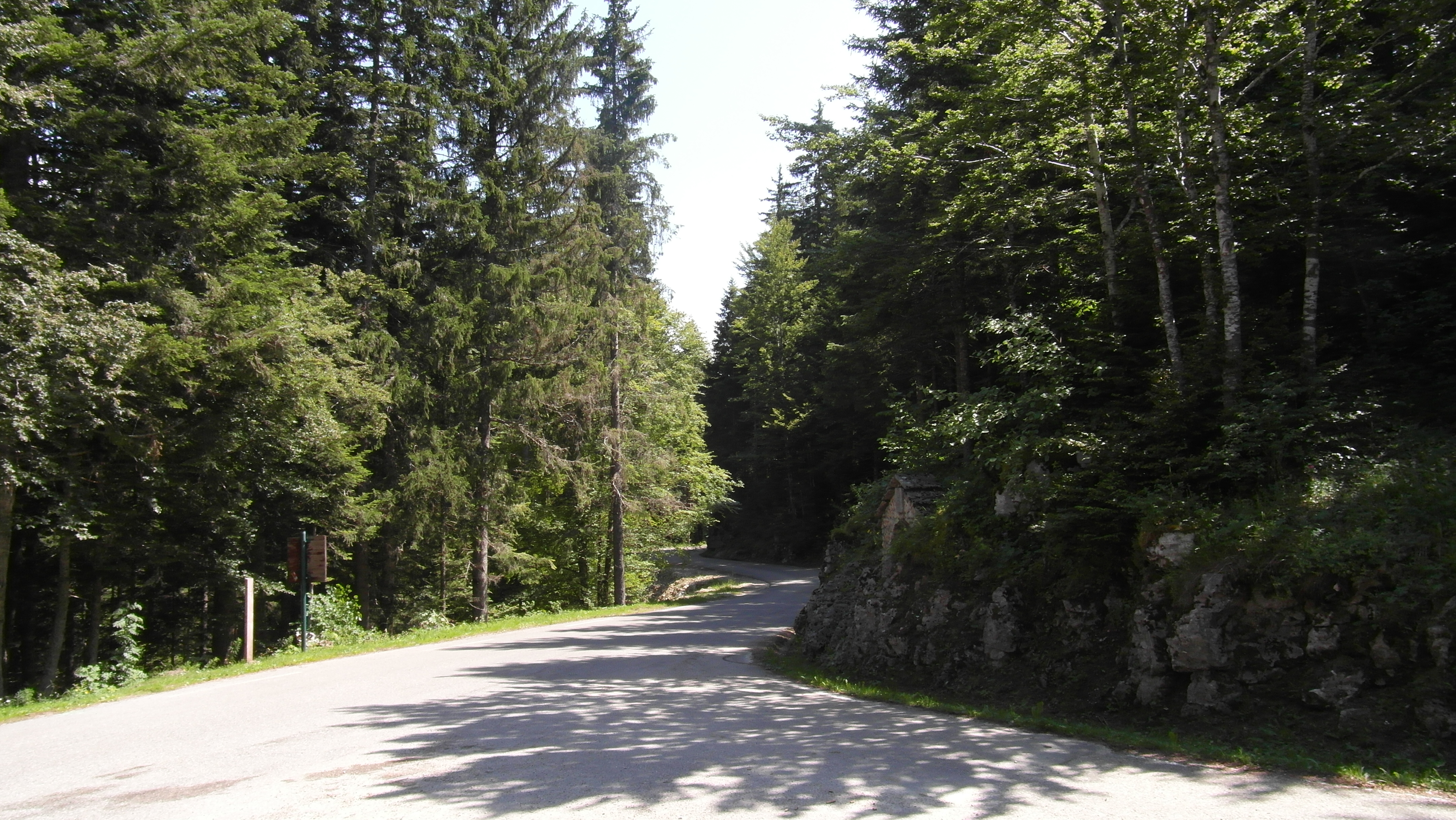
Forêt de Villard, route de Valchevrière
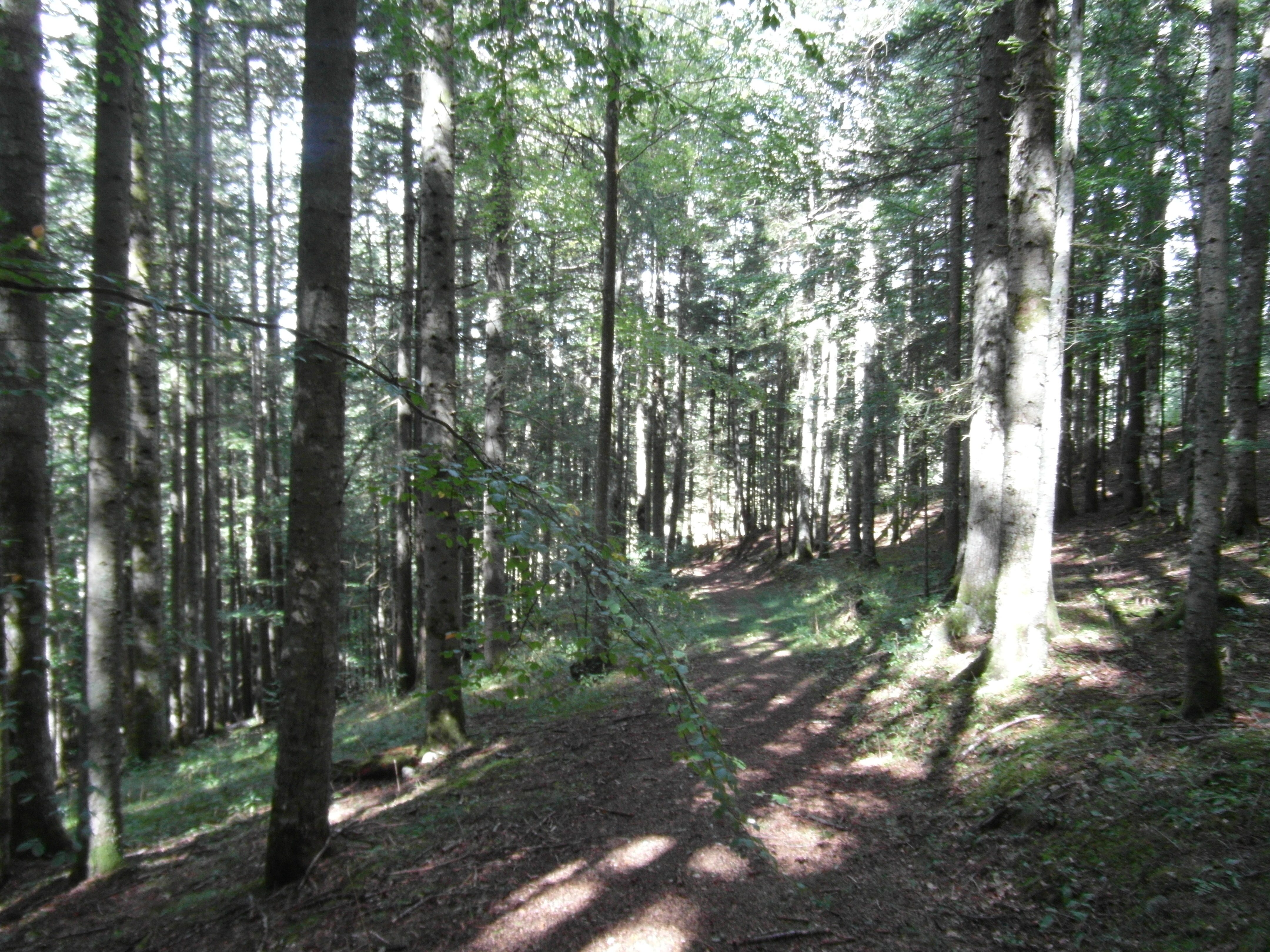
Forêt de Villard, secteur des « Cochettes »
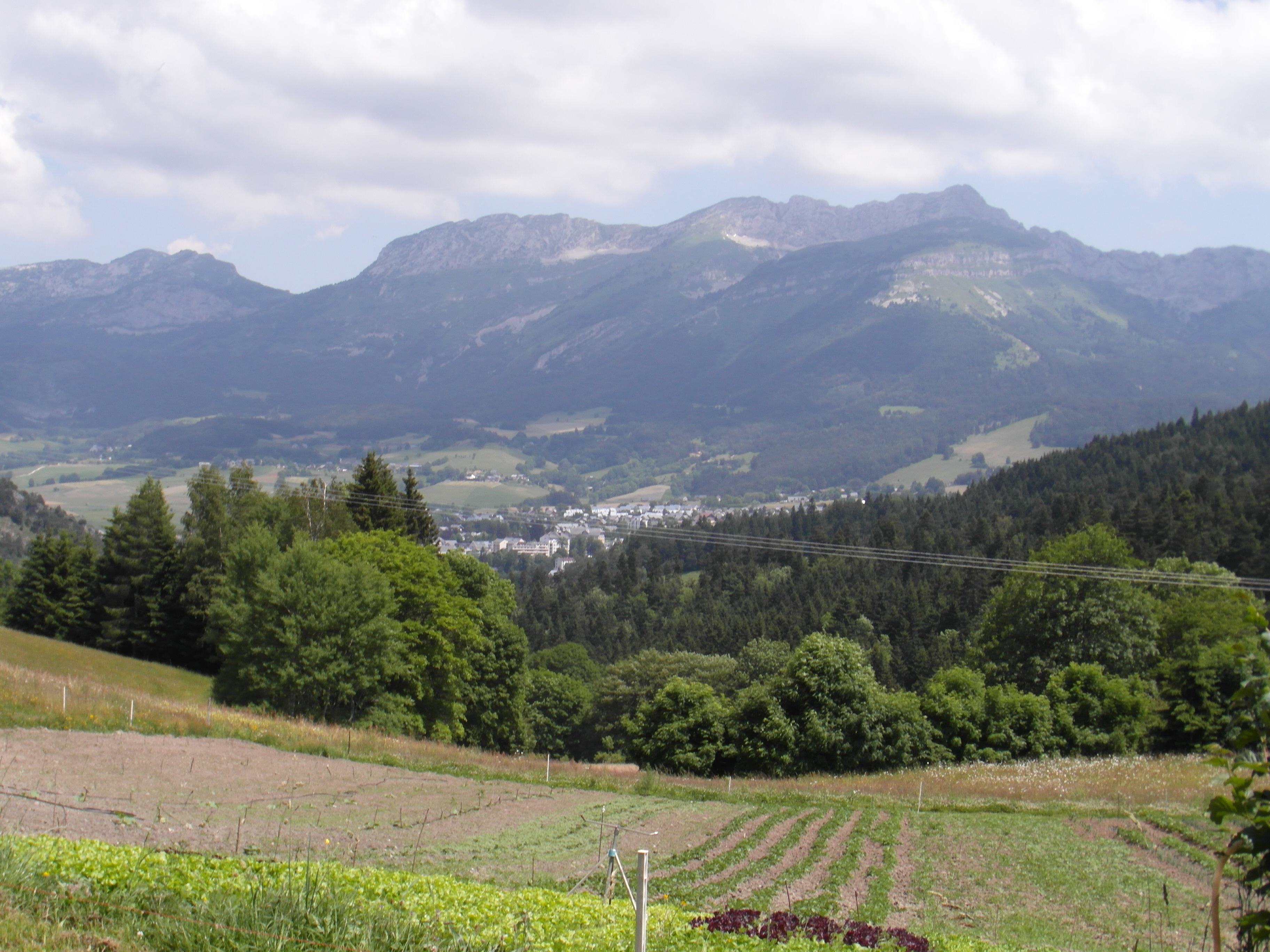
Forêt de Villard, secteur des « Olivets »
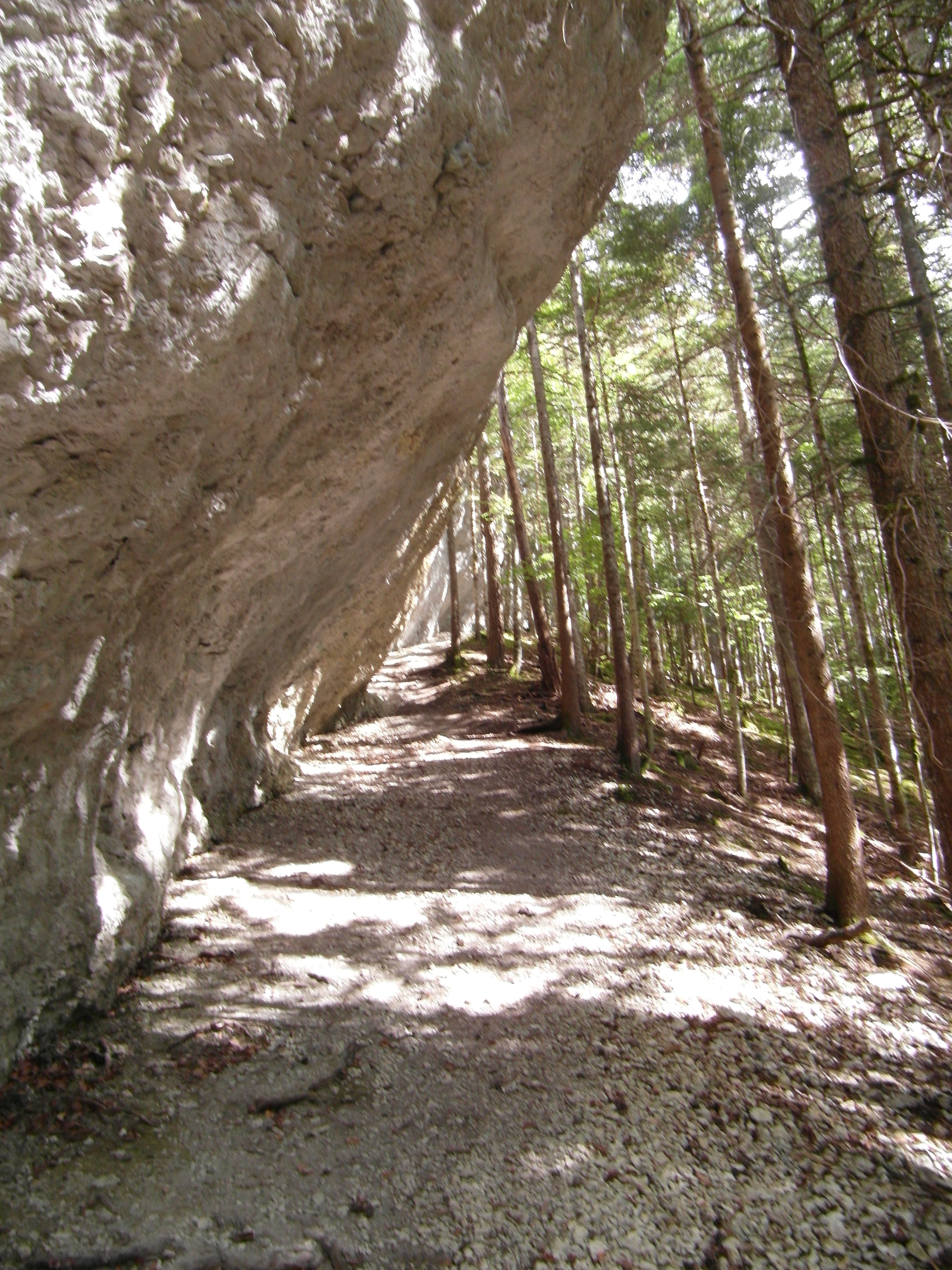
Combe du Bayle

##### La transhumance

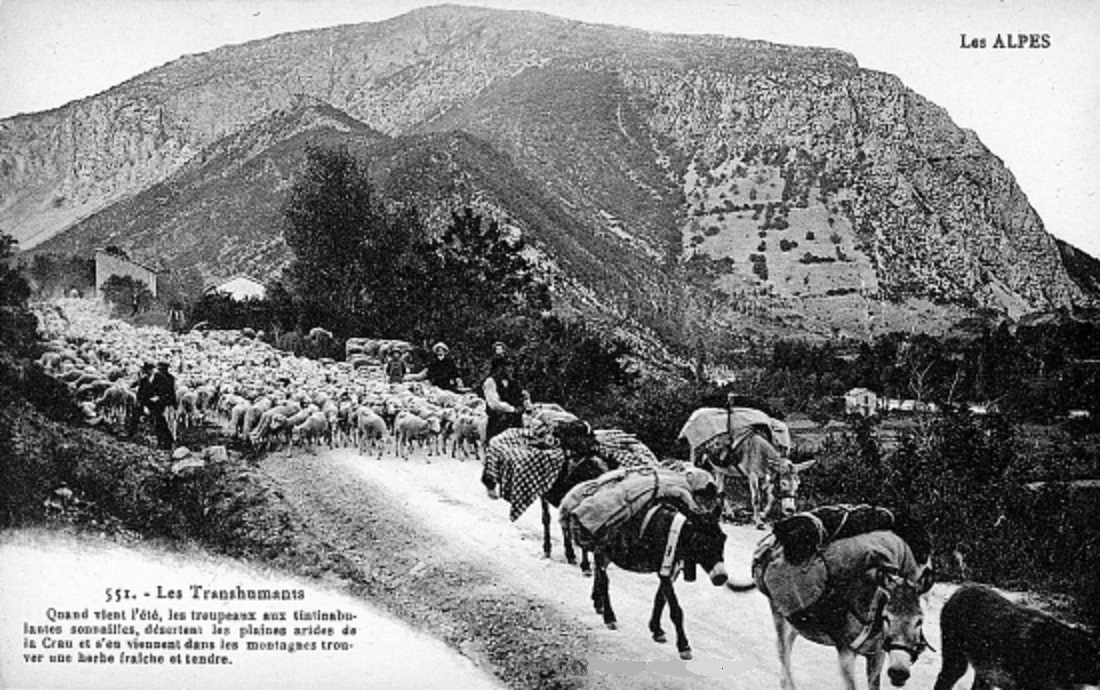
Troupeaux de moutons en transhumance de la Provence vers les Alpes (1900)

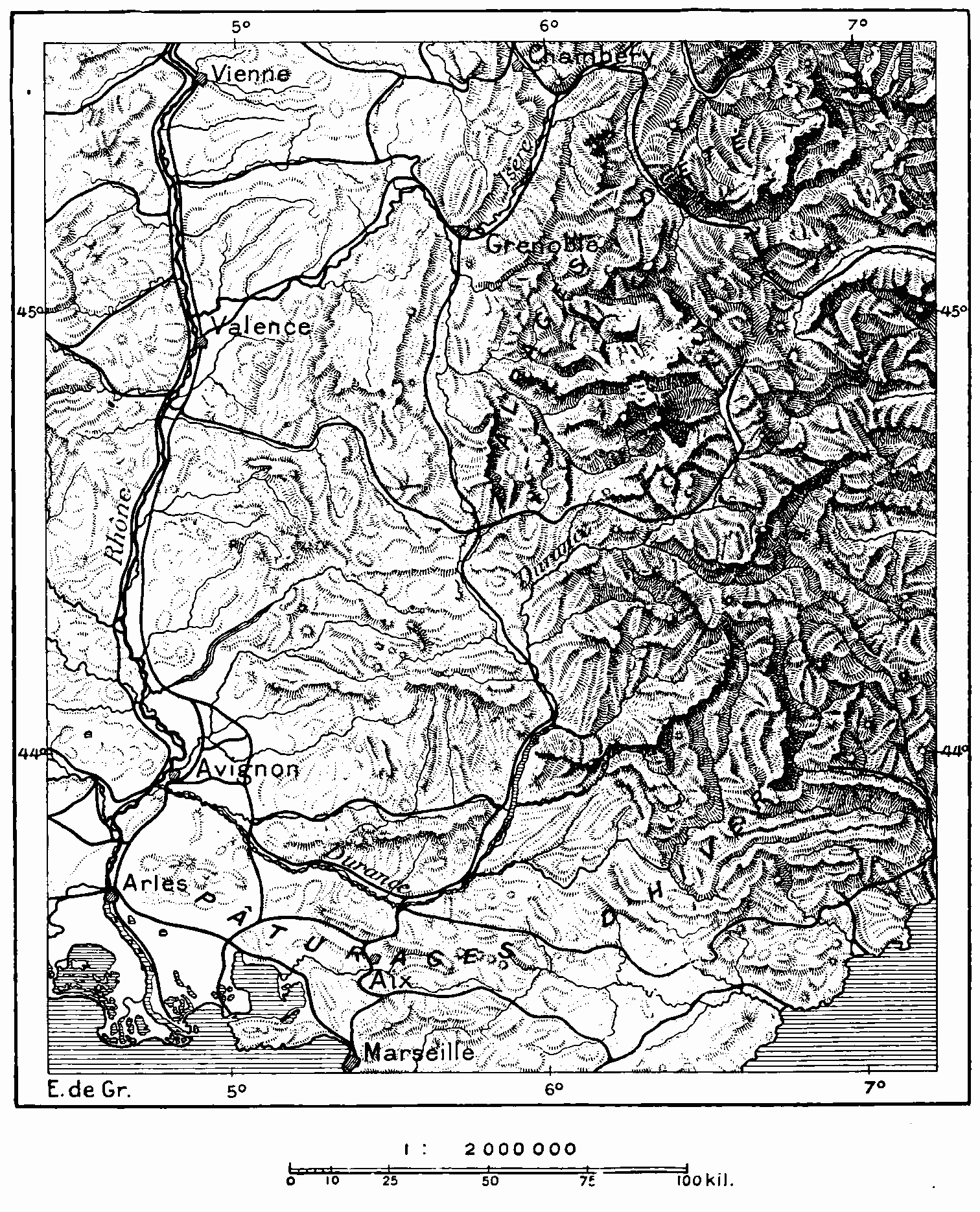
Carte de la transhumance de la Provence au Dauphiné

###### La transhumance, autrefois
Selon l'almanach du bonhomme Jacquemart de 1911, la transhumance, qui consiste à faire déplacer du bétail depuis les vallées jusqu'aux montagnes, est présentée comme une tradition régionale fort ancienne. On peut d'ailleurs notamment y lire le texte suivant : 
« Tous les ans, au printemps, des plaines d'Arles et de Provence, d'où l'aridité des sols et la chaleur les chassent, les moutons montent par troupeaux et viennent occuper jusqu'aux premiers froids toutes les montagnes du Dauphiné. »
Historiquement, les propriétaires de troupeaux devaient négocier, généralement avec les mairies et les édiles locaux, un pâturage à louer pour les périodes qui les intéressaient. Le contrat était généralement signé au printemps ou à la fin de l'été pour les années suivantes.
L'ouvrage de François et Charles Gardelle, dénommé Le Vercors, autrefois, nous donne en référence l'adjudication pour l'été 1871 d'un pâturage situé au pied du Roc Cornafion à Villard de Lans pour la somme de 2100 francs pour le bénéfice d'un propriétaire de troupeau situé sur la commune d'Arles, lieu-dit "le Rebortun".
Autrefois, il n'était donc pas rare de découvrir dans les rues principales du petit bourg de Villard-de-Lans, des passages de troupeaux de plusieurs centaines de moutons dénommés les "menouns". Autour de ces grandioses troupeaux qui, arrivant à pied (et à pattes) ou quelquefois par chemin de fer, sillonnaient la région de Villard-de-Lans, on pouvait découvrir quelques chèvres, voir quelques boucs.

###### La transhumance, aujourd'hui
Petit à petit, au cours du dernier siècle, le phénomène a fortement diminué, mais il encore parfaitement possible de découvrir des troupeaux en transhumance, mais sur des distances plus courtes, notamment sur les hauts plateaux, par delà Corrençon-en-Vercors sur le territoire du canton de Villard-de-Lans.
Les touristes et les randonneurs doivent comprendre que ces troupeaux ne doivent, en aucun cas, être dérangés et qu'ils sont gardés par des chiens spécifiques à cet usage, les patous, animaux qui assurent leurs tâches avec sérieux et dévouement... mais dont il est absolument recommandé de rester à l'écart.

###### Le patou, cerbère du troupeau en transhumance
Dès la naissance, le patou, chien de grande taille à l'aspect massif et débonnaire, vit avec les moutons dans la bergerie. Cela lui permet de tisser des liens avec les moutons et de faire partie intégrante du troupeau. Son rôle et de dissuader les rôdeurs, autant les humains que les animaux prédateurs de troupeaux.
Le patou vit donc toute l'année avec les moutons : l'été en montagne, et l'hiver dans la bergerie, c'est donc un chien, non seulement parfaitement adapté à la transhumance, mais qui reste autant emblématique de cette tradition ancestrale que le berger, voire que le mouton lui-même.

###### Le berger et son troupeau
C'est un des métiers les plus anciens de l'humanité. Il est pratiqué par des personnes, presque exclusivement des hommes, qui ne craignent ni la solitude, ni surtout l'effort physique. Le massif du Vercors, au niveau des hauts plateaux, accueille encore de nombreux professionnels et un site bien documenté et original, créé par l'un d'entre eux, est actuellement disponible sur le web.
Sur ce site, on peut notamment apprendre que durant la transhumance d'été, on engraisse des broutards qui sont de jeunes agneaux élevés pour leur viande. On découvre également que la période de transhumance se situe généralement de la mi juin à la fin du mois d'octobre et qu'enfin, les pâtures du Vercors se situent généralement au-delà de 1 400 m d'altitude.

### Personnalités liées à la commune
De nombreuses personnalités ont fortement influencé l'histoire ou la renommée de Villard-de-Lans par leurs naissances ou leurs passages dans la commune. Cette présence est principalement historique (Villard-de-Lans ayant été un berceau de la Résistance intérieure française) et sportif (La commune héberge une station de ski) mais aussi au niveau artistique et culturel à l'instar de Georges Perec et Boris Cyrulnik, jeunes juifs réfugiés dans des familles habitant la commune afin d'échapper à la Shoah.

### Villard-de-Lans dans les arts

#### Villard-de-Lans et ses environs au cinéma
Le territoire de Villard-de-Lans, très riche en paysages variés, autant en été qu'en hiver, le secteur des Quatre-Montagnes, et l'ensemble du massif du Vercors, ont souvent servi de cadre pour le cinéma français, notamment ces dernières années.

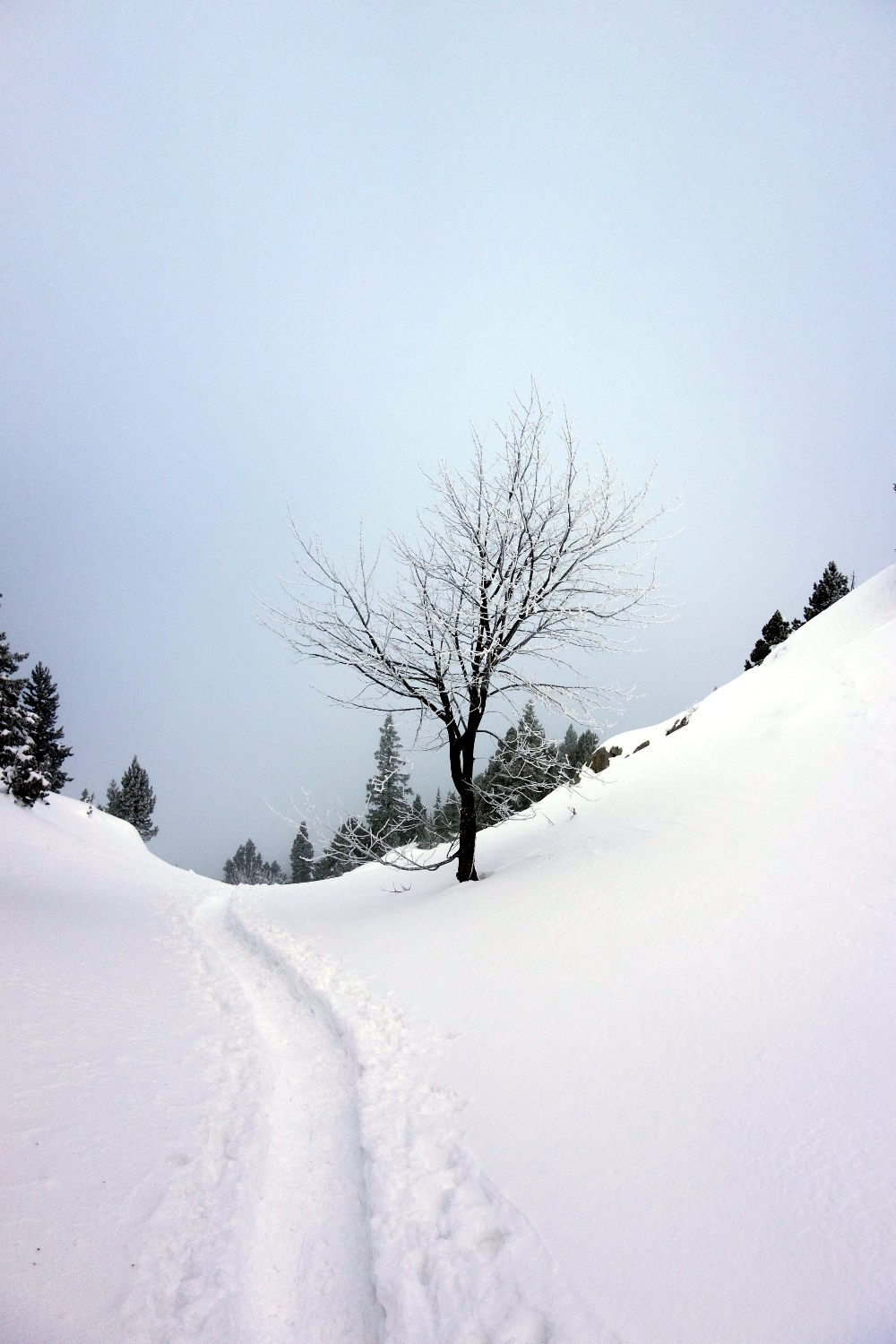
La région de Villard-de-Lans présente de nombreux paysages susceptibles d'attirer les caméras des réalisateurs de cinéma

#### Villard-de-Lans et ses environs en littérature
Deux écrivains ont fortement marqué la tradition littéraire locale, d'une part, un des grands représentants du roman français au XIXe siècle, Stendhal, né Henri Beyle, issu d'une famille originaire du plateau et, d'autre part, un grand spécialiste d'exercices de style, membre du groupe de l'Oulipo, Georges Perec qui y a vécu une partie de sa jeunesse, durant la Seconde Guerre mondiale pour échapper à la déportation des juifs de France comme d'autres enfants cachés dans des familles et des pensions villardiennes.

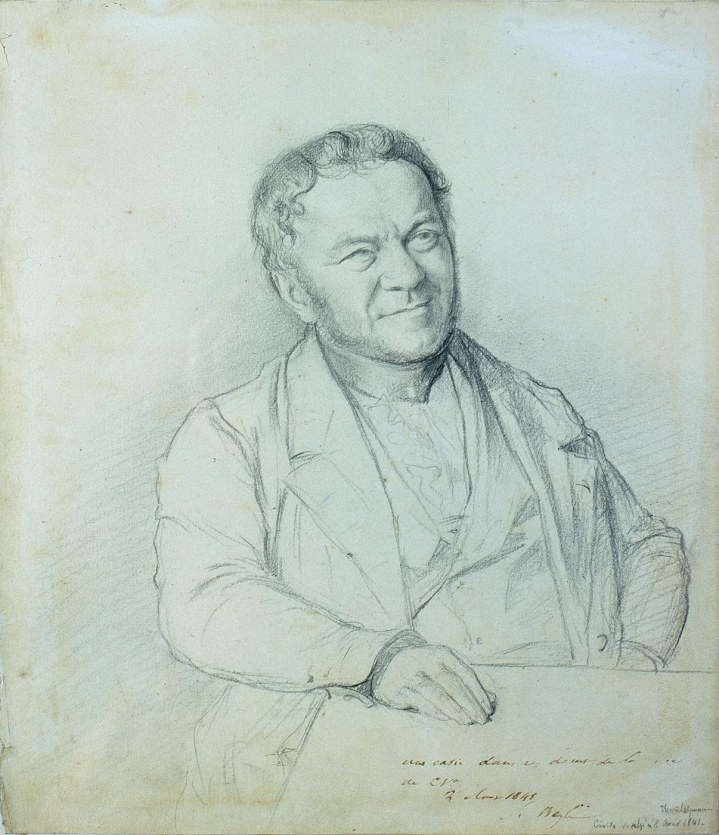
Stendhal par Henri Lehmann, 1841

#### Villard-de-Lans et ses environs à la télévision
À la fin des années 1980, une équipe de tournage de la série télévisée anglaise de la BBC dénommée «Wish me luck », inédite en France (et avec notamment Suzanna Hamilton comme actrice principale), s'est installée au « Grand Hôtel de Paris » situé dans le bourg de Villard-de-Lans pour y enregistrer plusieurs épisodes de la troisième et dernière série principalement consacrés au Maquis du Vercors.
Le tournage du téléfilm policier français Le Pont des oubliés, réalisé par Thierry Binisti, avec Dounia Coesens et diffusé en 2019 sur France 3, s’est déroulé en grande partie à la mairie de Villard-de-Lans et dans le Vercors diois avec 200 figurants recrutés sur place.

#### Villard-de-Lans et son patrimoine en philatélie
Un timbre célébrant et représentant la race bovine de la « Villard-de-Lans » a été émis le 22 février 2014 par La Poste, l'opérateur de services postaux français à l'occasion du Salon de l'Agriculture de Paris. Il fut mis en vente générale de 3 mars 2014. La valeur faciale de ce timbre à la date d'émission est de 0,61 € correspondant, à la date d'émission, au tarif national dit « lettre verte » pour un poids maximum de 20 g.
Imprimé en héliogravure, il a été émis à 3 500 000 exemplaires par l'administration postale.
Ce timbre, conçu par la dessinatrice Mathilde Laurent, a bénéficié d'une célébration officielle le 7 mars 2014 dans le centre de Villard-de-Lans, en présence du conseil municipal, de l'association pour la réhabilitation et la relance de la race bovine « La villard-de-Lans » et de l'association philatélique du plateau. Il appartient à la collection philatélique intitulée « les vaches de nos régions ».
Concernant la région de Villard-de-Lans, un timbre avait également été émis en 1962, pour une valeur faciale de 0.30 F, en mémoire de tous les membres de la résistance dans le Vercors, morts durant la Seconde Guerre mondiale.

### Héraldique
|  | D'or à un ours en pied d'argent ombré de sable dans sa partie inférieure, chaussé d'azur chargé à dextre d'un sapin d'argent et à sénestre d'un sapin de sable. (Il y a là non-respect de la règle de contrariété des couleurs : ces armes sont donc fautives). |

|  | D’or à l’ours de sable, allumé et armé d’argent passant sur une montagne de sinople mouvante de la pointe et accompagné de deux sapins du même. D’or à 1 ours au naturel passant entre 2 sapins de sinople, et posés sur un mont du même. |

### Villard-de-Lans dans les noms de lieux
Il existe une rue du Villard-de-Lans à Grenoble (quartier Esplanade) ainsi qu'une route de Villard-de-Lans, à Engins, à Lans-en-Vercors, et à Sassenage.

#### Articles directement liés à la commune
- Histoire de Villard-de-Lans
- Maison du patrimoine de Villard-de-Lans
- Hameaux et lieux-dits de Villard-de-Lans
- Villard-Corrençon
- Site nordique du Haut Vercors
- Valchevrière (site historique de la Seconde Guerre mondiale)

#### Autres articles
- Villard-de-Lans (race bovine)
- Liste des communes de l'Isère
- Communauté de communes du massif du Vercors
- Parc naturel régional du Vercors
- Forêt du Vercors
- Province du Dauphiné / Anciennes baronnies du Dauphiné
- Archives départementales de l'Isère